# Geschichte des elektrischen Antriebs von Schienenfahrzeugen

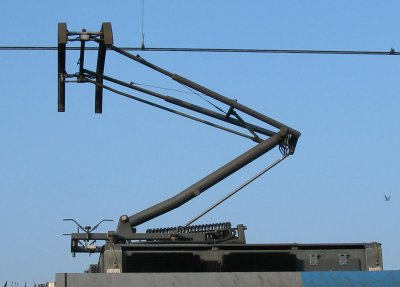
Halbscheren-Stromabnehmer

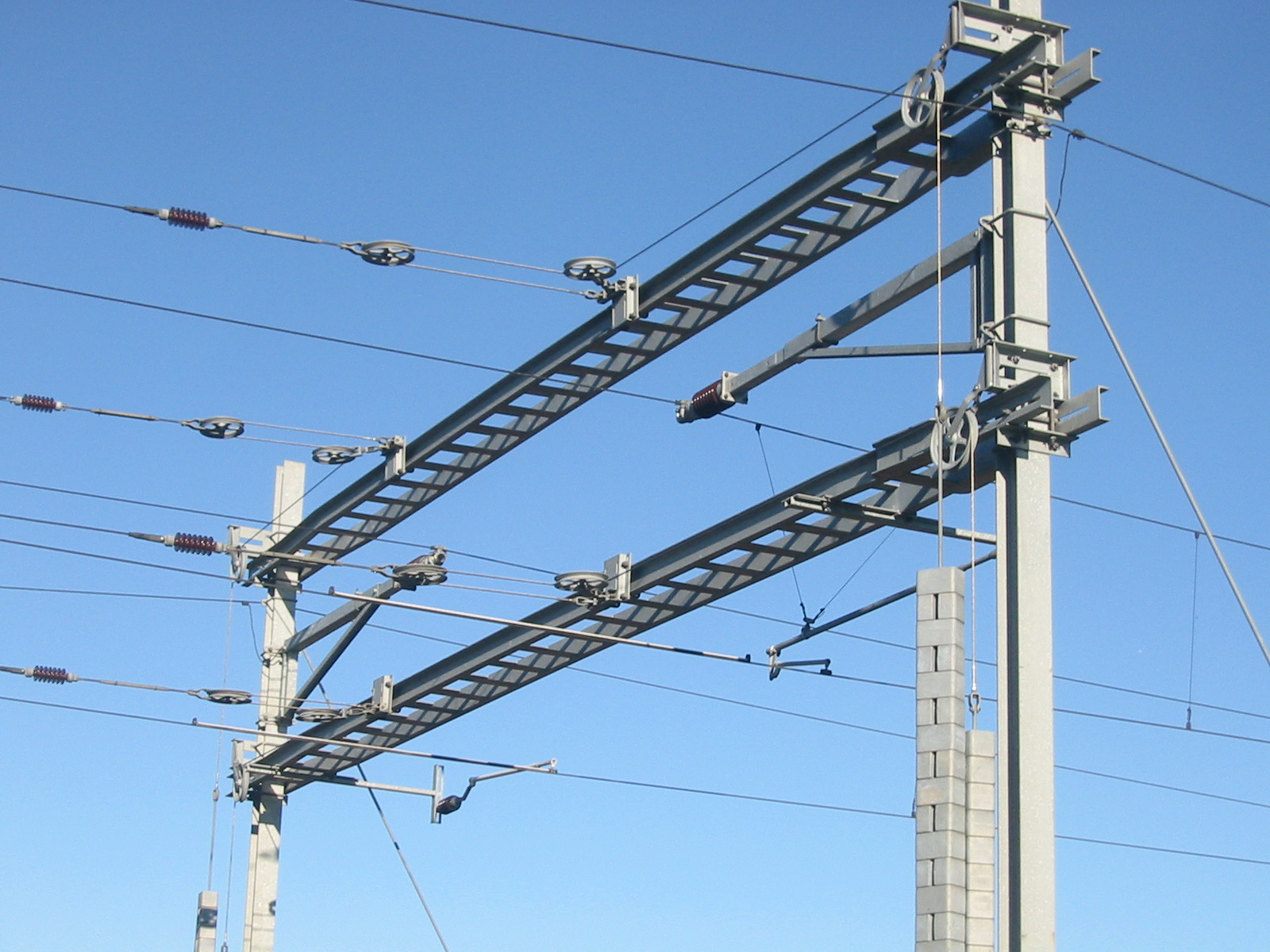
Oberleitung an Portalmasten (Schweizerische Bundesbahnen)

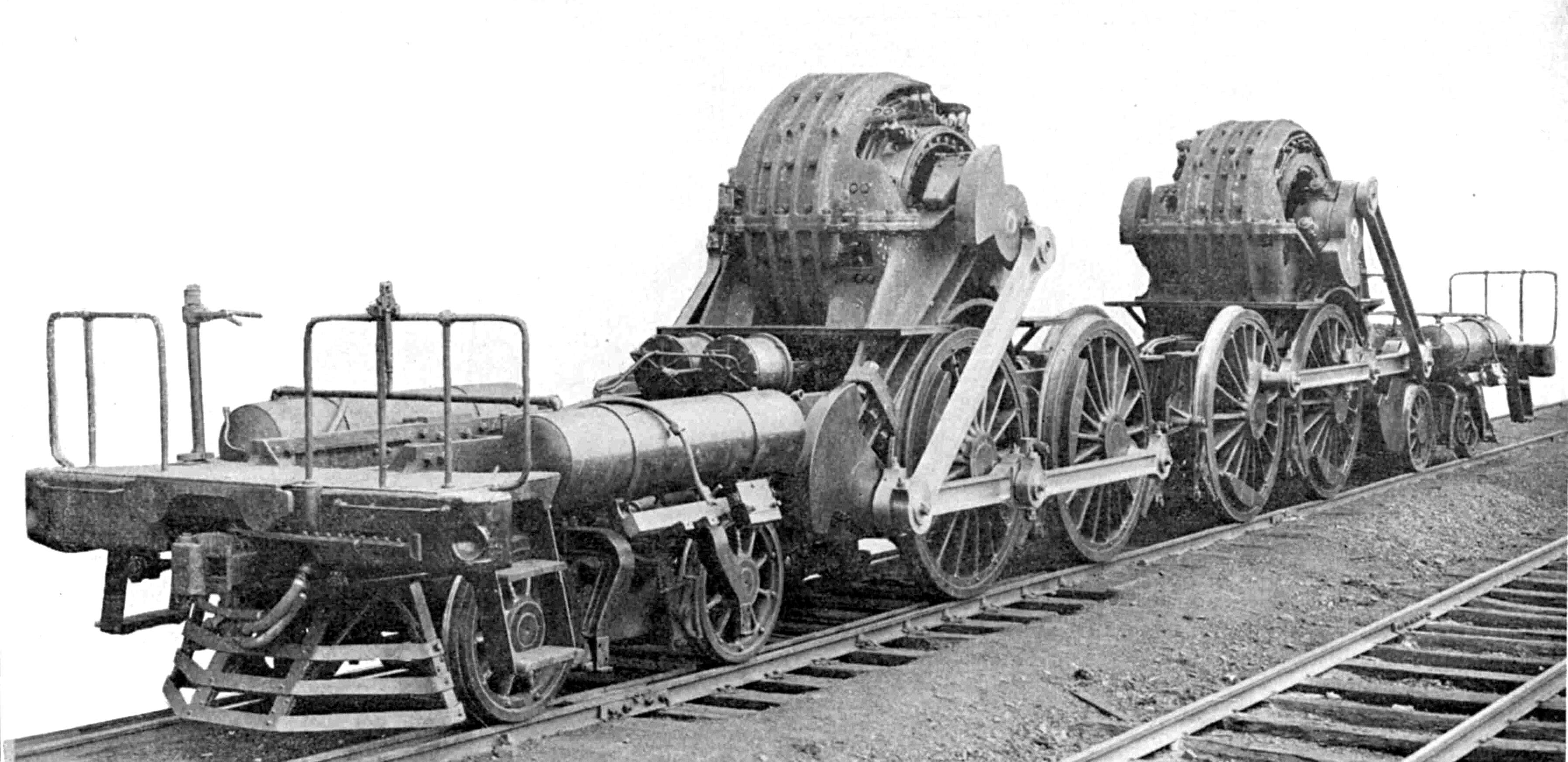
Fahrwerk einer amerikanischen Doppellokomotive PRR DD1 aus dem Jahr 1911 mit zwei großen Elektromotoren und Stangenantrieb

Die Geschichte des elektrischen Antriebs von Schienenfahrzeugen behandelt die historischen Abläufe und Entwicklungsschritte bei dessen Einführung. Neben den ersten Anfängen und anderen richtungsweisenden Entwicklungen wird die Einführung in Ländern dargestellt, die einen besonders großen Anteil an elektrisch betriebenen Strecken haben.

## Technische Voraussetzungen
Für die Entwicklung elektrisch betriebener Schienenfahrzeuge waren mehrere Komponenten erforderlich:
- ein zuverlässiger Elektromotor
- verfügbare elektrische Energie in geeigneter Form
- ein geeigneter Antrieb

### Motorprinzip

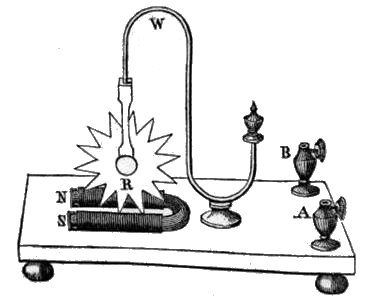
Das „Barlow-Rad“ (1822)

1820 entdeckte der dänische Chemiker Hans Christian Ørsted das Phänomen des Elektromagnetismus. Bereits im gleichen Jahr veröffentlichte Michael Faraday seine Arbeitsergebnisse über „elektromagnetische Rotation“. Er konstruierte eine Vorrichtung, bei der ein elektrischer Leiter um einen festen Magneten rotierte und im Gegenexperiment ein beweglicher Magnet um einen festen Leiter.
1822 entwickelte Peter Barlow das nach ihm benannte Barlow-Rad. Der Grobschmied Thomas Davenport entwickelte 1834 in Vermont (Vereinigte Staaten) einen Kommutatormotor und erhielt am 25. Februar 1837 das erste Patent auf den Elektromotor.
Auf dem europäischen Kontinent wirkten Ányos Jedlik und Hermann Jacobi (1801–1874) in ähnlicher Weise wie Davenport an der Entwicklung des praxistauglichen Elektromotors. Jacobi stattete zudem in Sankt Petersburg 1838 ein sechs Personen fassendes Boot mit einem von ihm entwickelten 220 Watt starken Motor aus. Damit war um 1837/1838 die Grundlage für einen elektromotorischen Antrieb bekannt und bis zur anwendungstauglichen Arbeitsmaschine entwickelt.

### Elektrische Energie
Die elektrische Energie war zunächst nur in Batterien verfügbar, die in entsprechendem Raum- und Gewichtsumfang mitgeführt werden mussten. Von damals bis heute hat sich dabei Zink als effektiver und gut zu verarbeitender Grundbestandteil elektrischer Batterien gezeigt. Es wurde bereits um 1720 in England in größerem Umfang gewonnen, Zinkhütten entstanden an vielen Orten, und 1805 wurde in Belgien das erste Zinkwalzwerk errichtet. Die elektrische Energieversorgung war damit prinzipiell vorhanden, jedoch aufwendig. So verwendete Hermann Jacobi eine sehr teure Zink-Platin-Batterie.
Der Kostenaufwand für eine elektrische Batterie betrug damals ein Vielfaches des Wertes der in einer Dampfmaschine für die gleiche Arbeitsleistung verfeuerten Kohle. Mit magnetischer Induktion wurde bereits ab 1832 beispielsweise von Hippolyte Pixii und Dal Negro in Generatoren Energie erzeugt, doch wurde dies zunächst nur als zum Betrieb von Lampen und für galvanische Zwecke nutzbar angesehen. Erst um 1866, als der Unternehmer Werner Siemens mit den von ihm gebauten Generatormaschinen Strom erzeugte, wurde elektrische Energie in einer Menge und Größe verfügbar, der die Idee elektromotorischer Antriebe über den Status einer interessanten Spielerei hinauswachsen ließ.

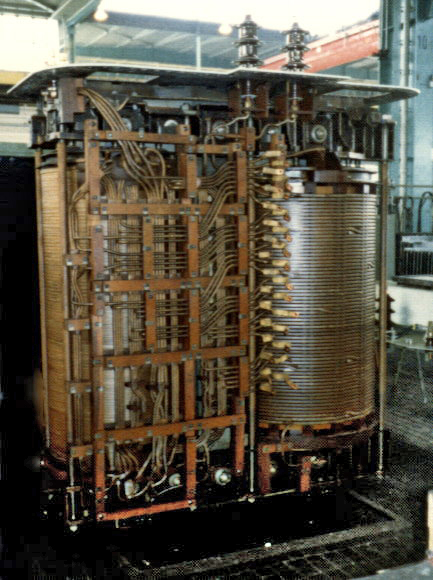
Geöffneter Transformator einer Elektrolokomotive, erkennbar sind die Anzapfungen für verschiedene Schaltstufen.

Als Stromart stand zunächst nur Gleichstrom zur Verfügung, der sich zudem als einfach anwendbar zeigte und sich damit bei vielen Bahnen als „erste Wahl“ etablieren konnte. Die Geschwindigkeit konnte einfach durch Reihen- oder Parallelschaltung der Fahrmotoren und durch den Einsatz von Widerständen als Spannungsteiler geregelt werden. Im oberen Geschwindigkeitsbereich wurde die benötigte Drehzahlsteigerung durch Feldschwächung erreicht. Die Fahrmotoren entwickelten somit ähnlich wie im Dampfbetrieb bei der Anfahrt, bei hohen Zuglasten und auf Steigungen die höchste Zugkraft, was sich im Bahnbetrieb als besonders günstig erwies.
Ab 1890 wurde mit der Entwicklung des Drehstromsystems und des Drehstrom-Asynchronmotors ein sehr einfacher und hoch effizienter Antrieb verfügbar. Dessen Anwendung erforderte jedoch die Verwendung dreipoliger Stromzuführungen, die aufwendig zu realisieren waren, außerdem konnten nur wenige, durch die Netzfrequenz vorgegebene Geschwindigkeiten eingestellt werden. Dennoch wurden in der Anfangszeit vielfach Versuche unternommen, Drehstrom für den Bahnbetrieb anzuwenden, in größerem Umfang jedoch letztlich nur bei der italienischen Ferrovie dello Stato zwischen 1904 und 1976.
Wesentlichen Anteil an der Verbreitung des elektrischen Antriebes bei Fernbahnen hatte die Entwicklung des Transformators, der die wirtschaftliche Übertragung der elektrischen Energie über große Entfernungen und dennoch einen ähnlich vorteilhaften Fahrbetrieb wie bei der Gleichstromzufuhr ermöglichte. Die damit verbundene Verwendung des hochgespannten Einphasenwechselstroms erwies sich zunächst für den Motorbetrieb problematisch, konnte aber mit niedrigen Frequenzen im Bereich von 15 bis 25 Hz für den Bahnbetrieb angepasst werden. Zu dieser Erkenntnis trugen ausgedehnte Untersuchungen zwischen 1905 und 1907 unter der Leitung von Robert Dahlander bei den schwedischen Statens Järnvägar bei. Daran beteiligt waren auch die AEG, die Siemens-Schuckertwerke und Westinghouse Electric, letztere in Kooperation mit den US-amerikanischen Baldwin Locomotive Works.

### Antrieb
Für die Kraftübertragung von der elektrischen Maschine auf die Räder musste zuerst eine geeignete Lösung gefunden werden. Das Prinzip maschinengetriebener Schienenfahrzeuge war zwar seit dem Einsatz der Dampflokomotive durch Richard Trevithick 1804 bekannt. Demzufolge verwendete C. G. Page für sein Triebfahrzeug einen Antrieb mit zwei Elektromagneten, die in wechselnder Hin- und Herbewegung mit einem Kurbelgetriebe die Räder wie mit einer Kolbendampfmaschine drehten. Diese Linie der Entwicklung wurde nicht weiter verfolgt, stattdessen entwickelten sich schnell Antriebssysteme, bei denen die rotierende Bewegung eines Elektromotors direkt oder mit Hilfe eines Getriebes auf die Antriebsräder bzw. Achsen des Fahrzeugs übertragen wurde.

## Zeitliche Entwicklung
Thomas Davenport in Vermont baute mit dem von ihm entwickelten Kommutatormotor 1835 ein Modell eines elektrisch angetriebenen spurgeführten Fahrzeugs auf einem einspurigen Schienenkreis von vier Fuß Durchmesser. Sein Modell war in hoher Abstraktion ausgeführt, es hatte zwei Schienen in Form von Kreisringen, die konzentrisch auf zwei Ebenen gelagert waren. Die innere, tiefergelegene Schiene diente als Fahrbahn für den Motorantrieb, die andere Schiene als reine Stromschiene. Dieser Denkansatz blieb jedoch weitgehend unbeachtet.
Der Schotte Robert Davidson (1804–1894) baute 1837 oder 1838 in Aberdeen ein elektrisches Lokomotivmodell und später eine größere, „Galvani“ genannte Lokomotive, die auf der Ausstellung der Royal Scottish Society of Arts 1841 vorgeführt und 1842 auf der Bahnstrecke zwischen Edinburgh und Glasgow erprobt wurde. Der Motor soll nach einem ähnlichen Prinzip funktioniert haben wie bei der 1851 entwickelten und weiter unten beschriebenen Lokomotive von C. G. Page. Das Fahrzeug erreichte eine Geschwindigkeit von vier Meilen pro Stunde (6,4 km/h). Die verwendete Zink-Batterie zeigte sich im Betrieb als vierzigmal teurer als der vergleichbare Aufwand für die Kohleverfeuerung. Es wird berichtet, dass die in einem Schuppen abgestellte „Galvani“ trotz ihrer erkennbaren Unterlegenheit aus Sorge um die damit entstehende Konkurrenz von Dampflok-Maschinisten zerstört wurde. Davidson erlebte noch die Eröffnung des elektrischen Betriebes auf der Tunnelbahn der City and South London Railway, was ihn dazu veranlasste, sich auf seinen Visitenkarten als „Robert Davidson. Father of the Electric Locomotive“ zu bezeichnen.
In Frankfurt am Main gelang es 1840 Johann Philipp Wagner (dem Erfinder des „Wagnerschen Hammers“), einen kleinen, mit einem Elektromotor getriebenen Wagen mit Anhänger auf einem Schienenkreis von 20 Metern Umfang fahren zu lassen. Er wurde daraufhin beauftragt, eine funktionsfähige große „elektromagnetisch getriebene“ Lokomotive zu bauen, wofür ihm ein Betrag von 100 000 Gulden zur Verfügung gestellt wurde. Er scheiterte jedoch an der Umsetzung, angeblich mangels Kenntnissen über den Zusammenhang von Batteriekapazität und Antriebsleistung.

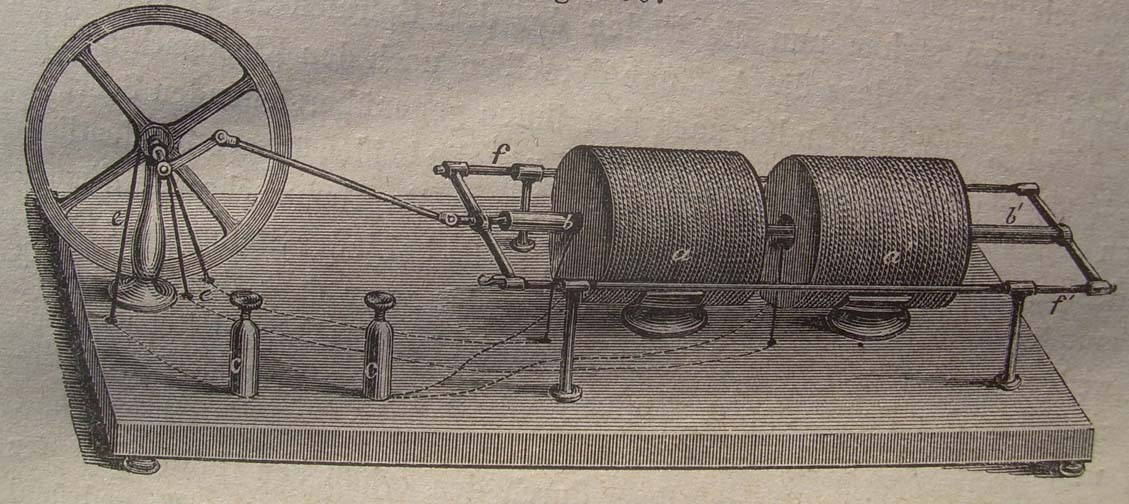
Elektrischer Kurbeltriebmotor nach Page

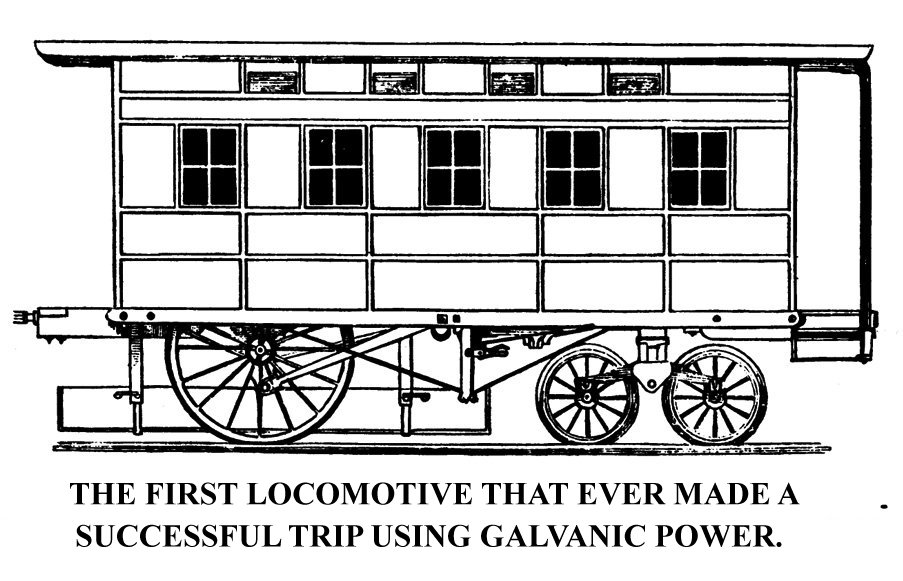
Die batteriebetriebene Lokomotive von Charles Page (1851)

Der US-amerikanische Patentamtsangestellte Charles Grafton Page (1812–1868) begann 1850 nahe Washington, D.C. mit einem staatlichen Zuschuss von 20 000 Dollar den Bau einer von zwei Elektromotoren getriebenen Lokomotive. Die 15 Kilowatt starken „Motoren“ bestanden aus jeweils zwei Spulen mit einem darin eingelassenen Stabanker, der durch wechselweises Einschalten der Spulen wie in einer Kolbendampfmaschine hin und her bewegt wurde. Diese oszillierende Bewegung wurde mit Treibstangen auf das Treibradpaar eines dreiachsigen Wagens übertragen. Gespeist wurden die Motoren aus einer gewaltigen, 50 Elemente umfassenden Batterie, die den Wagen auf eine Masse von zwölf Tonnen brachte. Bei der Probefahrt am 29. April 1851 erreichte diese Lokomotive kurzzeitig eine Geschwindigkeit von 31 km/h, doch durchbrennende Isolierungen und unter den Erschütterungen brechende Batterieelemente (üblich waren nasschemische in zylindrischen oder quaderförmigen Glasgefäßen) führten dazu, dass die Fahrt nach 40 Minuten weit vor dem Erreichen des Ziels abgebrochen werden musste.

### Erste Anwendungsversuche
Wirklich anwendungstauglich wurde der elektrische Schienenfahrzeugantrieb erst mit der Einführung einer ortsfesten Stromversorgung über Stromschienen oder Fahrleitungen. Auf der Tramstrecke entlang der Kurpromenade des russischen Ostseebades Sestrorezk experimentierte Fjodor Pirozki 1875 auf einem Kilometer Länge mit dieser Form der Stromversorgung. Wie später bei Siemens in Lichterfelde wurde die Energie über die beiden Fahrschienen zugeführt. Vom 22. August 1880 an betrieb er zwölf Tage lang auf einer wie in Sestrorezk präparierten Pferdebahnstrecke einen umgebauten doppelstöckigen Pferdebahnwagen, der von einigen Verkehrshistorikern als erste elektrische Straßenbahn der Welt betrachtet wird.

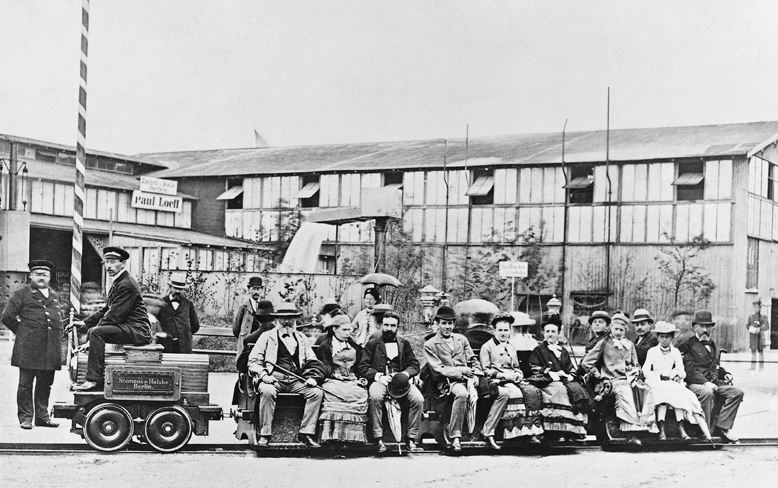
Elektrische Ausstellungsbahn von Siemens, Berlin 1879

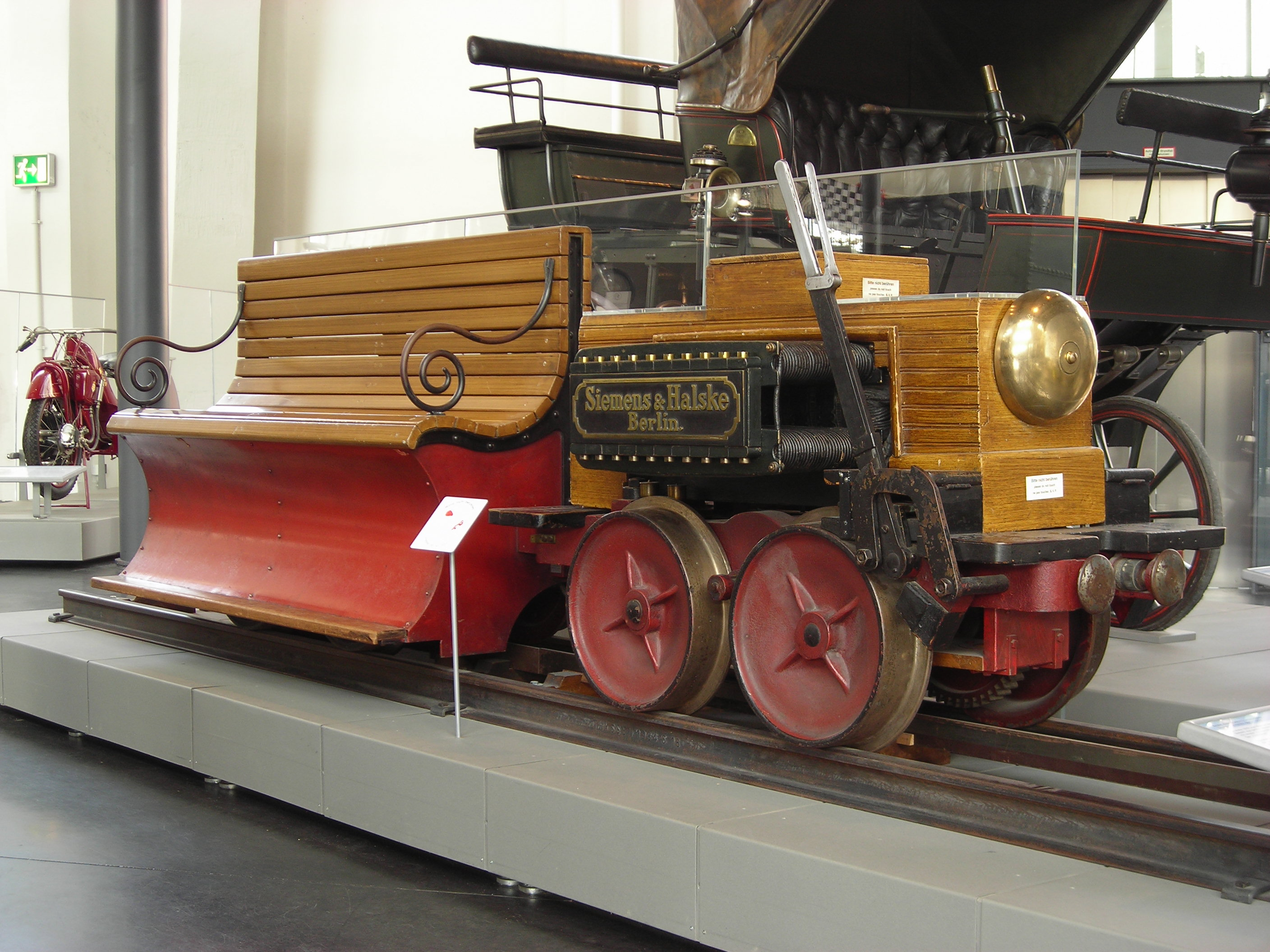
Original der Siemens-Ausstellungsbahn von 1879 im Deutschen Museum

Werner Siemens baute 1879 in Berlin für eine ursprünglich als Grubenbahn für die Senftenberger Stadtgrube bei Cottbus vorgesehene Strecke mit 500 Millimeter Spurweite eine zweiachsige Elektrolokomotive. Sie wurde von einem ortsfesten Dynamo über eine mittig im Gleis angebrachte isolierte Stromschiene mit Strom versorgt, während die Fahrschienen als Rückleitung des Stromkreises dienten. Diese Lokomotive zog auf der Berliner Gewerbeausstellung 1879 auf einem 300 Meter langen Rundkurs drei Wagen mit darauf montierten Holzbänken für je sechs Fahrgäste. Die Motorleistung der Lokomotive betrug 2,2 Kilowatt. Sie erreichte ohne Last eine Geschwindigkeit von 13 Kilometer pro Stunde und mit den jeweils mit sechs Personen besetzten Anhängern eine Geschwindigkeit von 6 km/h. Die Fahrtrichtung wurde durch ein Wendegetriebe geändert, da man die Drehrichtungsänderung des Motors durch Umpolen der Wicklung noch nicht kannte.
In vier Monaten wurden mit diesem Zug 90 000 Personen befördert und später erfolgten weitere Ausstellungsfahrten in Brüssel, London, Kopenhagen und Moskau, wodurch die Brauchbarkeit des elektrischen Antriebes für die Eisenbahn einer breiten Öffentlichkeit gegenüber bewiesen werden konnte. Von Mai bis September 1881 fuhr der Zug im Rahmen der Allgemeinen Patent- und Musterschutz-Ausstellung im Palmengarten Frankfurt im Frankfurter Westend. Die Maschine ist seit Mai 1905 im Deutschen Museum in München ausgestellt.
Ähnliche Ausstellungsbahnen wurden bald auch anderenorts präsentiert. Auf der Wiener Gewerbeausstellung 1880 ließ Béla Egger, ein früherer Mitarbeiter von Werner Siemens, auf einer 200 Meter langen Strecke einen motorisierten Plattformwagen für fünf bis sechs stehende Personen und einen angehängten Sitzwagen hin und her fahren. Dabei wurden in dreieinhalb Monaten immerhin 26 000 Fahrgäste befördert. Thomas Alva Edison soll im selben Jahr mit einem kleinen zweiachsigen Förderwagen wie bei Siemens bereits 65 km/h erreicht haben.

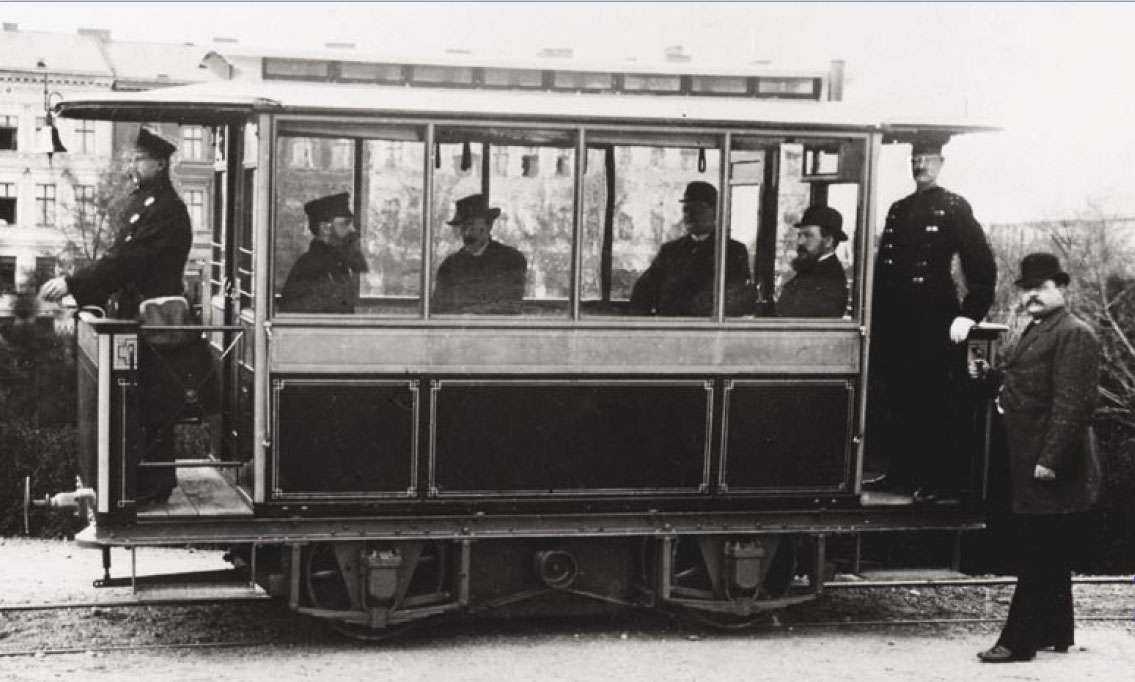
Elektrische Straßenbahn von Siemens mit Stromzuführung über die beiden Fahrschienen, Berlin 1881

So trat Siemens 1880 mit dem Plan einer elektrischen Hochbahn durch die Leipziger Straße an die Stadt Berlin heran. Da dies jedoch abgelehnt wurde, baute Siemens in Lichterfelde bei Berlin die Elektrische Straßenbahn Lichterfelde–Kadettenanstalt, die am 16. Mai 1881 den Probebetrieb aufnahm. Auf der 2,5 Kilometer langen Strecke verkehrten Wagen mit Platz für 26 Personen. Der Motor mit einer Leistung von 5 PS trieb über Spiraldrahtschnüre beide Achsen an; die Wagen erreichten eine Maximalgeschwindigkeit von 35 bis 40 km/h.
Siemens selbst bezeichnete sie nicht als Straßen-, sondern als „elektrische Eisenbahn“ und führte aus, sie könne „keineswegs als Muster einer elektrischen Bahn zu ebener Erde betrachtet werden, sie ist vielmehr eine von ihren Säulen und Längsträgern herabgenommene und auf den Erdboden verlegte Hochbahn aufzufassen“. Wegen der Gefahr von Stromschlägen bei Menschen und Zugtieren wurde die Bahnstrecke in Lichterfelde mit Zäunen abgesperrt und Unbefugten das Betreten des Bahnkörpers untersagt.

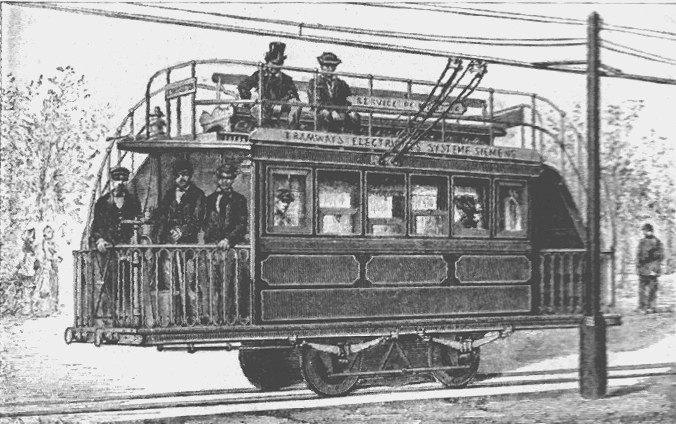
Die erste Oberleitung hing seitlich und bestand aus zwei nach unten offenen U-Profilen (Schlitzrohrfahrleitung), Paris 1881

Um die Gefahr durch Stromunfälle zu vermeiden, konstruierte Werner von Siemens die erste Oberleitung und stellte sie im Rahmen der Exposition Internationale d’Électricité 1881 im Zentrum von Paris vor. Er richtete eine 500 m lange Demonstrationsstrecke ein, die von der Place de la Concorde zum Palais de l’Industrie genannten Ausstellungspalast auf dem Gelände des heutigen Grand Palais führte und bei der der Strom erstmals über eine Oberleitung zugeführt wurde. Es handelte sich um eine Schlitzrohrfahrleitung aus Messing, bei der man auf die Schienen als Hin- und Rückleiter ganz verzichtete und stattdessen zwei nebeneinander liegende, geschlitzte Rohre als Hin- und Rückleiter anwendete. In den Rohren verliefen Schlitten, die durch ein biegsames Kabel vom Fahrzeug nachgeschleppt wurden.

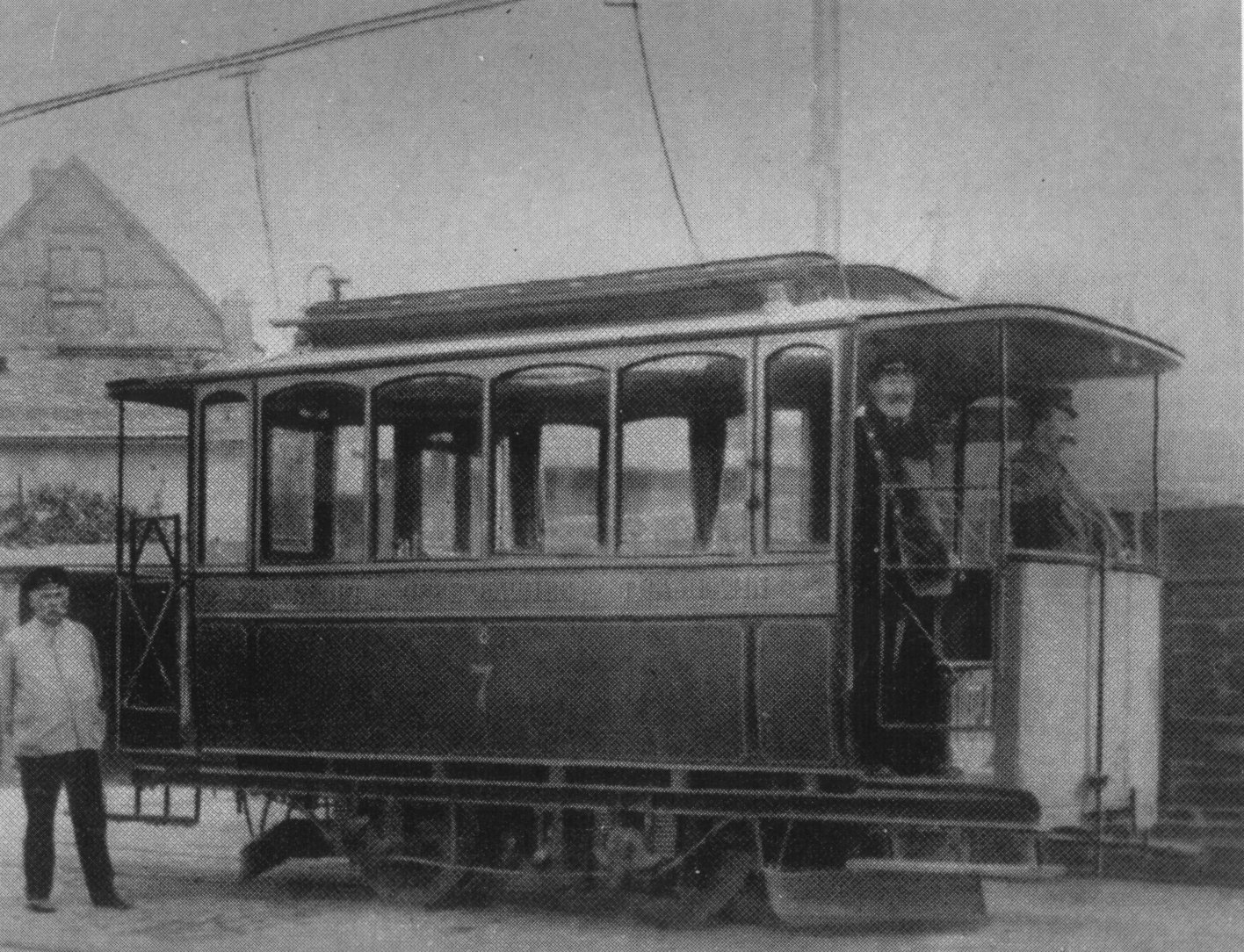
Straßenbahn in Frankfurt (FOTG, 1884)

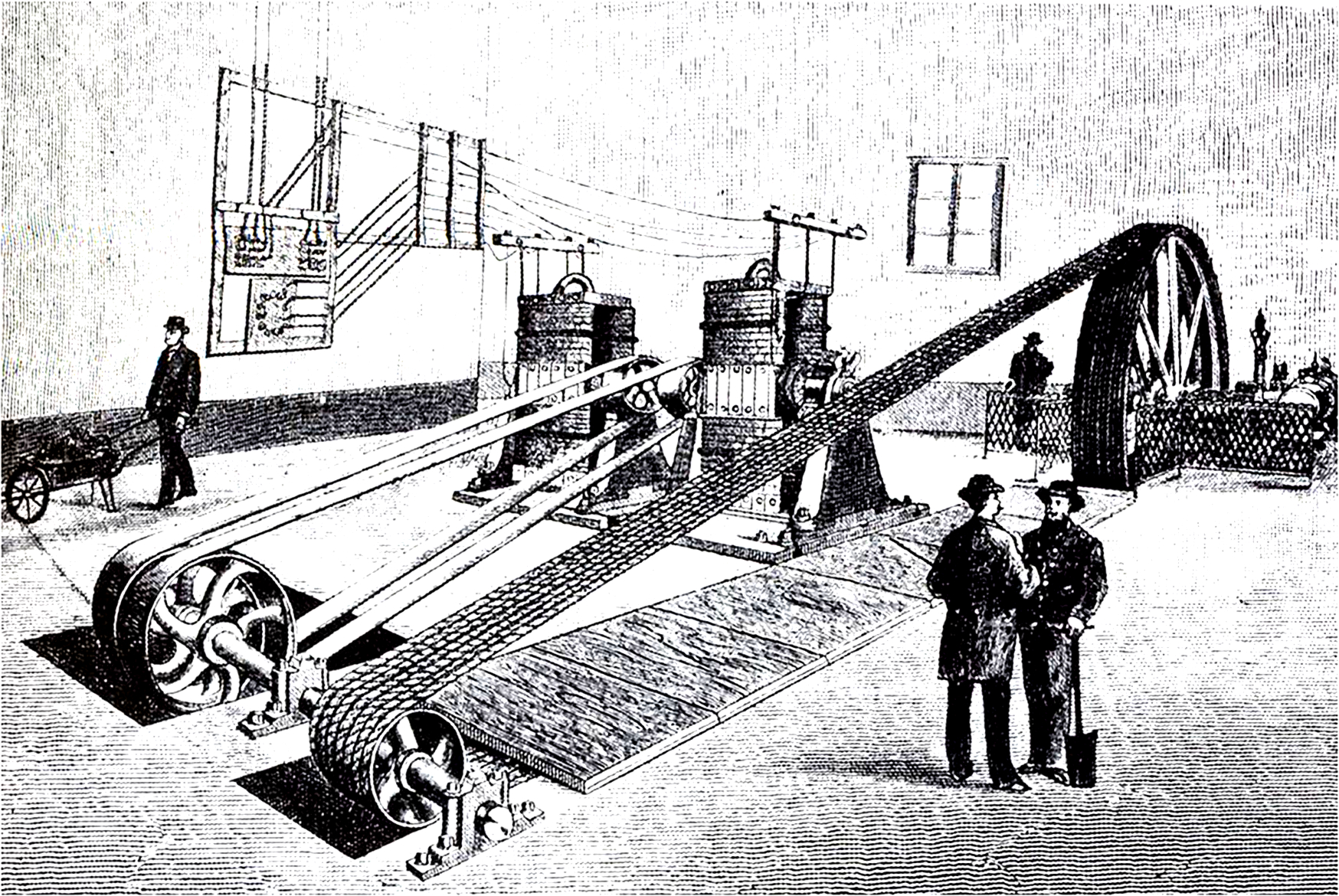
Bahneigenes Kraftwerk der Frankfurt-Offenbacher Trambahn-Gesellschaft von 1884

1882 elektrifizierte Siemens probeweise eine schon bestehende Strecke der Berliner Pferde-Eisenbahn zwischen Charlottenburg und dem Ausflugslokal Spandauer Bock mit einer dezenteren, technisch jedoch ähnlich komplizierten Ausrüstung. Auf zwei Drähten lief ein kleiner Kontaktwagen, der durch einen Motor vor dem Fahrzeug hergezogen und mit ihm durch ein flexibles Kabel verbunden wurde. Dabei übertrugen die Rollen des Kontaktwagens den Strom für die Motoren sowohl des Kontaktwagens als auch des Fahrzeugs. Obwohl die Erfahrungen auf der Strecke nicht befriedigten, stattete er in den nächsten Jahren drei neue Bahnstrecken nach fast demselben Prinzip aus, 1883 die Lokalbahn Mödling–Hinterbrühl, 1884 die Tram von Frankfurt nach Offenbach mit einem bahneigenen Kraftwerk und 1888 die Tram am Genfersee bei Montreux.
In Brighton nahm am 4. August 1883 Volk’s Electric Railway als älteste elektrische Straßenbahn in Großbritannien den Betrieb auf. Sie wurde von Magnus Volk, einem Sohn deutscher Einwanderer, gebaut. Da die Bahn mit 610 mm Spurweite keine Fahrleitung aufwies, wurde sie über die beiden Schienen bei 50 Volt Spannung mit Strom versorgt. Dieser wurde mit einem 2 PS starken Gasmotor erzeugt, die Höchstgeschwindigkeit lag bei sechs Meilen pro Stunde. Noch im selben Jahr folgte mit der Giant’s Causeway Tramway in Nordirland eine zweite elektrische Ausflugs-Straßenbahn, die die weltweit erste, von einem Wasserkraftwerk versorgte elektrische Bahn war. Sie hatte bereits eine seitliche Stromschiene und führte mit 290 bis 360 Volt eine ungleich höhere Spannung. Als 1895 ein Fahrradfahrer infolge eines Stromunfalls starb, musste die Spannung jedoch herabgesetzt werden.
1883 erprobte Leo Daft seine zwei Tonnen schwere Experimentierlokomotive Ampère auf der schmalspurigen Saratoga, Mount McGregor and Lake George Railroad im US-Bundesstaat New York. Sie zog einen gewöhnlichen Eisenbahnwagen von zehn Tonnen Masse und 68 Fahrgästen zuzüglich fünf Personen auf der Lokomotive selbst mit etwa 13 km/h über eine Steigung von 1:57. Die elektrische Energie kam dabei über eine Stromschiene zwischen den Fahrschienen.
Im brasilianischen Niterói wurde von Carlos Basto die Carris Urbanos de Nictheroy gegründet, die ab dem 7. Oktober 1883 eine der frühesten elektrischen Trambahnen auf der Hauptstraße Alameda São Boaventura (Fonseca-Linie) fahren ließ. Der Strom kam aus Akkumulatorbatterien. Im Februar 1885 wurde sie wegen zahlreichen Betriebsproblemen jedoch wieder eingestellt.
1884 eröffneten die Ingenieure Bentley und Knight in Cleveland die erste kommerziell betriebene elektrische Straßenbahn in den Vereinigten Staaten. Dabei wurde erstmals eine unterirdische Stromzuführung eingesetzt, bei der ein aus Holz gebildeter Kanal zwischen den Schienen nach oben einen Schlitz für den Stromabnehmer aufwies. Im Gegensatz zu der vier Jahre später eröffneten Straßenbahn Spragues in Richmond blieb dieser Betrieb nur ein Jahr lang bestehen.
Da sowohl die Energiezufuhr am Boden als auch Siemens’ aufwendige zweipolige Schlitzrohroberleitungen äußerst störungsanfällig waren, stagnierte die Verbreitung elektrischer Bahnen bis in die zweite Hälfte der 1880er Jahre.

### Oberleitungen

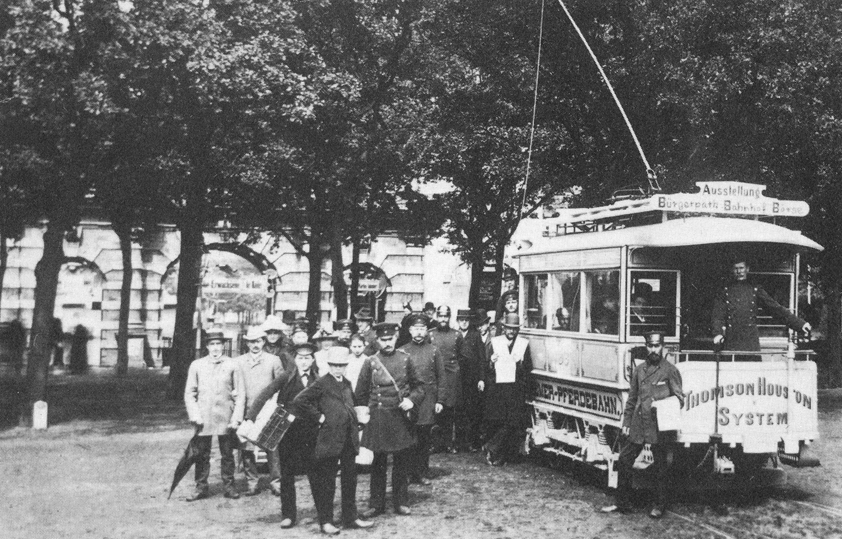
Vorführung der elektrischen Straßenbahnausrüstung von Thomson-Houston auf der Nordwestdeutschen Gewerbe- und Industrieausstellung in Bremen 1890

Ende 1884 wurde von J. C. Henry in Kansas City erstmals eine Versuchsbahn mit einer Fahrleitung ausgerüstet, die wie heute üblich aus Drähten bestand und mit Hilfe von Auslegern an Masten befestigt war. Im Betrieb ging man dann dazu über, die beiden als zweipolige Fahrleitung für Hin- und Rückleitung des Stroms gedachten Kupferdrähte nur noch als Hinleiter zu verwenden und den Strom über die Schienen zurückzuleiten. In der zweiten Hälfte des Jahres 1885 errichtete Depoele in Toronto eine Bahn, bei der nur noch ein einzelner Kupferdraht, mit Hilfe von Isolatoren an Armauslegern befestigt, die Aufgabe des Hinleiters übernahm. Erstmals kam dabei auch eine höhere Betriebsspannung zum Einsatz.
Frank Sprague übernahm die einpolige Drahtoberleitung und erfand den Stangenstromabnehmer, der sich auf das Triebfahrzeug stützte und eine Rolle von unten gegen den Fahrdraht drückte. Die von Sprague ausgerüstete Richmond Union Passenger Railway in Richmond (Virginia) begann ihren Liniendienst ab 2. Februar 1888 mit zehn Triebwagen. Auf der 20 Kilometer langen Strecke fuhren später bis zu 30 Triebwagen gleichzeitig und bewältigten Steigungen bis zu zehn Prozent. Mit diesem überzeugenden Nachweis der Leistungsfähigkeit begann der Siegeszug elektrischer Bahnen.
Kurz danach wurde Spragues System von der Thomson-Houston Electric Company verbessert. Sie rüstete damit 1889 die Boston Elevated Railway aus und stellte es 1890 auf der Nordwestdeutschen Gewerbe- und Industrieausstellung in Bremen erstmals in Europa vor.
Zwischenzeitliche Erfahrungen mit der Steuerung von Aufzugsanlagen bewogen Sprague, schon früh, einen Allachsantrieb von Triebzügen zu projektieren. In seinem im deutschen Sprachraum auch als Vielfachsteuerung bekannten Multiple-unit-Zugsteuerungssystem hatte jeder Wagen seine eigenen Fahrmotoren, die über Schützen und durchlaufende elektrische Steuerleitungen vom Triebfahrzeugführer gezielt gesteuert werden konnte. Steuerstromkreis und Motorstromkreis wurden bei dieser Schützensteuerung getrennt, dadurch konnten die Steuerleitungen mit niedriger Spannung belegt werden. Mit dieser frühen Vielfachsteuerung konnten auf schwierigen Strecken mit Steigungen und bei längeren Zügen separate Lokomotiven eingespart werden. Später wurden auch Lokomotiven mit Einzelachsantrieb mit dieser Steuerung ausgerüstet.
Stangenstromabnehmer mit an den Fahrdraht gedrückter Rolle vertragen zwar höhere Fahrgeschwindigkeiten als Kontaktwagen, können aber vom Fahrdraht „entgleisen“ und begrenzen daher die Geschwindigkeit auch.

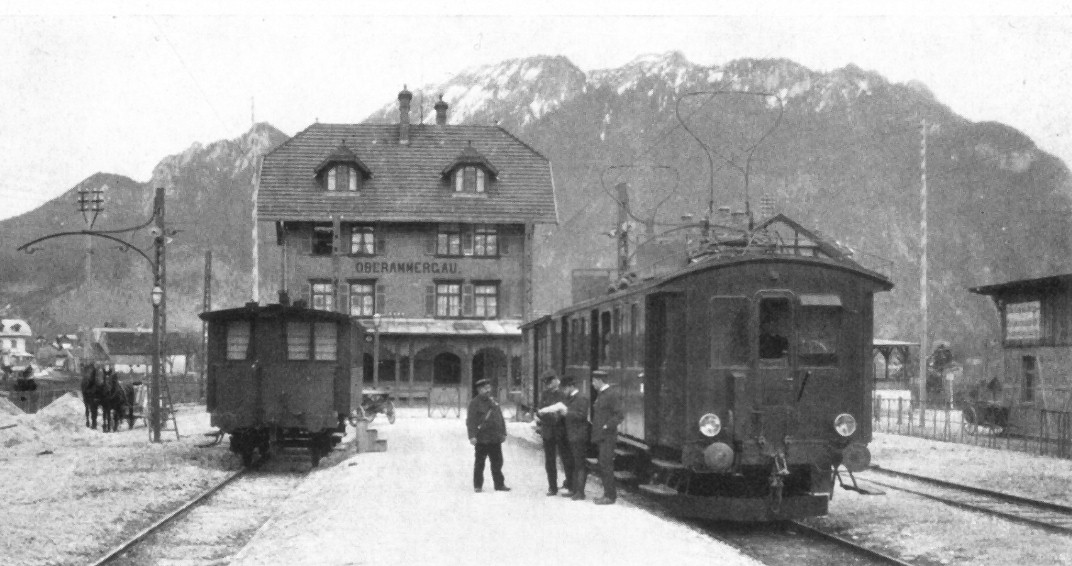
Lyrabügel bei der Ammergaubahn im Bahnhof Oberammergau 1905

Bei der Verlängerung der Strecke in Groß-Lichterfelde 1890 über die Kadettenanstalt hinaus zum Bahnhof Groß-Lichterfelde West wurde die in Amerika entwickelte einpolige Oberleitung übernommen, aber der Triebwagen mit dem Bügelstromabnehmer ausgestattet. Dieser wurde von Walter Reichel, Chefkonstrukteur bei Siemens, entwickelt und 1889 patentiert. Bügel- oder Lyrastromabnehmer konnten nicht vom Fahrdraht abspringen und ermöglichten damit deutlich höhere Geschwindigkeiten als die Stangenstromabnehmer. Sie fanden besonders zwischen 1890 und 1910 Verbreitung, vor allem in Europa. Außer Straßenbahnen wurden besonders Eisenbahnen damit ausgestattet. Auch die erste Straßenbahn in Australien, in Hobart, stattete die von Siemens gegründete Siemens & Halske 1893 mit Bügelstromabnehmern aus.

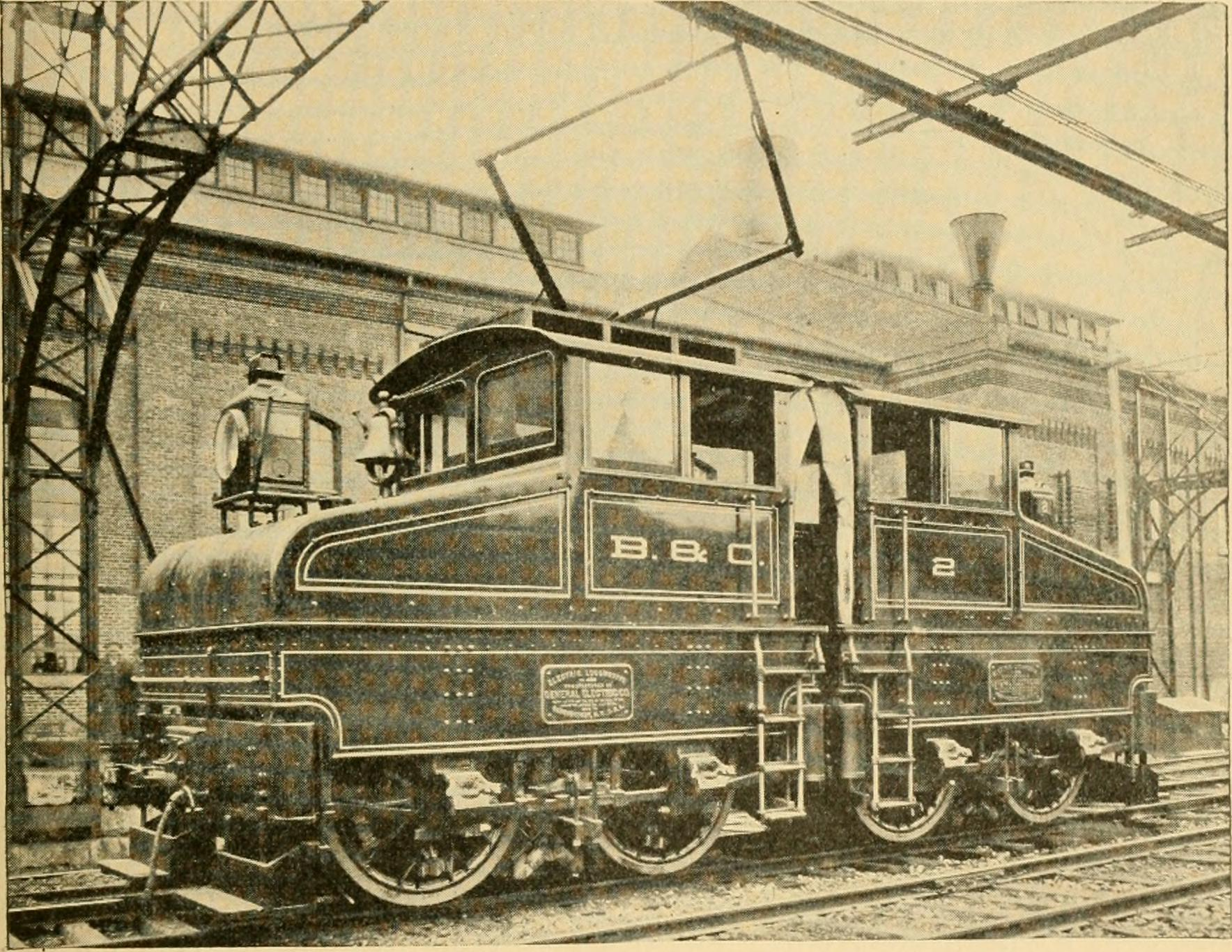
Lokomotive LE-1 der Baltimore and Ohio Railroad mit einem Vorläufer des Scherenstromabnehmers

Wegen der großen Masse und des langen Hebelarms neigen Lyrabügel zu kurzzeitigen Kontaktunterbrechungen. Zudem sind sie immer nur für eine Fahrtrichtung zu verwenden. Beide Probleme behob der bei Siemens entwickelte Scherenstromabnehmer. Erste Scherenstromabnehmer wurden schon vorher bei amerikanischen Grubenbahnen verwendet und seit 1896 von den Lokomotiven der LE-1-Klasse der Baltimore & Ohio Railroad auf der Tunnelstrecke in Baltimore. Sie waren aber nicht mit Schleifstücken ausgerüstet, auf welchen sich ein Fahrdraht frei bewegen konnten, sondern drückten eine Rolle in eine Deckenstromschiene. Das System bewährte sich nicht und wurde durch seitliche Stromschienen ersetzt, wie sie bereits in New York City verwendet wurden.

Elektrolokomotiven der Elektrizitätsaktiengesellschaft in Nürnberg, vormals Schuckert & Co. 1897 bei der ARBED-Burbach

Die ersten Scherenstromabnehmer mit Schleifleisten wurden für Grubenbahnen gebaut, so 1897 von der Elektrizitätsaktiengesellschaft in Nürnberg, vormals Schuckert & Co für die Burbacher Hütte im Industriegebiet an der Saar. Bis zum Einsatz derartiger Stromabnehmer im öffentlichen Verkehr vergingen aber noch Jahre.
Ein erfolgloses Projekt stellte hingegen der 1898 vorgestellte Elektrische Straßenbahn-Omnibus von Siemens & Halske dar. Hierbei handelte es sich um eine Mischung zwischen elektrischem Straßenbahntriebwagen und Batteriebus, das Zweiwegefahrzeug konnte sich im Perambulatorbetrieb auch abseits der Schienen bewegen.

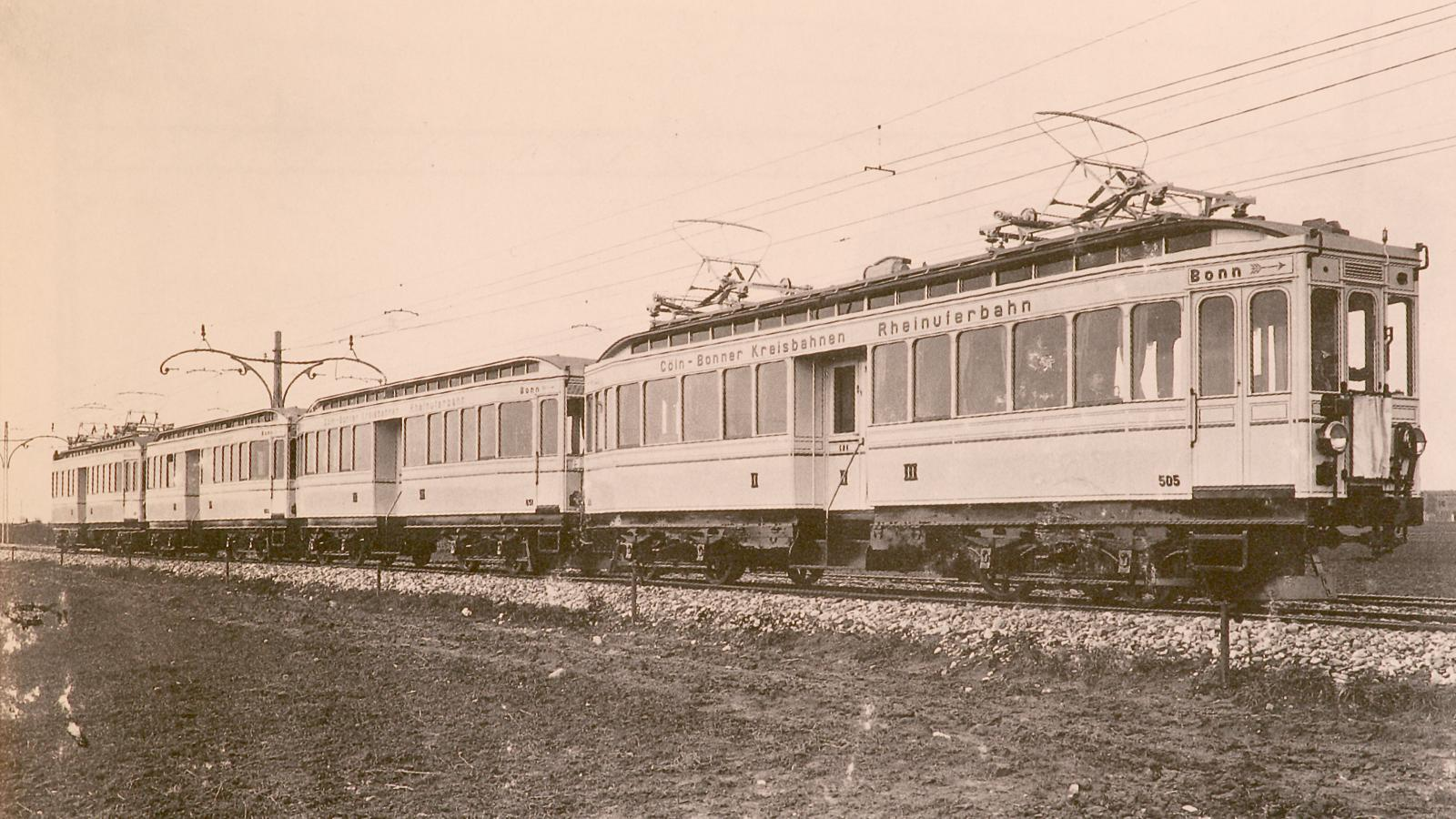
Triebwagen auf der Rheinuferbahn 1906

Die San Francisco, Oakland, and San Jose Railway (SFOSJR), später im Key System aufgegangen, begann ihren Betrieb am 26. Oktober 1903 mit einem Stadtbahnzug aus vier Eisenbahntriebwagen, die mit je zwei Scherenbügelstromabnehmern ausgestattet waren, konstruiert von John Q. Brown, einem Ingenieur der Gesellschaft. Die Rheinuferbahn zwischen Köln und Bonn nahm 1905 ihren Betrieb mit Ganzstahltriebwagen auf, deren Stromabnehmer von Siemens-Schuckert zwar verbessertem Kontakt zur Oberleitung boten und für beide Fahrtrichtungen zu gebrauchen waren, jedoch noch keine Scherenstromabnehmer waren. Sie entsprachen vielmehr der auch als „Berliner Dreiecksbügel“ bezeichneten Bauart. 1906/1907 experimentierten die ÖSSW bei der mit Gleich- und Wechselstrom elektrifizierten Lokalbahn Wien-Baden mit mehreren Bauarten von Stromabnehmern, darunter auch Dreiecksbügel mit Pantographen-Aufsatz und Lyrabügel. Der elektrische Betrieb bei den Großherzoglich Badischen Staatseisenbahnen begann gleich mit einer Lokomotive mit Scherenstromabnehmern. Nach ihrer Auslieferung 1910 wurde die Badische A1 erst auf schon elektrifizierten Strecken getestet, der Ammergaubahn und der Bahnstrecke Bitterfeld–Dessau, bevor sie ab 1913 auf der Wiesentalbahn und der Wehratalbahn eingesetzt wurde. Die Preußischen Staatseisenbahnen nahmen noch 1911 Lokomotiven mit Lyrabügel in Betrieb, aber auch dort hatten schon im Folgejahr alle neu beschafften Elektrolokomotiven Scherenstromabnehmer. Sie gewährleisteten auch bei Geschwindigkeiten über 100 km/h eine sichere Energieversorgung.
Erst die Entwicklung elektrischer Hochgeschwindigkeitszüge ab Mitte des 20. Jahrhunderts erforderte entscheidende Verbesserungen, die mittlerweile zur allgemeinen Verbreitung des Einholmstromabnehmers geführt haben, eines Halbscherenstromabnehmers.

### Stromschienen

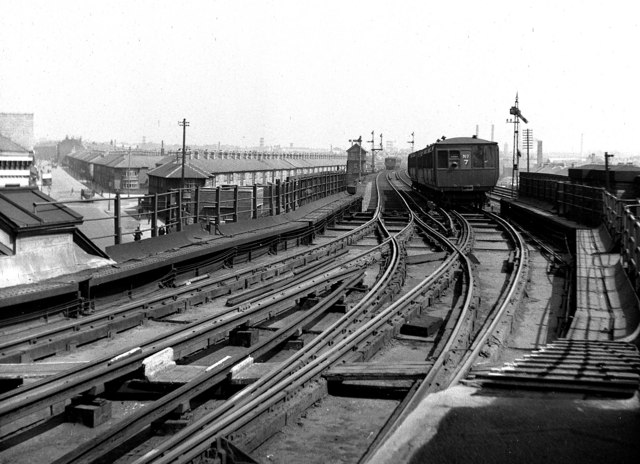
Liverpool Overhead Railway 1893–1956

Elektrische Vorortbahn von Berlin Potsdamer Bahnhof bis Groß-Lichterfelde Ost 1903–1929

Die älteste heute verkehrende elektrische Bahn, Volk’s Electric Railway, arbeitete zunächst, d. h. seit 1883, mit Stromversorgung nur über die Fahrschienen, erhielt aber 1886 eine dazwischen angeordnete Stromschiene.
In Denver begann der elektrische Straßenbahnbetrieb 1886 mit einer zweipoligen Stromzufuhr durch einen geschlitzten Leitungskanal (Conduit) unter der Fahrbahn. Dort wurde dieses Prinzip 1888 schon wieder verlassen und auf Oberleitungsbetrieb umgestellt. Anschließend wurde das Conduit-System jedoch aufgrund eines behördlichen Verbots von Oberleitungen in großem Stil in Manhattan eingesetzt. Auf vielen Strecken konnte man dabei allerdings auf Leitungskanäle zurückgreifen, die vorher für die Zugseile von Kabelstraßenbahnen angelegt worden waren.
Wo es möglich war, Passanten und Tiere von den Gleisen fernzuhalten, war die Energiezufuhr über eine Stromschiene praktikabel und hat sich in einigen Netzen bis heute gehalten.
Die erste Untergrundbahn mit seitlicher Stromschiene war die am 4. November 1890 feierlich eröffnete City and South London Railway. Sie setzte den elektrischen Antrieb notgedrungen ein, da sich der eigentlich vorgesehene Kabelantrieb als unpraktikabel erwiesen hatte.
Die erste elektrische Hochbahn wurde am 4. Februar 1893 auf acht Kilometer Länge im Liverpooler Hafen eröffnet. Diese Liverpool Overhead Railway hatte zunächst eine mittige, später eine seitliche Stromschiene. Ab 1905 fuhren ihre Züge sogar auf einer inzwischen ebenfalls elektrifizierten Vollbahnstrecke weiter.
Ebenfalls von Anfang an mit seitlicher Stromschiene arbeiteten seit dem 19. Juli 1900 die Pariser Métro und seit dem 15. Februar 1902 die Berliner Hochbahn, heute Berliner Untergrundbahn. Die älteste U-Bahn des europäischen Festlandes dagegen, die Budapester Millenniumslinie von 1896, hat Oberleitungen, im Tunnel in Form von Deckenstromschienen, im Außenbereich als Fahrdraht. Nach einem ersten elektrischen Versuchsbetrieb mit Stromschienen im Jahr 1900 auf der Berliner Wannseebahn begann im Juli 1903 ein zweiter elektrischer Versuchsbetrieb mit Stromschienen auf der Vorortbahn vom Potsdamer Bahnhof in Berlin nach Lichterfelde Ost, der als Vorläufer der Berliner S-Bahn direkt in den Regelbetrieb überging und Mitte der 1920er Jahre an das spätere System angepasst wurde.

### Drehstrom und Einphasenwechselstrom

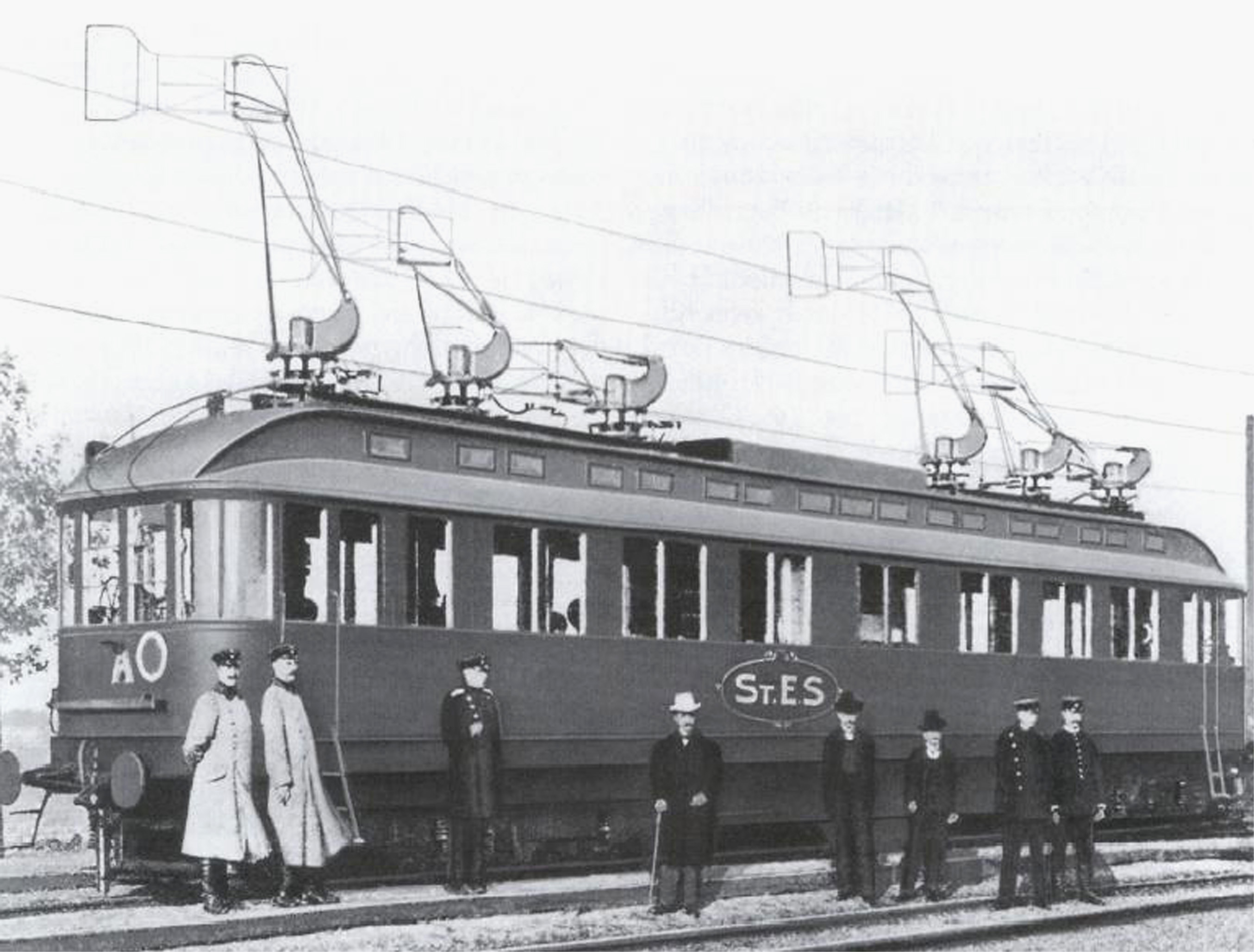
Drehstrom-Versuchstriebwagen von AEG, erreichte am 27. Okt. 1903 210,3 km/h

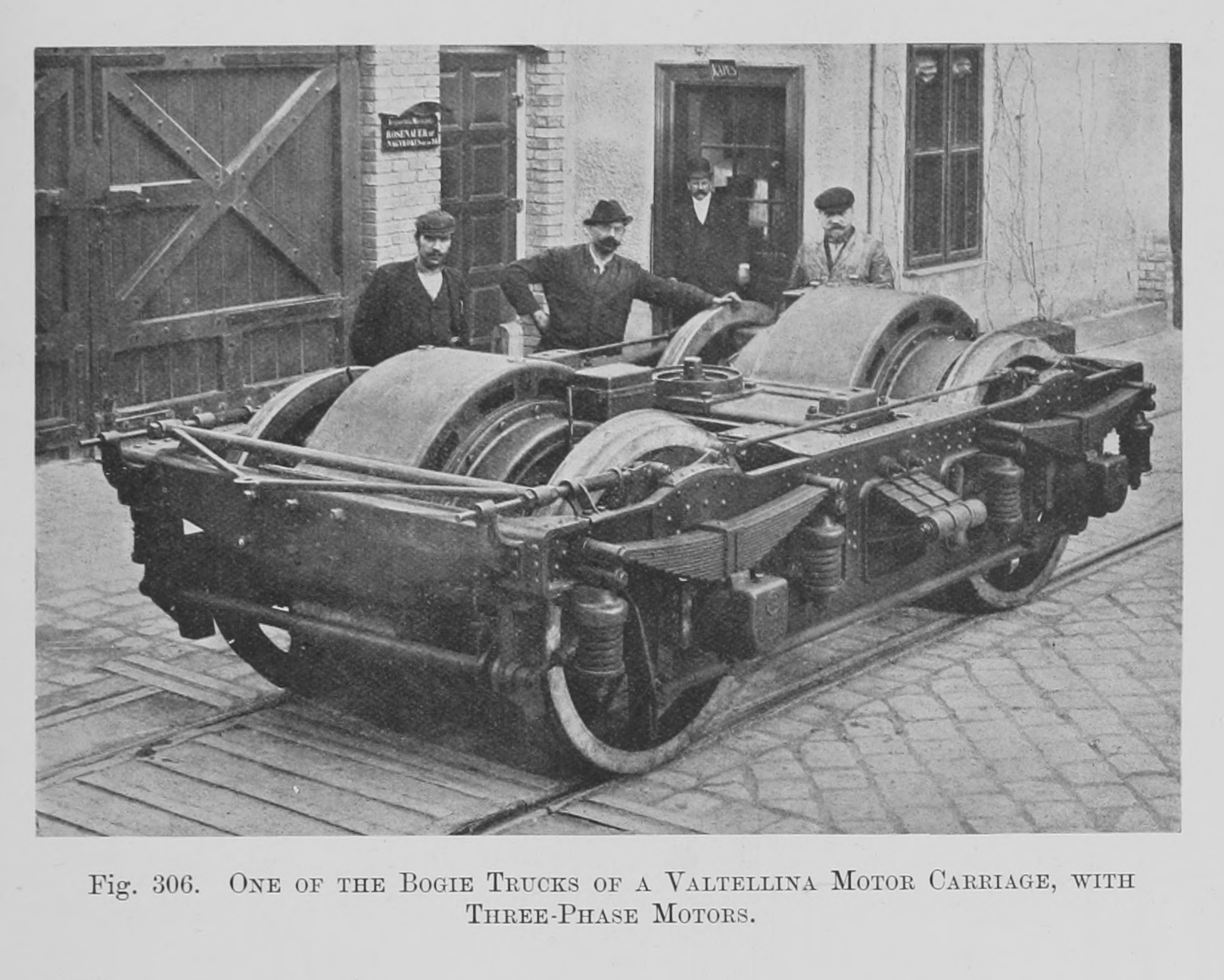
Triebdrehgestell des Elektrotriebwagens RA 30 der Veltlinbahn mit Drehstromfahrmotoren (1902)

Der Transformator, erstmals 1881 von Lucien Gaulard und John Dixon Gibbs entwickelt und 1885 von drei Ingenieuren der Budapester Ganz & Co. zur Serienreife gebracht, machte es möglich, Wechselspannung den jeweiligen Bedürfnissen anzupassen und Wechselstrom leichter über größere Entfernungen bereitzustellen als Gleichstrom.
Drehstromantriebe wurden möglich durch den Asynchronmotor, den Michail Ossipowitsch Doliwo-Dobrowolski als Ingenieur der AEG 1889 erfunden hatte. Experimente mit ein- und dreiphasigem Wechselstromantrieb begannen bald nach der Etablierung leistungsfähiger Gleichstrombahnen.
Siemens & Halske legte 1892 zunächst auf ihrem Werksgelände in Berlin-Siemensstadt und ab 1898 auf einer Straße zwischen den Gemeinden Groß-Lichterfelde und Zehlendorf Teststrecken mit dreipoligen Oberleitungen für Fahrversuche mit Drehstrom an.
Mit dem Einsatz von Drehstrom im Nutzbetrieb begann die Schweizer Brown, Boveri & Cie. auf zwei Bahnen: Ende 1895 (Versuchsbetrieb)/1. Juni 1896 startete die Elektrische Straßenbahn Lugano (Società delle Tramvie Elettriche Luganesi) mit einer Streckenlänge von fünf Kilometern. 1898 folgte die schmalspurige Stansstad-Engelberg-Bahn, 1899 die Burgdorf-Thun-Bahn, eine 40 Kilometer lange vollspurige Nebenbahn. Hier konnte (u. A. aufgrund der Konzessionsbedingungen) noch nicht mit Hochspannung gearbeitet werden.
Die Budapester Ganz & Co. legte unter dem Ingenieur Kálmán Kandó 1899 eine Versuchsstrecke und 1900 eine Werksbahn mit 3000 Volt Drehstrom an. Mit der Veltlinbahn der Rete Adriatica ging 1902 in Norditalien die weltweit erste mit Hochspannung betriebene Hauptbahn und gleichzeitig erste mit Drehstrom betriebene Hauptbahn in Betrieb. Die gesamte elektrische Ausrüstung vom Kraftwerk bis zu den Lokomotiven und Triebwagen stammte von Ganz & Co. in Budapest.

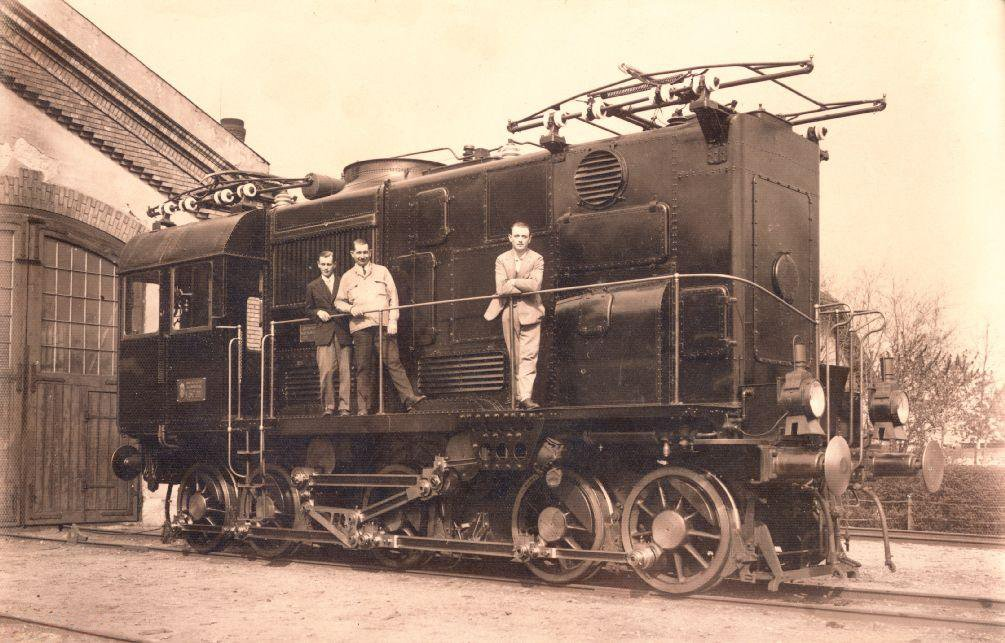
Elektrolokomotive MÁV V50

Kálmán Kandó versuchte auch 1923 die Vorteile der Stromzuführung mit Einphasenwechselstrom und des Antriebs durch Drehstrommotoren zusammenzufassen. Die von ihm entworfene MÁV-Baureihe V50 bezog aus der Fahrleitung Einphasenwechselstrom mit Industriefrequenz, der von einem Umformer in Drehstrom für die zwei Fahrmotoren umgewandelt wurde.
Schon 1901 war von der Studiengesellschaft für Elektrische Schnellbahnen auf der Militäreisenbahn bei Berlin eine 33 Kilometer lange Teststrecke mit dreipoliger Oberleitung für den Drehstrombetrieb eingerichtet worden. Dort erreichten 1903/1904 erstmals Schienenfahrzeuge (und Fahrzeuge überhaupt) Geschwindigkeiten über 200 km/h, der Triebwagen von Siemens 206, der von der AEG 210,3 km/h.
Wegen der erforderlichen mehrpoligen Oberleitungen (auf Versuchsstrecken drei-, im Alltagseinsatz zweipolig) behielt der Drehstrom im Schienenverkehr aber insgesamt eine Nischenrolle. Ein ausgedehntes Drehstromnetz (etwa 2000 Kilometer) gab es nur in Norditalien und zwei anschließenden grenzüberschreitenden Strecken, der Simplonbahn und der Tendabahn. Heute werden nur noch wenige kurze Bergbahnen mit Drehstrom betrieben.
Der Antrieb mit Einphasenwechselstrom mit einpoliger Oberleitung für die Phase und den Schienen als Rückleitung, wie er heutzutage auf Hauptbahnen dominiert, begann erst nach dem Drehstrombetrieb, und zwar 1903 mit dem Versuchsbetrieb der UEG (Vorläuferin der AEG) 1903 auf der Zweigbahn Schöneweide–Spindlersfeld. 1906 endete dieser Betrieb mit der Hochlegung der Strecke auf einen Damm. Aber schon 1904 hatte, ebenfalls von AEG ausgestattet, die 18 Kilometer lange, meterspurige Stubaitalbahn in Österreich ihren Dauerbetrieb mit 2500 Volt Wechselspannung und Lyrastromabnehmern aufgenommen.

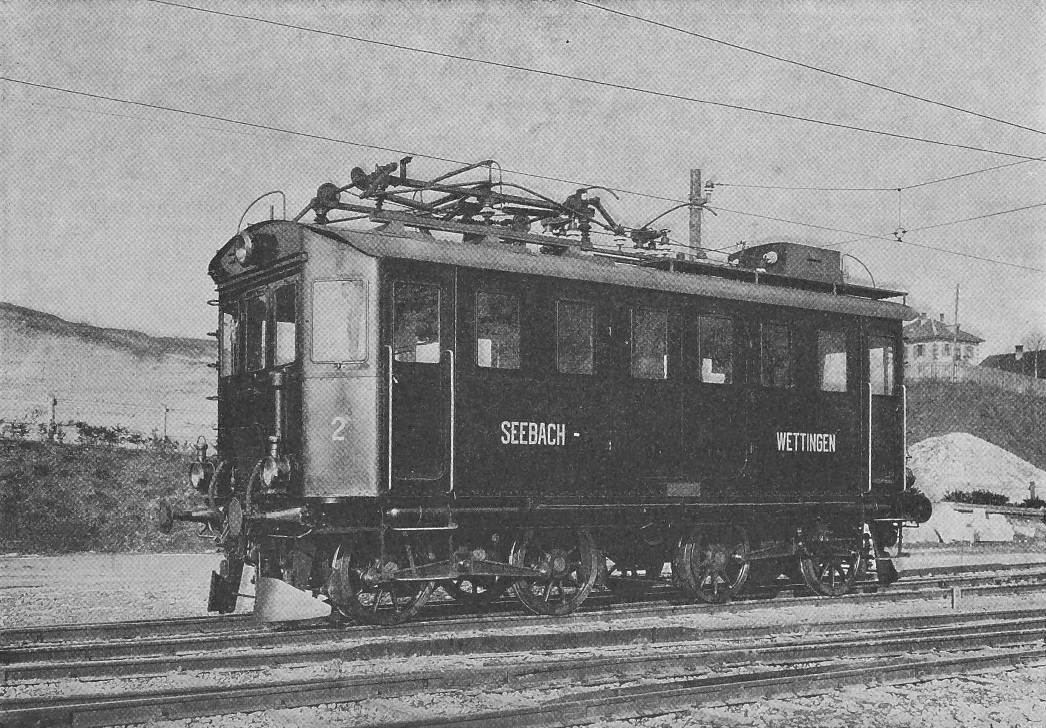
Die MFO-Lokomotive Nr. 2 „Marianne“ ist die erste mit niederfrequentem Einphasenwechselstrom betriebene Lokomotive.

Die Bahnen verwendeten eine Frequenz von 40, später 50 Hertz. Diese hohen Frequenzen führten jahrzehntelang zu erheblichen Problemen beim Reihenschlussmotor verbunden mit übermäßigem Bürstenfeuer. Im Jahre 1905 rüstete man die 1897 gebaute, knapp 24 Kilometer lange, vollspurige Ammergaubahn nach erfolglosem Probebetrieb mit Drehstrom auf Einphasenwechselspannung von 5,5 kV mit 16 Hz um.
Mit dem Versuchsbetrieb Seebach–Wettingen wies die Maschinenfabrik Oerlikon (MFO) von 1905 bis 1909 die Tauglichkeit von Einphasenwechselspannung mit 15 Kilovolt nach. Die Frequenz war zunächst 50 Hertz. Aus Versuchen gewann man die Erkenntnis, dass eine niedrigere Frequenz von etwa 15 Hertz günstiger war und das Bürstenfeuer und sich damit auch die Telefonstörungen verringerten. Der Versuchsbetrieb wurde Mitte 1909 eingestellt und die Fahrleitung abgebaut. Erst 1944 wurde die Strecke wieder elektrifiziert. Das System diente als Vorbild für die Elektrifizierung der Bahnen in Deutschland, Österreich, der Schweiz, Norwegen und Schweden, jedoch mit 16⅔ statt 15 Hertz.

## Chronologische Übersicht erster elektrischer Bahnen
Einschränkungsvermerk: Die folgende Tabelle enthält erste elektrische Betriebe nur, wenn sie die weltweit ersten ihrer Art, die ersten ihrer Art im deutschsprachigen Raum oder von sonstiger besonderer Bedeutung für die Geschichte elektrischer Antriebe sind, zum Beispiel den Anfang der dauerhaften Nutzung markieren. Weitergehende Auflistungen für Straßenbahnen und U-Bahnen sind in der Liste von Städten mit Straßenbahnen, deren Unterlisten für nicht mehr existente Betriebe und in der Liste der Städte mit U-Bahnen enthalten. Zeitliche Beschränkung auf das erste Vierteljahrhundert seit den ersten Ausstellungsbahnen von 1879/83 (bis etwa 1914).
| Jahr | Datum/ Zeitraum (Klick zur Beschreibung) | Land                   | Ort oder Strecke                                                              | Strecken- länge                  | Stromversorgung                                                                                                | Spannung               | Art der Bahn / Erbauer / Betreiber / Artikel |
| ---- | ---------------------------------------- | ---------------------- | ----------------------------------------------------------------------------- | -------------------------------- | --- | ---------------------- | --- |
| 1879 | 31. Mai 1879                             | Preußen                | Berlin                                                                        | 0,3 km                           | Mittige Stromschiene und Fahrschienen                                                                          | = 150 V                | Ausstellungsbahn (Spurweite 500 mm) / Werner von Siemens / Elektrische Siemens-Lok von 1879                                                                       |
| 1882 | 13. Mai 1880 –1882                       | USA                    | Menlo Park, Chicago                                                           | 0,3 km (⅓ km, später eine Meile) | Gleichspannung über Fahrschienen                                                                               | =                      | Versuchs- und Vorführbahn auf Kapspur / Edison |
| 1880 | 17. Juli–15. Okt. 1880                   | Österreich-Ungarn      | Wien                                                                          | 0,2 km                           | Gleichspannung über Fahrschienen                                                                               | =                      | Ausstellungsbahn, Niederösterreichische Gewerbeausstellung, Béla Egger                                                                                            |
| 1880 | 3. Sept. 1880–Ende Sept. 1880            | Russland               | Sankt Petersburg                                                              | 1 km                             | Gleichspannung über die Fahrschienen                                                                           | =                      | umgebauter Pferdebahnwagen auf präparierter Pferdestraßenbahnstrecke/Demonstrationsbetrieb / Fjodor Pirozki                                                       |
| 1881 | 16. Mai 1881                             | Preußen                | Lichterfelde bei Berlin                                                       | 2,5 km                           | Gleichspannung über die Fahrschienen                                                                           | = 180 V                | meterspurige Versuchsstrecke, ab 1883 öff. Straßenbahn / Siemens & Halske / Straßenbahn Groß-Lichterfelde                                                         |
| 1881 | 15. Aug. 1881                            | Frankreich             | Paris                                                                         | 0,5 km                           | Gleichspannung über zweipolige Schlitzrohrfahrleitung                                                          | =                      | Ausstellungsbahn / Siemens & Halske |
| 1882 | 1.Frank SpragueMai 1882                  | Preußen                | Charlottenburg bei Berlin: Pferdebahnhof–Spandauer Bock                       | 2,5 km                           | Gleichspannung über zweipolige Schlitzrohrfahrleitung                                                          | =                      | Versuchsbetrieb, Mischbetrieb mit Pferdetraktion auf öffentlicher Straßenbahn / Siemens & Halske                                                                  |
| 1883 | 4. Aug. 1883                             | England                | Brighton                                                                      | 0,4 km                           | 50 V Gleichspannung über die Fahrschienen, ab 1886 160 V Gleichspannung über Mittelschiene und Regelwiderstand | = 160 V                | älteste heute noch betriebene elektrische Straßenbahn der Welt, Spurweite 610 mm (ab 1884 838 mm, ab 1886 825 mm) / Volk’s Electric Railway                       |
| 1883 | 28. Aug.–31. Okt. 1883                   | Österreich-Ungarn      | Wien, Schwimmschulallee- (heute Lassallestr.)–Nordportal der Rotunde          | 1,5 km                           | Gleichspannung über Schienen                                                                                   | =                      | meterspurige Demonstrations- und Zubringerbahn/ „Praterbahn“/ Internationale Elektrische Ausstellung 1883 / Siemens & Halske                                      |
| 1883 | 7. Okt. 1883 – min. Feb. 1885            | Brasilien              | Niterói                                                                       | 9 km                             | Akkumulator-Betrieb                                                                                            | Akku                   | Carris Urbanos de Nictheroy auf 1050 mm Spurweite |
| 1883 | 22. Okt. 1883–1932                       | Österreich-Ungarn      | Mödling                                                                       | 4,5 km                           | Gleichspannung über zweipolige Schlitzrohrfahrleitung                                                          | = 550 V                | meterspurige Lokalbahn Mödling–Hinterbrühl |
| 1883 |                                          | Bayern                 | Rosenheim                                                                     |                                  | Gleichspannung über eine zweipolige Oberleitung aus Profileisen                                                | =                      | Materialtransportbahn / Sigmund Schuckert / Sägewerk Steinbeis und Consorten                                                                                      |
| 1884 | 18. Feb. 1884                            | Preußen, Hessen-Nassau | Frankfurt am Main–Offenbach                                                   | 6,7 km                           | Gleichspannung über zweipolige Schlitzrohrfahrleitung                                                          | = 300 V                | meterspurige Straßenbahn / Siemens & Halske / Frankfurt-Offenbacher Trambahn-Gesellschaft                                                                         |
| 1885 | 29. Sep. 1885 – 10. Sep. 1892            | England                | Blackpool                                                                     | 1,6 km                           | |                        | |
| 1886 | 1886                                     | Preußen                | Charlottenburg bei Berlin, Pferdebahnhof–Lützowplatz                          | 6,7 km                           | Akkumulator-Betrieb                                                                                            | Akku                   | Probebetrieb auf vollspuriger Straßenbahn / Siemens & Halske |
| 1886 | 1. Juni 1886–Juni 1895                   | Bayern                 | München                                                                       | 1,2 km                           | Stromzufuhr über die Fahrschienen                                                                              | unbekannt              | Zubringer von der Pferdebahn zu einer Badeanstalt / Ungererbahn                                                                                                   |
| 1886 | 1886–1888                                | USA                    | Denver, Colorado                                                              | ?                                | Gleichspannung über zweipolige Stromschiene in geschlitztem Unterpflastertunnel                                | =                      | kapspurige Straßenbahn / anschließend Oberleitungsbetrieb bis 1950 / Denver Tram                                                                                  |
| 1888 | 2. Feb. 1888                             | USA                    | Richmond, Virginia                                                            | 20 km                            | Einpolige Oberleitung und Stangenstromabnehmer                                                                 | = 450 V                | normalspurige Straßenbahn, erste permanent mit Oberleitung betriebene Straßenbahn in den USA / Frank Julian Sprague / Richmond Union Passenger Railway            |
| 1888 | 6. Juni 1888                             | Schweiz                | Vevey–Montreux–Territet                                                       | 9,0 km                           | Schlitzrohrfahrleitung                                                                                         | = 500 V                | meterspurige Straßenbahn und älteste elektrische Straßenbahn der Schweiz / Société électrique Vevey-Montreux                                                      |
| 1890 | 21. Juni–15. Okt. 1890                   | Bremen                 | Bremen, Marktplatz–Bürgerweide                                                | 1 km                             | Gleichspannung über einpolige Oberleitung und Stangenstromabnehmer, erstmals in Europa nach Sprague            | =                      | normalspurige Demonstrationsstrecke / Straßenbahn Bremen |
| 1890 | 1890                                     | Preußen                | Lichterfelde bei Berlin                                                       | + ca. 2 km                       | Einpolige Oberleitung und weltweit erstmals Bügelstromabnehmer                                                 | = 180 V                | Verlängerung der Strecke von 1881 mit verbesserter Energiezufuhr / Siemens & Halske                                                                               |
| 1890 | 18. Dez. 1890                            | England                | London, Stockwell–King William Street                                         | 8 km                             | Mittelstromschiene                                                                                             | = 500 V                | normalspurige U-Bahn / City and South London Railway |
| 1892 | 1892                                     | Preußen                | Berlin-Siemensstadt                                                           | 0,36 km                          | 750 bis 10 000 V Drehstrom über zweipolige Oberleitung plus Gleis                                              | 3~ 750 V – 10 000 V    | Werksbahn, Versuchsbetrieb mit Drehstromantrieb / Siemens & Halske                                                                                                |
| 1892 | 1. Mai 1892                              | Bremen                 | Bremen                                                                        | > 20 km                          | Einpolige Oberleitung und Stangenstromabnehmer nach Sprague                                                    | =                      | Dauerbetrieb bisheriger Pferdebahnen / Straßenbahn Bremen |
| 1893 | 4. Febr. 1893                            | Großbritannien         | Liverpool                                                                     |                                  | Gleichspannung über zunächst mittige, später seitliche Stromschiene                                            | =                      | erste elektrische Hochbahn der Welt, regelspurig, Personenbeförderung im Hafen, später Anbindung an Vollbahn / Liverpool Overhead Railway                         |
| 1893 | 1893                                     | USA                    | Chicago                                                                       |                                  | Gleichspannung über Stromschiene                                                                               | =                      | regelspurige Hochbahn, Ausstellungsbahn, Prototyp für elektrische Züge der bis dahin dampfbetriebenen Hochbahn / Chicago Elevated                                 |
| 1893 | 1893                                     | Frankreich             | Étrembières–Treize-Arbres (Mont Salève)                                       | 6 km                             | Gleichspannung über seitliche Stromschiene                                                                     | =                      | weltweit erste elektrisch betriebene Zahnradbahn, Spurweite 1000 mm / Chemin de fer du Salève                                                                     |
| 1894 | 16. April 1894                           | Preußen                | Wuppertal–Barmen                                                              | 1,6 km                           | Gleichspannung über Oberleitung                                                                                | = 600 V                | erste elektrisch betriebene Zahnradbahn in Deutschland, Spurweite 1000 mm / Barmer Bergbahn                                                                       |
| 1895 | 27. Juni 1895                            | USA                    | Baltimore                                                                     | > 2,3 km                         | Gleichspannung über Deckenstromschiene                                                                         | = 675 V                | regelspurige Vollbahn mit Lokomotivbetrieb / General Electric / Baltimore and Ohio Railroad                                                                       |
| 1895 | 1895–1902                                | Preußen                | Berlin-Charlottenburg, Charlottenburg–Brandenburger Tor, später –Kupfergraben | 6,7 km                           | Akkumulatoren                                                                                                  | Akku                   | Dauerbetrieb auf vollspuriger Straßenbahn / Siemens & Halske |
| 1895 | 4. Dez. 1895                             | Württemberg            | Meckenbeuren–Tettnang                                                         | 4,2 km                           | Oberleitung | = 650 V                | Lokalbahn, erste normalspurige Bahn mit Personen- und Güterverkehr in Deutschland, Triebwagen-Betrieb / Lokalbahn Aktien-Gesellschaft                             |
| 1896 | 2. Mai 1896                              | Österreich-Ungarn      | Budapest                                                                      | 3,6 km                           | Deckenstromschiene                                                                                             | = 350 V                | erste kontinentaleuropäische elektrische U-Bahn / Siemens & Halske / Metró Budapest in Regelspur                                                                  |
| 1896 | 15. Aug. 1896                            | Bayern                 | Türkheim–Bad Wörishofen                                                       | 5,2 km                           | Oberleitung | = 550 V                | Lokalbahn, erste regelspurige Bahn mit Personen- und Güterverkehr in Bayern, Triebwagenbetrieb / Localbahn Actiengesellschaft Wörishofen                          |
| 1897 | 1897                                     | Preußen                | Burbach bei Saarbrücken                                                       | ?                                | Gleichspannung, einpolige Oberleitung, Scheren-Bügelstromabnehmer                                              | =                      | 630 mm Grubenbahn / Elektrizitätsaktiengesellschaft, Nürnberg / ARBED Burbach                                                                                     |
| 1898 | 20. Aug. 1898                            | Schweiz                | Zermatt                                                                       | 9,3 km                           | Zweipolige Oberleitung plus Schiene                                                                            | 3~ 550 V, 40 Hz        | meterspurige Gornergratbahn, erste elektrisch betriebene Zahnradbahn der Schweiz / Gornergrat-Bahn-Gesellschaft                                                   |
| 1899 | 21. Juli 1899                            | Schweiz                | Burgdorf–Thun                                                                 | 40,21 km                         | Drehstrom über zweipolige Oberleitung                                                                          | 3~ 750 V, 40 Hz        | erste regelspurige Vollbahn Europas / Brown, Boveri & Cie. (BBC) / Burgdorf-Thun-Bahn                                                                             |
| 1899 | 1899                                     | Ungarn                 | Óbudai Sziget, Budapest                                                       | 1,5 km                           | Drehstrom | 3~                     | Versuchsstrecke / Ganz & Co. / Kálmán Kandó |
| 1899 | 1899–1900                                | Preußen                | Groß-Lichterfelde–Berlin-Zehlendorf                                           | 1,8 km                           | Drehstrom über dreipolige Fahrleitung                                                                          | 3~ 750 V – 10 000 V    | regelspurige Drehstrom-Versuchsstrecke Groß-Lichterfelde–Zehlendorf / Siemens & Halske                                                                            |
| 1900 | 19. Juli 1900                            | Frankreich             | Pariser Métro                                                                 | 30 km                            | seitliche Stromschiene                                                                                         | = 600 V                | regelspurige Untergrundbahn / Métro Paris |
| 1900 | 1900                                     | Österreich-Ungarn      | Wöllersdorf bei Wiener Neustadt                                               | 1,5 km                           | Drehstrom über zweipolige Oberleitung                                                                          | 3~ 3000 V, 16⅔ Hz      | regelspurige Werksbahn und Versuchsträger / Ganz & Co., Budapest / Munitionsfabrik Wöllersdorf                                                                    |
| 1901 | 1. März 1901                             | Preußen                | Wuppertal                                                                     | 12 km                            | Stromschiene                                                                                                   | = 600 V                | Wuppertaler Schwebebahn / Eugen Langen |
| 1901 | 1901–1903                                | Preußen                | Marienfelde–Zossen bei Berlin                                                 | 24 km                            | Drehstrom über dreipolige Oberleitung                                                                          | 3~ 10 000 V, 50 Hz     | regelspurige Vollbahn – Versuchsbetrieb / Studiengesellschaft für Elektrische Schnellbahnen / Königlich Preußische Militär-Eisenbahn                              |
| 1902 | 15. Feb. 1902                            | Preußen                | Berliner Hochbahn                                                             | 5 km                             | Seitliche Stromschiene                                                                                         | = 750 V                | regelspurige Hochbahn, spätere U-Bahn Berlin / Siemens & Halske / Gesellschaft für elektrische Hoch- und Untergrundbahnen in Berlin                               |
| 1902 | 1902                                     | Italien                | Lecco–Colico-Sondrio / Chiavenna                                              | 106 km                           | Drehstrom über zweipolige Oberleitung                                                                          | 3~ 3 kV, 16⅔ Hz        | regelspurige Hauptbahn, weltweit erste elektrische Bahn mit Hochspannung im Regelbetrieb (Veltlinbahn) / Ganz & Co., Budapest / Rete Adriatica                    |
| 1903 | 1903                                     | USA                    | Berkeley–Oakland (Kalifornien)                                                | 10 km                            | Scherenstromabnehmer                                                                                           | = 600 V                | regelspurige Stadtbahn, hier: mit Eisenbahnfahrzeugen teilweise auf Straßen / erster Einsatz von Scherenbügeln im öffentlichen Verkehr                            |
| 1903 | 1903                                     | Frankreich             | Saint-Georges-de-Commiers bei Grenoble                                        | 30 km                            | 2 × 1200 V Gleichspannung über Dreileitersystem mit zweipoliger Oberleitung                                    | = 1200 V               | meterspurige Kohlebahn / Lokomotivbetrieb Thury / Chemin de fer de La Mure                                                                                        |
| 1903 | 15. Aug. 1903                            | Preußen                | Niederschöneweide–Spindlersfeld                                               | 4,1 km                           | Einphasenwechselspannung über Oberleitung                                                                      | ~ 6000 V, 25 Hz        | Versuchsbahn / Union-Elektricitäts-Gesellschaft / Preußische Staatseisenbahnen                                                                                    |
| 1904 | 31. Juli 1904                            | Österreich-Ungarn      | Innsbruck–Fulpmes                                                             | 18,2 km                          | Einphasenwechselspannung über Oberleitung                                                                      | ~ 2500 V, 42,5 Hz      | meterspurige Nebenbahn / AEG / Stubaitalbahn |
| 1905 | 1. Jan. 1905                             | Bayern                 | Murnau–Oberammergau                                                           | 24 km                            | Einphasenwechselspannung über Oberleitung                                                                      | ~ 5,5 kV, 16 Hz        | regelspurige Lokalbahn (Ammergaubahn), erste Wechselstrom–Lokomotive / SSW / Lokalbahn Aktien-Gesellschaft                                                        |
| 1905 | 16. Jan. 1905                            | Schweiz                | Seebach–Wettingen                                                             | 19,5 km                          | Einphasenwechselspannung 15 000 V, 50 Hz, anschließend 15 Hz                                                   | ~ 15 kV, 50 Hz / 15 Hz | regelspuriger Versuchsbetrieb mit Fc 2x2/2 „Eva“ und „Marianne“ / Maschinenfabrik Oerlikon (MFO) / Schweizerische Bundesbahnen                                    |
| 1912 | 28. Okt. 1912                            | Österreich-Ungarn      | Innsbruck–Garmisch                                                            | 100,6 km                         | 15 000 V, 15 Hz Wechselspannung über Oberleitung                                                               | ~ 15 kV, 15 Hz         | erstmals planmäßiger elektrischer Betrieb mit 15 kV Wechselspannung (kkStB 1060) / kkStB / Mittenwaldbahn AG                                                      |
| 1913 | 29. Mai 1913                             | Bayern                 | Garmisch–Reutte                                                               | 45,3 km                          | 15 kV, 15 Hz Wechselspannung über Oberleitung                                                                  | ~ 15 kV, 15 Hz         | erste Elektrolokomotive mit 15 kV Wechselspannung auf deutscher Seite (Bayerische EP 1) / Königlich Bayerische Staatseisenbahnen / Lokalbahn Reutte–Schönbichl AG |
| 1914 | 1. Juni 1914                             | Preußen                | Niedersalzbrunn–Halbstadt                                                     | 34,5 km                          | Wechselspannung über Oberleitung                                                                               | ~ 15 kV, 16⅔ Hz        | Versuchsbetrieb für das schlesische Netz (Gebirgsstrecke) |

## Frühe Einsatzgebiete für Elektroantrieb

### Triebwagen-Bahnen
Bei den meisten frühen kommerziell oder öffentlich betriebenen elektrischen Bahnen wurden zunächst straßenbahnartige Triebwagen verwendet. Dies ergab sich zum einen daraus, dass bei gleicher Leistung die Baugröße von Elektromotoren weit kleiner war als die von Dampfmaschinen, somit also auf dem angetriebenen Wagen stets noch Platz für Reisende war. Zum anderen war der Elektroantrieb vor allem für leichte Bahnen in dicht bewohnten Gebieten attraktiv, wo Pferdeantrieb zu schwach und Dampfantrieb zu schmutzig war.

### Londoner U-Bahn-Lokomotiven

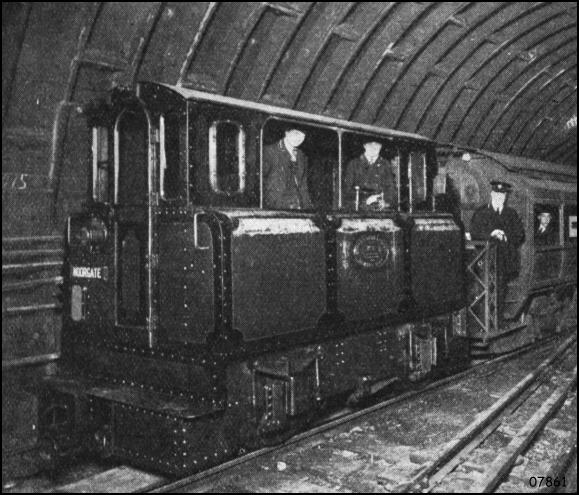
Elektrolok-bespannter Zug der City and South London Railway

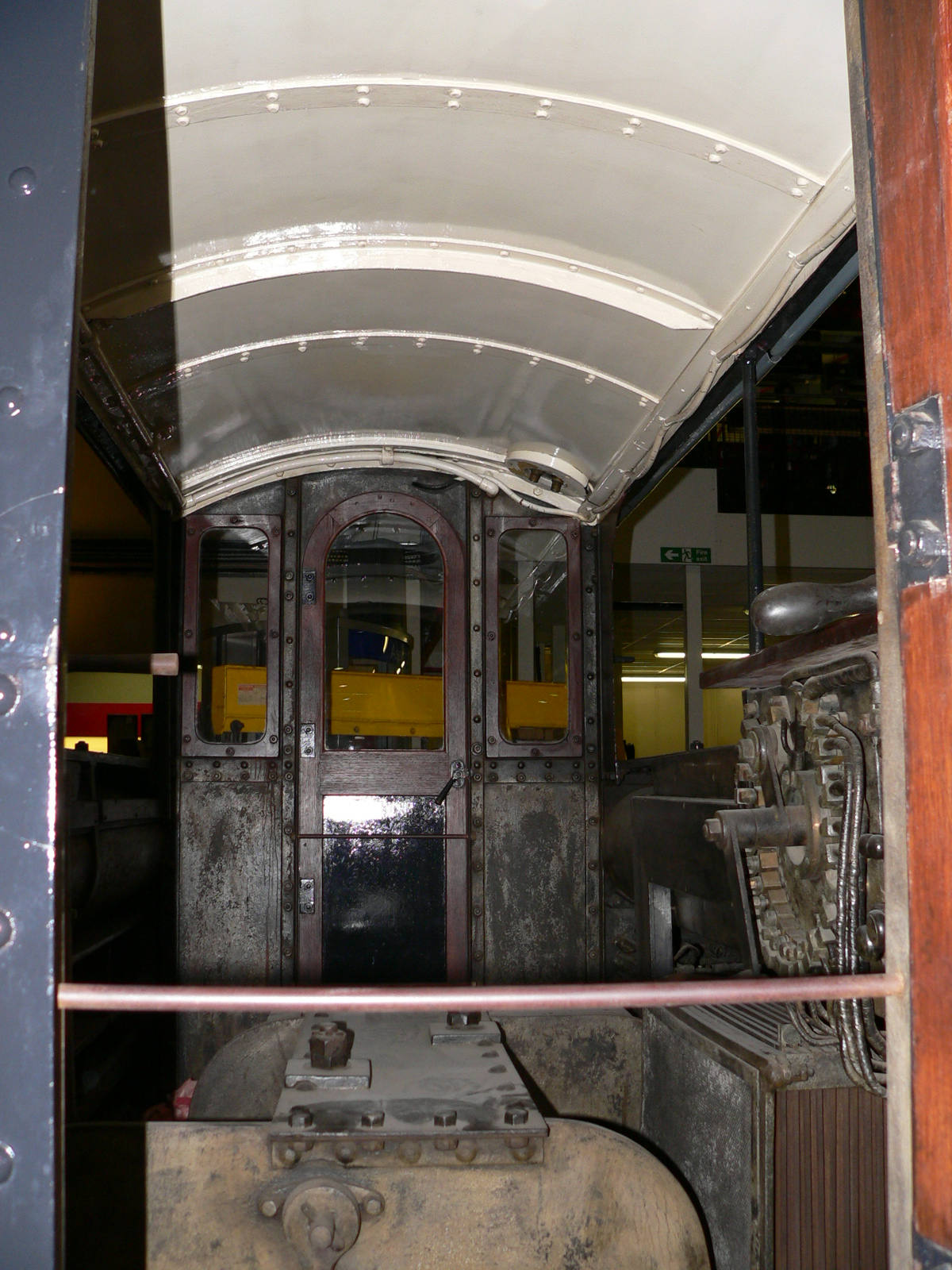
Das Innere der C&SLW-Lokomotive 13, rechts der Fahrschalter

Erst unter beengten Verhältnissen wie bei der U-Bahn London oder bei größerem Leistungsbedarf ergab sich die Hinwendung vom Triebwagen mit Fahrgastmitnahme zum Betrieb mit lokbespannten Wagenzügen. Erstmals scheinen reine Elektrolokomotiven im kommerziellen öffentlichen Betrieb sowie auch in größerem Umfang auf der von der City and South London Railway (CSLR) errichteten U-Bahn-Strecke eingesetzt worden zu sein. Hierfür wurden 1889 zwei Versuchslokomotiven beschafft, von denen die „No. 1“ direkt auf die Achse wirkende Motoren und die „No. 2“ Getriebemotoren hatte, deren letztere jedoch als zu geräuschvoll befunden wurden. Die „No. 1“ hatte zwei Achsen mit jeweils eigenem Fahrmotor, war 14 Fuß (circa 4,2 m) lang und wog zwölf Tonnen. Jeder Motor entwickelte jeweils etwa 36 kW.
Weitere zwölf Lokomotiven wurden daraufhin nach dem Muster der ersten Lokomotive beschafft und ab 1890 in Betrieb genommen. Alle 14 Lokomotiven wurden im mechanischen Teil von Beyer-Peacock gebaut und mit einer elektrischen Ausrüstung von Mather & Platt versehen. Die zweiachsigen Maschinen hatten jeweils einen Motor für jede Achse, der Führerstand auf den kurzen Fahrzeugen erstreckte sich über die ganze Länge mit je einer Tür am Fahrzeugende. Die Fahrerposition befand sich an dem Ende, an dem auch der Fahrschalter sowie die Bremssteuerung untergebracht waren.
Die Lokomotiven konnten drei Wagen mit einer Geschwindigkeit von 25 Meilen pro Stunde (circa 40 km/h) auf ebener Strecke befördern, hatten jedoch Schwierigkeiten mit vollbesetzten Zügen auf Steigungen. Die Motoranker saßen direkt auf den Achswellen (»Gearless-Antrieb«). Die Stromzufuhr erfolgte über eine unterhalb der Fahrschienen gelegene Mittelstromschiene auf gläsernen Isolatoren, was im Weichen- und Kreuzungsbereich komplizierte Auflauframpen erforderte, um die Stromabnehmer über die kreuzenden Schienen zu leiten.:219 Die Lokomotiven waren neben den Hand- auch mit Druckluftbremsen für den gesamten Zug ausgerüstet. Weil sich der notwendige Luftverdichter in den kleinen Lokomotiven nicht unterbringen ließ, erzeugte man die Druckluft stationär und füllte die Luftbehälter jeweils an der Station Stockwell auf.
An den Streckenenden musste für die Rückfahrt jeweils eine andere Lokomotive am bisherigen Zugschluss gekuppelt werden. Wegen des hohen Betriebsaufkommens wurden zwei weitere Lokomotiven 15 und 16, diesmal von Siemens, beschafft, deren elektrische Ausrüstung und Motoren sich dann als weniger anfällig gegenüber den häufig auftretenden Überhitzungen und Funkenüberschlägen am Kommutator zeigten. 1895 wurden vier weitere Maschinen bei verschiedenen Unternehmen beschafft. Die wiederum danach gebauten und weiter verbesserten Lokomotiven 21 und 22 wurden dann die Prototypen für das letzte große Baulos mit den Nummern 23 bis 52, die sämtlich vom Unternehmen Crompton gebaut wurden.
Die lokbespannten U-Bahn-Züge blieben in Betrieb, bis im November 1923 die Linie zur Überholung und Tunnelvergrößerung geschlossen wurde. Die bis dahin 44 betriebsfähigen Lokomotiven der Linie wurden danach durch Londoner Standard-EMU-Triebzüge (EMU = Electrical Multiple Unit) ersetzt. Die frühere Lokomotive 13 wurde zuerst als „Nr. 1“ im Science Museum ausgestellt und ist jetzt (2006) im „Acton store“ des London Transport Museum zu sehen.
Auch andere Londoner Tunnelbahngesellschaften verwendeten zunächst elektrische Lokomotiven, so fuhren ab 1900 auf der Central Line der Central London Railway 44 Tonnen schwere vierachsige Lokomotiven mit Einzelachsantrieb, auch auf der Metropolitan Line der Metropolitan Railway Company fuhren ab 1902 elektrische Lokomotiven. Für diese frühen elektrischen Lokomotiven war seinerzeit der Begriff Tunnellokomotiven gebräuchlich.

### Grubenbahnen

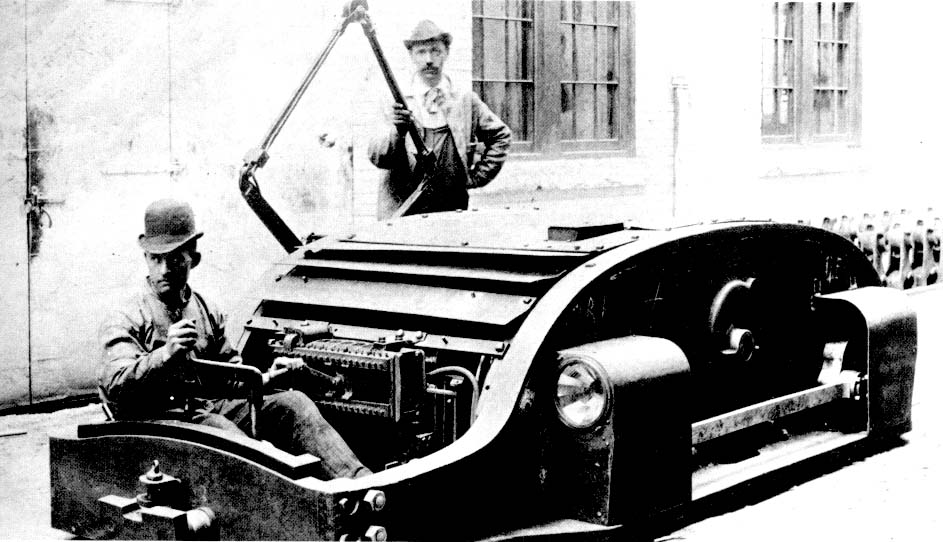
2-Tonnen-Grubenlok, USA, 1895

UEG-Lokomotive 14, Grube Benrath, 1896

Die anfänglich verwendete elektrische Antriebstechnik mit Gleichspannung von wenigen hundert Volt und direkter Motorspeisung aus der Fahrleitung ermöglichte den Bau leistungsfähiger, kleiner und robuster Zugmaschinen mit einfachen Mitteln. Dies kam den Bedürfnissen von Grubenbahnen vor allem für den Untertagebetrieb sehr entgegen, daher verbreitete sich der elektrische Betrieb bei Grubenbahnen so früh und rasch wie vergleichsweise bei Straßenbahnen.
Nach dem Rückschlag mit dem letztlich für die Berliner Gewerbeausstellung umfunktionierten Fahrzeug für Cottbus lieferte Siemens bereits 1882 die erste elektrische Grubenlokomotive der Welt an die Steinkohlenzeche Zauckerode in Sachsen, wo sie in einer Tiefe von 260 m eingesetzt wurde und 45 Jahre lang bis 1927 in Betrieb blieb. Weitere kleine elektrische Lokomotiven wurden in die Grube Hohenzollern in Beuthen und in das Salzbergwerk Neu-Staßfurt geliefert.
Die ursprünglichen Probleme der Stromversorgung waren wie bei den Straßenbahnen darin begründet, dass die Versorgung entweder über eine Mittelschiene oder über die Fahrschienen als Hin- und Rückleitung den Sicherheitsanforderungen nicht entsprach. Walter Reichel, langjähriger Chefkonstrukteur bei Siemens, schuf ab 1889 Abhilfe, indem er den Fahrdraht – wie auch auf der Straßenbahnerweiterung Lichterfelde erprobt – mit einem Bügelstromabnehmer bestrich. Die Schienen dienten als geerdete und damit berührungssichere Rückleitung.

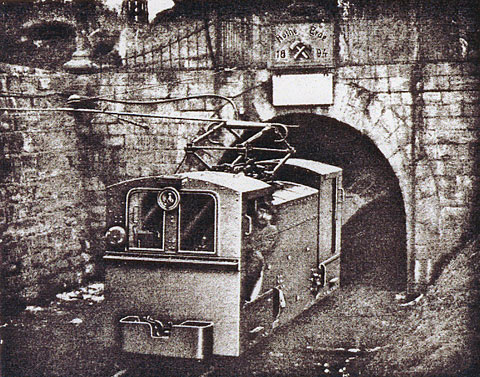
Lokomotive U 28 von AEG / Verein Rothe Erde Esch/Alzette 1904

1894 wurde die Grubenbahn des Aachener Hütten-Aktien-Vereins Rothe Erde elektrisch betrieben und in der Folge auch zahlreiche weitere Grubenbahnen im Rheinland, im Saarland, in Lothringen, in Luxemburg und im belgischen Wallonien. In großem Umfang lieferten hierfür vor allem die Allgemeine Electricitäts-Gesellschaft (AEG), Siemens & Halske, Siemens-Schuckertwerke (SSW) und die Union-Elektricitäts-Gesellschaft (UEG) elektrische Lokomotiven in diese Länder.
Für Grubenbahnen, bei denen sich aufgrund der Platzverhältnisse oder durch Sprengarbeiten bedingte Umstände konventionelle Stromzufuhren nicht eigneten, kamen schnell Akkumulatorenfahrzeuge zum Einsatz. In Nordamerika wurden für solche Fälle hingegen Lokomotiven entwickelt, die über ein von einer Windetrommel aufgebrachtes Schleppkabel versorgt wurden. Auf diese Weise ließen sich ebenfalls mehrere hundert Meter überbrücken, ohne eine Stromleitung verlegen zu müssen. Aus dem Bereich der Grubenbahnen, bei denen sich Transportvorgänge regelmäßig und in gleicher Weise wiederholen, stammen auch Vorläufer für automatische Antriebe.

## Fortschritte in den USA
Mit der 1888 von Frank Julian Sprague gegründeten Sprague Electric Railway & Motor Company und der in Richmond aufgebauten elektrischen Straßenbahn nahm die verstärkte Ausbreitung der elektrischen Traktion in den USA ihren Anfang. Um 1889 befanden sich 110 elektrische Bahnen mit Spragues Ausrüstung im Bau oder in der Planung. Edison, der teilweise Spragues Ausrüstungen anfertigte, kaufte 1890 die erfolgreiche Gesellschaft auf. Um 1905 waren in den USA etwa 30 000 Kilometer Strecken für Spragues „Streetcars“ elektrifiziert.
Die englische Financial Times stellte im Oktober 1892 fest, dass in den USA die „Elektrizität dabei zu sein scheint, in Windeseile die Pferde zu verdrängen“ und den Stromerzeugern ungeahnte Gewinne bevorstünden. Die Zeitung schreibt von 371 elektrifizierten Schienenstrecken mit 6663 Wagen, die je nach Stadt mit unterschiedlichen Antrieben bestückt waren, etwa in Minneapolis 128 Triebwagen von Edison und 111 von Thomson-Houston und in Milwaukee 100 Triebwagen von Edison und nur 5 von Thomson-Houston.
Die in Chicago 1892 erbaute Hochbahn Chicago & South Side Rapid Transit wurde 1895 auf elektrischen Betrieb umgestellt, nachdem bereits zur Weltausstellung 1893 eine erste elektrische Hochbahn als Ausstellungsbahn verkehrte. Nach Entwicklung der Vielfachsteuerung durch Sprague 1897 folgten auch weitere neue Metro-Systeme in anderen Städten: 1897 die Tremont Street Subway der späteren Boston Elevated Railway als Vorläufervariante der erst in der zweiten Hälfte des 20. Jahrhunderts etablierten Stadtbahn, 1904 die New York City Subway und schließlich 1907 die Hochbahn Philadelphia.

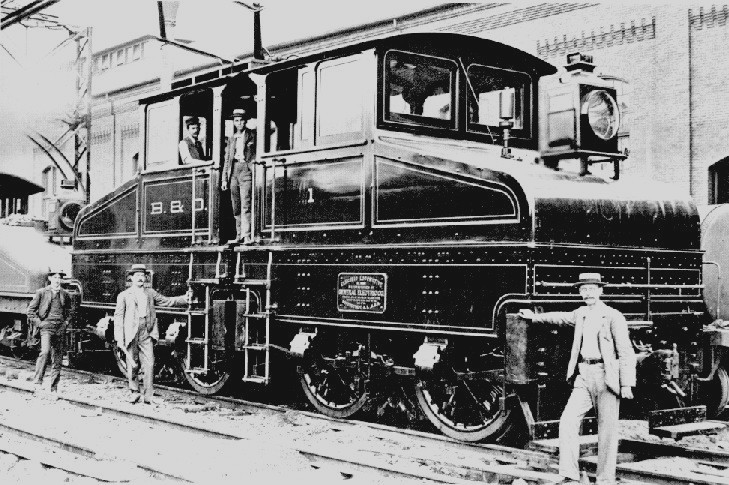
Tunnel-Lokomotive der B&O RR 1895

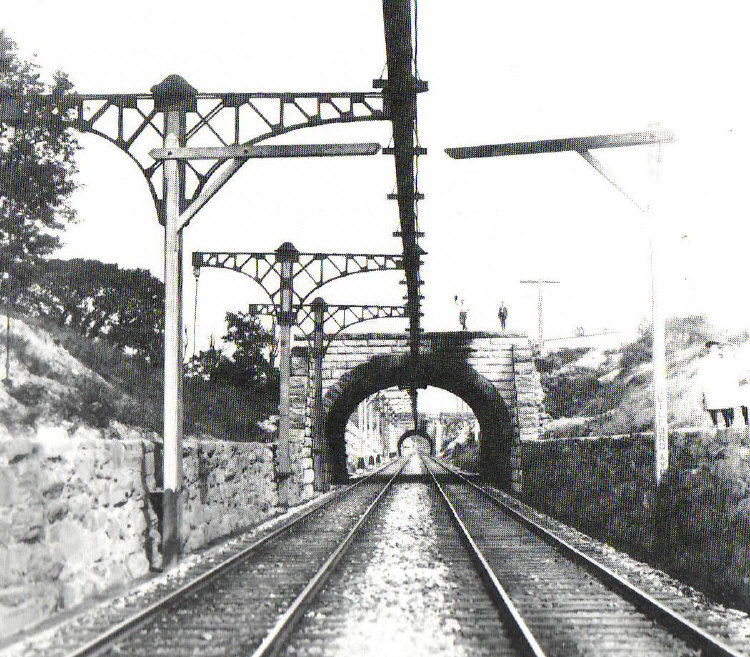
Elektrifizierung auf der Baltimore Belt Line (1901)

Als problematisch erwies sich bei Triebfahrzeugen mit höheren Motorleistungen der bisher ungefederte Einzelachsantrieb. Die aus dem US-Bundesstaat New York stammende General Electric (GE) machte im Jahre 1900 entsprechend negative Erfahrungen bei der Central London Railway, wo die unabgefederte Masse der Fahrmotoren sehr große Stöße auf den Oberbau ausübte und sogar zu Rissen in umgebenden Gebäuden führte. GE experimentierte bereits fünf Jahre zuvor mit einem gefederten Antrieb für die Baltimore and Ohio Railroad, die eine knapp drei Kilometer lange innerstädtische Tunnelstrecke (den Howard-Street-Tunnel) mit einer 675 V Gleichspannung führenden Oberleitung elektrifizierte. Dies diente dazu, Züge mit Dampflokomotiven mit einer vorgespannten Elektrolokomotive durch den Tunnel zu ziehen, um der Rauchplage entgegenzuwirken.
Die zweiteiligen Elektrolokomotiven hatten je vier Motoren von je 270 kW Leistung, die das Drehmoment nun nicht über ungefederte Getriebe, sondern über Gummipuffer auf die Achsen übertrugen.:218:132 Die Höchstgeschwindigkeit lag bei 96,5 km/h (60 mph), wobei bei entsprechend sehr niedrigerer Geschwindigkeit bis zu 1630 Tonnen schwere Güterzüge,:218 1200-Tonnen-Güterzüge mit 24 km/h und 500 Tonnen schwere Personenzüge mit 56 km/h über die 8 bis 10 Promille starke Steigung des Tunnels gezogen werden konnten. Die Stromabnahme erfolgte in den ersten Betriebsjahren über eine Deckenstromschiene im Z-Profil, an die über einen schrägen Stromabnehmer ein Kontaktstück aus Messing gedrückt wurde.:218 1902 wurden konventionelle seitliche Stromschienen installiert. Der Betrieb auf der Baltimore Belt Line gilt als weltweit erster elektrischer Vollbahnbetrieb, bei dem Dampflokomotiven abgelöst wurden.
Der wirklich große Sprung im elektrischen Vollbahnbetrieb wurde jedoch erst durch einen Auffahrunfall im 3,2 km langen Park-Avenue-Tunnel in New York City im Januar 1902 provoziert. Aufgrund des dichten Rauches überfuhr ein Zug ein Haltsignal und stieß auf einen haltenden Zug, wobei 15 Todesopfer zu beklagen waren. Die Stadt New York verbot daraufhin jeglichen Dampfbetrieb südlich des Harlem Rivers zum 1. Juli 1908.

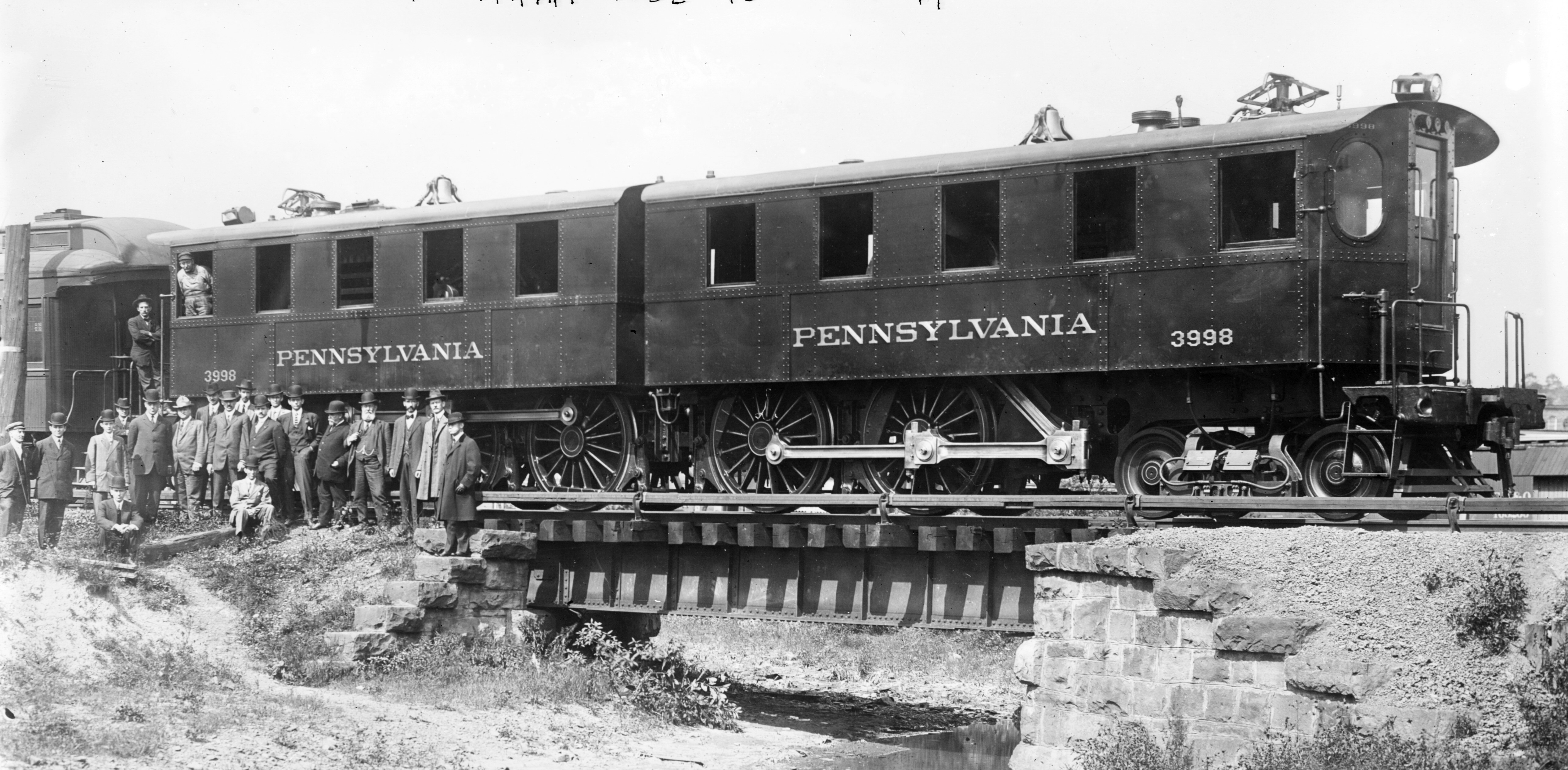
Doppellokomotive PRR-Klasse DD1 der Pennsylvania Railroad (PRR), 1911

Die Pennsylvania Railroad betrieb unter dem Hudson River eine elektrifizierte Tunnelstrecke zwischen Manhattan und der New York Pennsylvania Station, auf der ab 1911 die Doppellokomotiven der PRR-Klasse DD1 eingesetzt wurde. Diese bestanden aus je zwei kurzgekuppelten, identischen Teilen mit je zwei im Rahmen gelagerten Kuppelachsen und einem hochgelagerten, langsamlaufenden Fahrmotor mit Schrägstangenantrieb über eine Blindwelle. Die Stromversorgung erfolgte durch seitliche Stromschienen. Die Maschinen erreichten eine Höchstgeschwindigkeit von 85 mph (137 km/h), die fahrplanmäßige Geschwindigkeit lag demgegenüber bei nur 65 km/h.
Mit dem Bau des Grand Central Terminals wurde ab 1906 die zulaufende Tunnelstrecke mit 660 V Gleichspannung elektrisch betrieben. Für die Triebwagen wurde die Mehrfachtraktion aus dem Straßenbahnbereich übernommen. Die für den Fernverkehr vorgesehene Lokomotivbaureihe S hatte eine Anfahrleistung von 2205 kW (3000 PS), eine Zugkraft von 145 kN und konnte so einen Zug von 725 Tonnen mit 0,45 m/s² beschleunigen sowie mit 450 Tonnen eine Geschwindigkeit von 97 km/h erreichen.:222
Nach der endgültigen Fertigstellung des Grand Central Terminals im Jahre 1913 und der Verlängerung der Hauptstrecke entlang des Hudson River ins 53 km entfernte Croton-Harmon wurden bereits schnellere Maschinen der Reihe T beschafft, die nunmehr 121 km/h erreichten. Als allachsangetriebene Lokomotiven mit direkt auf abgefederten Achsen befestigten Motorankern bewiesen diese Fahrzeugreihen, dass es sehr wohl möglich war, Lokomotiven ohne Stangenantriebe für höhere Geschwindigkeiten einzusetzen. Die frühe Tendenz, Achsen ohne Übersetzungsgetriebe anzutreiben, fand schließlich ihre Perfektion bei der MILW-Klasse EP-2, bei der gleich zwölf Fahrmotoren direkt auf den Antriebsachsen saßen.
Als Konkurrenzprodukt für den Gummipufferantrieb von General Electric entwickelte Westinghouse Electric bis 1912 für die New York, New Haven and Hartford Railroad den Westinghouse-Federantrieb, bei dem eine doppelte Federung in den Büchsen der Triebradnaben angewendet ist. Diese Antriebsart erwies sich insbesondere für schnellfahrende Lokomotiven als sehr geeignet und fand weltweit Abnehmer. Zusammenfassend lässt sich sagen, dass aus der frühen Verbreitung elektrischer Antriebe auf vollwertigen Eisenbahnstrecken in den USA wesentliche Impulse für die Entwicklung von Einzelachsantrieben hervorgingen, während in Kontinentaleuropa die Entwicklung zunächst bei den aus dem Bereich der Straßenbahnen stammenden Tatzlager-Antrieben stehen blieb.

## Frühe elektrische Betriebe in Deutschland

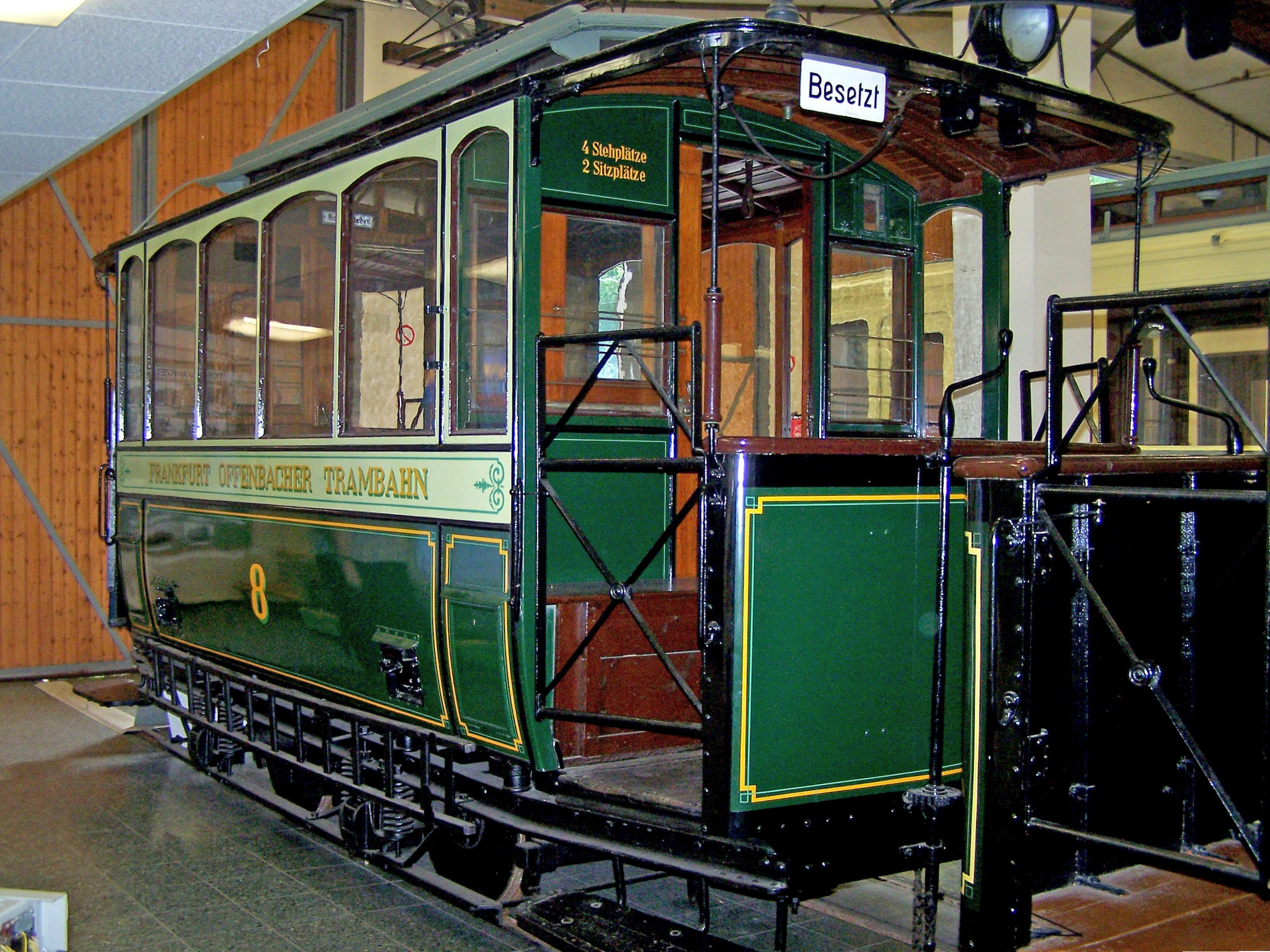
Triebwagen 8 der Frankfurt-Offenbacher Trambahn-Gesellschaft (FOTG) von 1884 im Verkehrsmuseum in Frankfurt-Schwanheim

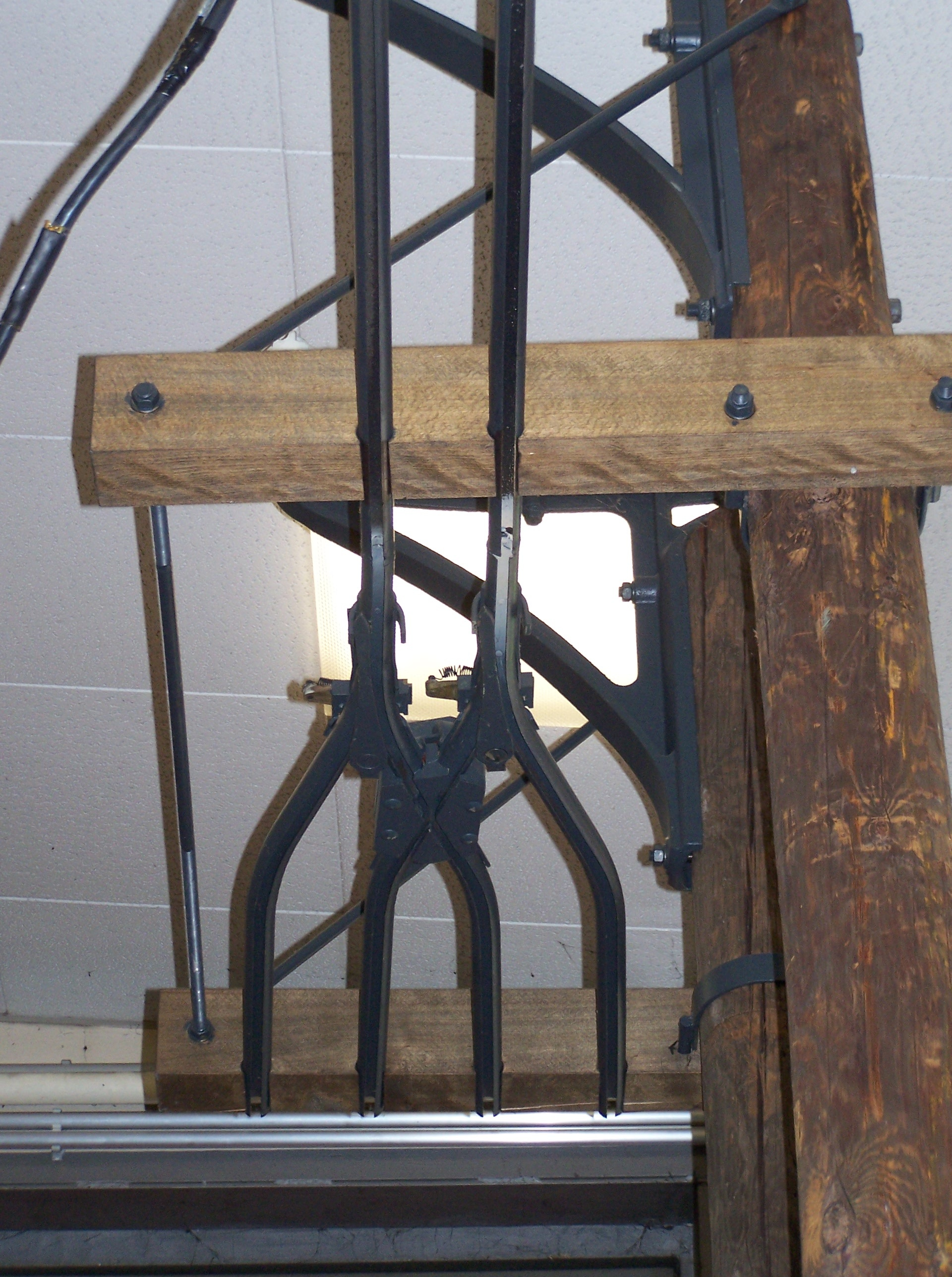
Weiche einer Schlitzrohrfahrleitung der FOTG im Verkehrsmuseum Frankfurt-Schwanheim

Als erste öffentliche elektrische Bahn in Deutschland wurde am 16. Mai 1881 die Straßenbahn in Groß-Lichterfelde zur Preußischen Hauptkadettenanstalt bei Berlin eröffnet. Da sie den Fahrstrom noch über die Schienen bezog, führte dies besonders an Bahnübergängen zu Unfällen, obwohl es stromlose Abschnitte gab. Es folgten vorerst nur zögerlich weitere elektrische Straßenbahnen, so die gleichsam genannte Strecke von Charlottenburg nach Spandauer Bock, bei der der Strom über eine zweipolige Oberleitung mit vorauseilendem Kontaktwagen zugeführt wurde.
Die am 18. Februar 1884, auf Bestreben eines Offenbacher Konsortiums, bestehend aus dem Kommerzienrat Weintraut, dem Bankier Weymann und dem Bankhaus Merzbach, eröffnete Strecke der Frankfurt-Offenbacher Trambahn-Gesellschaft (FOTG), von der Alten Brücke in Sachsenhausen ausgehend, war die erste kommerziell betriebene öffentliche elektrische Straßenbahn in Deutschland. Die Strecke führte zunächst bis zur Buchrainstraße in Oberrad und ab 10. April bis zum Mathildenplatz in Offenbach. Die FOTG benutzte damals noch eine Spurweite von 1000 mm (Meterspur). Als Stromabnehmer für die elektrischen Überkopf-Versorgungsleitungen wurden kleine Kontaktwagen mit Rollen verwendet, die ähnlich wie bei der Pariser Ausstellungsbahn auf den Fahrdrähten laufend an Verbindungsleitungen hinter dem Motorfahrzeug hergezogen wurden. Die beiden Pole der Gleichspannung-Fahrleitung verliefen jeweils in den nach unten offenen Kupferrohren der Schlitzrohrfahrleitung.
1890 wurde die Stadtbahn Halle von der AEG erworben und ab 1891 als erste große innerstädtische Straßenbahn Europas elektrisch betrieben. Dabei wurden Rollenstromabnehmer nach Patenten von Frank J. Sprague verwendet, wie es Juli bis Oktober 1890 in Bremen auf einer einen Kilometer langen Strecke im Liniendienst vorgeführt worden war.
Rasch folgten nun weitere elektrische Straßenbahnen: 1892 nahmen Straßenbahnbetriebe in Gera und Bremen ihren dauerhaften elektrischen Betrieb auf, 1893 in Chemnitz, Dresden und Hannover und 1894 in Hamburg, Dortmund, Erfurt, Gotha, Wuppertal und Plauen. Bis zur Jahrhundertwende entwickelten sich allein in Deutschland Straßenbahnbetriebe in circa 150 Städten. Als erste Überlandstraßenbahn in Preußen wurde dabei 1898 die K-Bahn zwischen Düsseldorf und Krefeld eröffnet. Das Streckengleis wurde hier mit einer zweipoligen Fahrleitung versorgt, die sich bei Überholungsgleisen und zweigleisigen Abschnitten in zwei einpolige Fahrleitungen aufzweigte. Die zwölf eingesetzten (1A)(A1)-Triebwagen für den Überlandverkehr waren zur sicheren Stromabnahme mit zwei Schleifbügeln ausgestattet und erreichten bei Probefahrten problemlos Fahrgeschwindigkeiten von bis zu 60 km/h.
Am 4. Dezember 1895 wurde auf der Bahnstrecke Meckenbeuren–Tettnang im Königreich Württemberg der Betrieb mit elektrischen Triebwagen unter 650 V Gleichspannung aufgenommen. Sie gilt in Deutschland als erste elektrisch betriebene Eisenbahn mit Personen- und Güterverkehr, wenngleich man an die Stromübertragung angesichts der Streckenlänge von 4,22 Kilometer keine größeren Herausforderungen als bei den bisherigen Straßenbahnbetrieben stellen musste. Auch wenn die Strecke in der Literatur oft als erste elektrische Vollbahn in Deutschland genannt wird, so entsprach der in Süddeutschland als Lokalbahn geführte Betrieb nur dem einer Kleinbahn nach preußischen Maßstäben. Die Lokalbahn Aktien-Gesellschaft (LAG) aus München richtete in Süddeutschland bald auch weitere ähnliche Lokalbahn-Betriebe zunächst mit Gleichspannung von 550 V ein: am 15. August 1896 die Bahnstrecke Türkheim–Bad Wörishofen (5,2 km), am 29. Mai 1897 die Lokalbahn Bad Aibling–Feilnbach (12,1 km) und am 15. Januar 1900 den Abschnitt München–Höllriegelskreuth der Isartalbahn (9,3 km).
Auch die 1898 mit 600 V Gleichspannung eröffnete Trossinger Eisenbahn (3,9 km) und die 1901 mit 550 V Gleichspannung elektrifizierte Strecke Wiesloch Bahnhof–Oberstadt (3,8 km) stammen aus dieser Frühzeit des elektrischen Eisenbahnbetriebes auf relativ kurzen Stichstrecken.
Leicht zeitlich verzögert wurden sodann auch in Preußen erste private Kleinbahnen elektrisch betrieben: Ab 1900 die meterspurige Elektrische Kleinbahn Mansfeld (Hettstedt–Helfta, 32 km) in der Provinz Sachsen, ab April 1903 die meterspurige Ronsdorf-Müngstener Eisenbahn (15 Kilometer) im Bergischen Land und ab 1904 die normalspurige Elektrische Kleinbahn Alt-Rahlstedt–Volksdorf–Wohldorf (550 Volt Gleichspannung über Oberleitung, sechs Kilometer zunächst bis Volksdorf) am Hamburger Stadtrand sowie die Gutsbahn Dahlewitz südlich von Berlin.
Schon am 16. April 1894 wurde mit der 1,6 km langen Barmer Bergbahn die erste elektrisch betriebene Zahnradbahn in Deutschland eröffnet. Der Bremsstrom der Talfahrt wurde dabei zur Stromrückgewinnung genutzt. Am 1. März 1901 wurde nach langjährigen Vorarbeiten die Wuppertaler Schwebebahn eröffnet. Sie fuhr bis zur Einführung der aktuellen Wagengeneration mit 600 V und seitdem mit 750 V Gleichspannung, die aus einer Stromschiene unter der Fahrschiene zugeführt wird. Zwei Monate später folgte mit der Schwebebahn Dresden eine zweite Hängebahn mit dem von Eugen Langen entwickelten System. Weitere elektrische Einschienenbahnen kamen in den Anfangsjahren auch weltweit betrachtet zumeist nicht über das Planungsstadium hinaus und fanden erst ab den 1950er Jahren kommerzielle Anwendungsbereiche.
Am 15. Februar 1902 wurde die erste fünf Kilometer lange elektrisch betriebene Hochbahnstrecke vom Stralauer Tor bis zum Potsdamer Platz in Berlin in Betrieb genommen. Bauherr und Eigner war die „Gesellschaft für elektrische Hoch- und Untergrundbahnen in Berlin“, die zuvor am 13. April 1897 unter Beteiligung der Siemens & Halske und der Deutschen Bank gegründet worden war. Später wurde diese Strecke ein Teil der U-Bahn Berlin. Dem Berliner Beispiel des Hochbahnbaus folgte 1906 der Hamburger Senat mit einem Bauauftrag für eine Hamburger Hochbahn an Siemens & Halske und die AEG in Berlin. Eine erste Teilstrecke zwischen Barmbeck und Rathausmarkt wurde am 15. Februar 1912 eröffnet. Nach der Berliner U-Bahn und der zwei Jahre zuvor eröffneten U-Bahn Schöneberg war es der dritte U-Bahn-Betrieb in Deutschland.

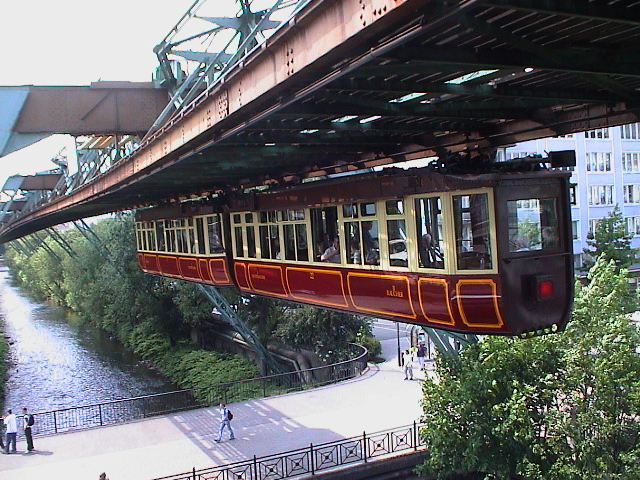
„Kaiserwagen“ der Wuppertaler Schwebebahn aus dem Jahr 1900

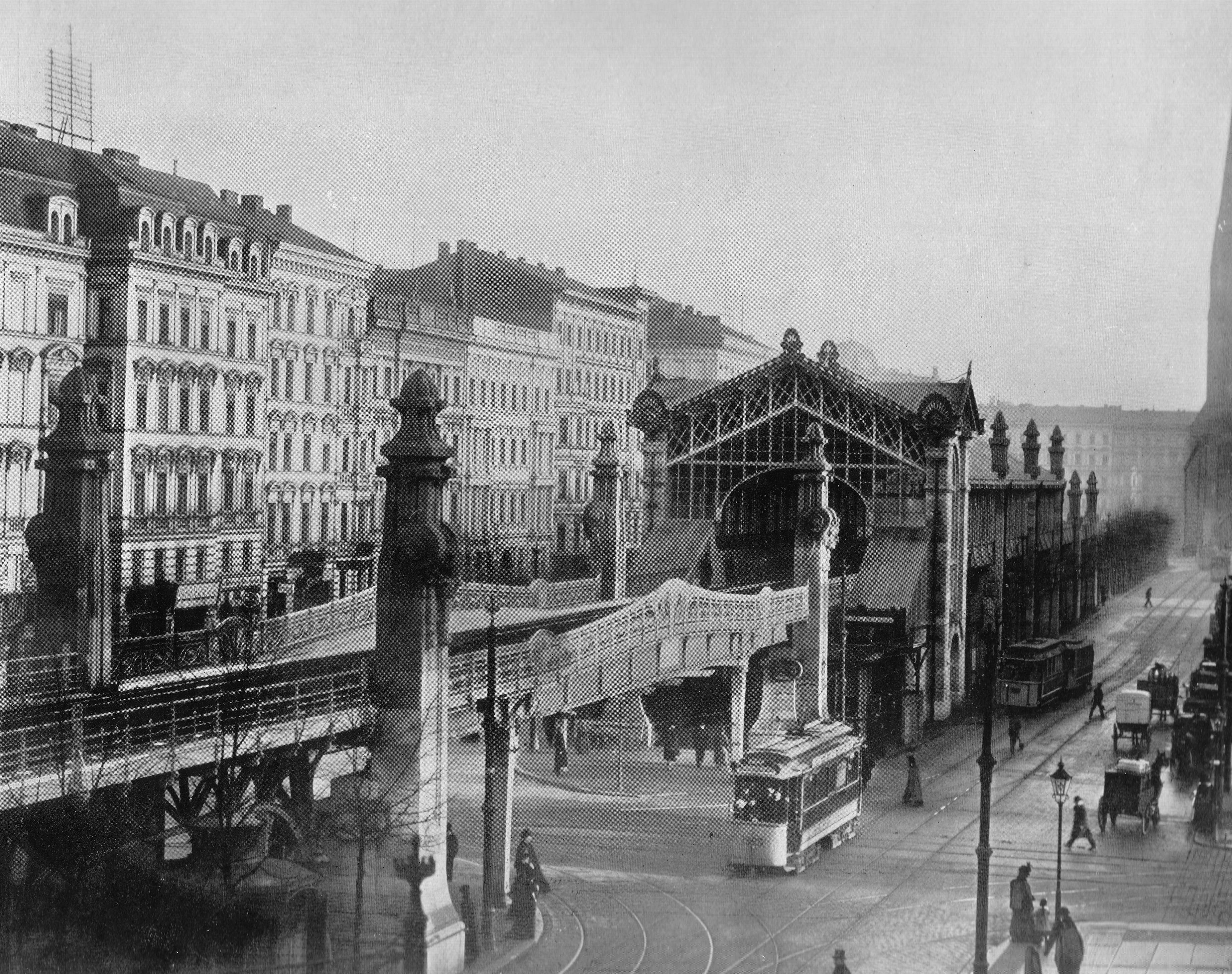
Hochbahnhof Bülowstraße der Berliner U-Bahn, 1903

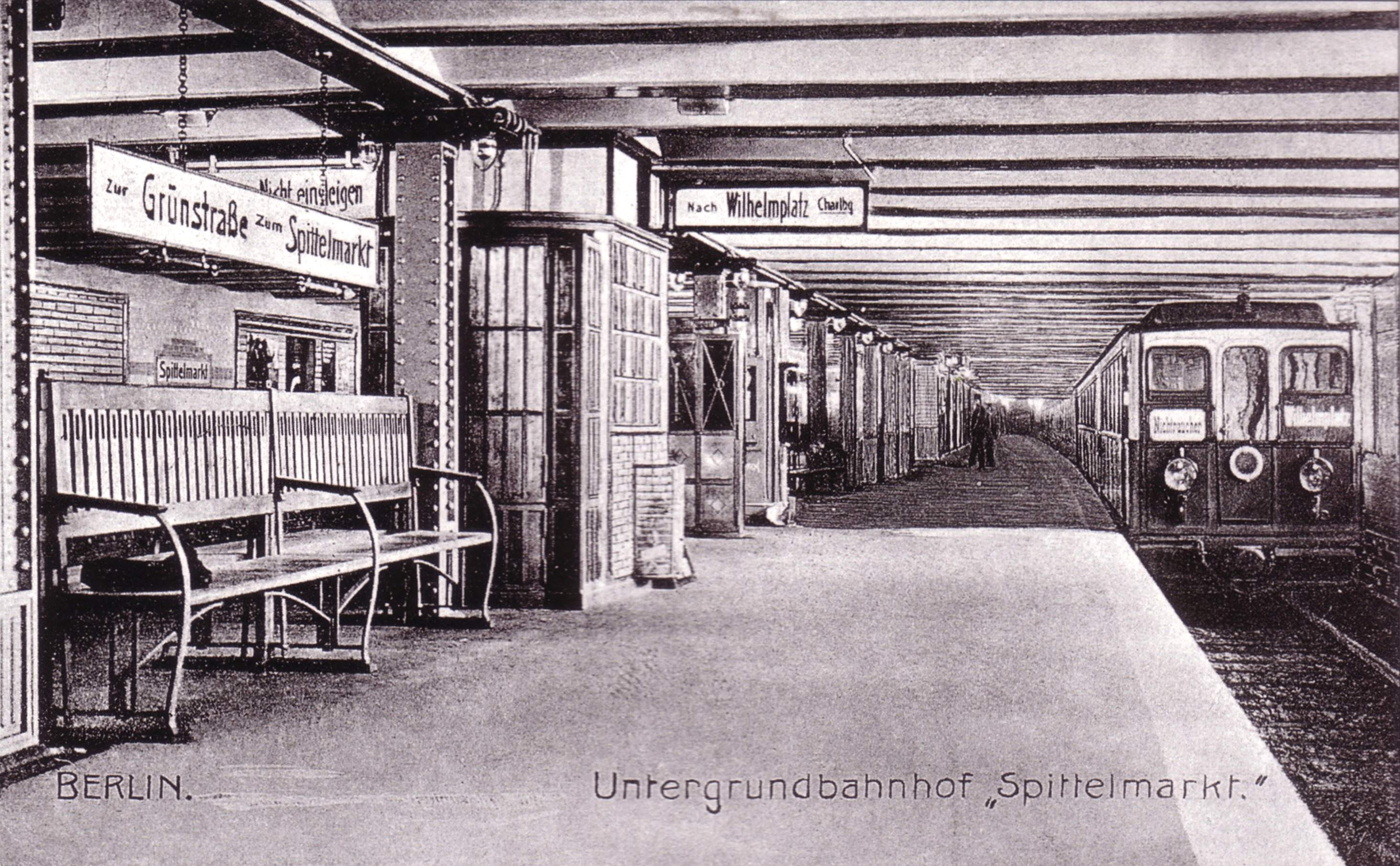
U-Bahnhof Spittelmarkt in Berlin, 1908

Die Cöln-Bonner Kreisbahnen (spätere Köln-Bonner Eisenbahnen) ließen 1905 die in Bau befindliche Rheinuferbahn durch die Siemens-Schuckert-Werke mit 990 V Gleichspannung elektrifizieren. Am 11. Januar 1906 wurde der elektrische Schnellverkehr mit anfangs 70 km/h auf der 28,3 km langen Strecke aufgenommen. Die Stromabnehmer in Form halber Scherenstromabnehmer hatten schon besseren Fahrdrahtkontakt als die Lyrabügel, waren aber noch nur für jeweils eine Fahrtrichtung geeignet, An beiden Streckenenden hatte die Bahn eigene Endbahnhöfe, von denen der unter der Kölner Hohenzollernbrücke allerdings auf einer öffentlichen Straße lag. Erst ab 1930 fuhren in Köln Züge auf einer Straßenbahnstrecke (550 V) weiter.
Bereits im Jahr 1903 existierten im Deutschen Reich elektrische Vorort- und Straßenbahnen mit einer Streckenlänge von 3690 Kilometern und einer Gleislänge von 5500 Kilometern, auf denen über 8700 Triebwagen verkehrten.
Trotz der Erfolgsmeldungen aus den USA über die Ergebnisse des ersten dortigen elektrischen Vollbahnbetriebes konnte man sich in Preußen vorerst nicht zur Elektrifizierung einer Stadtbahn- oder Vorortbahnstrecke der Staatsbahn durchringen. Man hielt das Risiko lediglich für den Rangierbetrieb vertretbar und nahm am 18. Juni 1895 eine erste elektrische Lokomotive für Rangieraufgaben in der „Königlichen Eisenbahn-Hauptwerkstätte“ in Potsdam in Betrieb. Bei einer Anfahrzugkraft von 15 Kilonewton konnte sie zwei Schlaf- und einen Güterwagen mit zusammen 110 Tonnen auf 36 km/h beschleunigen. Ein Gleichstrom-Reihenschlussmotor trieb über ein zweistufiges Getriebe einen der durch Kuppelstangen verbundenen Radsätze an. Diese Lokomotive erwies sich als erfolgreich und blieb bis 1925 im Einsatz.

Versuchszug mit Triebwagen 2482 an der Spitze für den Versuchsbetrieb auf der Wannseebahn, 1900

Zwischen dem 1. August 1900 und dem 1. Juli 1902 wurde auf dem 12 km langen Abschnitt Berlin Potsdamer Bahnhof–Zehlendorf der Wannseebahn, einer Berliner Vorortbahnstrecke, schließlich erstmals ein elektrisch betriebener Abteilwagenzug erprobt, der von Siemens & Halske ausgerüstet war. Der Fahrstrom (750 V Gleichspannung) wurde über eine von oben bestrichene Stromschiene zugeführt. Mit dem Versuchsbetrieb wurden wichtige Erfahrungen für notwendige Verbesserungen (z. B. zur Steuerung der Fahrmotoren) gesammelt, gleichwohl konnte die grundsätzliche Eignung elektrischer Züge auch für den Vorortverkehr nachgewiesen werden. Der Strom wurde aus dem Kraftwerk Groß-Lichterfelde bereitgestellt, das auch die Lichterfelder Straßenbahn versorgte.

Triebwagen 3951 für den Betrieb auf der Anhalter Vorortbahn, um 1907

Am 8. Juli 1903 begann der Regelbetrieb auf der 9 Kilometer langen Vorortbahn Berlin Potsdamer Bahnhof–Groß-Lichterfelde Ost. Erstmals war damit eine Hauptbahn auf elektrischen Regelbetrieb umgestellt. Zunächst zwölf vierachsige Triebwagen und die Stromversorgung wurden von der später in der AEG aufgegangenen UEG geliefert. Weitere zwölf Triebwagen wurden in den folgenden Jahren nachgeliefert und Beiwagen umgerüstet. Der Fahrstrom (550 V Gleichspannung) wurde wie beim Versuchsbetrieb auf der Wannseebahn über eine von oben bestrichene Stromschiene zugeführt. Der elektrische Vorortbahnbetrieb bewährte sich gut, das Zugangebot wurde schrittweise verdichtet. Die Stromschienenanlage wurde 1925 auf von unten bestrichene Stromschienen umgerüstet, wie sie bei den elektrisch betriebenen Vorortbahnen nach Bernau und Oranienburg zum Einsatz kamen. Am 1. Juli 1929 wurde die Fahrspannung auf 750 V Gleichspannung angehoben und die ersten Fahrzeuge von Berliner S-Bahn-Triebwagen der Bauart Stadtbahn abgelöst.
1902 untersuchten die preußische Bahnverwaltung und die AEG auf Veranlassung von Gustav Wittfeld die Möglichkeit, Einphasenwechselstrom für den elektrischen Antrieb einzusetzen. Die vier Kilometer lange Vorortstrecke Niederschöneweide–Spindlersfeld bei Berlin wurde dazu mit einer Oberleitung überspannt und mit 6 kV bei 25 Hz Wechselspannung gespeist. Der Versuchsbetrieb begann am 15. August 1903 und endete am 1. März 1906. Das System bewährte sich auch bei Versuchen auf der Berliner Nordbahn bei Oranienburg, es wurde für den regulären Betrieb ab 1907 bei der 26,6 Kilometer langen Hamburg-Altonaer Stadt- und Vorortbahn verwendet. Die Lokomotiven der Oranienburger Versuchsstrecke kamen ab 1911 außerdem bei der Altonaer Hafenbahn zum Einsatz. Diese Versuche waren die entscheidende Grundlage für die spätere Fernbahnelektrifizierung mit Einphasenwechselstrom in Preußen, Deutschland und weltweit.
1904 erschien erstmals auf der von der Lokalbahn Aktien-Gesellschaft (LAG) betriebenen, 24 km langen Ammergaubahn eine Elektrolokomotive für den regulären Bahnbetrieb mit Einphasen-Wechselstrom. Die Fahrleitungsspannung betrug 5500 V und die Frequenz 16 Hz. Diese Lokomotive LAG 1 hatte ein mittig angeordnetes, allseits geschlossene Führerhaus, wie es ursprünglich bei Akku-Lokomotiven und erstmals 1898 bei der elektrischen Rangierlokomotive „Kattowitz 1“ der preußischen Werkstätteninspektion Gleiwitz zum Einsatz kam. Im Gegensatz zu letztgenannter Rangierlokomotive mit Stangenantrieb kamen bei der LAG 1 jedoch zwei Tatzlagerantriebe zum Einsatz. Sie wurde später bei der Deutschen Reichsbahn als Baureihennummer E 69 01 geführt.
Bereits 1885 hatte es in Hamburg Versuche mit Akkumulatortriebwagen gegeben, für den Vollbahnbetrieb hatten bereits zwei Jahre später die Bayerischen Staatseisenbahnen ein solches Fahrzeug beschafft. Nach diesen früheren Einsätzen sowie später bei der Pfalzbahn und in Württemberg begannen die Preußischen Staatseisenbahnen erst 1906 mit Erprobungen von Akkumulatortriebwagen. Die daraus hervorgegangenen Wittfeld-Akkumulatortriebwagen wurden in großer Stückzahl gebaut und waren teilweise bis 1962 im Einsatz.

## Länder mit ausgeprägter Elektrifizierung bis 1945

### Österreich-Ungarn

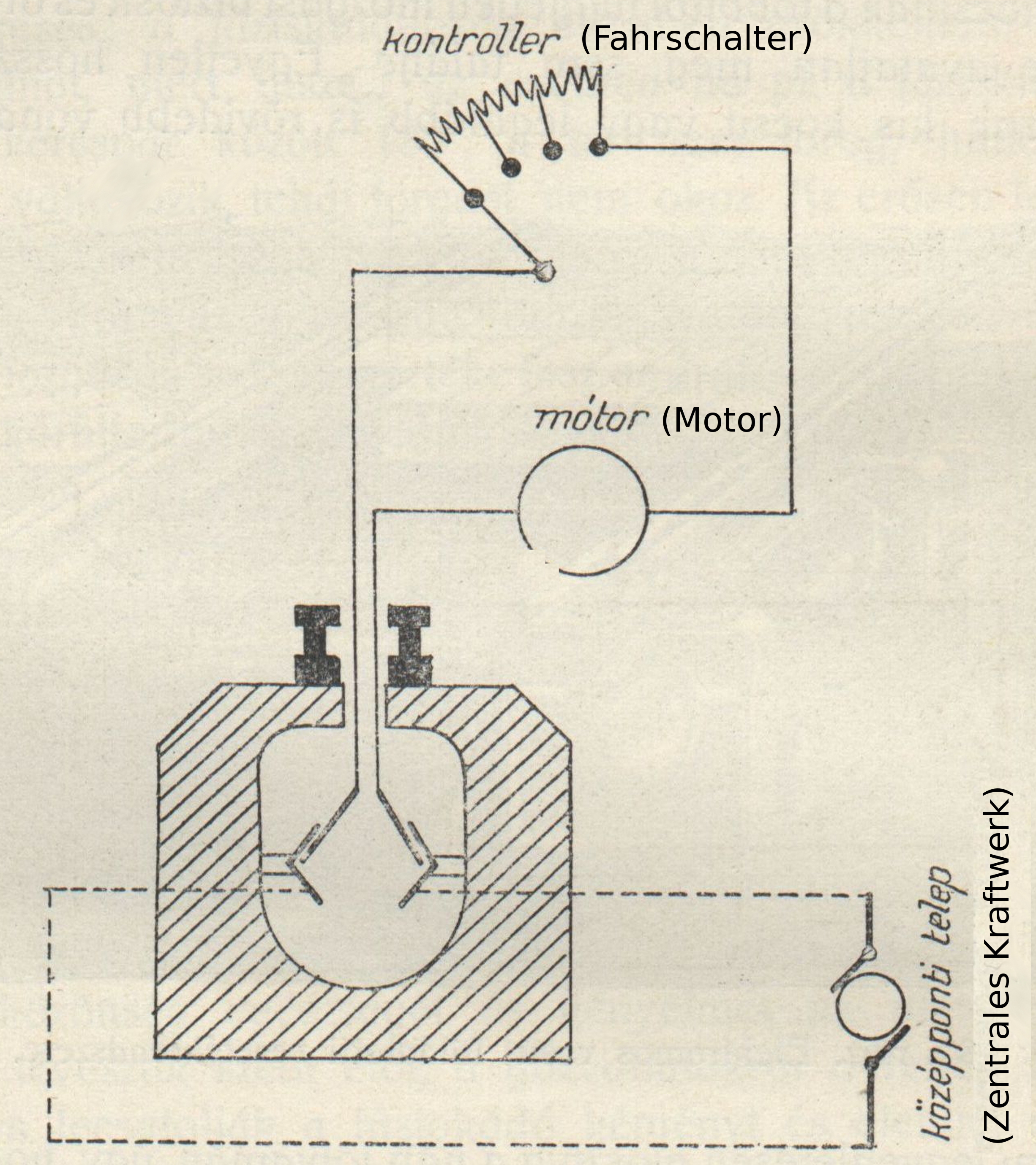
Prinzipskizze einer Doppelschiene mit Stromversorgung in einem darunter liegenden Stromschienenkanal für die Stadtbahn in Budapest, verwendet ab 1887 im Versuchsbetrieb und von 1889 bis etwa zur Mitte der 1920er Jahre in der Innenstadt von Budapest

Nach dem ersten elektrischen Bahnbetrieb mit einer Ausstellungsbahn auf der Wiener Gewerbeausstellung 1880 wurde die neu gebaute schmalspurige so genannte Lokalbahn Mödling–Hinterbrühl der Südbahngesellschaft von Mödling nach Hinterbrühl auf Anregung der Siemens & Halske für den elektrischen Betrieb ausgerüstet und im Oktober 1883 eröffnet.

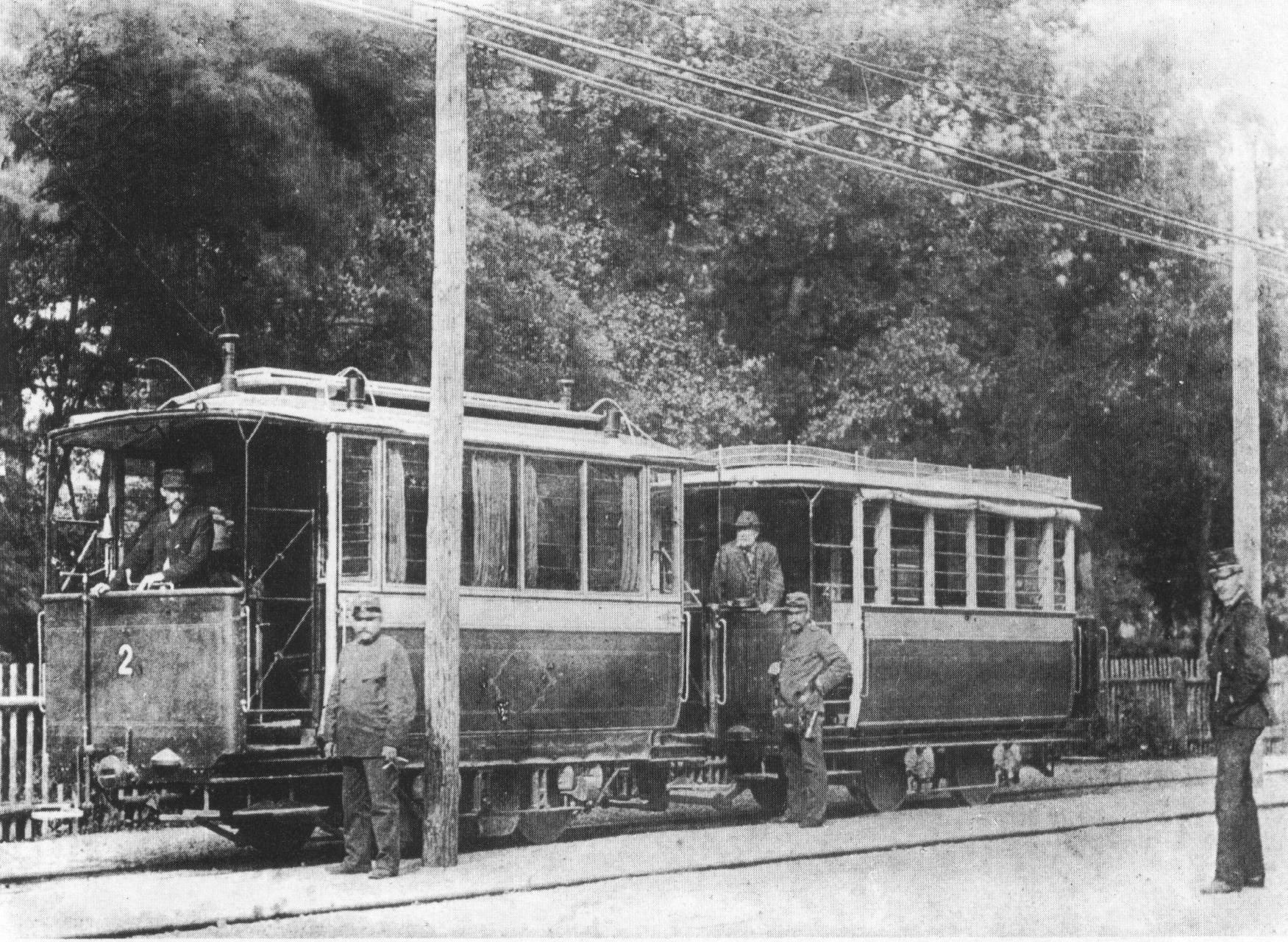
Zug der Lokalbahn Mödling–Hinterbrühl (1883)

In Prag (damals noch zu Österreich gehörend) erhielt am 11. Mai 1891 der Ingenieur František Křižík vom Handelsministerium die Bewilligung zum Bau einer elektrischen Bahn von der Letná-Anhöhe bis zum Park Stromovka in Bubeneč sowie 1893 die Konzession zu deren Fortsetzung bis zum Ausstellungsgelände Prag, insgesamt eine Streckenlänge von 1,5 Kilometer. Zwei Generatoren von je 48 Kilowatt Leistung versorgten sie mit Strom.
Die nächste elektrische Eisenbahn in Österreich wurde die normalspurige ehemalige Pferdebahn Baden–Helenental–Rauhenstein der Straßenbahn Baden (Streckenlänge rund 3,2 Kilometer). Der elektrische Betrieb wurde am 16. Juli 1894 aufgenommen, ebenso am 22. Mai 1895 auf der Strecke Baden–Vöslau (Streckenlänge knapp 5 Kilometer). Beide Bahnstrecken wurden 1897 von der „Actiengesellschaft der Wiener Lokalbahnen“ (WLB) übernommen. Es folgte am 13. August 1894 die Inbetriebnahme der meterspurigen elektrischen Lokalbahn im Kurort Gmunden mit bis zu 100 ‰ Steigung.
Von Siemens & Halske wurde ab 1887 in Budapest und darüber hinaus auch in Wien und in Berlin ein System eingesetzt, bei dem die beiden Schienen des Straßenbahngleises jeweils aus zwei Hälften mit einem nach oben offenen Schlitz bestanden. Unterhalb der Schiene auf einer Seite verlief ein Kanal, in dem sich zwei Leiter aus dicken Winkeleisen befanden. Diese beiden Stromschienen waren in Abständen von mehreren Metern an isolierenden Halterungen in Form von Hufeisen befestigt. Ein Pol befand sich auf der linken, der andere auf der rechten Seite. Die Kanäle waren eingemauert. Mit der freien Luft standen sie nur durch den Schlitz zwischen den Schienen in Verbindung. An den Fahrzeugen befand sich eine Platte, die am unteren Ende zwei drehbare Metallzungen trug. Die Platte lief senkrecht in dem Schlitz der Schiene mit den zwei Leitern und berührte mit jeweils einer der beiden Metallzungen eine der beiden Leitungen. Eine der beiden Leitungen war der Hin- und die andere der Rückleiter. Die Spannungsdifferenz betrug zwischen 300 und 600 Volt. Das System wurde in Budapest ab 1887 im Versuchsbetrieb auf der Versuchsstrecke Westbahnhof–Ringstraße–Király-Straße mit einer Spurweite von 1000 mm und von 1889 bis etwa zur Mitte der 1920er Jahre in der Innenstadt von Budapest auf einer Strecke mit einer Spurweite von 1435 Millimeter verwendet.
 In Budapest nahm 1896 die 3,6 Kilometer lange Untergrundbahn ihren Betrieb auf, sie war die erste normalspurige und elektrische U-Bahn des Kontinents. Die elektrischen Triebwagen wurden von Siemens & Halske ausgerüstet, der Historie zufolge engagierte sich Siemens hier nach der Ablehnung der U-Bahn-Pläne für Berlin, um die Effektivität dieses Bahnsystems zu beweisen.
Nach ersten Vorversuchen auf einer unternehmenseigenen Bahnstrecke von 800 Metern Länge und einer Straßenbahnstrecke in Évian-les-Bains in den französischen Alpen 1896/98 ließ die Budapester Maschinenfabrik Ganz & Co. 1899 unter dem Chefkonstrukteur Kálmán Kandó eine 1,5 Kilometer lange Versuchsstrecke auf der Altofener Donauinsel für den Betrieb mit 3000 Volt Drehstrom anlegen. Als Ganz um 1900 für die Munitionsfabrik Wöllersdorf bei Wiener Neustadt ein Kraftwerk einrichtete, wurde das mit dem Auftrag verbunden, die dazugehörende Werksbahn zu elektrifizieren. Obwohl hierfür eine Spannung von 300 bis 500 Volt genügt hätte, stattete man sie als Versuchsträger mit 3000 Volt aus. Die dabei gewonnenen Erfahrungen wurden bei der späteren Elektrifizierung der italienischen Bahnstrecken verwertet.
Am 21. Juni 1903 eröffnete František Křižík in Mittelböhmen die 24 Kilometer lange elektrische Lokalbahn Tábor–Bechyně mit Spannung von 2 × 700 Volt Gleichspannung.
1907 nahm die Wiener Lokalbahn den Betrieb mit Gleich- und Wechselstromabschnitten auf, die Triebwagen besaßen dazu Steuerungen für beide Stromarten.
1911 wurde auf der Mariazellerbahn als erster Fernstrecke der Donaumonarchie der elektrische Betrieb mit 6500 Volt Wechselspannung und einer Frequenz von 25 Hertz aufgenommen.

### Alpenländer

Übereinkommen über ein gemeinsames Bahnstromsystem von 1912 mit den Unterschriften von Paul von Breitenbach, Minister für öffentliche Arbeiten in Preußen, Lorenz von Seidlein, Eisenbahnminister von Bayern, Josef Nikolaus Rheinboldt, Minister der Finanzen in Baden

Elektrizität als alternative Energie war daher vor allem dort eine willkommene, wo sie günstig ohne teure Materialimporte zu erzeugen war. Dies war vor allem in den europäischen Alpenländern mit der Energieerzeugung aus Wasserkraft der Fall. Der Bahnbetrieb mit Elektrotraktion setzte sich daher vor allem ab 1918 in Österreich, der Schweiz, Bayern, Norditalien und der französischen Alpenregion durch.
Auch die ersten Wechselstrombahnen eröffnete den Betrieb zunächst noch mit unterschiedlichen Stromsystemen, Spannungen und Frequenzen: Die Burgdorf-Thun-Bahn ging 1899 mit niedrig gespanntem Drehstrom in Betrieb, die Veltlinbahn im 1902 mit hochgespanntem. Die meterspurige Stubaitalbahn fuhr ab 1904 mit 2,5 kV bei 42,5 Hz, die vollspurige Bahnlinie von Murnau nach Oberammergau ab 1905 mit 5,5 kV und 16 Hz usw. Durch die Insellagen dieser ersten Betriebe erschien diese Situation zunächst noch unproblematisch. Um einen möglichst reibungslosen Betrieb zu erreichen, war es jedoch sinnvoll, im länderüberschreitenden Verkehr genauso wie bei der Spurweite ein einheitliches Stromsystem zu nutzen. Die Verwaltungen der Bayerischen Staatseisenbahnen und der Badischen Staatseisenbahnen sowie auch der Preußisch-Hessischen Staatseisenbahnen kamen daher überein, ihre Vollbahnen ausschließlich mit 15 kV und 16⅔  Hz Wechselspannung bei einer mittleren Fahrdrahthöhe von sechs Metern über Schienenoberkante zu elektrifizieren. Der Einphasenwechselstrom erschien im Vergleich zu Gleichstromsystemen als die bessere Variante, da sich Gleichspannung nicht transformieren lässt und gleichmäßig dicht verteilt an der Strecke eingespeist werden muss.
Die ebenfalls bereits verfügbare Drehstromtechnik erforderte zweipolige Fahrleitungen, die besonders an Weichen und Kreuzungen sehr aufwendig waren. Das „Übereinkommen betreffend die Ausführung elektrischer Zugförderung“ wurde auf Anregung des Ministerialdirektors in der Bayerischen Staatsbahnverwaltung Bernhard Gleichmann getroffen. Es trat am 28. Januar 1913 in Kraft. Dem Übereinkommen traten später auch die Staatsbahnen Österreichs und der Schweiz sowie auch Norwegens und Schwedens bei. In der Folge zeigte sich eine teils technische, teils organisatorisch engere Verflechtung der elektrischen Bahnbetriebe zwischen Deutschland, Österreich und der Schweiz.
Zusammen mit den Anrainerstaaten Deutschland, Frankreich, Italien und Slowenien haben die in den Alpen befindlichen Länder beim Stand von 2009/10 ein normalspuriges Streckennetz von etwa 101 000 Kilometern, von denen etwa 56 000 Streckenkilometer elektrifiziert sind.

#### Schweiz
Die erste elektrische Bahn in der Schweiz war die Tramway Vevey-Montreux-Chillon, die am 6. Juni 1888 ihren ersten genau neun Kilometer langen Abschnitt von Vevey-Plan nach Territet in Betrieb nahm und noch mit zweipoliger Schlitzrohrfahrleitung betrieben wurde. Die 1,4 Kilometer lange Fortsetzung nach Chillon eröffnete sie noch am 16. September gleichen Jahres. 1891 folgten die Sissach-Gelterkinden-Bahn und die Bergbahn Lauterbrunnen–Mürren. 1894 wurde auf der Chemin de fer Orbe–Chavornay der Gleichspannung-Betrieb auf der ersten normalspurigen Strecke der Schweiz aufgenommen.
Bereits 1891 demonstrierte Charles Eugene Lancelot Brown, Sohn des Gründers der Schweizerischen Lokomotiv- und Maschinenfabrik Winterthur (SLM), zusammen mit Michail Ossipowitsch Doliwo-Dobrowolski auf 280 Kilometern Länge die Fernübertragung von Dreiphasenwechselstrom zwischen einem Wasserkraftwerk in Lauffen am Neckar und den Frankfurter Westbahnhöfen. Für den Eisenbahnbetrieb entdeckte Brown, dass das Verhältnis von Leistung zum Gewicht bei Dreiphasenwechselstrommotoren besser als bei Gleichstrommotoren und durch das Fehlen des Kommutators einfacher herzustellen und zu unterhalten war. 1896 ließ Brown zusammen mit Walter Boveri Versuchsfahrten mit einem Drehstromwagen auf der schmalspurigen Straßenbahn Lugano durchführen. Allerdings waren Dreiphasenmaschinen viel schwerer als Gleichstrommotoren ihrer Zeit und konnten noch nicht in die Drehgestelle eingebaut werden, auf der anderen Seite arbeiteten die Dreiphasenmaschinen mit konstanten Geschwindigkeiten und einer Nutzbremse, wodurch der Versuchsbetrieb auf einer Gebirgsbahn zweckmäßiger erschien.

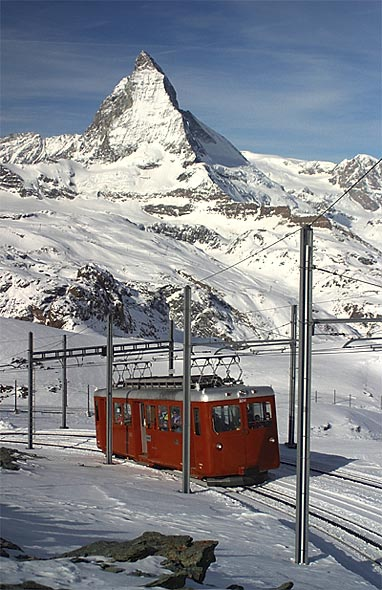
Gornergratbahn

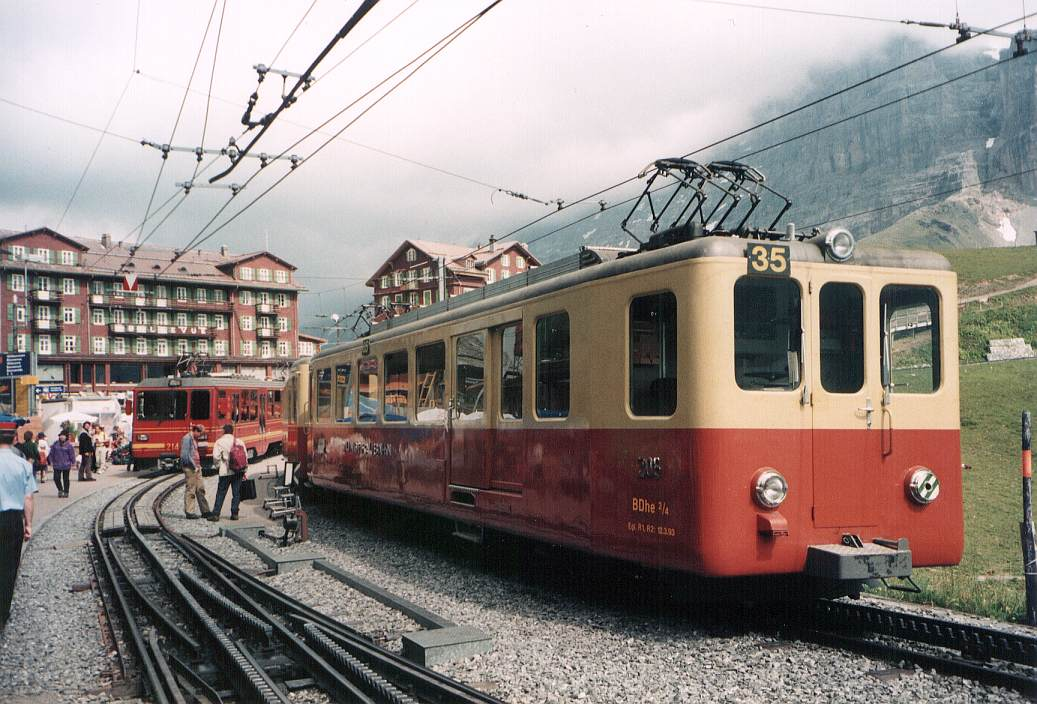
Jungfraubahn, mit zweipoliger Drehstrom-Oberleitung

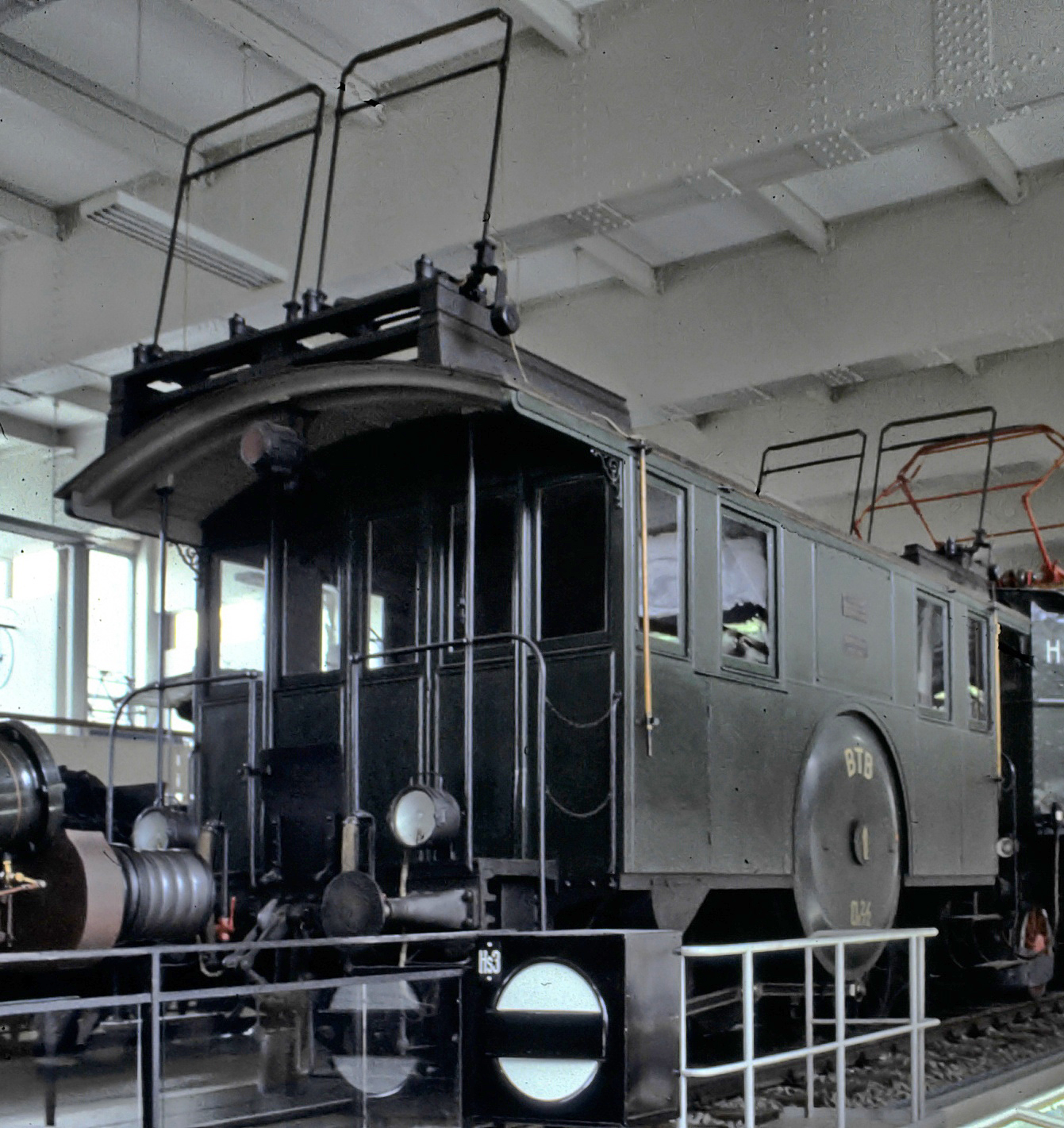
Drehstrom-Elektrolokomotive BTB 1 der Burgdorf–Thun-Bahn

Die von beiden Unternehmern 1891 im schweizerischen Baden gegründete Brown, Boveri & Cie. (BBC) nahm hierzu am 24. November 1897 auf dem ersten Teilstück der Gornergrat-Zahnradbahn bei Zermatt Fahrten mit der ersten Drehstromlokomotive der Welt auf. Offiziell eröffnet wurde sie ein Jahr später. Der Wechselstrom mit einer Frequenz von 40 Hertz wurde noch nicht vom Landesnetz, sondern von einem Wasserkraftwerk bezogen.:220–221 Auch die in den Jahren 1896 bis 1903 gebaute Jungfraubahn wird bis heute mit Drehstrom und zweipoliger Fahrleitung betrieben. 1899 wurde mit der Burgdorf-Thun-Bahn die erste Vollbahn Europas mit Drehstrom von 750 Volt bei 40 Hertz elektrifiziert. Die dafür gebauten Lokomotiven der Klasse D 2/2 hatten eine Leistung von 220 Kilowatt, zwei Geschwindigkeitsstufen von 18 und 36 Kilometer pro Stunde und wogen 29,6 Tonnen.
Im Jahr 1906 stand die Inbetriebnahme des damals mit knapp 20 Kilometern längsten Tunnels der Welt am Simplon bevor. Hierfür übernahm die BBC auf eigene Rechnung die Elektrifizierung des 22 Kilometer langen Abschnittes Brig–Iselle mit Drehstrom von 3000 Volt bei 16 Hertz. Damit sollten die Vorteile des Elektrobetriebs unter Beweis gestellt werden mit der Erwartung weiterer Aufträge von den Schweizerischen Bundesbahnen (SBB). Für diesen hauptsächlich im Tunnel gelegenen Streckenabschnitt wurden drei Elektrolokomotiven RA 361–363 von der Veltlinbahn der italienischen Rete Adriatica angemietet. Möglich wurde die Betriebsaufnahme durch den Verzicht der Rete Adriatica auf zwei Lokomotiven Fb 3/5 364–365, die von BBC und SLM für die italienische Bahn bereits im Bau waren. Als einziger dampfbetriebener Zug wurde in der Regel der Simplon-Orient-Express durch den Tunnel geführt, um diesem Paradezug das Umspannen zu ersparen. Als Reaktion auf den Kohlenmangel im Ersten Weltkrieg elektrifizierte man bis 1919 die Fortsetzungsstrecke von Brig nach Sion. Die 1922 eröffnete zweite Röhre des Simplontunnels war von Beginn an elektrifiziert.

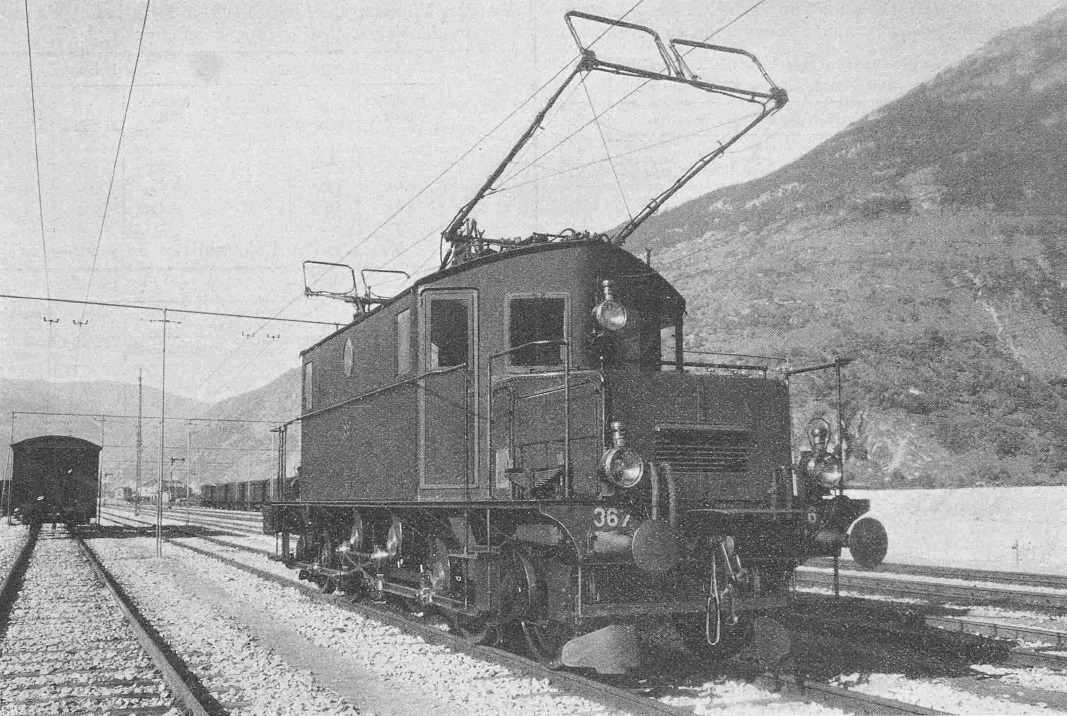
Drehstromlokomotive Ae 4/4 für den Simplontunnel Brig–Iselle

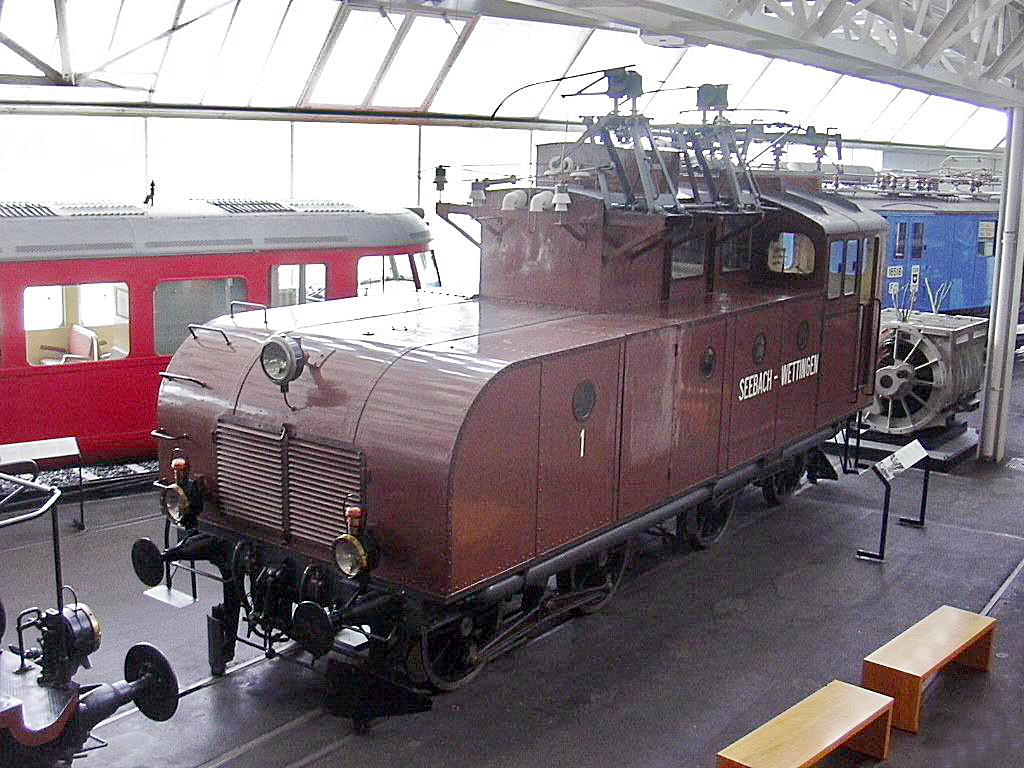
Versuchslokomotive Ce 4/4, Baujahr 1904, Bahnstrecke Seebach – Wettingen

Der Versuchsbetrieb Seebach–Wettingen fand ab 1905 mit Einphasenwechselstrommotoren statt.
Seit dem 1. Juli 1913 verkehren im Engadin die Züge der Rhätischen Bahn mit Einphasenwechselstrom. Die Lokomotiven Ge 4/6 wurden zu Vergleichszwecken mit verschiedenen Bauarten von Fahrmotoren geliefert. Am 15. Juli 1913 wurde mit der privat betriebenen Lötschberg-Bergstrecke die erste elektrifizierte Alpenbahn mit Einphasenwechselstrom in Betrieb genommen. Ebenfalls im Jahre 1913 bewilligte der Verwaltungsrat der SBB eine Kreditaufnahme für die Elektrifizierung der Gotthardstrecke Erstfeld–Göschenen. Wegen des Ausbruchs des Ersten Weltkriegs 1914 wurden die Vorarbeiten jedoch vermindert weitergeführt. So fuhr der erste elektrisch geführte Zug der SBB auf einer nicht zu Versuchszwecken elektrifizierten Strecke abseits der Gotthardachse am 7. Juli 1919 von Thun her in die Bundeshauptstadt Bern ein. Die Fahrleitung im Gotthardtunnel wurde erstmals am 1. Juli 1920 von den Generatoren im Kraftwerk Ritom mit halber Spannung (7500 Volt) gespeist. Die Elektrifizierung schritt in der Folge beidseits des Tunnels nach Süden und Norden vorwärts. Am 29. Mai 1921 wurde auf der Strecke Erstfeld–Bellinzona der elektrische Betrieb aufgenommen. Ein Jahr später befand sich die ganze Strecke Luzern–Chiasso im elektrischen Betrieb.
Insbesondere die steigungsreiche Gotthardbahn mit ihren hohen Anforderungen, die oftmals Doppeltraktionen und Zugteilungen nötig machte, war in den Folgejahren Einsatzstrecke für einige der stärksten Elektrolokomotiven. Die 1938 gebaute Doppellokomotive Ae 8/14 11852 war mit einer Stundenleistung zwischen (abhängig von der in Vorschriften angesetzten maximal zulässigen Erwärmung) 8162 kW und 8826 kW (12'000 PS) die überhaupt stärkste Elektrolokomotive der Welt. Die noch vor dem Zweiten Weltkrieg begonnene Entwicklung der Vielfachsteuerung machte derart starke und folglich unflexibel einsetzbare Fahrzeuge jedoch schnell überflüssig.
Um 1928 war die Elektrifizierung international in der Schweiz am weitesten fortgeschritten. So war in jenem Jahr mit 55,3 % oder 1681 Kilometer (nach Bernhard Studer) bereits mehr als die Hälfte des SBB-Netzes elektrifiziert. Die ab den 1920er Jahren mit beispielloser Geschwindigkeit erfolgte Elektrifizierung und damit einhergehende Einbeziehung von Industrie und Gewerbe bewirkte auch eine Eindämmung der damals drohenden Arbeitslosigkeit. „Einer der Gründe, wieso die Elektrifizierung der SBB so rasch vorangetrieben wurde, war die einseitige Abhängigkeit von Deutschland und auch von der DR, mit deren Kohlewagen (die gemietet werden mussten) die Kohle für den schweizerischen Dampfantrieb importiert wurde.“ schrieb das „Neujahrsblatt der Naturforschenden Gesellschaft“ in Zürich auf das Jahr 1929. Die gleiche Quelle veröffentlichte folgende Vergleichstabelle (gekürzt):
| 1928 Bahngesellschaft                                   | Streckenlänge km | Strom / Teilabschnitte |
| ------------------------------------------------------- | ---------------- | --- |
| Schweizerische Bundesbahnen (2565 Kilometer Normalspur) | 1 666            | 1589 Kilometer zusammenhängendes Netz mit Einphasenwechspannung von 15 Kilovolt bei 16 2⁄3 Hertz 55 Kilometer Seetalbahn, Einphasenwechselspannung von 5500 Volt bei 25 Hertz 22 Kilometer Simplontunnel, Dreiphasenwechselspannung von 3300 Volt bei 16 2⁄3 Hertz                                                                                           |
| Ferrovie dello Stato Italia                             | 1 607            | 862 Kilometer zusammenhängendes Netz Dreiphasenwechselspannung mit 3700 Volt bei 16 2⁄3 Hertz 364 Kilometer, vier einzelne Strecken, Dreiphasenwechselstrom 3700 und 3300 Volt bei 16 2⁄3Hertz 105 Kilometer Gleichspannung 650 Volt, dritte Schiene 101 Kilometer Gleichspannung 3000 Volt 172 Kilometer Dreiphasenwechselspannung 10 Kilovolt bei 45 Hertz |
| Deutsche Reichsbahn (gesamt 53.600 Kilometer)           | 1 544            | Vier einzelne Netze mit 364, 154, 692 und 155 Kilometern, Einphasenwechselspannung von 15 Kilovolt bei 16 2⁄3 Hertz 225 Kilometer Berliner Stadt- und Ring-Bahnen, Gleichspannung 800 Volt, dritte Schiene 49 Kilometer mit anderen Spannungen |
| Chicago, Milwaukee & St. Paul USA                       | 1043             | 705 Kilometer Harlowton–Avery, Gleichspannung 3000 Volt 338 Kilometer Othello–Pacific Coast, Gleichspannung 3000 Volt |
| Schwedische Staatsbahnen                                | 892              | Einphasenwechselspannung von 15 Kilovolt bei 16 2⁄3 Hertz 434 Kilometer Svartö–Riksgränsen (87 Kilometer norwegische Fortsetzung bis Narvik) 458 Kilometer Stockholm–Göteborg |
| Chemin de fer du Midi Frankreich                        | 919              | Zusammenhängendes Netz Gleichspannung 1500 Volt 765 Kilometer in Betrieb 145 Kilometer im Bau |

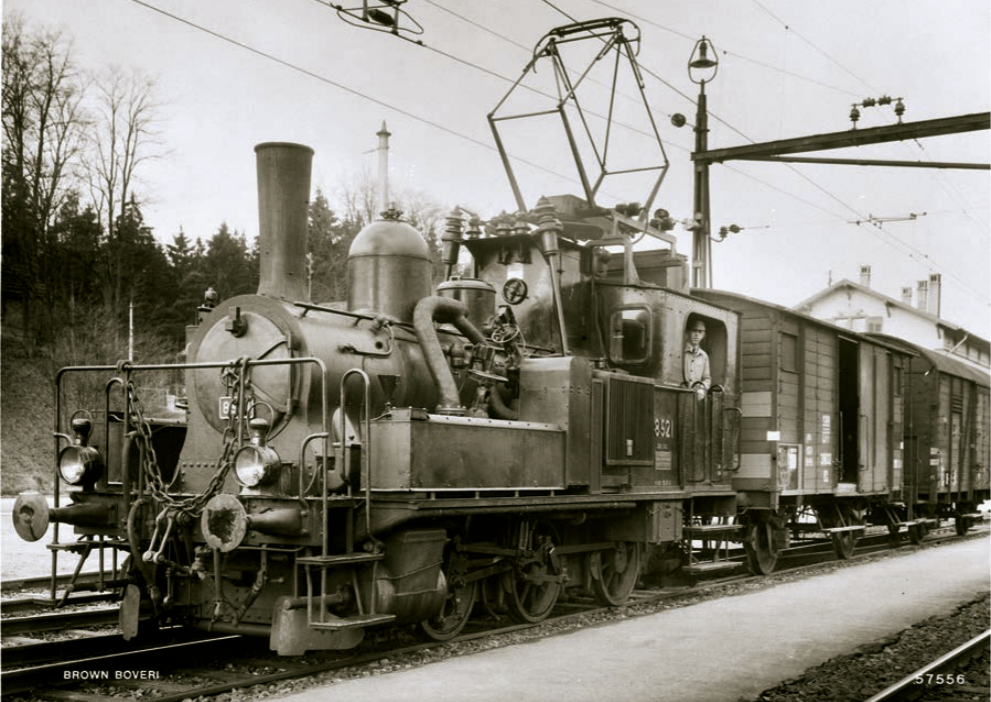
E 3/3 mit aus der Oberleitung gespeister elektrischer Kesselheizung

Der mit Drehstrom betriebene Simplontunnel wurde erst im März 1930 auf das Einphasenwechselstromsystem umgestellt, nachdem bereits drei Jahre zuvor der Zufahrtsabschnitt zwischen Sion und Brig umgestellt worden war. Damit war das Zeitalter der Drehstromtechnik in der Schweiz bereits wieder beendet. Mit der Umstellung des Simplontunnels wurde gleichzeitig auch die anschließende FS-Strecke in Italien zwischen Iselle und Domodossola mit dem Schweizer Wechselstromsystem ausgerüstet, auf welchem seither ausschließlich SBB- (und BLS-) Fahrzeuge elektrisch verkehren.
Bis 1936 waren bereits 71,7 % oder 2144 Kilometer des SBB-Netzes elektrifiziert, ein Wert, der bis zum Ausbruch des Zweiten Weltkrieges auf 73,6 Prozent oder 2191 Kilometer gesteigert wurde. Somit wurden praktisch nur noch Nebenlinien mit Dampflokomotiven betrieben. Angesichts des Kohlenmangels während des Zweiten Weltkrieges wurden 1942/1943 zwei Rangierdampflokomotiven des Typs E 3/3 mit einer aus der Oberleitung gespeisten elektrischen Kesselheizung sowie Stromabnehmern auf dem Führerhaus ausgestattet. Diese Linie wurde jedoch nicht weiterverfolgt. Im Gegensatz dazu wurde auch während des Krieges die Elektrifizierung des Netzes vorangetrieben, da auf vielen noch mit Dampf betriebenen Strecken der Fahrplan eingeschränkt oder auf Holzfeuerung umgestellt werden musste. 1946 waren 92,8 Prozent oder 2748 Kilometer allein des SBB-Netzes elektrifiziert.
Das Netz der schweizerischen Staats- und Privatbahnen von insgesamt 4527 Kilometern (davon rund 1300 Kilometer in Meterspur) ist heute zu 98 % elektrifiziert.

#### Westösterreich
Im Juli 1904 begann auf der 18,2 Kilometer langen Stubaitalbahn der elektrische Probebetrieb mit neu entwickelten Wechselstrommotoren der AEG-Ingenieure Winter und Eichberg unter 2,5 Kilovolt und der damals vielfach gebräuchlichen Industriefrequenz von 42,5 Hertz. Der Betrieb erwies sich jedoch als problematisch, zumal die ein Jahr später mit Gleichspannung eröffnete Straßenbahn Innsbruck eine Systemtrennstelle erforderte. Der richtig große Sprung wurde hingegen auf der 1907 mit Dampfbetrieb eröffneten, 91,3 Kilometer langen Mariazellerbahn gewagt. Auf dieser schmalspurigen, hauptbahnähnlich betriebenen Gebirgsbahn kamen die Dampflokomotiven schnell an ihre Grenzen, weshalb binnen drei Jahren die gesamte Strecke mit 6,5 kV Wechselspannung bei 25 Hz elektrifiziert wurde.

Elektrolok E.1 der Mariazellerbahn im Auslieferungszustand in St. Pölten

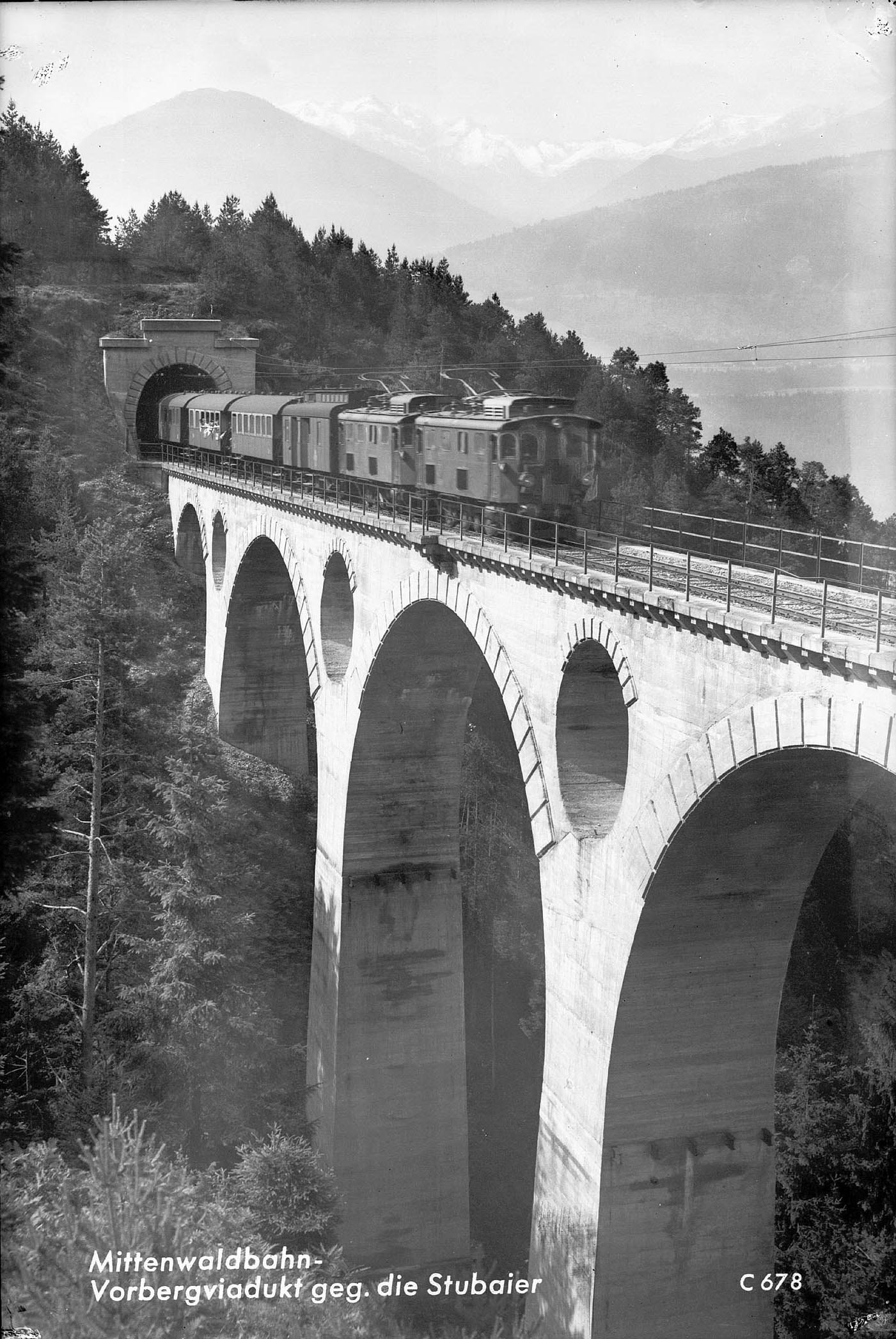
Zwei Lokomotiven der Reihe 1060 der Mittenwaldbahn auf dem Vorbergviadukt

Die ersten Streckeneröffnungen mit Einphasen-Wechselstrom auf Normalspurstrecken waren eng mit dem süddeutschen Raum verbunden. Am 26. Oktober 1912 führten die k.k. österreichischen Staatsbahnen den elektrischen Betrieb zwischen Innsbruck und Scharnitz an der deutschen Grenze ein. Zwei Tage später wurde auch auf bayerischer Seite der elektrische Betrieb auf der Mittenwaldbahn bis Garmisch mit österreichischen C1’-Lokomotiven der Reihe 1060 aufgenommen. Da man auf dem 8. Internationalen Eisenbahnkongress in Bern im Juni 1910 noch von einer Vereinbarung über 10 Kilovolt und 15 Hertz ausging, konnte man zwar kurzfristig die Fahrleitungsspannung auf 15 Kilovolt, jedoch nicht die von der Turbinendrehzahl abhängige Frequenz in Wasserkraft- und Umformermaschinen erhöhen. Erst mit Inbetriebnahme des Kraftwerks Spullersee im April 1922 wurde schließlich die Frequenz auf 16⅔ Hertz angepasst. Bis Kriegsbeginn wurde noch am 15. April 1914 der elektrische Betrieb auf der 5 km langen Strecke Salzburg–Freilassing aufgenommen, auf deutscher Seite 35 km weiter bis Berchtesgaden.
Ebenso wie zuvor in der Schweiz machte man in Österreich die Erfahrung, dass für die Energieversorgung zwar das Stromsystem mit 15 kV und 50 Hz Wechselspannung optimal war, jedoch die mit hohen Spannungen betriebene Wechselstromreihenschlussmotoren schwer beherrschbare Funkenüberschläge am Kommutator hatten. Es wurde daher versucht, mit zwischengeschalteten rotierenden Phasenumformergeneratoren auf der Lokomotive das für den Motorbetrieb weit besser geeignete Dreiphasenwechselstromsystem mit variabler Frequenz zu erzeugen. Entsprechende Versuchslokomotiven mit den Nummern 1180 und 1470 wurden 1923 von Ganz & Co. und die 1082 von Siemens-Schuckert ausgerüstet. Letztlich wurde die platzaufwendige Phasenumformertechnik jedoch mit der besser beherrschbaren niedrigeren Frequenz von 16⅔ Hertz abgelöst. Die damalige Idee der Stromsystemumformung auf der Lokomotive konnte jedoch 70 Jahre später mit der elektronischen Halbleiter-Stromrichtertechnik zum Erfolg geführt werden.
Basierend auf den positiven Erfahrungen beim Betrieb der Mittenwaldbahn wurde nach Kriegsende die Elektrifizierung der Arlbergbahn beschlossen, welche am 14. Mai 1925 vollendet werden konnte. 1928 wurde die Brennerbahn elektrifiziert, bis 1930 die Salzburg-Tiroler-Bahn und bis 1935 die der Tauernbahn, womit das Hauptbahnnetz im Westen Österreichs vollständig elektrifiziert war. Im heutigen Österreich sind von circa 5500 Kilometern Normalspurstrecken etwa 3500 Kilometer elektrifiziert.

### Deutschland
Nach den Anfängen im Straßenbahn- und Kleinbahn-Bereich elektrifizierten die Preußischen Staatseisenbahnen ab 1910 vier eigenständige Netze, von denen sich bis 1920 etwa 150 Streckenkilometer auf Fernbahnen in Schlesien und Mitteldeutschland und knapp 40 Streckenkilometer auf den Vorortbahnen in Berlin und Hamburg im elektrischen Betrieb befanden. 1913 folgten Strecken von Bahngesellschaften in Bayern und Südbaden (Wiesen- und Wehratalbahn). Die Länderbahnen beschritten dabei bei der Entwicklung erster Fahrzeuge zunächst unterschiedliche Wege.
Nach 1920 wurde die Elektrifizierung auf diesen und weiteren Netzen durch die Deutsche Reichsbahn fortgeführt. Am 15. Februar 1923 veröffentlichte der Reichsverkehrsminister einen Erlass über die Deckung des Bedarfs an technischen Büro- und Außenbeamten […] für den elektrischen Zugbetrieb, in dem die Qualifikationen für Triebfahrzeugführer und weiteres Personal im elektrischen Zugbetrieb festgelegt wurde.
Für das Jahr 1937 listet die Deutsche Reichsbahn folgenden Bestand auf:
| Netz                             | Strecke (km) | Fahrleitungen (km) | Fernleitungen (km)  | Anmerkungen zur Primärquelle                                 |
| -------------------------------- | ------------ | ------------------ | ------------------- | ------------------------------------------------------------ |
| Bayerisch-Württembergisches Netz | 1156,37      | 3031,77            | 719,15              | Süddeutsches Netz                                            |
| Schlesisches Netz                | 394,89       | 873,90             | 156,28              |                                                              |
| Mitteldeutsches Netz             | 314,87       | 1051,48            | 145,68              |                                                              |
| Wiesentalbahn                    | 48,40        | 101,11             | 21,36               | Baden                                                        |
| Höllentalbahn                    | 55,60        | 90,15              |                     | 20 kV, 50 Hz Wechselspannung                                 |
| Gleichstrombahnen                | 21,91        | 27,10              |                     | Klingenthal–Sachsenberg-Georgenthal, Berchtesgaden–Königssee |
| Berlin (S-Bahn)                  | 270,14       | 667,12             |                     | Stromschiene 750 V Gleichspannung                            |
| Hamburg (S-Bahn)                 | 35,49        | 86,90              |                     | Oberleitung 6,3 kV, 25 Hz Wechselspannung                    |
| Gesamtlänge                      | 2297,67      | 5929,53            | 1250,66 ? (1042,47) | Angaben nur DR (Summenkorrektur)                             |

1949 erschien ein Leitfaden für Lokomotivführer zur Umschulung von Dampf auf Elektrizität, herausgegeben von der Bezirksleitung der Eisenbahnfachschulen in München.
In den 1960er Jahren wurde die Elektrifizierung des Streckennetzes forciert, 1963 war der Umfang der elektrifizierten Strecken bei der Deutschen Bundesbahn auf 5000 Kilometer, bei der Deutschen Reichsbahn auf circa 1500 Kilometer angewachsen. Im Jahr 2004 waren im vereinigten Deutschland von 46 000 Kilometer Regelspurstrecken etwa 20 000 Kilometer elektrifiziert. Der „Elektrifizierungsgrad“ ist damit zwar geringer als in manchen anderen Ländern, dennoch hat das deutsche Streckennetz nach dem russischen und dem chinesischen den größten Umfang eines elektrischen Bahnstreckennetzes (Stand 2004/2006).
Beim Stand von Februar 2018 waren ca. 60 % des deutschen Schienennetzes elektrifiziert. Gemäß dem Anfang 2018 ausgehandelten Koalitionsvertrag zwischen Union und SPD soll dieser Anteil bis 2025 auf 70 % steigen.

#### S-Bahnen Altona/Hamburg und Berlin

Wechselstrom-Triebzug Prototyp der AEG von 1905

Von der preußischen Eisenbahndirektion Altona wurde 1907 die Hamburg-Altonaer Stadt- und Vorortbahn mit einer Oberleitung für den elektrischen Betrieb versehen. Zur Anwendung kam Einphasenwechselstrom mit einer Spannung von 6,3 kV und einer Frequenz von 25 Hz aus dem ersten deutschen bahneigenen Kohlekraftwerk. Am 1. Oktober 1907 kamen die ersten elektrischen Triebzüge zum Einsatz, die aus zwei kurzgekuppelten Abteilwagen bestanden. Sie liefen auf je einem zweiachsigen Drehgestell unter den beiden mit Führerständen versehenen Frontseiten, wobei eines davon als Triebgestell ausgeführt war, und auf jeweils einer freien Lenkachse am Kurzkuppelende.
Die von Straßenbahntriebwagen übernommenen Tatzlagerantriebe bewährten sich aufgrund ihrer einfachen und robusten Ausführung und wurden in der Folge auch zum Standard für die meisten Vollbahn-Triebwagenzüge. Die Viertelzüge mit 122 bis 124 Sitzplätzen konnten je nach Bedarf bis zu einem Vollzug verstärkt werden. Ab dem 29. Januar 1908 wurde die gesamte Strecke von Blankenese bis Ohlsdorf elektrisch betrieben, die Fahrzeit verkürzte sich von 85 auf 52 Minuten. Ab 1924 wurde eine Nachfolgebaureihe DR 1589a/b bis 1645a/b in Betrieb genommen, deren auffälligste Neuerung ein Jakobsdrehgestell zwischen beiden Fahrzeughälften war. Ab 1934 bezeichnete die Reichsbahn die elektrische Stadt- und Vorortbahn als S-Bahn Hamburg.

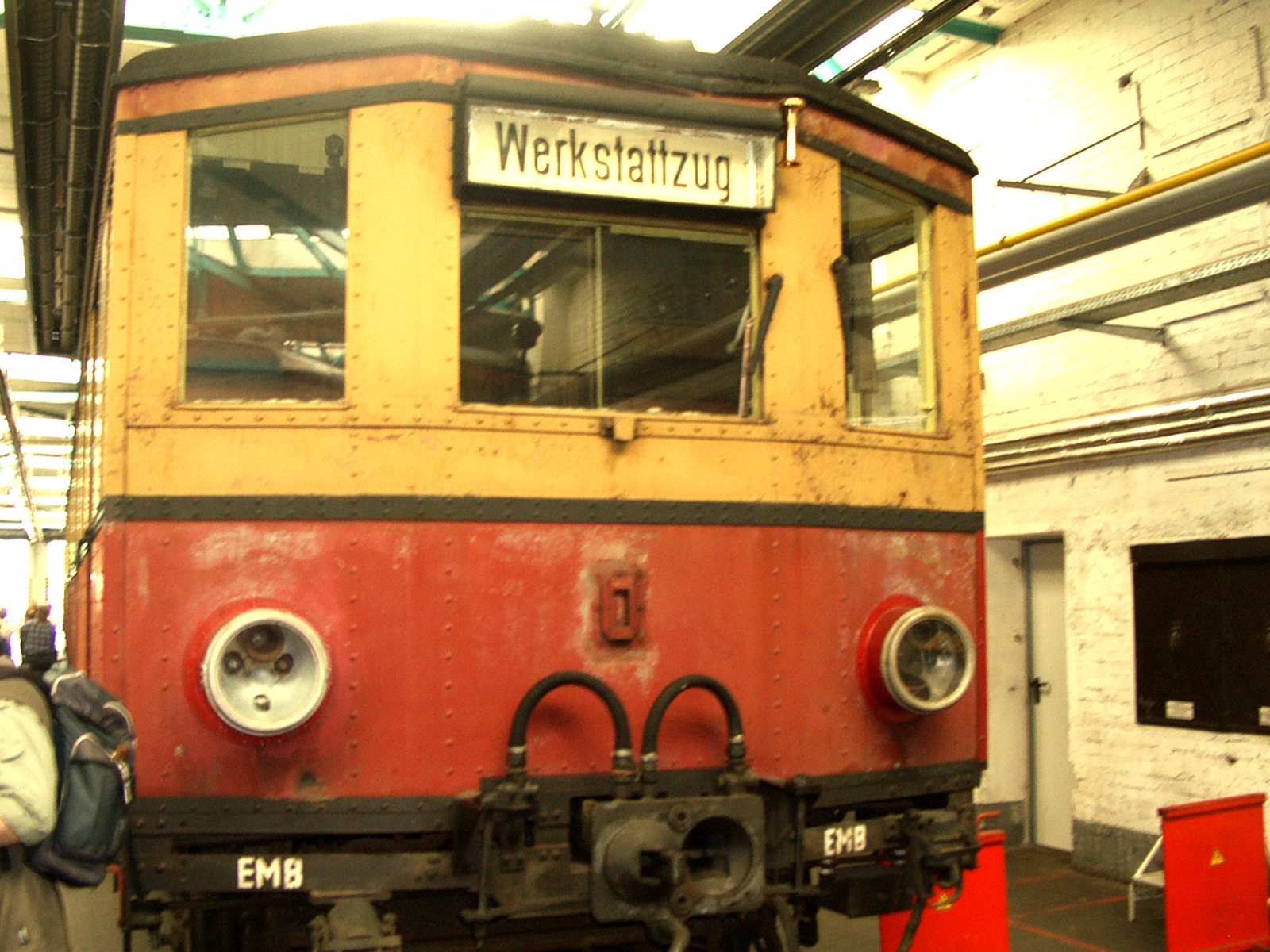
ET 168 der Berliner S-Bahn von 1926

Bereits 1899 hatte die UEG einen Entwurf zum Betrieb der Berliner Stadt-, Ring- und Vorortbahn mit Gleichspannung ausgearbeitet. Mit dem Versuchsbetrieb Berlin Wannseebahnhof–Zehlendorf von 1901 (750 V), der 1902 eingeführten elektrischen Hochbahn (750 V) und der 1903 auf elektrischen Zugbetrieb umgestellten Vorortbahn Berlin-Potsdamer Vorortbahnhof–Groß Lichterfelde Ost (550 V) konnten umfangreiche technische und betriebliche Erfahrungen für weitere Elektrifizierungen gesammelt werden. Bei allen drei Bahnen wurden von oben beziehungsweise von der Seite bestrichene Stromschienen mit Gleichspannung verwendet. Die zwischenzeitlich diskutierte Verwendung von Wechselstrom – 1919 begann man sogar mit der Ausrüstung der ersten Strecken zu den Bahnhöfen Hermsdorf und Bernau – wurden für die Berliner Nahverkehrsbahnen wieder verworfen, auch in den 1920er Jahren sollte für weitere Vorortbahnen Gleichspannung verwendet werden. Einerseits konnte an vielen Punkten in der Stadt Drehstrom aus dem öffentlichen Netz bezogen und mit stationären Gleichrichtern umgewandelt werden, andererseits stellten Stromschienen weniger Anforderungen an das Lichtraumprofil, als dies bei Oberleitungen der Fall gewesen wäre.
Am 8. August 1924 verkehrte der erste elektrisch betriebene Zug auf der nördlichen Vorortbahn vom Stettiner Bahnhof nach Bernau bei Berlin. Dieses Datum gilt als Geburtstag der erst später so benannten Berliner S-Bahn. Die Fahrspannung betrug 750 V Gleichspannung, der nun über von unten bestrichene Stromschienen zugeführt wurde. Mit der Baureihe ET 168 wurde wie zuvor in Hamburg das Viertelzugprinzip eingeführt, allerdings abweichend aus einem Trieb- und einem Steuerwagen bestehend. In den Jahren 1924 bis 1933 wurden fast alle Berliner Stadt-, Ring- und Vorortbahnstrecken auf elektrischen Zugbetrieb umgestellt und in das Berliner S-Bahn-System integriert. Nach der Baureihe ET 168 wurde hierzu ab 1927 die Baureihe ET 165 im großen Stil beschafft. Um 1930 waren bereits etwa 270 Kilometer S-Bahn-Strecken in Berlin elektrifiziert.
Für die Hamburger S-Bahn, hervorgegangen aus der oben erwähnten Hamburg-Altonaer Stadt- und Vorortbahn, entschied die Reichsbahn 1937, das Berliner System zu übernehmen. Um eine bessere Anfahrbeschleunigung zu ermöglichen, wurde in Hamburg eine höhere Gleichspannung von 1200 V verwendet. Die ersten gleichstrombetriebenen Züge der neuen Baureihe ET 171 gingen im Juli 1940 in den fahrplanmäßigen Betrieb, parallel zu den weiterhin verkehrenden Wechselstromzügen. Aufgrund des Zweiten Weltkriegs endete dieser Mischbetrieb erst 1955.

#### Mitteldeutschland
Die positiven Erfahrungen mit der elektrischen Hamburg-Altonaer Stadt- und Vorortbahn veranlassten die preußische Bahnverwaltung, probehalber eine Fernstrecke zu elektrifizieren. Ursprünglich waren die Strecken Altona–Kiel und Köln–Euskirchen–Karthaus dafür vorgesehen, was jedoch aufgrund der Grenznähe durch den preußischen Kriegsminister abgelehnt wurde. Ausgewählt wurde schließlich die Bahnstrecke Bitterfeld–Dessau, die dank der nahen Braunkohlenvorkommen gute Voraussetzungen für die Energieversorgung bot, im Einzugsbereich einige Hauptwerkstätten der Bahnverwaltung besaß und keine Durchgangsstrecke von strategischer Bedeutung war.
Auf der 25,6 Kilometer langen Strecke wurde der elektrische Versuchsbetrieb am 18. Januar 1911 vorerst noch mit 5 kV und 15 Hz aufgenommen. Die im Vergleich zu 50-Hz-Systemen relativ niedrige Frequenz wurde gewählt, um Funkenbildungen bei der Stromübertragung auf die Ankerwicklungen und damit den Verschleiß der Kollektoren zu mindern, sowie Rundfeuer zu vermeiden. Auch war der Aufwand für den Bau von 15-Hertz-Motoren geringer. So erforderten 15-Hertz-Motoren nur 84 Kommutatorbürsten, während Motoren mit einer Frequenz von 25 Hertz 148 Kommutatorbürsten benötigten.
Eine von den Großherzoglichen Badischen Staatsbahnen geliehene Elektrolokomotive des Typs der A1 mit der Achsfolge 1’C1’ bespannte die ersten Züge, da sie bereits vorher für Versuchsfahrten auf der mit 5,5 kV betriebenen Bahnstrecke Murnau–Oberammergau geeignete Transformatoren erhalten hatte. Am 25. Januar wurde die erste preußische elektrische Schnellzuglokomotive WSL 10501 (die spätere ES 1) in Dienst gestellt und ab dem 1. April 1911 wurde die Strecke für den öffentlichen Verkehr freigegeben.
Nach Erhöhung der Fernleitungsspannung von 30 auf 60 kV am 24. März 1911 wurde auch die Fahrdrahtspannung auf 10 Kilovolt angehoben, denn erst ab 10 kV konnten die neu gebauten WSL 10502 HALLE und WGL 10204 HALLE ihre offiziellen Versuchseinsätze fahren. Für die geplante Gesamtstrecke Magdeburg–Dessau–Leipzig–Halle kam letztlich jedoch ab Sommer 1913 das mit den Bahnverwaltungen von Baden, Bayern und Preußen für Vollbahnen vereinbarte System von 15 kV bei 16⅔ Hz (ebenso wie später auf in Schlesien elektrifizierten Strecken) zur Anwendung. Das zugehörige Bahnkraftwerk Muldenstein lieferte zwar bereits ab dem 1. August 1911 Strom mit 16⅔ Hz, jedoch wurde dieser Versuch aus Gründen der Gewährleistung schon nach wenigen Monaten wieder abgebrochen, weshalb noch zwei Jahre lang auf die Umstellung auf das noch heute gebräuchliche System gewartet werden musste.
Die eingesetzten beziehungsweise für den Einsatz ab 1914 vorgesehenen eigenen Triebfahrzeuge waren die
- Versuchslokomotiven ES 1 ff. mit der ungewöhnlichen Achsformel 2’B1’, mechanischer Teil Hanomag, elektrischer Teil ES 1 SSW, ES 2 AEG, ES 3 BEW mit jeweils unterschiedlichen Reihenschlussmotorbauarten, die zwischen Motor und Kuppelstangen senkrecht angeordnete Treibstange belastete durch ihre schlagenden Bewegungen den mechanischen Teil zu stark,[44]
- Versuchslokomotiven EG 502 ff. (spätere Reichsbahn-Baureihe E 70) für den Güterzugbetrieb von ebenfalls unterschiedlichen Herstellern wie AEG, Felten & Guilleaume, BBC, MSW und Schwartzkopff, Schrägantrieb ohne Laufachsen, unterschiedliche Steuerungsbauarten (u. a. Steuerung mit Hilfe eines Stufen- und Drehtransformators bei der EG 506),
- Einzellokomotive EG 501 1912, 1915 zur Personenzuglokomotive EP 201 umgezeichnet,
- Serienlokomotiven EG 511 ff. (spätere Reichsbahnbaureihe E 71.1) ab 1914, für den Güterzugdienst konzipiert, teilweise bis 1958 auf der Wiesen- und Wehratalbahn im Einsatz,
- Serienlokomotiven ES 9 ff. (spätere Reichsbahn-Baureihe E 01) ab 1914, für den Schnellzugdienst gedachte, jedoch damit überforderte 1’C1’-Lokomotiven, Ausmusterung bis 1929,
- Serienlokomotiven EP 202 ff. (spätere Reichsbahn-Baureihe E 30) ab 1915, baugleich zu den ES 9 bis 19, jedoch mit kleineren Treibraddurchmessern für den Personenzugdienst.

Speziell für die Erhaltung der elektrischen Triebfahrzeuge wurde zudem ab 1924 das Reichsbahnausbesserungswerk Dessau errichtet und am 2. Dezember 1929 in Betrieb genommen.
Die Strecke Dessau–Bitterfeld wurde auch intensiv als Versuchsstrecke für den in dieser Zeit noch geplanten Betrieb der Berliner Stadt- und Vorortbahnen mit Einphasenwechselstrom genutzt. Hierzu wurden drei zweiachsige Triebgestelle EB 1 bis EB 3 mit den zahlreich vorhandenen Abteilwagen zu einem so genannten Triebgestellzug gekuppelt. Gefordert war, einen aus sechs dreiachsigen Abteilwagen bestehenden Zug (145 Tonnen) mit 0,28 m/s² Anfahrbeschleunigung zu befördern. Da sich die Versuche als erfolgreich erwiesen, wurden bei AEG und MSW elf weitere Triebgestelle geordert. Nach Änderung der Berliner Elektrifizierungspläne hin zu einem Gleichstrombetrieb mit Stromschiene wurden diese Triebgestelle dazu verwendet, Elektrolokomotiven der DRG-Baureihe E 42 mit der Achsformel B’B’ für den leichten Personenzugdienst zu bauen. Sie wurden bis 1945 auf dem schlesischen Streckennetz eingesetzt.

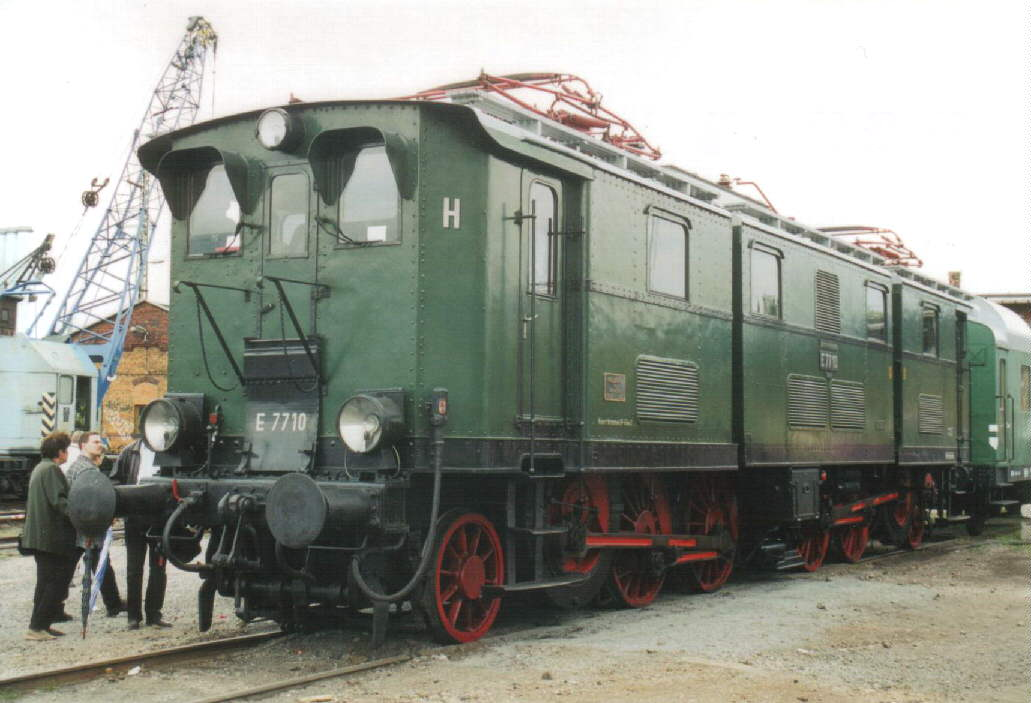
EG 710 / Baureihe E 77

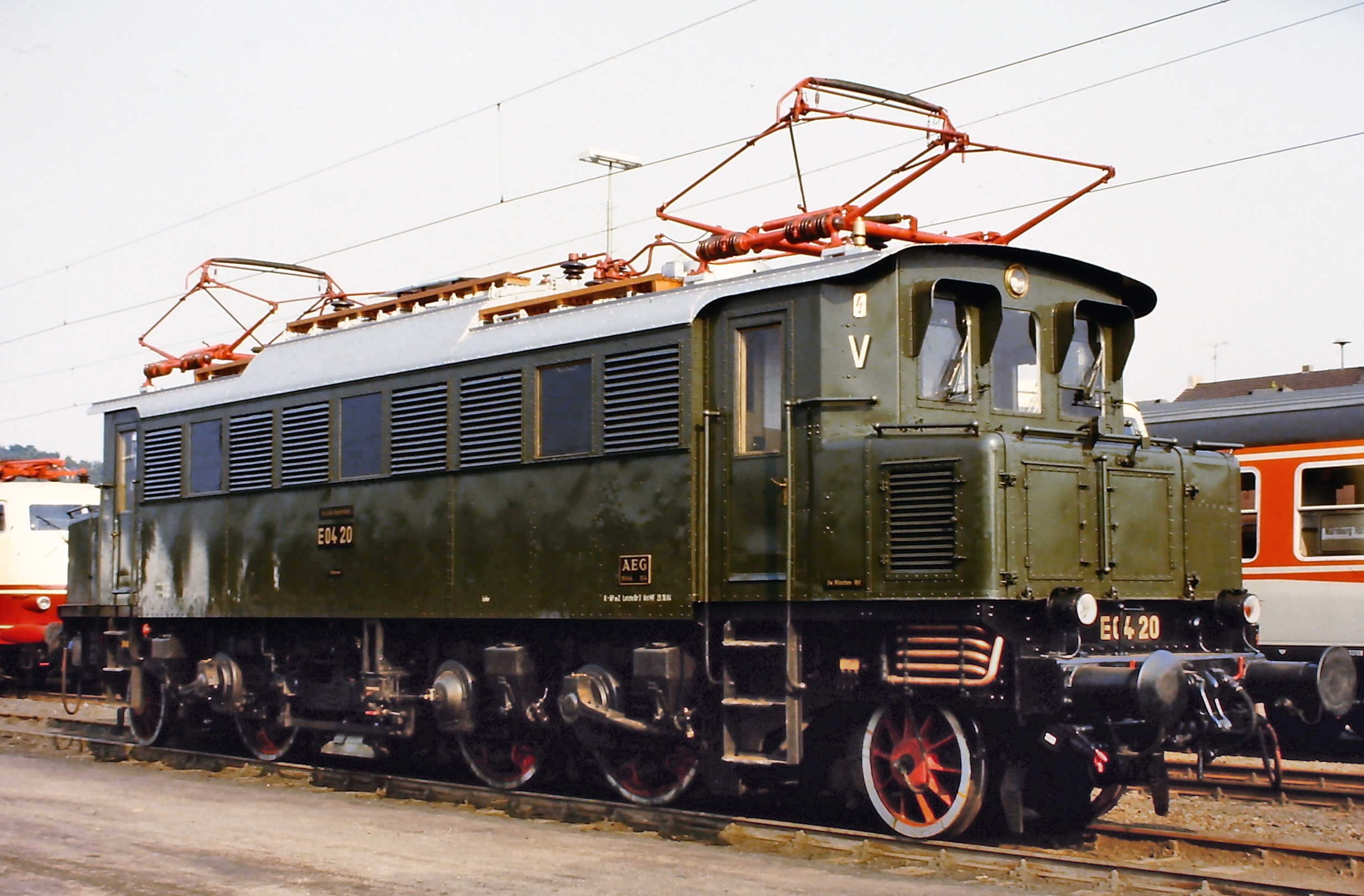
Die E 04 20 als Ausstellungsstück auf der Fahrzeugschau „150 Jahre deutsche Eisenbahn“

Der ursprünglich ab September 1913 geplante Betrieb auf dem 11,8 Kilometer langen Abschnitt Bitterfeld–Delitzsch wurde erst am 15. Dezember 1913 aufgenommen. Eine ursprünglich für den 1. November 1913 geplante Eröffnung des Abschnitts Dessau–Zerbst wurde ebenfalls verschoben, so dass im Mai und Juni 1914 nur noch die Strecken Wahren–Leipzig-Mockau–Schönefeld und Delitzsch–Neuwiederitzsch eröffnet werden konnten. Mit Beginn des Ersten Weltkrieges wurde der elektrische Betrieb in Mitteldeutschland schon am 4. August wieder eingestellt, die Kupferfahrleitung abgebaut und der Rüstungsindustrie zugeführt. Ein großer Teil der Lokomotiven wurde zum schlesischen Versuchsnetz abgegeben und im Bahnstromkraftwerk Muldenstein ab Oktober 1915 versuchsweise die Produktion von Salpetersäure nach dem Birkeland-Eyde-Verfahren für Kunstdünger und Sprengstoffe begonnen.
Nach der Gründung der Deutschen Reichsbahn wurden die vor dem Ersten Weltkrieg fertiggestellten Abschnitte „reelektrifiziert“ und weitere Strecken mit Fahrleitungen ausgerüstet. Für den Betrieb kehrten schrittweise die nach Schlesien abgegebenen Fahrzeuge zurück, neuere Fahrzeuge wie die ES 51ff. (spätere Reichsbahn-Baureihe E 06, 1. Serie) oder die zwei Triebwagen elT 501 Magdeburg (spätere Reichsbahn-Baureihe ET 82 01) kamen hinzu. Das elektrifizierte Streckennetz in Mitteldeutschland hatte 1935 eine Gesamtlänge von 287 Kilometern, wobei sich die Länge der überspannten Einzelgleise auf 1016,6 Kilometer summierte (EB 1935/1, S. 7).
Nach dem Zweiten Weltkrieg konnte der elektrische Bahnbetrieb zunächst wieder aufgenommen werden. Gemäß den Festlegungen zu Reparationsleistungen im Potsdamer Abkommen und dem Befehl Nr. 95 der Sowjetischen Militäradministration (SMAD) wurden zum 29. März 1946 der elektrische Betrieb im mitteldeutschen Netz erneut eingestellt und anschließend die Fahrleitungsanlagen abgebaut. Die Kraftwerksausrüstungen und die elektrischen Lokomotiven wurden in die Sowjetunion transportiert.
Für die Zeit ab 1955 siehe Chronik der Streckenelektrifizierung der Deutschen Reichsbahn im Gebiet der DDR.

#### Schlesien

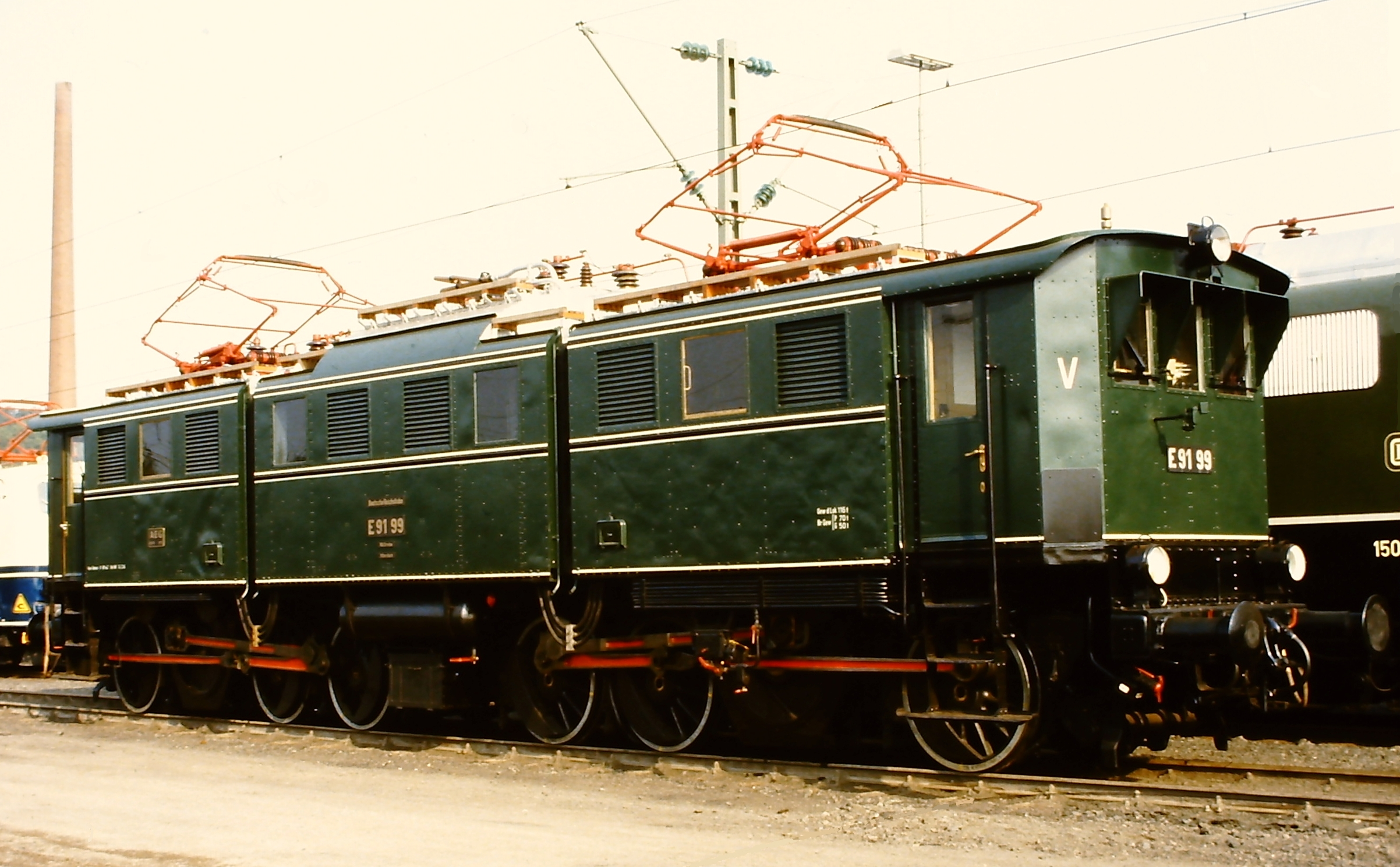
EP 5 / Baureihe E 91, die aufgearbeitete E 91 99 bei der Ausstellung „150 Jahre deutsche Eisenbahn“, Bochum 1985.

Der Elektrische Bahnbetrieb in Schlesien wurde von der Preußischen Staatsbahn ab 1914 zunächst versuchsweise auf der Hauptbahn Nieder-Salzbrunn–Halbstadt durchgeführt und durch die Deutsche Reichsbahn bis zum Ausbruch des Zweiten Weltkrieges ausgebaut. Eine Unterbrechung des elektrischen Bahnbetriebes fand hier während des Ersten Weltkrieges nicht statt, weil es anders als in Mitteldeutschland keine stromverbrauchende Chemieindustrie in der Nähe gab. Zudem konnte durch die Verlagerung der Lokomotiven aus dem mitteldeutschen Netz der elektrische Versuchsbahnbetrieb hier konzentriert werden. Im Gegensatz zu den preußischen Vorortbahnen und dem Betrieb in Mitteldeutschland war der Betrieb in Schlesien von langen Steigungen und vielen Bögen geprägt. Auf dieser Mittelgebirgsstrecke hätte es betriebliche Vorteile durch den elektrischen Betrieb geben können, gleichwohl war die Lokomotivtechnik damals noch nicht weit genug entwickelt, um diese Vorteile wirklich nutzen zu können.
Die wichtigste Strecke des elektrifizierten Netzes wurde die Schlesische Gebirgsbahn vom Rangierbahnhof Schlauroth bei Görlitz nach Waldenburg und von dort weiter nach Breslau. Insgesamt wurden die schlesischen Strecken als bedeutendes Experimentierfeld für die Entwicklung des damaligen elektrischen Zugverkehrs in Deutschland genutzt. So wurden mit den aus Mitteldeutschland verlegten Baureihen neue Erfahrungen gesammelt, aber auch neue Fahrzeuge speziell für die Anforderungen im Gebirgsbahnbetrieb gebaut. Die 1917 gebaute EP 235 (spätere E 50 35) war die erste preußische Personenzuglokomotive für Gebirgsbahnen und die mit dem weltweit größten jemals gebauten Elektrolokomotivfahrmotor. Mit den Triebwagen der Baureihe ET 87 ging man insofern einen sehr ungewöhnlichen Weg, dass man sich noch an den bisherigen elektrischen Lokomotiven orientierte und im Mittelteil des Dreiteilers ein Triebgestell mit Stangenantrieb anordnete. Bei den ab den 1920er-Jahren in der Reichsbahndirektion Breslau eingesetzten Triebwagen ET 88 und ET 89 ging man hingegen zu den üblichen Tatzlagerantrieben über.
Die Elektrifizierung weiterer Hauptbahnen in Schlesien unterblieb aufgrund der favorisierten Elektrifizierung der Strecke Berlin–München und schließlich des Zweiten Weltkriegs. Mit den Nebenstreckenabschnitten hatte das elektrifizierte Streckennetz in Schlesien bis 1938 mit 390,5 Kilometern seine größte Ausdehnung. Im Januar 1945 wurden vor der heranrückenden Ostfront die neueren elektrischen Lokomotiven und Triebwagen nach Mittel- und Süddeutschland verlegt. Nach dem Krieg wurden die Fahrleitungen abgebaut, ein großer Teil der Masten blieb stehen.
Bei der Wiedereinführung des elektrischen Betriebs in den 1960er Jahren, etwa Wrocław (Breslau)–Jelenia Góra (Hirschberg) 1966, konnten teilweise die alten Masten weiterverwendet werden.

#### Süddeutschland
In Bayern begann der Einphasenwechselstrombetrieb bereits 1904 mit der auf der Ammergaubahn erschienenen Elektrolokomotive. 1908 genehmigte der Landtag Mittel für die Elektrifizierung der Mittenwaldbahn sowie der Strecken Freilassing–Bad Reichenhall und Bad Reichenhall–Berchtesgaden. Zunächst wurde 1909 die 4 Kilometer lange Königsseebahn noch mit 1000 Volt Gleichspannung eröffnet. Bei der Wahl des Stromsystems auf einem zukünftigen Hauptstreckennetz lehnte sich Bayern jedoch an Österreich an, was sich in dem Abkommen von 1913 manifestierte. Am 26. Oktober 1912 führten die k.k. Staatsbahnen den elektrischen Betrieb auf der Strecke von Innsbruck zur bayerischen Grenze nach Scharnitz zunächst noch mit einer Frequenz von 15 Hertz ein. Zwei Tage später wurde auch auf der von dort weiterführenden bayerischen Mittenwaldbahn nach Garmisch der elektrische Betrieb mit österreichischen C1’-Lokomotiven der Baureihe 1060 aufgenommen.
Ab April 1913 erfolgte die Lieferung von fünf 1’C1’-Lokomotiven der Baureihe EP 3/5 (spätere EP 1, Reichsbahnbaureihe E 62) an Bayern. Es waren die ersten deutschen Elektrolokomotiven mit Einrichtung einer elektrischen Zugheizung. Am 29. Mai 1913 nahmen die Königlich Bayerischen Staats-Eisenbahnen den elektrischen Zugbetrieb auf der Außerfernbahn zwischen Garmisch und dem österreichischen Reutte auf. Die österreichischen Lokomotiven fuhren dabei auf der Mittenwaldbahn von Innsbruck bis Garmisch, während die bayerischen Maschinen die Züge auf der Außerfernbahn von Garmisch nach Reutte bespannten. Am 15. April 1914 folgte die Aufnahme des elektrischen Betriebs auf dem grenzüberschreitenden Abschnitt Salzburg–Freilassing der Bahnstrecke Rosenheim–Salzburg sowie auf den Bahnstrecken Freilassing–Bad Reichenhall und Bad Reichenhall–Berchtesgaden. Der Betrieb wurde mit Lokomotiven des Typs EP 3/6 (spätere Reichsbahn-Baureihe E 36) durchgeführt, jedoch wurde die erste EP 3/6 20101 erst am 27. Mai des gleichen Jahres in Dienst gestellt. Drei weitere Lokomotiven kamen bis zum Oktober 1915 hinzu.

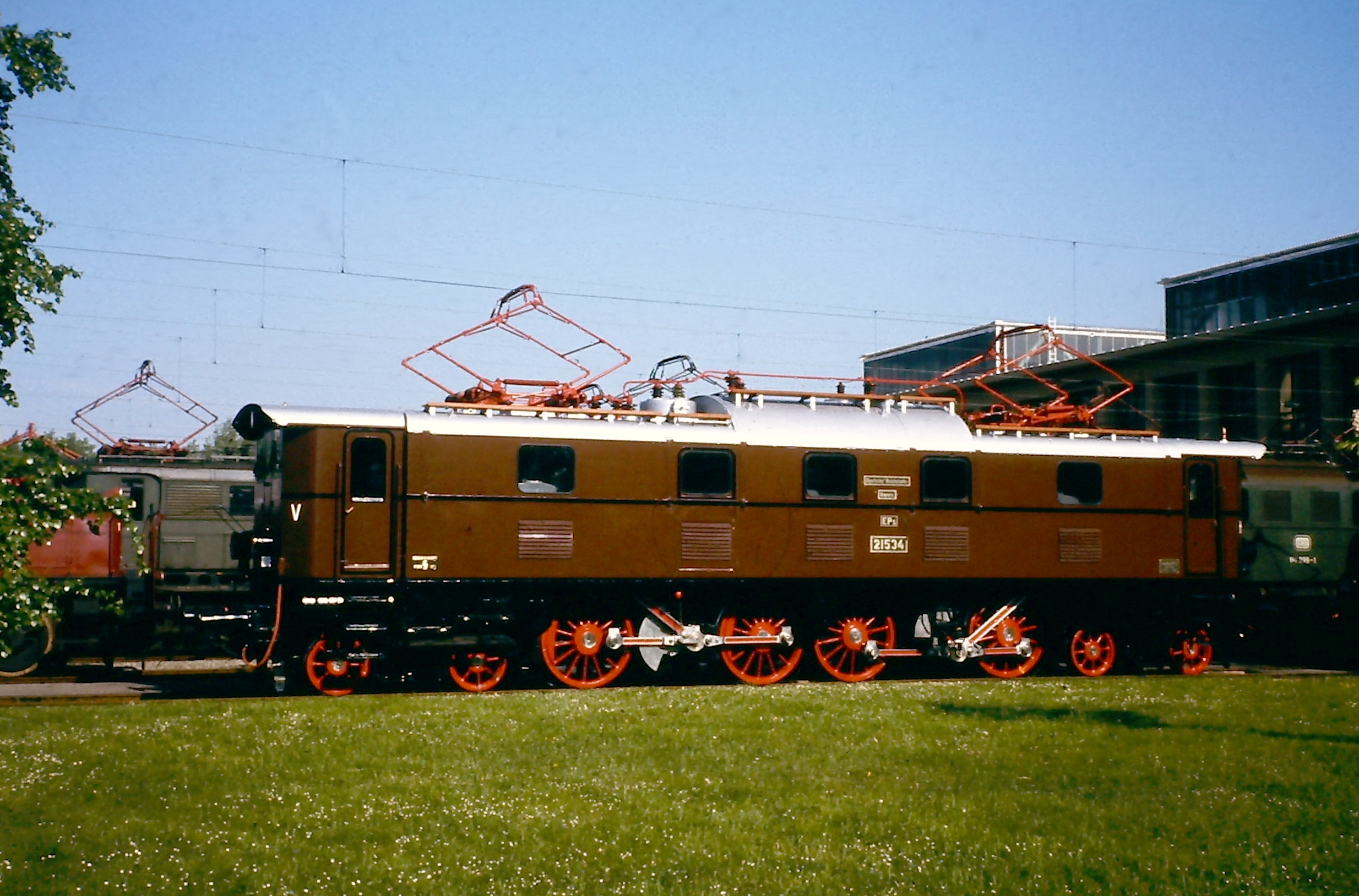
bayerische EP 5 / Baureihe E 52

Dank der Inbetriebnahme des Walchenseekraftwerks 1924 erfolgte zwischen dem Ersten und dem Zweiten Weltkrieg der Ausbau des elektrisch betriebenen Netzes der neuen Reichsbahn vor allem im süddeutschen Raum. Im ersten hierzu von der Deutschen Reichsbahn aufgestellten Beschaffungsprogramm neuer Fahrzeuge, dem „Wechmann-Plan“ vom 2. August 1921, waren Elektrolokomotiven für verschiedene Betriebsaufgaben vorgesehen. Diese sollten unter anderem möglichst gemeinsame Baugruppen mit anderen Lokomotivbaureihen der Großbestellung verwenden. So waren beispielsweise die als Doppelmotoren ausgeführten Fahrmotoren der schweren 2’BB2’–Personenzuglokomotiven der Gattung EP 5 (spätere Baureihe E 52) mit denen der Güterzuglokomotive EG 5 bzw. DR-Baureihe E 91 baugleich. Bei dieser Neukonstruktion ging man von der bisherigen Bauweise mit einem langsamlaufenden Großmotor ab und entschied sich für vier kleinere Fahrmotoren. Das Triebwerk wurde in einem durchgehenden Rahmen in zwei Gruppen angeordnet. Jede Gruppe besaß zwei Motoren, die über Zahnräder eine gemeinsame Vorgelegewelle antreiben. Diese trieb wiederum über schräge Treibstangen eine Blindwelle an, welche durch Kuppelstangen mit je zwei Treibachsen gekuppelt war. Der Fahrzeugteil wurde von Maffei und die elektrische Ausrüstung von WASSEG hergestellt, einer Arbeitsgemeinschaft aus AEG und SSW. Die Hersteller lieferten diese sowie die Lokomotiven
- ES 1 (21 Stück, spätere Baureihe E 16),
- EP 2 (26 Stück, spätere Baureihe E 32) und
- EG 3 (31 Stück, spätere Baureihe E 77).

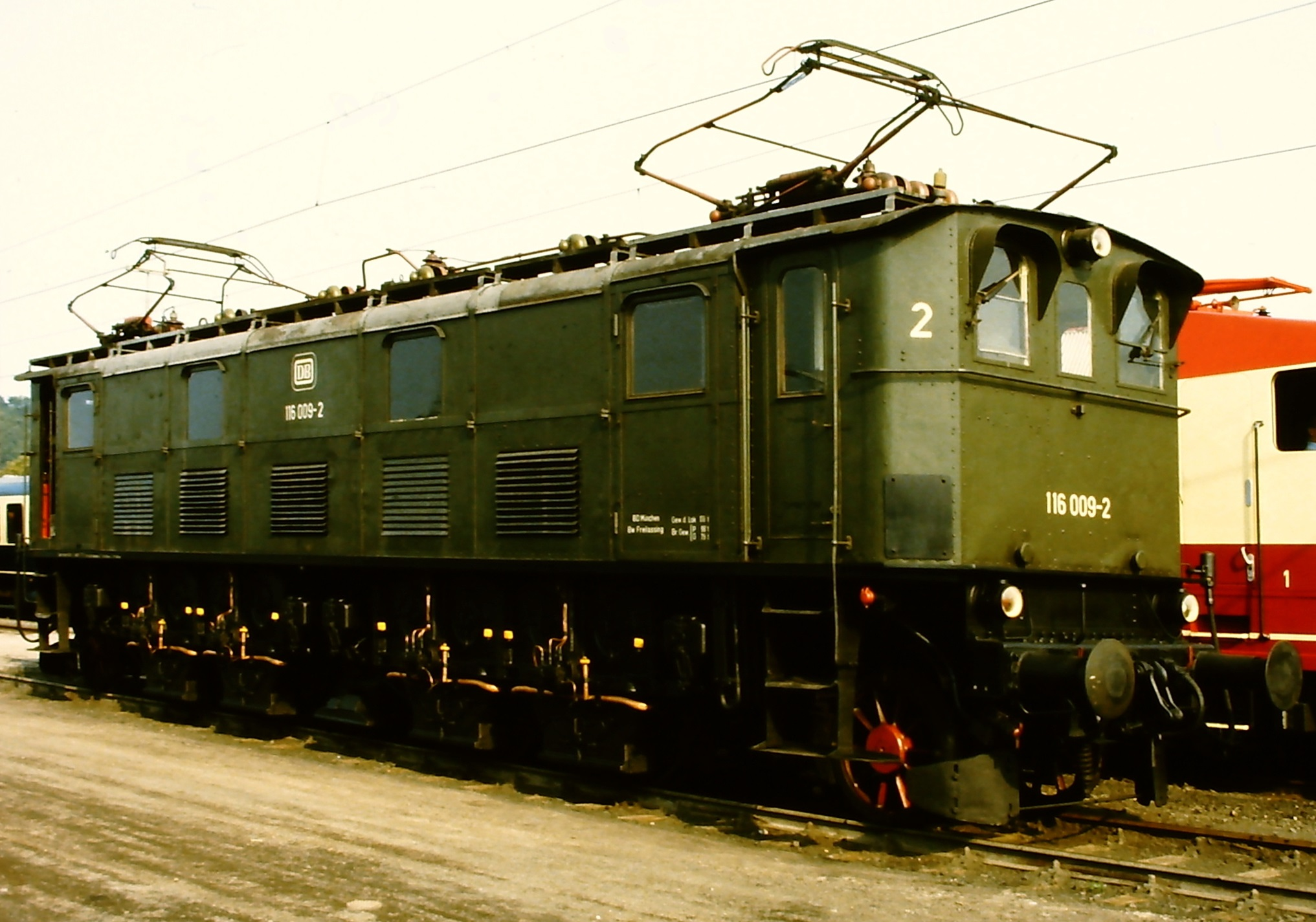
bayerische ES 1 / Baureihe E 16

in den Jahren 1924 und 1926 an die DR. Bei der ES 1 (der späteren DR-Baureihe E 16) kam nicht mehr der konventionelle Stangenantrieb zum Einsatz, sondern ein Einzelachsantrieb. Positive Erfahrungen dazu kamen aus der Schweiz, wo schon 1921 die Ae 3/6 mit der Achsfolge 2’Co1’ und einem Gelenkhebelantrieb nach Buchli fuhren.

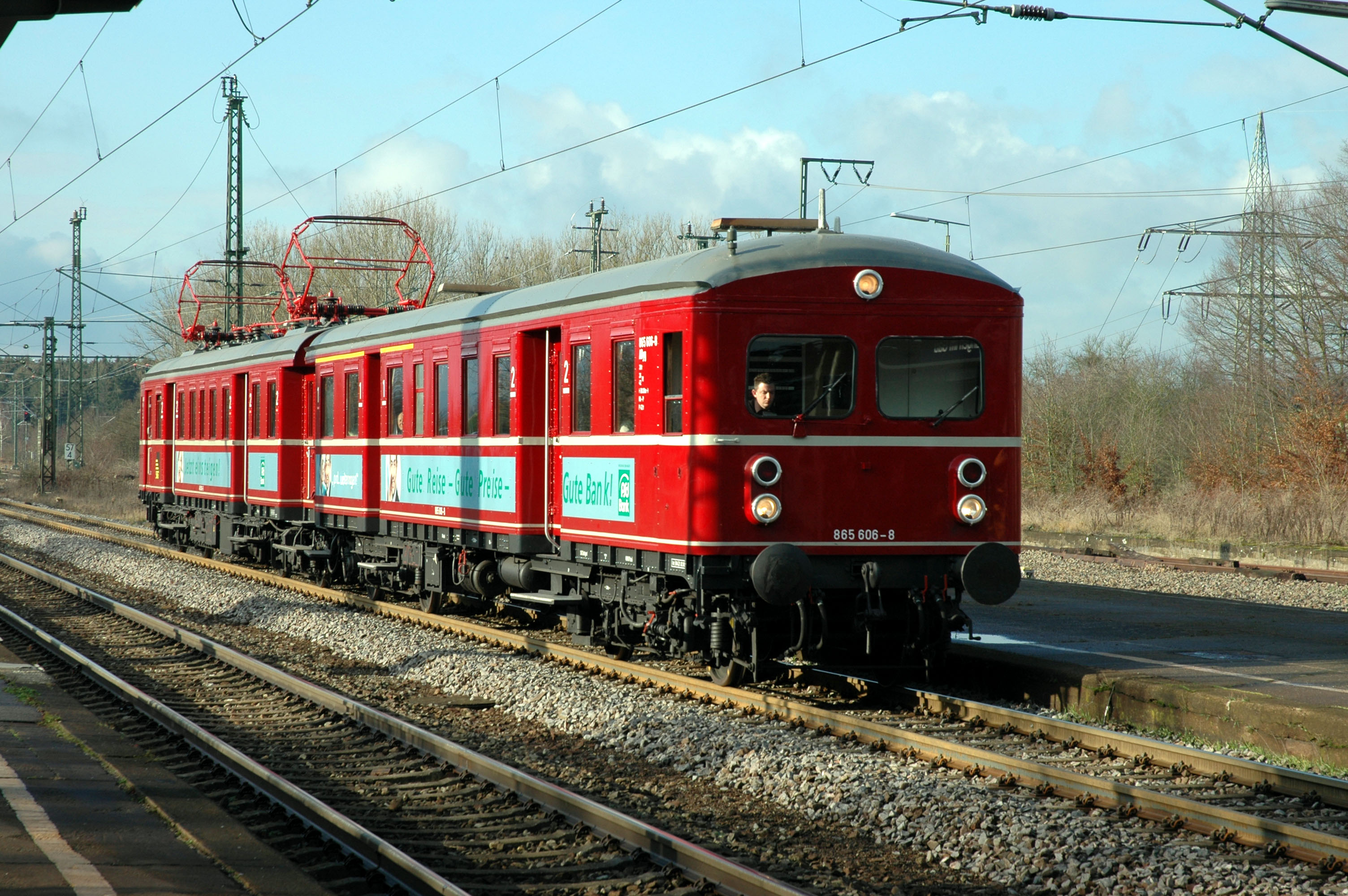
DR-Baureihe ET 65 (Baden-Württemberg)

Am 23. Februar 1925 erreichte der elektrische Zugbetrieb über die Bahnstrecke Garmisch-Partenkirchen–München erstmals den Münchner Hauptbahnhof. Für den dortigen Vorortverkehr beschaffte man die Triebwagen der Reihe ET 85, von denen die ersten Exemplare noch Umbauten aus Dampftriebwagen waren. Für den Rangierbetrieb im Großraum München wurden die Lokomotiven der Baureihe E 60 beschafft. 1927 war Regensburg erreicht, 1931 Augsburg, 1933 Ulm und Stuttgart und schließlich 1935 Nürnberg. Der geplante Lückenschluss mit dem mitteldeutschen Netz kam noch 1944 zustande, wurde jedoch infolge der Kriegsergebnisse für fast 50 Jahre unterbrochen.

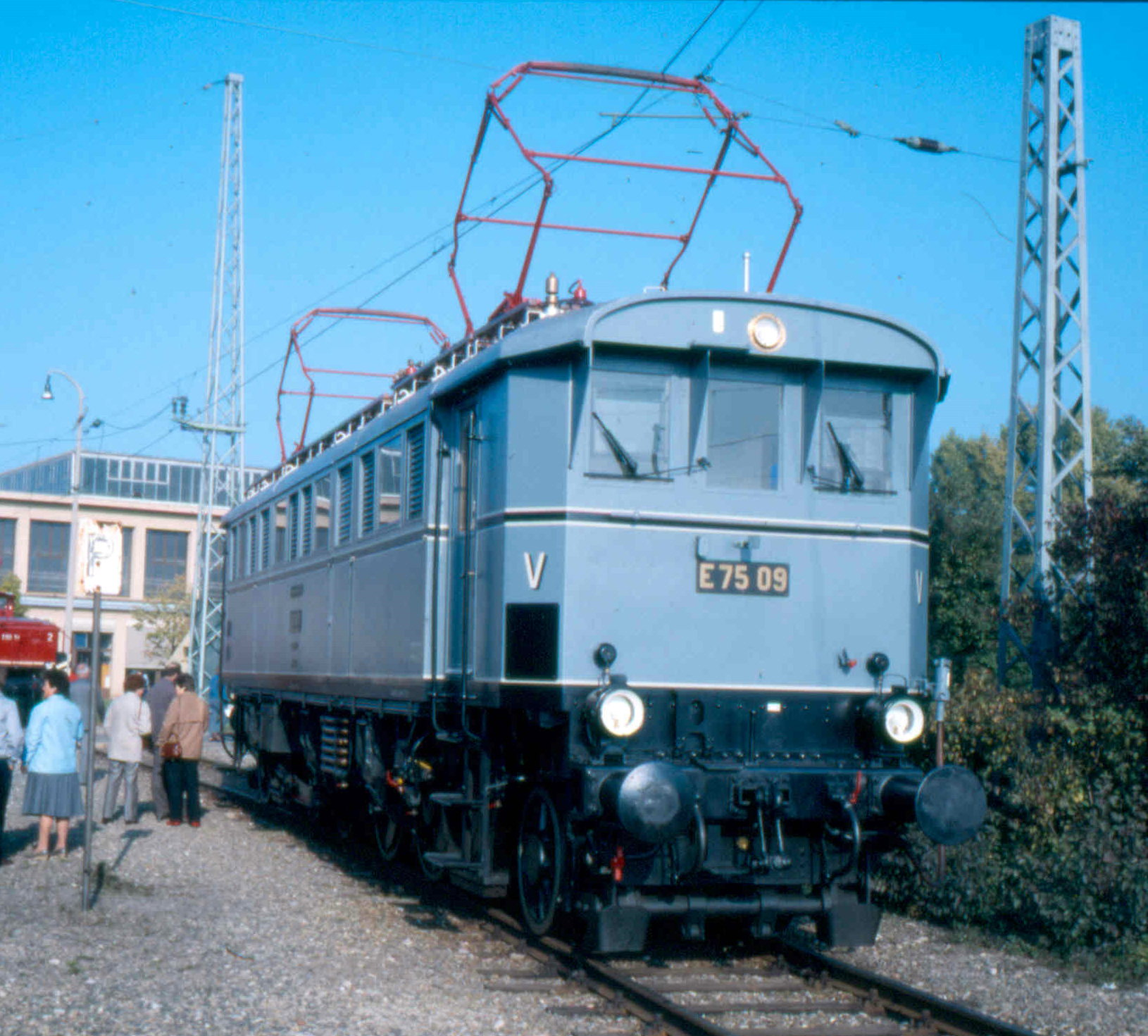
DR-Baureihe E 75

Für den Stuttgarter Vorortverkehr wurden Triebwagen der Baureihe ET 65 beschafft. Als Nachfolgemodell für die Baureihe E 77 wurde die Reihe E 75 entwickelt, von der man sich durch den nun einteilig ausgeführten Rahmen bessere Laufeigenschaften versprach. Zu den Besonderheiten im süddeutschen Netz zählten ferner die ET 91, auch bekannt als „Gläserner Zug“. Die Aussichtswagen mit der Achsformel Bo’2’ waren rundum an den Dachpartien verglast. Für Fahrten in die Schweiz wurden sie mit einem zweiten Stromabnehmer mit schmalerer Wippe ausgestattet. Es wurden zwei Exemplare gebaut, wobei ein Fahrzeug 1943 bei einem Bombenangriff zerstört und das andere 1995 bei einem Unfall in Garmisch-Partenkirchen schwer beschädigt wurde.

#### Einzelachsantrieb, erste Einheitslokomotiven

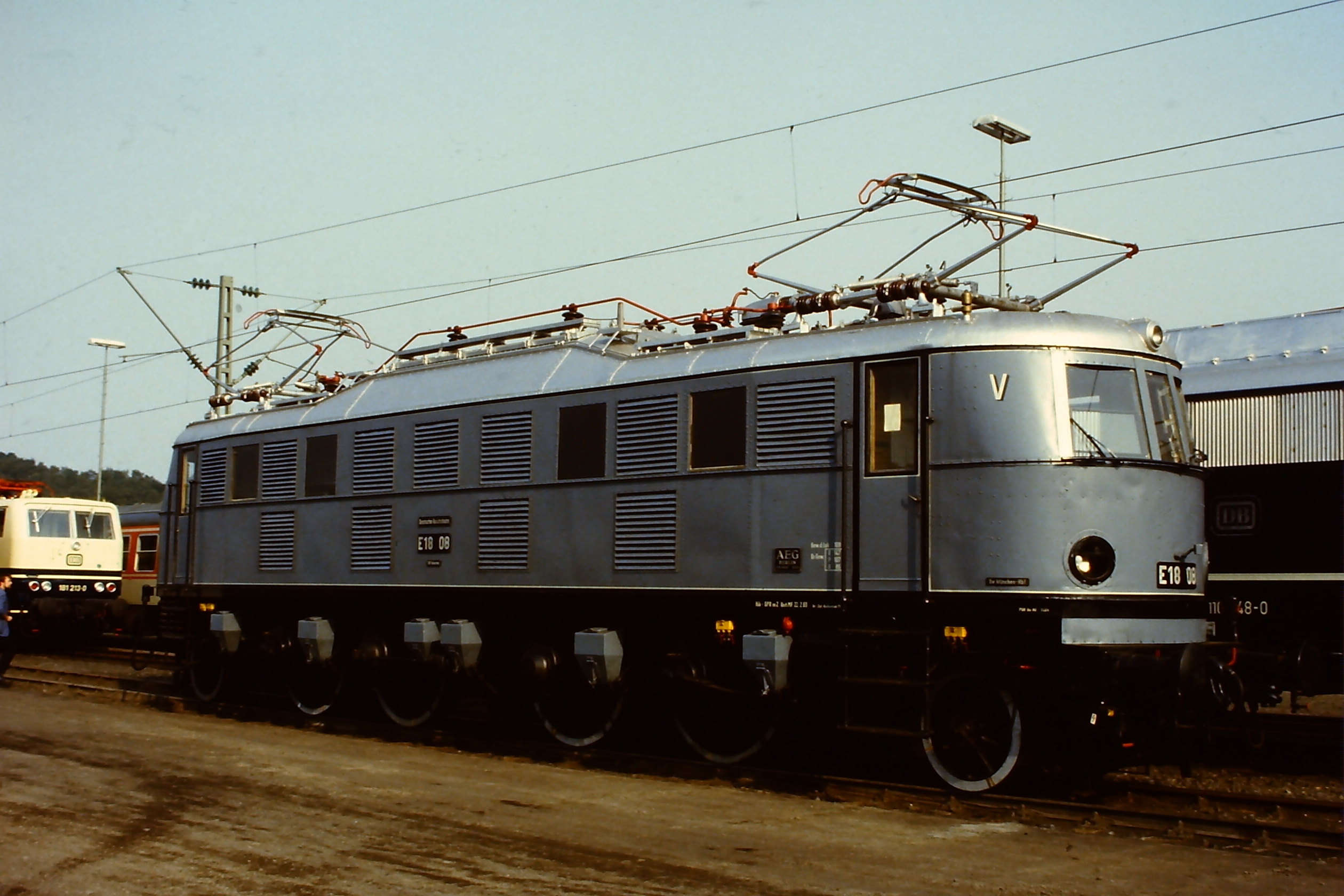
DR-Baureihe E 18

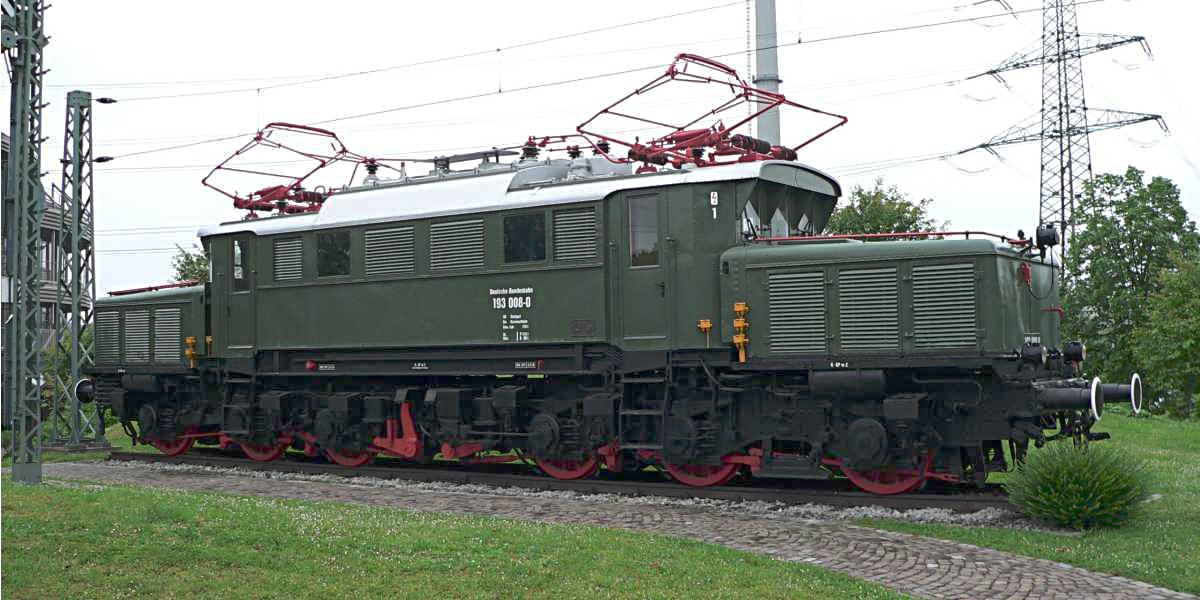
DR-Baureihe E 93

Die bisherigen Antriebe mit einzelnen großen Motoren, Kurbel- und Kuppelstangenübertragungen hatten vor allem bei höheren Geschwindigkeiten einen erheblich unruhigeren Lauf als vergleichsweise die Kolbenmaschinen von Dampflokomotiven. Sie waren daher verschleißintensiv, teuer und zu langsam. Daher wurde um 1920 der mehrmotorige Einzelachsantrieb näher untersucht. Dieser wurde bisher eher vermieden, da sich auf das Gewicht bezogen mit größeren Motoren höhere Leistungen erreichen ließen als mit mehreren Einzelmotoren. Für praktische Versuche wurden mehrere Lokomotiven gebaut: von SSW/Borsig die E 16 101 und E 18 01 (bzw. spätere E 15 01 mit Tatzlagerantrieb), von der AEG die E 21 01 und 02 mit Westinghouse-Federantrieb und von den Bergmann Elektrizitätswerken zusammen mit den Linke-Hofmann-Werken die E 21 51 mit Hohlwellenantrieb.
Mit speziellen baulichen Maßnahmen bewältigt werden musste dabei zunächst auch die Erscheinung, dass beim Einzelantrieb mit hoher Motorleistung beim Anfahren – wie prinzipiell bei allen angetriebenen Fahrzeugen – ein Aufkippen des ganzen Fahrgestelles in Fahrtrichtung erfolgte, wobei die vorderen Achsen entlastet wurden und „schleudernd“ durchdrehten. Hervorragende Testergebnisse bei der AEG-Lokomotive E 21 führten zur Entwicklung der Schnellzuglokomotive der Reihe E 17 mit dem aus dem Westinghouse-Antrieb weiterentwickelten Federtopfantrieb, in weiterer Verfolgung des Prinzips zur Reihe E 18.

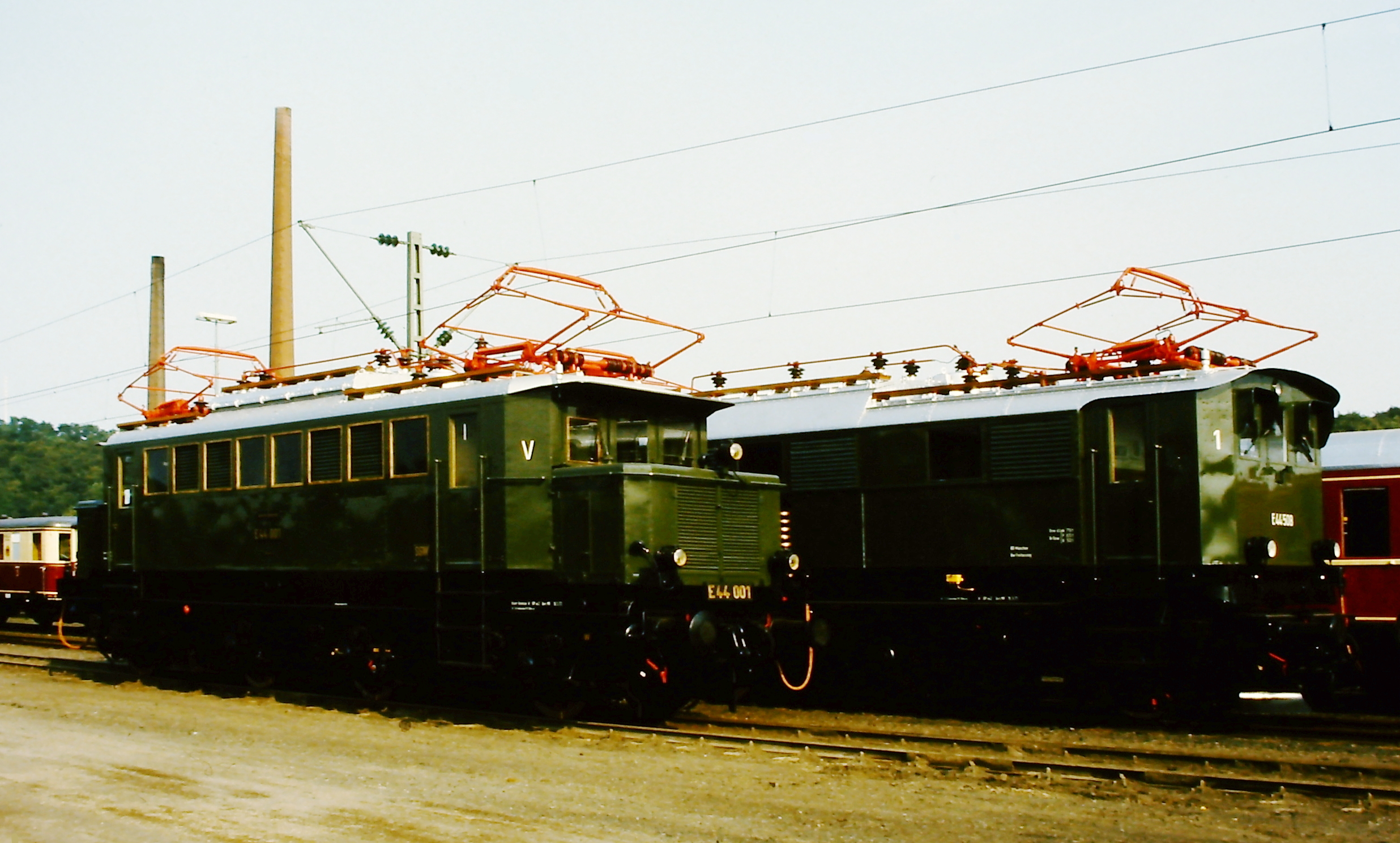
Erste „Einheitslok“ DR-Baureihe E 44

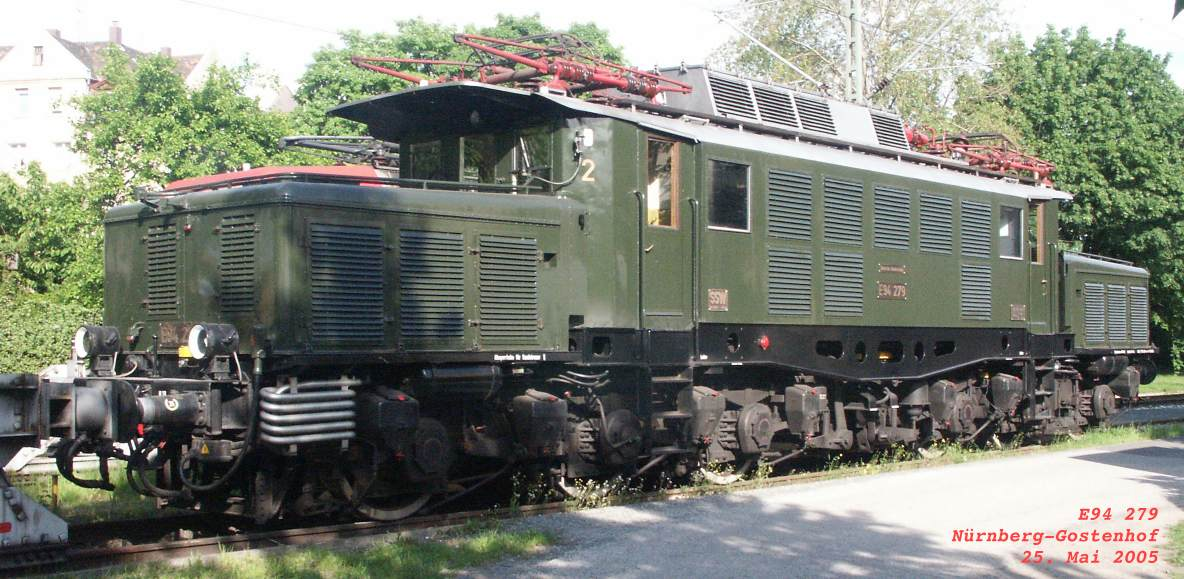
DR-Baureihe E 94

Ab 1924 erfolgte die Lieferung der schweren Güterzuglokomotiven EG 581 ff (spätere E 91.8), die zwar immer noch nach alten Prinzipien entworfen und gebaut wurden (dreiteilige Gelenklokomotive, Stangenantrieb), aber immerhin schon ein gemeinsamer Typ für das schlesische und süddeutsche Netz bildeten. Die deutsche Schienenfahrzeugindustrie war bemüht, den Anschluss an die neue technische Entwicklung nicht zu versäumen und entwickelte 1932 auf eigene Kosten drei Probelokomotiven mit laufachslosen Drehgestellen und Tatzlagerantrieb mit der Achsformel Bo’Bo’: die E 44 001 von SSW, die E 44 101 von MSW/Schwartzkopff und die E 44 201 von Bergmann/Schwartzkopff, von denen die Lokomotive von SSW am meisten überzeugte. Mit deren Fertigung begann die Geschichte der erfolgreichsten elektrischen Serienlokomotive Deutschlands, von der knapp 200 Maschinen in Dienst gestellt wurden. Sie wurden zunächst vorrangig für die ab 1933 neu elektrifizierte Strecke von Augsburg über die Geislinger Steige nach Stuttgart eingesetzt. In ähnlicher Bauweise entstanden die größeren Güterzuglokomotiven E 93 und E 94.
Es wurde danach noch eine riesige Doppellokomotivbauart der Reihe E 95 mit Tatzlagerantrieb gebaut, davon allerdings nur sechs Stück, da mit der Baureihe E 93 eine einfachere und kostengünstigere, dabei aber ebenso leistungsstarke Lokomotive zur Verfügung stand. Aus dieser entwickelte sich dann die verstärkte Version der Baureihe E 94.
Bei den Triebwagen wurde ebenfalls zu einheitlichen Ausführungen übergegangen: Die 1935 für Schnellzüge und den schnellen Vorortverkehr beschaffte Reihe ET 25 unterschied sich von der vier Jahre später für Neben- und Gebirgsstrecken beschafften Baureihe ET 55 lediglich in der Getriebeübersetzung. Außer diesen beiden zweiteiligen Triebwagenbaureihen entstand in dieser Serie außerdem die dreiteilige Reihe ET 31.

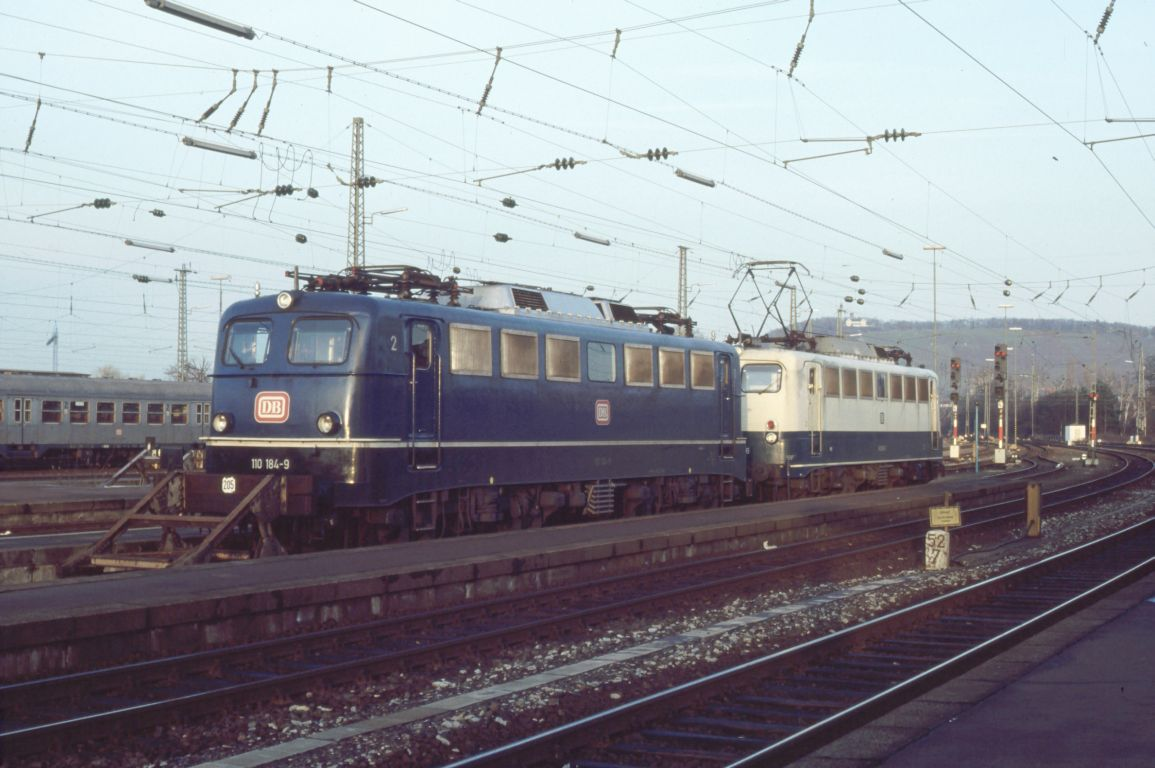
Neue Generation der Einheitslokomotiven

Nach dem Zweiten Weltkrieg reichten in der Bundesrepublik Deutschland die vorhandenen elektrischen Lokomotiven für den Betrieb des süddeutschen Netzes zunächst aus, doch 1950 beschloss die Deutsche Bundesbahn die Neubeschaffung weiterer Elektrolokomotiven, woraus sich – auch in Anlehnung an die bewährte E 44 – das neue elektrische Einheitslokomotivprogramm der 1950er Jahre entwickelte.
Für die Zeit nach 1949 siehe Chronik der Streckenelektrifizierung der Deutschen Bundesbahn.

### Schweden
Bei den schwedischen Statens Järnvägar wurden von 1905 bis 1907 auf den Strecken Tomteboda – Värtan (sechs Kilometer) und Stockholm – Järfva (sieben Kilometer) Versuchsbetriebe mit zwischen 5 und 22 kV Wechselspannung unter der Leitung von Robert Dahlander durchgeführt. Hierfür stellten die deutschen Siemens-Schuckertwerke und die Westinghouse Electric, letztere in Kooperation mit den US-amerikanischen Baldwin Locomotive Works je eine Elektrolokomotive, die AEG die elektrische Ausrüstung für je zwei „Motorwagen“ und Beiwagen bei.
Hierbei wurden detaillierte Untersuchungen aller Komponenten der Fahrzeuge und der Energieversorgung sowie auch der Kosten und Finanzierbarkeit durchgeführt. Der Leiter der Versuche, Dahlander, kam zu dem Schluss, dass für den Eisenbahnbetrieb kaum eine „einfachere und billigere Betriebsart als die des verwendeten einphasigen Wechselstromes in nächster Zukunft auftreten könne“.
Für die an ihre Kapazitätsgrenzen angelangte Erzbahn in Nordschweden entschied man sich 1910 als Alternative zu einem zweigleisigen Ausbau für eine Elektrifizierung mit Einphasenwechselstrom. Bis 1915 stellte Siemens den 129 Kilometer langen Abschnitt zwischen Kiruna und der norwegischen Grenze mit 15 kV und 16⅔ Hz fertig. Als Besonderheit gilt zu erwähnen, dass dieser elektrische Betrieb strengsten klimatischen Bedingungen gerecht werden musste. Da sich die Erwartungen in vollem Umfang erfüllten, wurde bis 1920 die Fahrleitung bis Gällivare und zwei Jahre später bis zum Ostseehafen Luleå weitergeführt. 1923 wurde der elektrische Betrieb schließlich auf norwegischer Seite über 42 Kilometer nach Narvik weitergeführt.
Bis 1945 wurde, durch die reichlich vorhandene Wasserkraft begünstigt, die Elektrifizierung mit hoher Priorität fortgeführt. Nach Erreichen von Trelleborg an der Südspitze Schwedens und dem Schließen der letzten Lücke zwischen dem südschwedischen Netz und der Erzbahn war die 2171 Kilometer lange Verbindung bis Riksgränsen in Lappland die längste zusammenhängend elektrisch betriebene Bahn der Welt. Anders als bei den anderen Bahnen mit Drittelung der Industriefrequenz von 50 Hertz verzichtete man in Schweden auf eigene Bahnkraftwerke und zog die direkte Entnahme aus dem Landesnetz vor. Die Umwandlung in die benötigte Frequenz von 16⅔ Hz übernehmen dabei lokale rotierende Umformer. Für den Betrieb wurden von 1925 bis 1952 Einheitslokomotiven der Reihe D in mehreren Bauserien beschafft. Bei diesen Fahrzeugen wich man im Gegensatz zu anderen Ländern nicht vom Stangenantrieb ab, um das bei Einzelachsantrieben nur durch komplizierte Anpassungen vermeidbare Schleudern einzelner Treibachsen zu unterbinden. Ferner behielt man bis zur letzten Lieferserie die Achsformel 1’C1’ mit unsymmetrischer Anordnung der Fahrmotoren und der Blindwelle bei.:244–245 Es entstanden insgesamt 417 Exemplare dieser Einheitslokomotivbaureihe. 1953 wurden für den Betrieb der schweren Erzzüge in Nordschweden zunächst zwei D-Lokomotiven unter Auslassung jeweils eines Führerstandes zu einer Doppellokomotive zusammengeschlossen. So entstand die Reihe Dm. Als die Leistung nicht mehr ausreichte, wurde 1960 ein führerstandsloses Mittelteil eingefügt, wodurch die Reihe Dm3 zustande kam.
In zeitgenössischer Literatur aus den 1970er Jahren geht man noch davon aus, dass die gleichartigen Stromsysteme von Schweden, Norwegen und Deutschland spätestens mit Fertigstellung der Öresundverbindung verbunden würden. Die Anwendung des abweichenden Systems mit 25 kV bei 50 Hz für Fernbahnstrecken in Dänemark verhinderte jedoch letztlich diese unmittelbare Verbindung.

### Italien

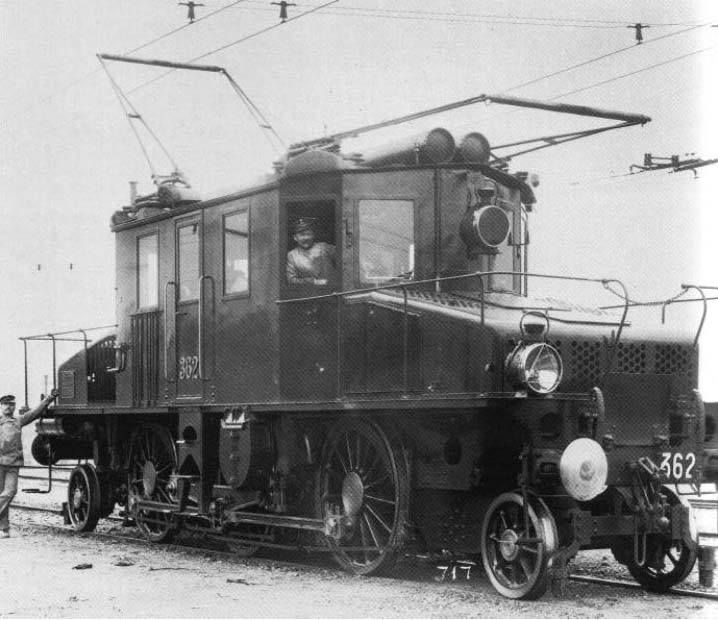
Drehstromlokomotive RA 362 für die Veltlinbahn

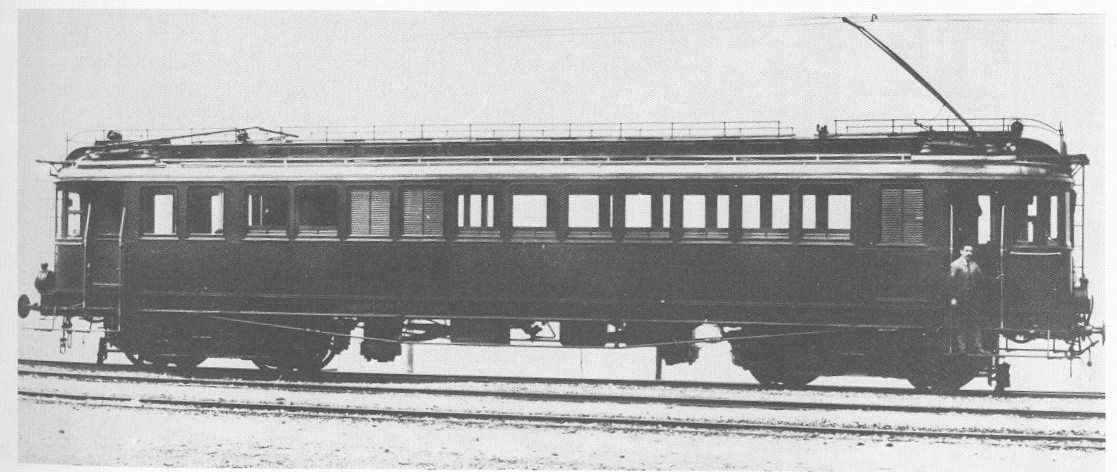
Elektrotriebwagen E.1 von 1902

Erstmals wurde ein elektrischer Betrieb auf den italienischen Eisenbahnstrecken mit zwei Baureihen von Akkumulatortriebwagen jeweils der Rete Mediterranea (RM) von 1899 bis 1904 und der Rete Adriatica (RA) von 1898 bis 1903 durchgeführt. Eingesetzt wurden die Baureihen RM 5101 und 5102 und die RA 001–004. Beide Versuchsbetriebe waren jedoch nicht erfolgreich.
1901–1902 wurden die sogenannten „Ferrovie Varesine“ mit Stromschiene elektrifiziert. Das System wurde 1925 auch für die „Metropolitana FS“ von Neapel benutzt.

Die Eisenbahngesellschaft Rete Adriatica (RA) eröffnete in Norditalien 1902 die Veltlinbahn, die als erste mit Hochspannung elektrifizierte Hauptbahnlinie der Welt konzipiert war und anfangs als „Teststrecke“ zur Erprobung der neuartigen Drehstromtechnik für Hauptbahnen diente. Ganz & Co. aus Budapest lieferte dafür die Versorgung mit Drehstrom von 3000 Volt und 15,6 Hertz. Ebenfalls von Ganz wurden anfänglich zehn vierachsige Triebwagen des späteren Typs FS E.1 und E.2, zwei Bo’Bo’ Lokomotiven des späteren Typs E.430 und ab 1905 drei 1’C1’-Drehstromlokomotiven des späteren Typs E.360 eingesetzt. Es handelte sich dabei abgesehen von früheren italienischen Gleichspannungsfahrzeugen mit Stromschienen- und Akku(versuchs)betrieb um die ersten elektrischen Vollbahnfahrzeuge Italiens. Die Stromzufuhr erfolgte noch über Rollenstromabnehmer, wobei die Lokomotiven RA 361–363 (FS E.360) für den Leihbetrieb auf der SBB-Simplonlinie erstmals mit Bügelstromabnehmern ausgestattet wurden. Die Rete Adriatica und ihr Netz wurden 1906 von der ein Jahr zuvor gegründeten Staatsbahn Ferrovie dello Stato (FS) übernommen.

RA 362 mit umgerüsteten Bügelstromabnehmern für den Leihbetrieb im Simplontunnel

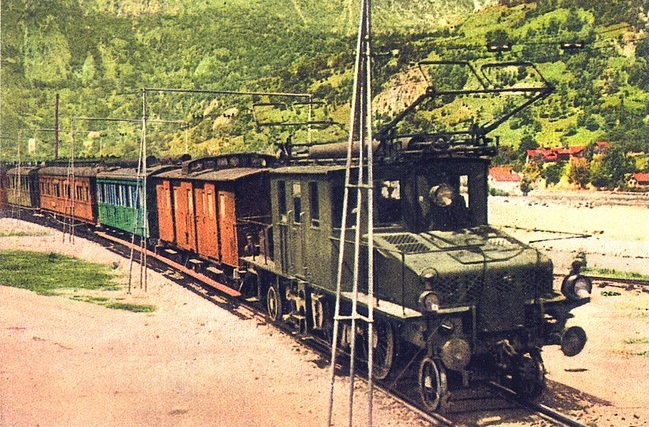
Simplon-Express (Paris–Triest) der SBB mit Drehstrom-Lokomotive Fb 3/5 mit nachgerüsteten BBC-Doppelbügeln

Die Oberleitung des „Trifase“-Systems bestand aus Doppelleitungen und der Fahrschiene als drittem Phasenleiter für den Dreiphasenwechselstrom. Die Lokomotiven hatten demgemäß Stromabnehmer mit paarigen, gegeneinander isolierten Bügeln. Da die Lokomotiven mit Asynchronmotoren fuhren, waren die Geschwindigkeiten nur über eine Polumschaltung umschaltbar, nicht aber stufenlos regelbar. Gängige Geschwindigkeitsstufen waren 35, 50, 75 und 100 km/h. Dieser Nachteil und die besonders im Weichenbereich sehr aufwendige zweipolige Oberleitung verhinderten dank vorhandener Erfahrungswerte, robuster Technik und Preisgünstigkeit nicht die rasche Ausbreitung des „Trifase“-Systems in Norditalien, obwohl bereits ab 1905 die ersten Einphasenwechselstromsysteme einsatzreif waren. Die Strecken von Lecco (Comer See) über Colico nach Sondrio, mit einer Zweiglinie von Colico nach Chiavenna und den 1914 und 1932 eröffneten Erweiterungen nach Monza und Tirano (Anschluss an die Rhätische Bahn) waren auch nur die ersten Linien des späteren norditalienischen „Trifase“-Systems, das insgesamt aus fünf Teilnetzen hauptsächlich in Piemont, Ligurien, Trentino und Südtirol bestand. Es gab jedoch zwischen der Veltlinbahn und den darauffolgend mit dem gleichen Drehstromsystem elektrifizierten Strecken Italiens keinen durchgehenden elektrischen Betrieb.
Das zweite und größte Teilnetz erstreckte sich entlang der Ligurischen Küste und nahm ab 1908 auf der Giovi-Bahn von Genua über die Apenninen nach Ronco ihren Ausgangspunkt. Bei dieser stark befahrenen und gleichzeitig steigungs- und tunnelreichen Strecke zeigte die Überlegenheit des elektrischen Betriebes über den Betrieb mit Dampflokomotiven erstmals, dass eine eigentlich nicht zufriedenstellend betreibbare Strecke bei Einsatz einer Fahrleitung keinerlei Schwierigkeiten mehr bot.:206 Die eingesetzten, fünffach gekuppelten Lokomotiven der Reihe E.550 konnten über die 7,2 Kilometer lange und 3,5 Prozent steile Steigung Züge mit 400 Tonnen Masse bei 50 km/h Höchstgeschwindigkeit fördern. Zur Anwendung kam wie auch ab 1930 auf der Veltlinbahn eine Spannung von 3600 Volt mit einer Frequenz von 16⅔ Hertz. In den Folgejahren wurde die Strecke weiter über Turin zum Mont-Cenis-Tunnel elektrifiziert, bis 1920 war Modane an der französischen Grenze erreicht und 1921/22 die noch bestehende Lücke zwischen Ronco und Turin geschlossen. Auch die heute in Teilen nicht mehr elektrifizierte Tendabahn gehörte von 1935 bis 1940 zu diesem zweiten und am weitesten verzweigten Drehstromnetz. Zwei weitere, kleinere Teilnetze erstreckten sich zwischen Trient und dem Bahnhof Brenner an der österreichischen Grenze sowie als vereinzeltem elektrischen Betrieb auf der Strecke zwischen Florenz und Bologna. Als fünftes Teilnetz entstand ab dem 28. Oktober 1928 auf der Strecke von Rom nach Tivoli Prenestina und ab dem 23. März 1929 bis Sulmona auf insgesamt 172 Kilometern Strecke zu Versuchszwecken ein Drehstrombetrieb mit 10 Kilovolt Fahrdrahtspannung und der Industriefrequenz 45 Hertz. Das italienische Drehstromnetz umfasste auf seiner Höchstphase im Jahr 1942 1840 Streckenkilometer.
Der von 1906 bis 1930 mit Drehstrom elektrifizierte Simplontunnel wird zwar von den Schweizerischen Bundesbahnen (SBB) betrieben, liegt aber zur Hälfte in Italien (siehe Abschnitt Schweiz).
Erstmals für den Gleichstrombetrieb wurde 1901 und 1902 die Strecke Mailand–Varese–Porto Ceresio mit 650 Volt über Stromschiene elektrifiziert und der Betrieb mit den Elektrolokomotiven der FS-Baureihen E.220, E.320, E.321 und E.620 durchgeführt. Ab 1923 wurde damit begonnen, die Strecke Benevento–Napoli mit einer Oberleitung für 3000 Volt Gleichspannung auszustatten, und der Betrieb mit dieser Stromart ab 1928 mit den bereits ab 1926 gebauten Lokomotiven FS E.625 und FS E.626 eingeführt.:144 Im Zweiten Weltkrieg wurde die Strecke Roma–Sulmona ihrer Drehstromausrüstung beraubt und wieder mit Gleichspannung aufgebaut, während die Strecken in Oberitalien mit Ausnahme der Tendabahn den Krieg verhältnismäßig gut überstanden. Obwohl wie zum Beispiel zwischen Florenz und Bologna 1934 bereits teilweise vor dem Krieg die ersten Strecken auf Gleichspannung umgestellt wurden, ging die Trifase-Epoche in Italien erst im Mai 1976 endgültig zu Ende. Im Gegensatz zu den Anfangsjahren, wo vor allem steigungsreiche Gebirgsstrecken den Anlass zur Umstellung von Dampf- auf elektrischen Betrieb gaben, war die durch die fehlende Gewichtsnachspannung der Doppelfahrleitung bedingte Geschwindigkeitsbegrenzung auf maximal 100 km/h zunehmend von Bedeutung. Heute werden weltweit nur noch die Gornergrat- und Jungfraubahn, die Corcovado-Bergbahn in Rio de Janeiro und die Chemin de Fer de la Rhune, allesamt Zahnradbahnen mit geringen Streckenhöchstgeschwindigkeiten, mit doppelpoliger Drehstromfahrleitung betrieben. Von 18 000 Kilometern Regelspurstrecken in Italien sind heute etwa 11 000 Kilometer elektrifiziert.

### Frankreich

Grubenbahnlokomotive 1890 in den Mines des Marles

Triebwagen der Salève-Bahn in den 1890er Jahren

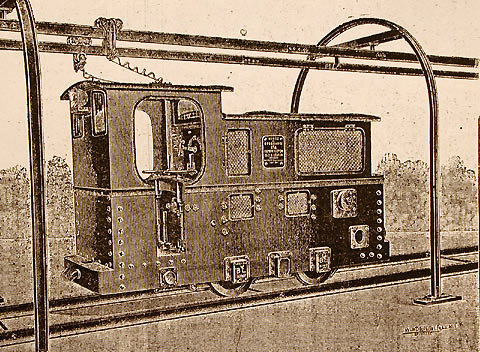
Grubenbahnlokomotive 1897 in Godbrange

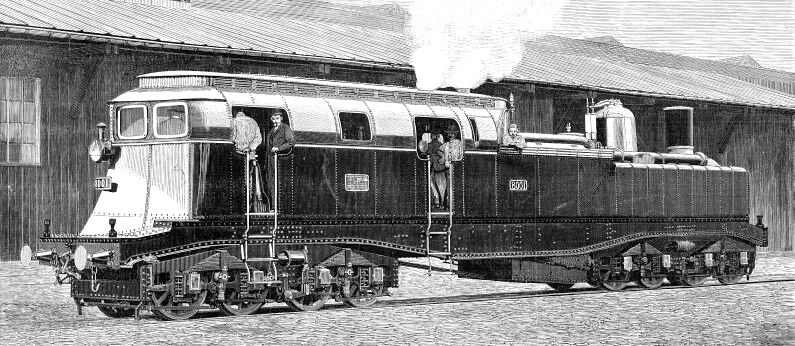
Heilmanns dampf-elektrische Lokomotive „8001“ von 1897

Im französischsprachigen Raum wurde erstmals zwischen 1887 und 1889 bei der Brüsseler Straßenbahn mit Akkumulatorenbetrieb experimentiert. 1890 wurde in Clermont-Ferrand die erste kommerzielle elektrische Straßenbahn Frankreichs eröffnet. Da innerhalb der Stadtgrenzen von Paris der elektrische Betrieb mit Oberleitung aus ästhetischen Gründen zunächst abgelehnt wurde, begann ab April 1892 der elektrische Betrieb mit Akkumulatortriebwagen. Die Akkumulatoren blieben jedoch auch im kommerziellen Betrieb bedingt durch Gewicht, Platzbedarf und Ladezeit weiterhin nachteilhaft. So fuhr der Fahrzeugführer bei ersten Schwächeanzeichen seinen Triebwagen sofort in das Fahrzeugdepot, ohne die Fahrgäste vorher aussteigen zu lassen. Später wurden Punkte festgelegt, um die Batterien aus lokalen Ladestationen speisen zu können. Oft wurde mit der Weiterfahrt des Triebwagens nicht erst bis zur Aufladung der Batterie gewartet, sondern die erschöpfte Batterie auf der Ladestation gegen eine geladene getauscht, was ungefähr fünfzehn Minuten in Anspruch nahm. Der Straßenbahnbetrieb mit über Fahrleitung versorgten Triebwagen wurde in Paris erst 1912 intensiviert, so dass die letzte Pferdebahn am 12. Januar 1913 eingestellt wurde.
Von der Kohlengrube Mines des Marles in Nordfrankreich wird ein auf 1890 datiertes Bild einer elektrischen Grubenlokomotive gezeigt. Es ist eine zweiachsige Schmalspurlokomotive unter paarweise überkopf angebrachten Stromschienen, wobei über flexiblen Leitungen jeweils ein Paar kleiner Laufkatzen mitgezogen wurden, die den Strom von der Oberleitung abnahmen. Für das Jahr 1893 wird eine 2,8 Kilometer lange elektrische Grubenbahn in der Kohlegrube Mont-Rambert bei St. Etienne genannt. Eine weitere elektrisch betriebene Grubenbahn wurde ab 1897 im Eisenerzbergwerk Godbrange in Lothringen eingerichtet. Das historische Bild zeigt eine ebenfalls zweiachsige Schmalspurlokomotive und paarweise überkopf angebrachten Stromschienen. Die Lokomotive wurde von den Ateliers de Construction Bruno Lebrun in Nimy/Belgien gebaut. Die Betriebsspannung betrug 300 Volt, die Spurweite 740 Millimeter. In der Folge erschienen zahlreiche weitere Elektrolokomotiven in französischen und auch benachbarten Grubenbahnen in Luxemburg und Belgien.
Mit der 1893 erbauten Chemin de fer du Salève zwischen Étrembières und Treize-Arbres (Mont Salève) in Hochsavoyen wurde die weltweit erste elektrisch betriebene Zahnradbahn in Betrieb genommen. Die sechs Kilometer lange Strecke war in Meterspur und mit einer ungeschützten seitlichen, von oben bestrichenen Stromschiene ausgelegt. Die zwei Motoren der Triebwagen ermöglichten bei einer Leistung von 40 PS (29 kW) eine Betriebsgeschwindigkeit zwischen 5,4 und 10,8 km/h. 1894 folgte eine drei Kilometer lange Zweiglinie nach Veyrier.
Um 1897 wurde bei der Compagnie des Chemins de Fer de l’Ouest mit Lokomotiven experimentiert, die elektrische Energie für den Fahrbetrieb selbst erzeugten. Diese Form wurde von dem aus dem Elsass stammenden Ingenieur Jean-Jacques Heilmann propagiert. Seine Idee war, mit einer Dampfmaschine elektrische Generatoren anzutreiben und mit dem so erzeugten Strom elektrische Fahrmotoren zu speisen. Die letzte von mehreren derart gebauten Maschinen hatte eine Kolbendampfmaschine mit sechs Zylindern, die zwei Generatoren antrieben. Diese sollten ursprünglich bei 360 Umdrehungen pro Minute 1025 Ampere bei einer Spannung von 450 Volt liefern, das entspricht etwa 410 Kilowatt oder 560 PS elektrische Leistung. Bei einer Versuchsfahrt zog sie einen Zug von 183 Tonnen Masse mit einer Höchstgeschwindigkeit 62 Meilen pro Stunde. Die Heilmann-Lokomotive blieb nur für kurze Zeit eine besondere Publikumsattraktion in Paris, jedoch nutzte Charles Eugene Lancelot Brown, der zeitweilig für Heilmann arbeitete, die Erfahrungen für seine Arbeit in der Schweiz.
1900 legten die Compagnie du chemin de fer de Paris à Orléans (P.O.) und die Chemins de fer de l’État und Ouest ein Schienennetz mit 600 Volt Gleichspannungsversorgung über eine Stromschiene für den Vorortverkehr von Paris an. Am 19. Juli 1900 eröffnete mit der Métro Paris nach London (1890) und Budapest (1896) die drittälteste elektrisch betriebene U-Bahn Europas. Die ersten eingesetzten hölzernen Trieb- und Beiwagen waren in ihrer zweiachsigen Ausführung den Straßenbahnwagen noch sehr ähnlich. Die Zufuhr der 750 Volt Gleichspannung erfolgt bis heute über eine seitliche, von oben bestrichene Stromschiene.
Die Kohlenbahn Chemin de fer de La Mure von La Mure nach Saint-Georges-de-Commiers bei Grenoble setzte 1903 die elektrische Lokomotive E1 „Le Drac“ (benannt nach dem neben der Strecke liegenden Fluss) ein. Die 50 Tonnen schwere Maschine hatte vier Achsen mit Einzelachsantrieb, deren vier Motoren zusammen 367 Kilowatt leisteten. Das von dem Schweizer Ingenieur René Thury entwickelte spezielle Stromsystem bestand aus einem Dreileitergleichstromsystem mit je einem positiven und einem negativen 1200-Volt-Pol und einem „Mittelleiter“ zwischen den beiden Spannungen. Die Versorgung erfolgte über eine zweipolige Oberleitung mit zwei Stromabnehmern und den Fahrschienen als „Mittelleiter“. Damit konnten hohe Leistungen übertragen, zugleich jedoch die Spannung der Fahrmotoren in tragbaren Grenzen gehalten werden. Die Lokomotive war im Hinblick auf die Talfahrt mit 600 Metern Höhenunterschied auf 30 Kilometern Streckenlänge mit drei verschiedenen Bremssystemen ausgestattet: Kurbel-Handbremse, stufig regelbare Vakuumbremse und eine elektrische Bremse. Diese Lokomotive konnte auf der Bergfahrt zwanzig leere Wagen (das heißt 100 Tonnen) und bei Talfahrt 300 Tonnen mit einer Geschwindigkeit von 22,5 Kilometern pro Stunde ziehen. Vier ähnliche Maschinen wurden zwischen 1905 und 1909 geliefert und versahen bis 1933 ihren Dienst. Da bisher nur Gleichstrombahnen mit unter 1000 Volt Spannung betrieben wurden, gilt der Betrieb als weltweit erster, welcher Hochspannungs-Gleichspannung zur Zugtraktion einsetzte.

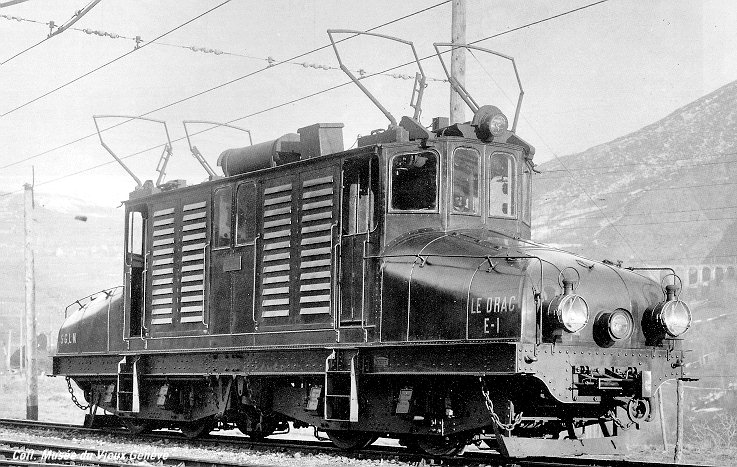
Elektrolokomotive Le Drac 1903 mit dem von Thury entwickelten Gleichstromsystem

Im Süden Frankreichs wurden erste Bahnen mit Wechselstrom betrieben: In den Jahren 1903 bis 1911 betrieb die PLM die Strecke Mouans-Sartoux–Grasse probeweise mit 12 Kilovolt und 25 Hertz. 1908 elektrifizierte die Chemin de fer du Midi ihre Strecken in den Pyrenäen mit 12 Kilovolt und 16⅔ Hertz Wechselspannung. 1912 wurden im Département Haute-Vienne die in Meterspur ausgeführten Lokalbahnen Chemins de fer départementaux de la Haute-Vienne eröffnet, die mit 10 Kilovolt und 25 Hertz Wechselspannung auf 345 Kilometer Betriebslänge die kleineren Ortschaften mit der Hauptstadt Limoges verbanden. Um verschiedene nicht zueinander passende Netze zu vermeiden, beschloss die Regierung 1920, ein einheitliches Stromsystem zu verwenden. Das zu jener Zeit bereits im deutschsprachigen Raum etablierte 16⅔ Hertz-Wechselstromsystem wurde aus militärischen Erwägungen nicht angewendet, stattdessen sollte bei allen neuen Elektrifizierungen Gleichspannung von 1500 Volt genutzt werden. In der Folge etablierte sich in den südlichen und südwestlichen Regionen Frankreichs das Gleichstromsystem, während für die Elektrifizierungen im Norden und Osten ab den 1950er Jahren 25 Kilovolt mit 50 Hertz Wechselspannung zur Anwendung kam, der nunmehr auch auf allen TGV-Schnellstrecken verwendet wird.

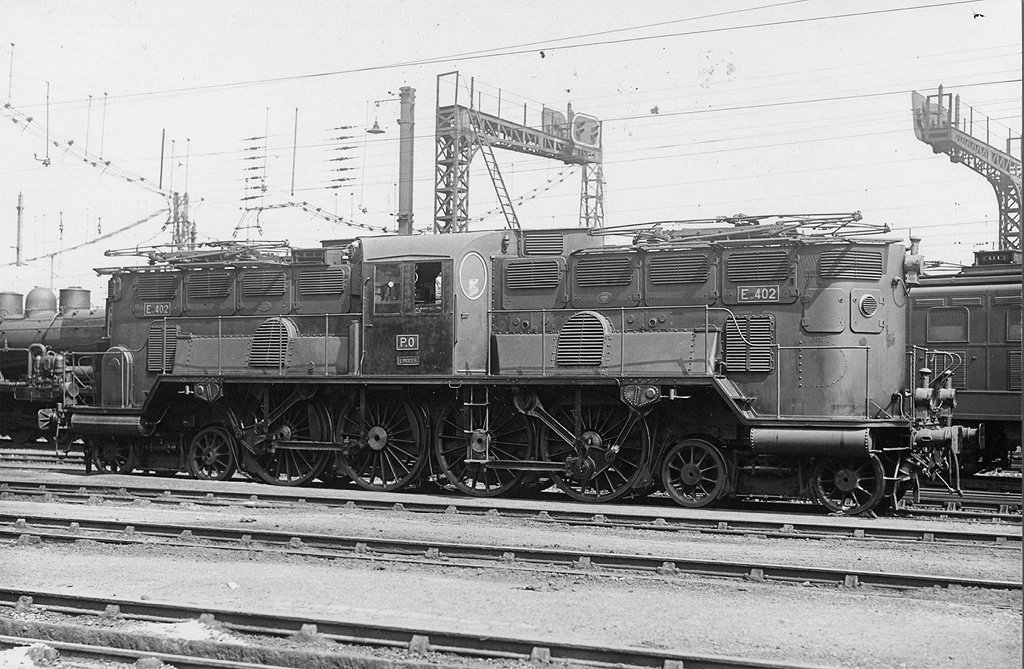
E 402 der vormaligen P.O. von 1926

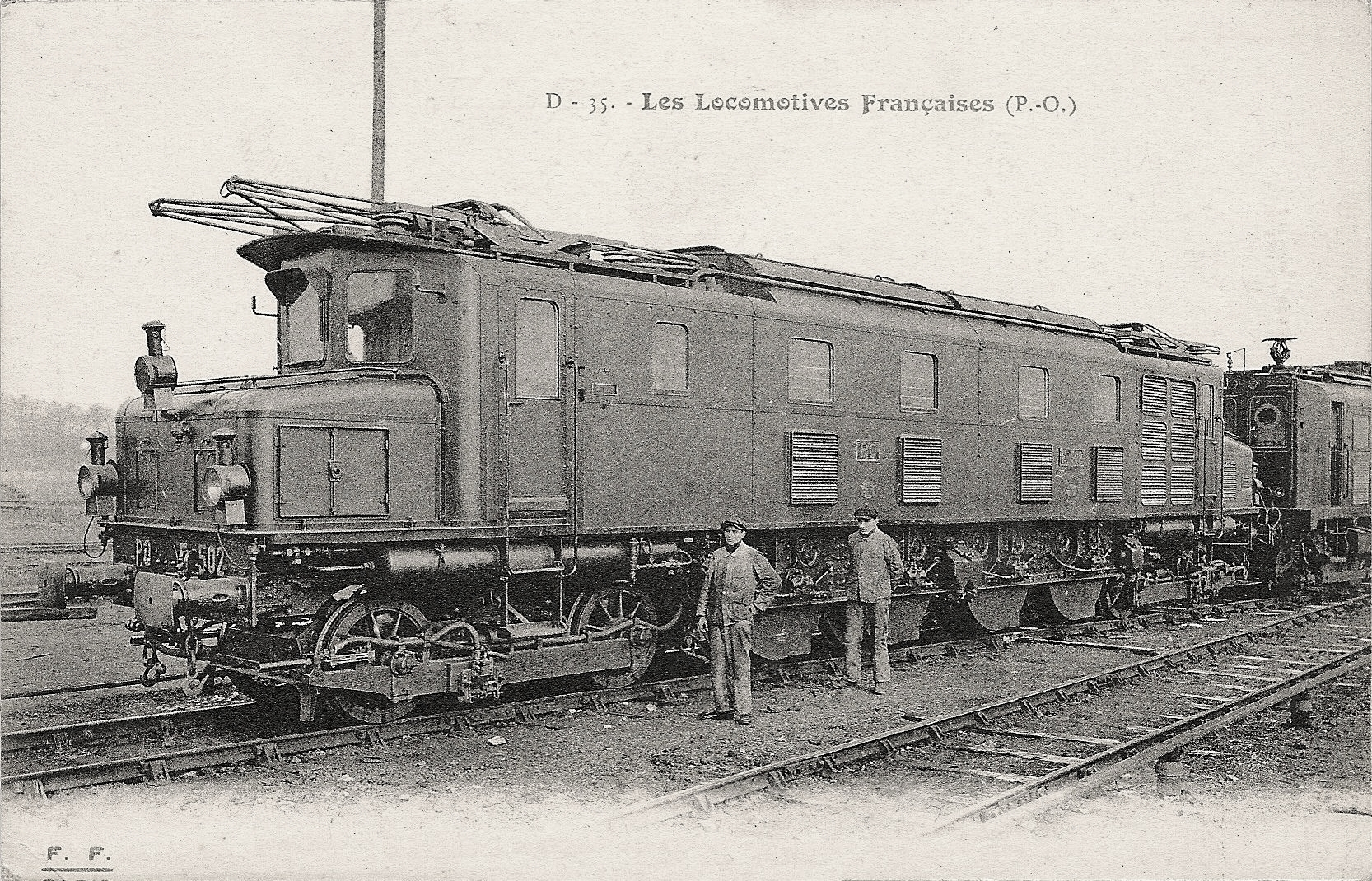
Prototype E 502 der P.O. von 1926

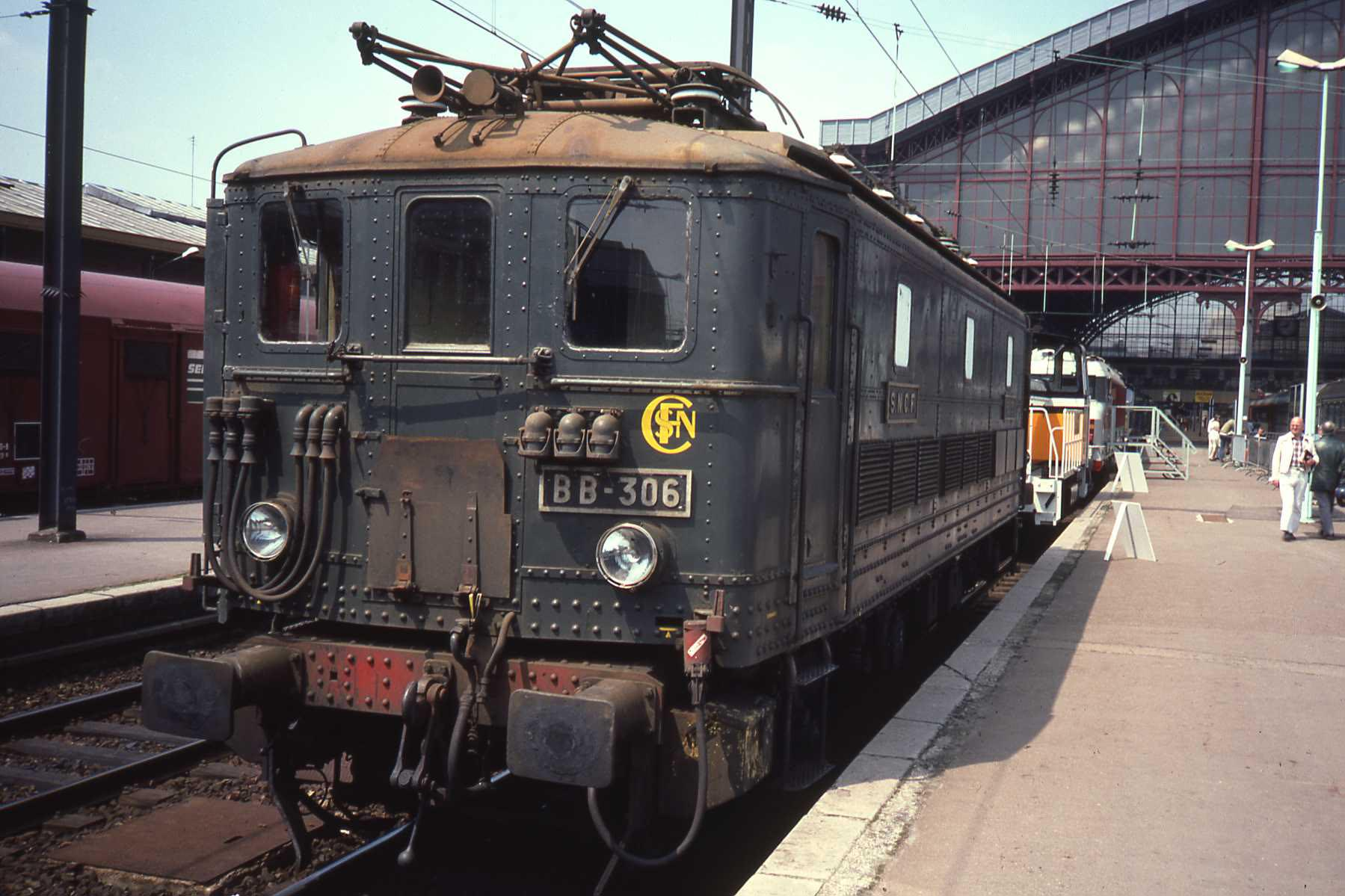
BB 300 der vormaligen P.O. von 1936

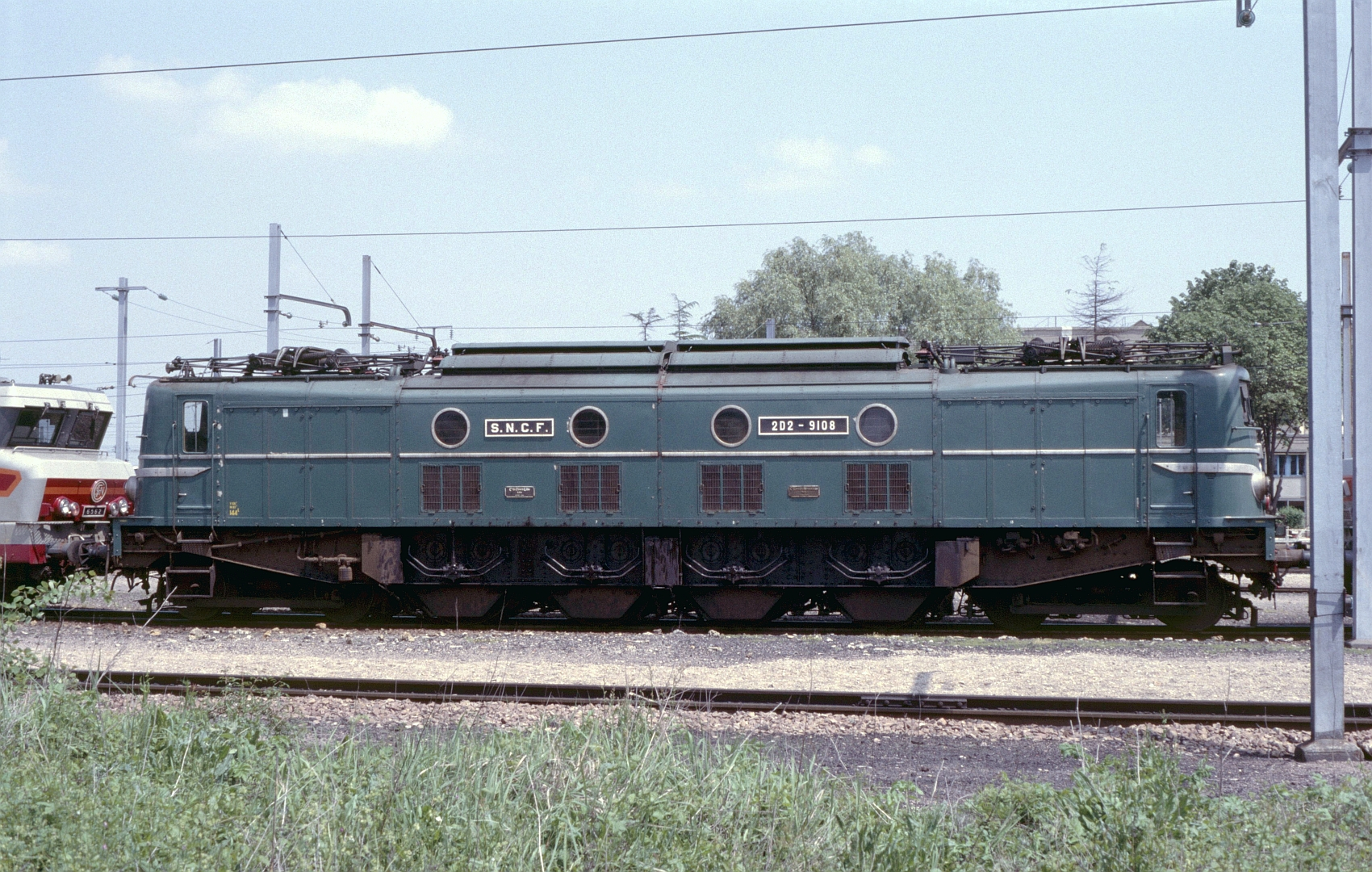
2D2 9100 der SNCF von 1950

1925 wurde der französische Teil der Mont-Cenis-Bahn zwischen Chambéry und Modane mit 1500 Volt Gleichspannung über eine seitliche Stromschiene elektrifiziert. Es handelte sich damit um die Strecke mit der weltweit höchsten, über Stromschienen übertragenen Spannung. Diese Zuführung wurde 1976 durch eine gewöhnliche Oberleitung ersetzt, nachdem die Bahnhofsgleise schon vorher aus Arbeitsschutzgründen mit Fahrleitungen überspannt worden waren. Als erste größere Hauptbahn mit Zuführung von 1500 Volt Gleichspannung über Oberleitung wurde 1926 die 204 Kilometer lange Strecke der P.O. von Paris-Austerlitz nach Vierzon in Betrieb genommen.
Hierfür wurden verschiedene Versuchsschnellzuglokomotiven bestellt, von denen die beiden Lokomotiven E 401 und 402 der eigentlich auf Wechsel- und Drehstromantriebe spezialisierten Ganz & Co. in Budapest die bemerkenswertesten waren.:242 Bei der Achsfolge 2’BB2’ wurden je zwei gekuppelte Treibachsen von jeweils zwei im Hauptrahmen gelagerten Motoren über den Kandó-Antrieb, der das Federspiel ausglich, angetrieben. Mit einer Höchstgeschwindigkeit von 120 km/h zählten sie zu den schnellsten weltweit je gebauten Elektrolokomotiven mit Stangenantrieb, Aufzeichnungen zufolge erreichte die E 401 zwischen Les Aubrais-Orléans und Paris mit einem Zug von 636 Tonnen Masse eine Durchschnittsgeschwindigkeit von 97,5 km/h, während Güterzüge von 770 Tonnen auf einer Steigung von 1 % mit 30 bis 50 km/h befördert werden konnten.:243 Eine weitere Entwicklung für die Strecke Paris–Vierzon waren die 2’Do2’-Lokomotiven E 501 und 502, die entsprechend dem Entwurf der Schweizer Brown Boveri und SLM mit Buchli-Antrieb ausgestattet waren. Im Gegensatz zu ihren Schweizer Vorbildern wurde der Buchliantrieb jedoch beidseitig angeordnet.:290 Nach dem Zweiten Weltkrieg ging daraus die für die Fernstreckenelektrifizierung von Paris nach Lyon beschaffte Reihe 9100 hervor.
Außer in Frankreich wurde das 1500-Volt-Gleichspannungssystem lediglich in den Niederlanden, wo die Hauptbahnelektrifizierung zwischen 1924 und 1927 auf der Bahnstrecke Amsterdam–Rotterdam ihren Ausgang nahm, zum nationalen Standard eines europäischen Landes. Von der engen Verwandtschaft beider Stromsysteme zeugen mehrere unverkennbar französischstämmige Anschaffungen der Niederländischen Staatsbahnen nach dem Zweiten Weltkrieg wie die Reihe 1100 oder die Reihe 1600. Von den rund 29 350 Kilometern Regelspurstrecken in Frankreich waren 2007 fast genau die Hälfte (14 480 Kilometer) elektrifiziert. Die Tschechoslowakei plante ab 1924 die Elektrifizierung mit diesem Stromsystem, die Weltwirtschaftskrise von 1929 verhinderte das. Lediglich einige Strecken im Prager Knoten erhielten seinerzeit versuchsweise eine Oberleitung mit 1,5 kV Gleichspannung.

### USA
Bei den Bahnen der USA hätte aufgrund des technologischen Standes und der Wirtschaftskraft sowie auch der räumlichen Ausdehnung erwartet werden können, dass in hohem Maße eine Elektrifizierung von Fernbahnstrecken erfolgte. Dies war jedoch nicht der Fall. Gegenläufig zur europäischen Entwicklung wurden in den USA seit den 1950er Jahren auf vielen Strecken die Fahrleitungen wieder abgebaut. Gründe dafür waren:
- Mit den eigenen Ölquellen hatten die Amerikaner eine preisgünstige Energiequelle, die nach dem Ende der Dampflokära zur ausgedehnten Anwendung von Verbrennungsmotoren bzw. Dieselmotorantrieben im Transportwesen und hier vor allem auch im Bahnwesen führte;
- Die großen Abstände zwischen Besiedlungszentren stellten (auch mit Blick auf das vorhandene Öl) eine Wirtschaftlichkeit der Elektrifizierung von Bahnstrecken in Frage, bei Massentransporten wie etwa Kohle in die Industriezentren führte das teilweise zur weiteren Beibehaltung des Dampflokbetriebs mit dem ohnehin vorhandenen Energieträger Kohle;
- Im Personenfernverkehr entwickelte sich das Flugzeug zum Standardverkehrsmittel, mit dessen Leistungen die Bahn bei großen Entfernungen nicht konkurrieren konnte.

Diese Aussagen betreffen jedoch nur Vollbahn- bzw. Fernverkehrsstrecken, der elektrische Betrieb von Straßenbahn-, auch Überlandstraßenbahnen sowie auch von Metro- und urbanen Commuter-Strecken ist demgegenüber ausgeprägter.

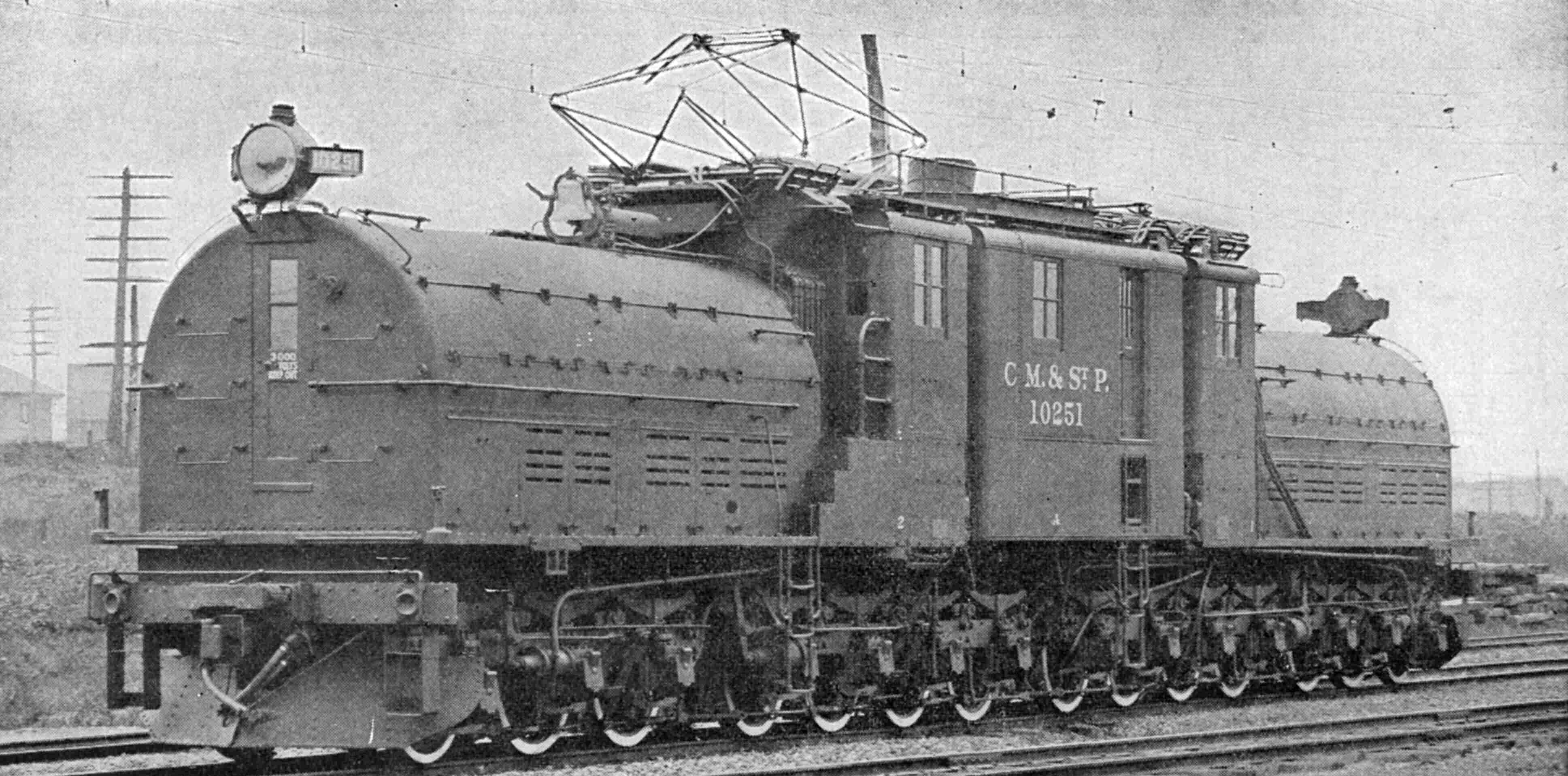
EP-2 der CW & St.P RR

Im Fernverkehr der USA beherrschten in der Folgezeit weit überwiegend die Dampflokomotiven das Feld, das sich in den späten 1940er Jahren weitgehend unmittelbar dem Dieselbetrieb zuwandte. Diese hatten in den USA allerdings fast durchweg einen dieselelektrischen Antrieb, fuhren bzw. fahren also letztlich auf fast allen Strecken mit elektrischen Fahrmotoren. Es wurden von etwa 15 Gesellschaften insgesamt nur etwa 3000 Kilometer (1850 Meilen) Vollbahnstrecken mit einer Oberleitung elektrifiziert, von denen etwa 1800 Kilometer (1100 Meilen) wieder stillgelegt wurden. Den bemerkenswertesten Umfang hatte die Chicago, Milwaukee, St. Paul and Pacific Railroad, die zwischen 1914 und 1917 einen 705 Kilometer (438 Meilen) langen, steigungsreichen Abschnitt in den Rocky Mountains im Bundesstaat Montana und 1919 einen weiteren 130 Kilometer (207 Meilen) langen Abschnitt im Kaskadengebirge im Bundesstaat Washington an hölzernen Masten mit 3000 Volt Gleichspannung elektrifizierte. Begünstigt wurde das Vorhaben durch Wasserkraftwerke in den Bergen. Die beiden elektrischen Strecken mit insgesamt 1056 Kilometer (656 Meilen) wurden jedoch nie verbunden. Dieser Betrieb ist, wie bei den meisten anderen elektrischen Bahnen mit Güterverkehr als Hauptgeschäftsfeld, inzwischen eingestellt.

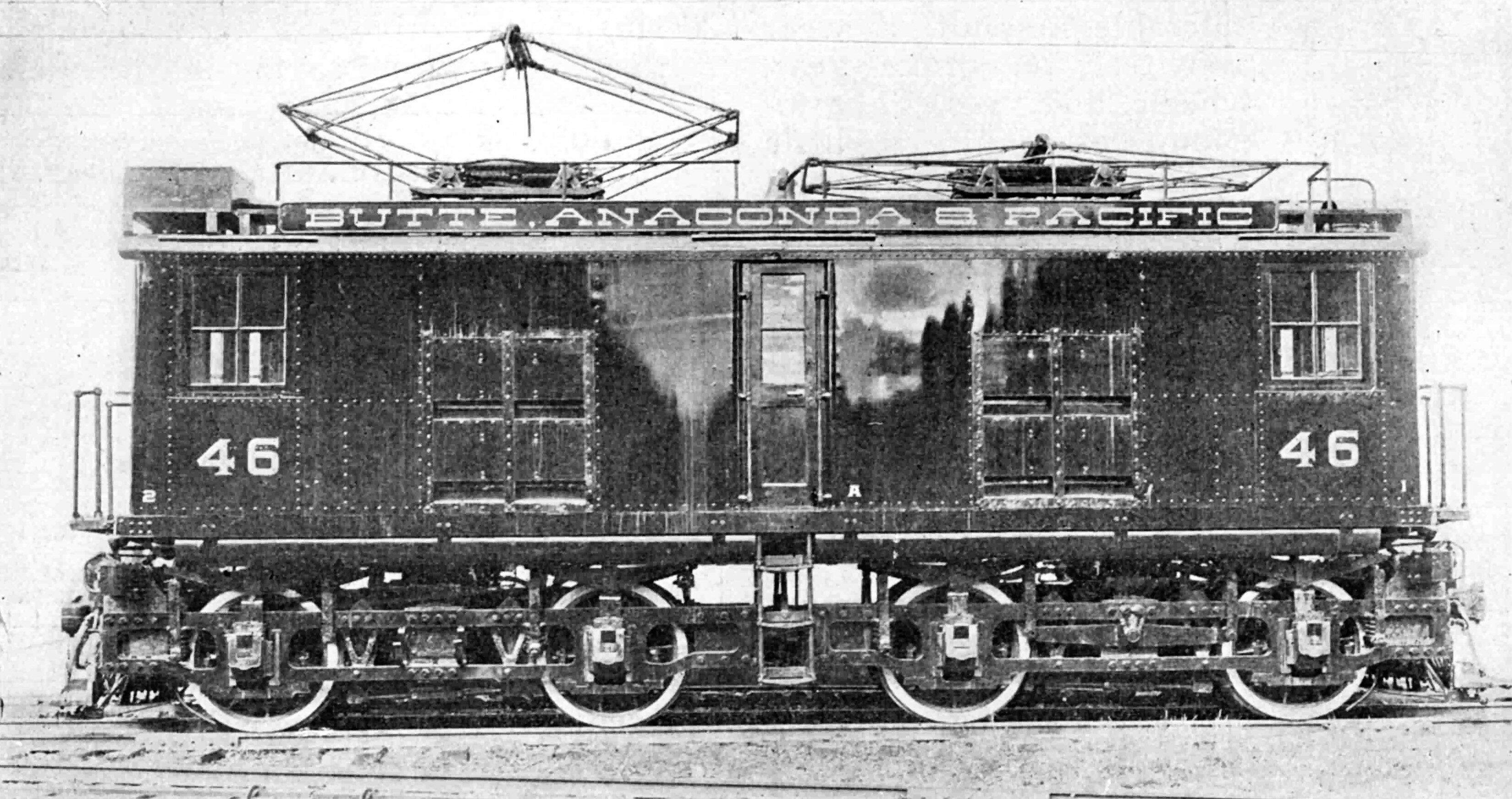
Elektrolokomotive der Butte, Anaconda and Pacific Railway

Ein weiteres Feld für die Elektrifizierung von Fernstrecken ergab in den USA früh der Transport von festen Massengütern: Als eine der ersten elektrifizierte die Butte, Anaconda and Pacific Railway im US-Staat Montana ihre Strecke, die zum Abtransport von Erz aus dem Kupferbergwerk von Butte (Montana) diente, auf der aber auch allgemeine Güter und Personen transportiert wurden. Die Elektrifizierung der 45 Kilometer langen Strecke mit wechselnden Höhenunterschieden von bis zu 100 Metern erfolgte 1913 mit 2400 Volt Gleichspannung durch General Electric und die bahneigenen Arbeiter. Der elektrische Betrieb wurde erst 1967 zugunsten des preisgünstigeren Dieselbetriebs aufgegeben. In den Appalachen betrieb die auf Kohlentransport spezialisierte Norfolk and Western Railway von 1912 bis 1950 eine 52 Meilen lange Strecke von Bluefield nach Iaeger in West Virginia mit 11  Kilovolt bei 25 Hertz Wechselspannung. Unweit nördlich betrieb auch die Virginian Railway in den Jahren 1925 bis 1962 eine 134 Meilen lange Strecke von Roanoke nach Mullens, die sowohl vom Stromsystem als auch vom zu erfüllenden Zweck her gleichartig war.

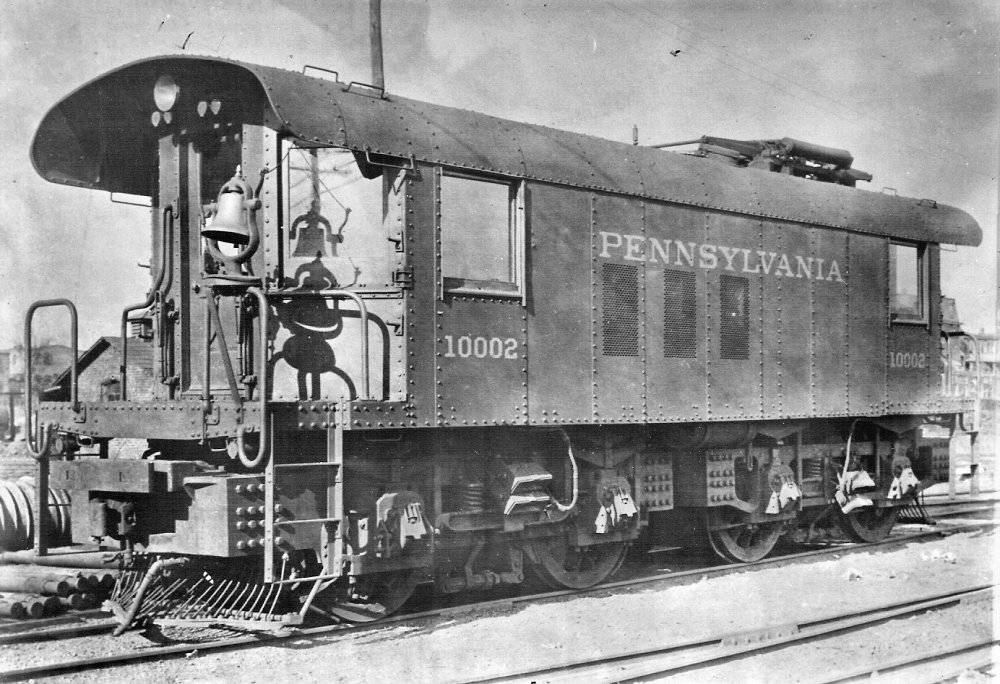
PRR-Versuchslokomotive AA1 von 1905

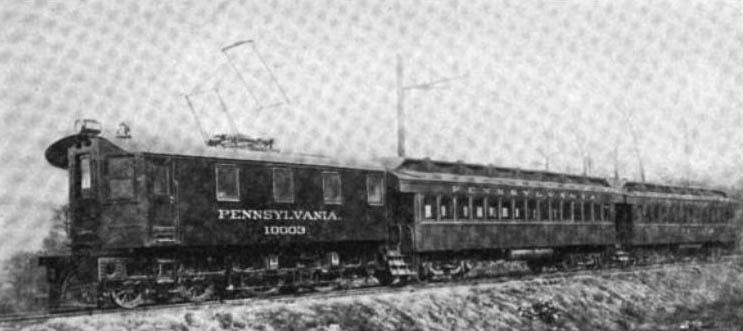
PRR-Versuchslokomotive Odd D 10003 von 1909

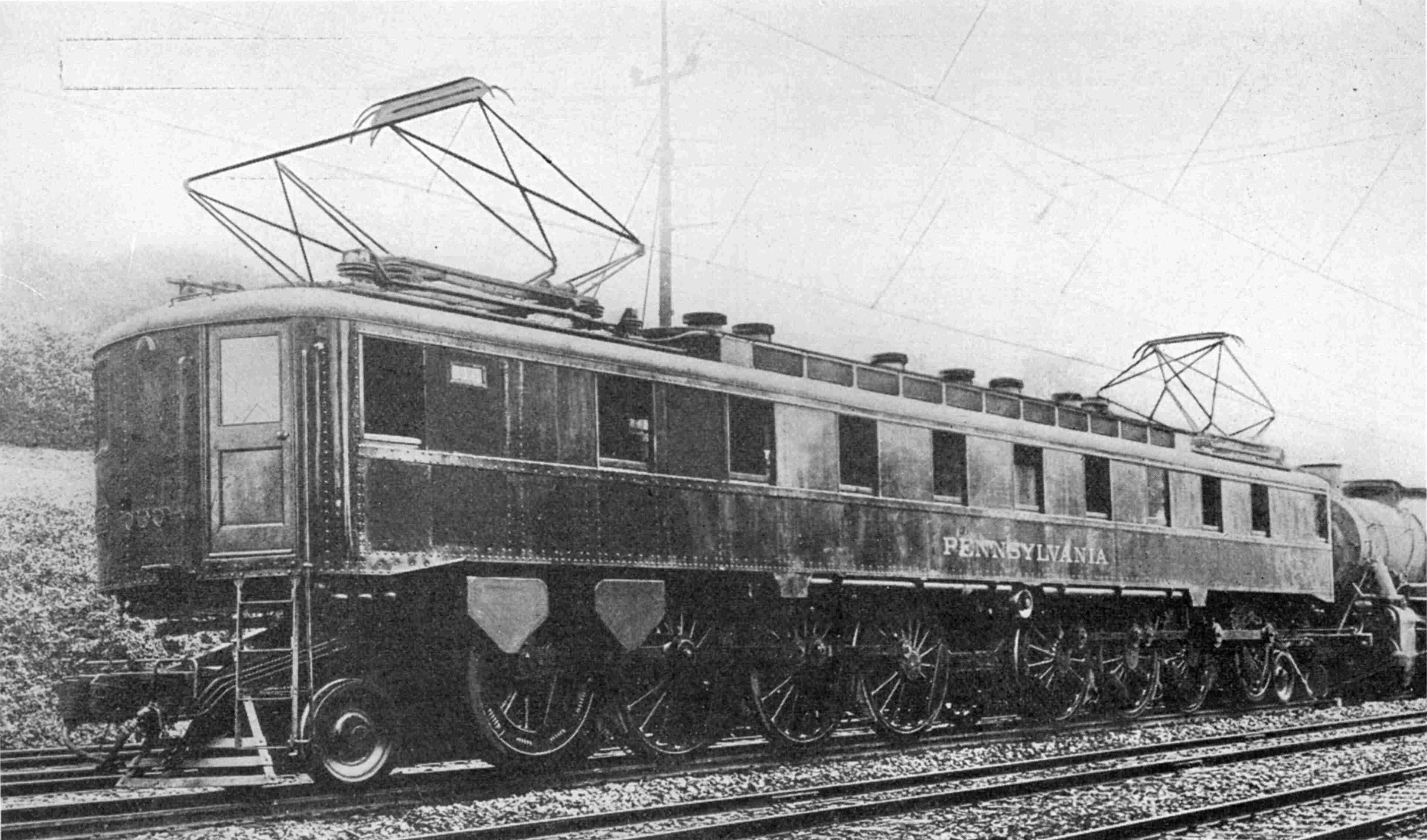
PRR-Versuchslokomotive FF1 von 1917

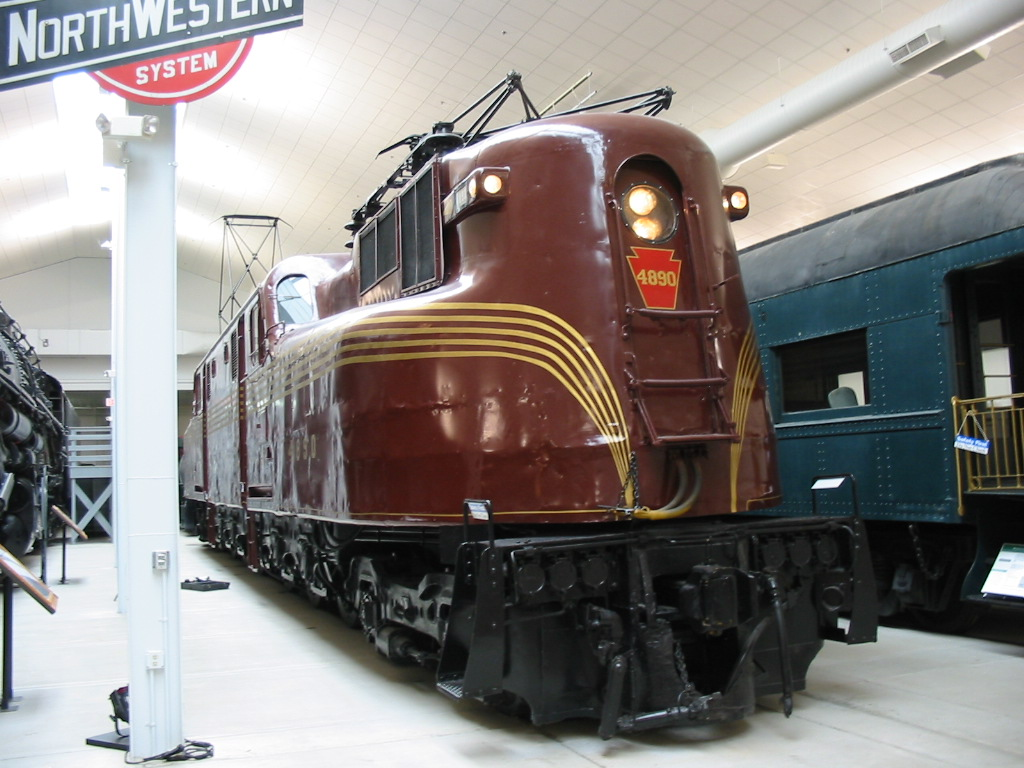
PRR-Klasse GG1

Infolge des Dampflokverbots in New York City elektrifizierten auch die New York, New Haven and Hartford Railroad und die Pennsylvania Railroad (PRR) ihre Tunnelstrecken. Letztere nahm mit den Typen AA1, Odd D 10003 und FF1 zwischen 1905 und 1917 mehrmals Einzelausführungen von Elektrolokomotiven zu Testzwecken für ihr zukünftiges Netz mit 11 kV bei 25 Hz Wechselspannung in Betrieb. Die letztere, „Big Liz“ genannte Maschine war für den Güterzugbetrieb über die Steigungsstrecken der Allegheny Mountains vorgesehen. Sie wurde mit einer solch enormen Zugkraft versehen, dass sie sich im Betrieb trotz genereller Funktionsfähigkeit als nicht einsetzbar erwies. Nach diesen Versuchen elektrifizierte die Pennsylvania Railroad ab den 1930er Jahren den sogenannten Northeast Corridor (NEC) von New York bis Washington, D.C. Beim Stand von 2011 ist die heute auch bis Boston reichende Strecke die meistfrequentierte US-amerikanische Personen-Schienenverkehrsverbindung an der bevölkerungsreichen Nordostküste. Mit ihren 720 Kilometern (450 Meilen) ist sie die einzige bedeutende elektrisch betriebene Eisenbahnstrecke der Vereinigten Staaten. Sie befindet sich größtenteils im Besitz der Amtrak, jedoch wird die Strecke auch von anderen Personenverkehrsgesellschaften mit unterschiedlichen Zügen befahren. Auf dem NEC befindet sich auch die derzeit einzige Hochgeschwindigkeitsstrecke der USA, auf der der Acela Express Geschwindigkeiten bis zu 240 Kilometer pro Stunde erreicht.

### Großbritannien

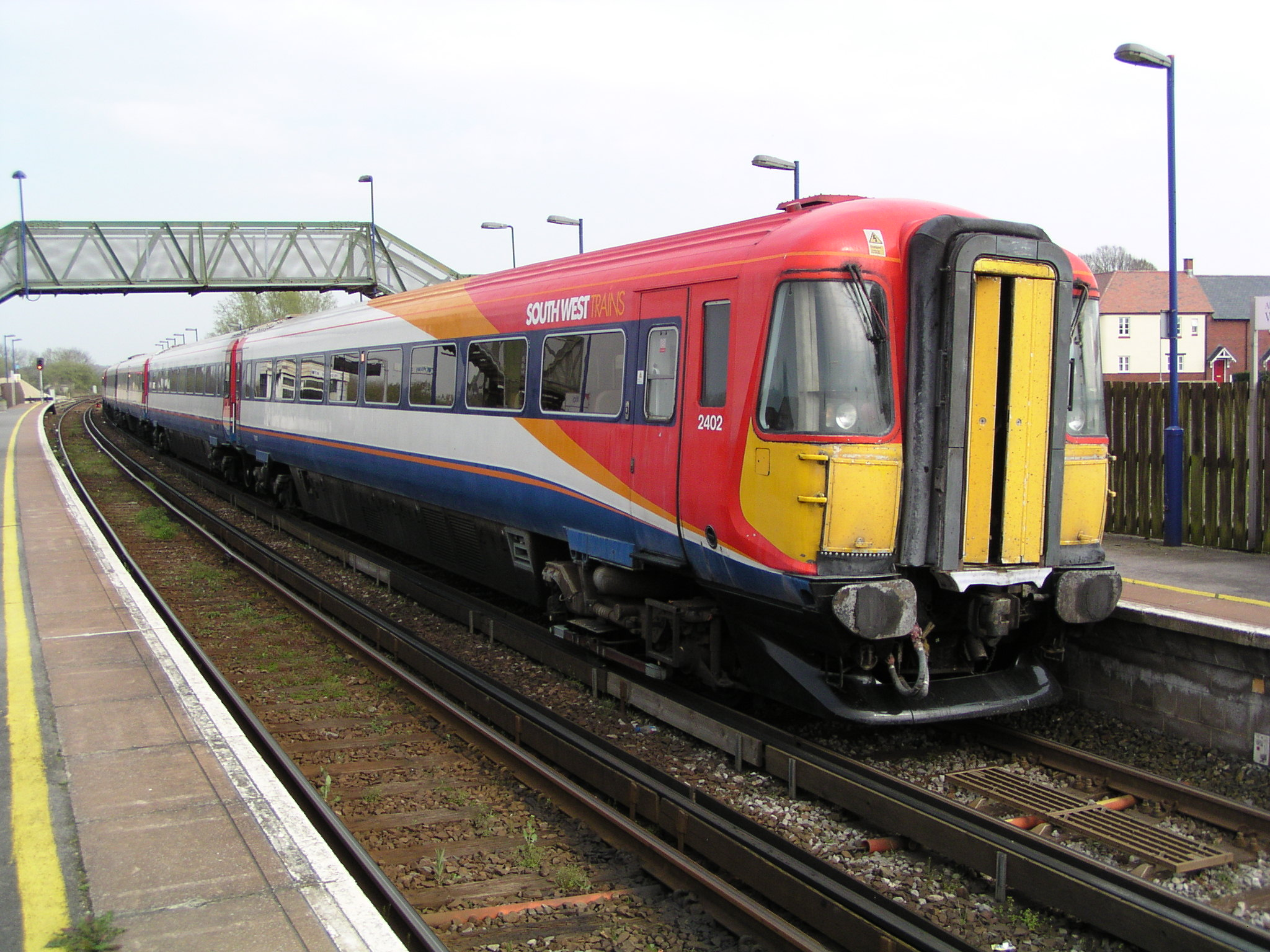
Gleichstrom-Zug

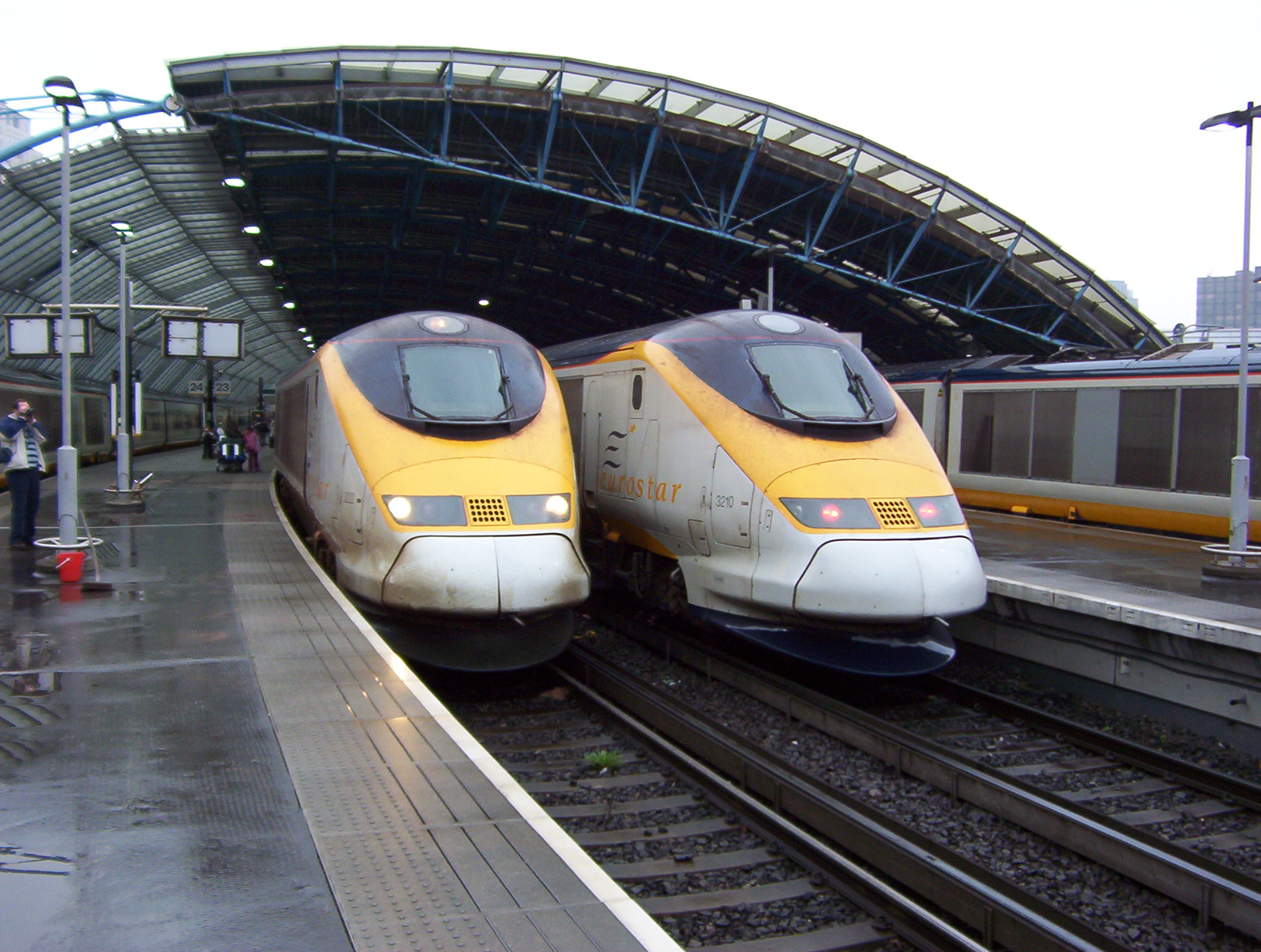
Eurostar-Zug

Bereits früh wurden in bedeutendem Umfang elektrische Triebfahrzeuge bei der Londoner U-Bahn eingesetzt, was schon bei der City and South London Railway durch das in der Betriebsgenehmigung festgeschriebene Verbot von Dampflokomotiven begünstigt wurde. Zwischen 1901 und 1908 wurde schließlich nach zunehmenden Beschwerden der Fahrgäste der größte Teil des Londoner U-Bahn-Netzes auf elektrischen Betrieb umgestellt. Als weltweit erste elektrische Hochbahn wurde am 4. Februar 1893 die Liverpool Overhead Railway eröffnet.
1903 wurde der Railway Electrical Power Act eingebracht, der die Erleichterung der Einführung des elektrischen Betriebes auf Eisenbahnen bezweckte. Als erste elektrische Vollbahnstrecken in Großbritannien eröffneten noch im selben Jahr die Merseybahn von Liverpool unter den Mersey River nach Birkenhead und am 22. März 1904 die Lancashire and Yorkshire Railway zwischen Liverpool und Southport den Betrieb. Am 29. desselben Monats folgte die North Eastern Railway (NER).
Obwohl diese sowie weitere, heute zum Vorortverkehr von Merseyrail gehörenden Strecken mit ähnlichen Stromsystemen, meist 600 bis 650 Volt Gleichspannung auf zwei Stromschienen, betrieben wurden, konnten Fahrzeuge aufgrund unterschiedlicher Abstände der Stromschienen zu den Fahrschienen nicht von der einen auf die jeweils andere Strecke wechseln. Bei der hauptsächlich in Yorkshire, County Durham und Northumberland operierenden North Eastern Railway wurden schon 1905 zwei Elektrolokomotiven mit der Achsfolge Bo’Bo’ in Betrieb genommen. Sie waren sowohl für den Betrieb an einer Oberleitung als auch an einer Stromschiene für den Tunnelbetrieb ausgerüstet. Diese Lokomotiven waren sowohl bei den Nachfolgegesellschaften LNER als Nr. 6480–6481 als auch bei den British Railways (Nr. 26500 und 26501) und der British Rail als Klasse ES1 bis 1964 in Betrieb. Das verwendete elektrische System mit einer Gleichspannung von 1500  Volt kam auch zwischen 1952 und 1981 auf der 112 Kilometer langen Strecke über das Penninische Gebirge von Manchester nach Sheffield zur Anwendung, von der nach Einstellung des Personenverkehrs die bemerkenswerten sechsachsigen Schnellzuglokomotiven EM2 als Baureihe 1500 in die Niederlande gelangten.
Trotz des frühen Einstiegs ist das britische Eisenbahnsystem nur in vergleichsweise geringem Umfang elektrifiziert. Historisch begründet ist dabei zudem eine Aufteilung in zwei Stromsysteme: Das kleinere und ältere Südnetz hat seit 1931 Strecken mit seitlich angeordneter Stromschiene mit 660 Volt Gleichspannungsversorgung, später wurden auch die Spannungen 750 und 850 Volt verwendet. Auf einigen Strecken nördlich der Themse sowie den Eurostar-Verbindungen wird dagegen das seit 1954 aufgebaute 25-Kilovolt-Wechselspannungssystem mit einer Frequenz von 50 Hertz und mit Oberleitungen verwendet. Die britischen Eurostarzüge sind Mehrsystemfahrzeuge und können sowohl im Stromschienen- als auch im Oberleitungsbetrieb mit unterschiedlichen Spannungssystemen verkehren.
Von den insgesamt 17 000 Kilometern Bahnstrecken des Vereinigten Königreichs sind heute 5300 Kilometer elektrifiziert (2004).

### Japan

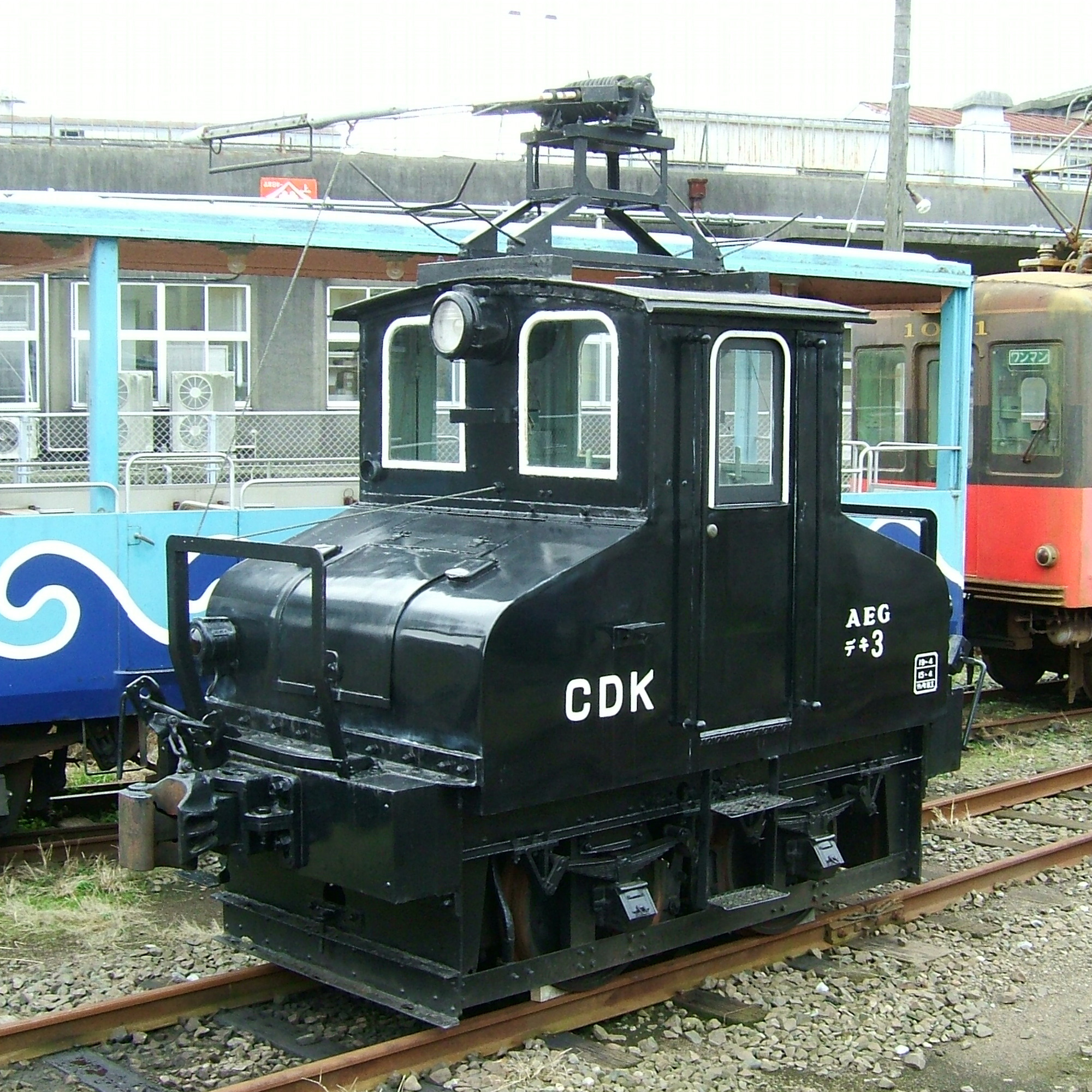
Von der AEG 1922 an die Choshi Denki Tetsudō gelieferte Elektrolokomotive für 600 Volt Gleichspannung

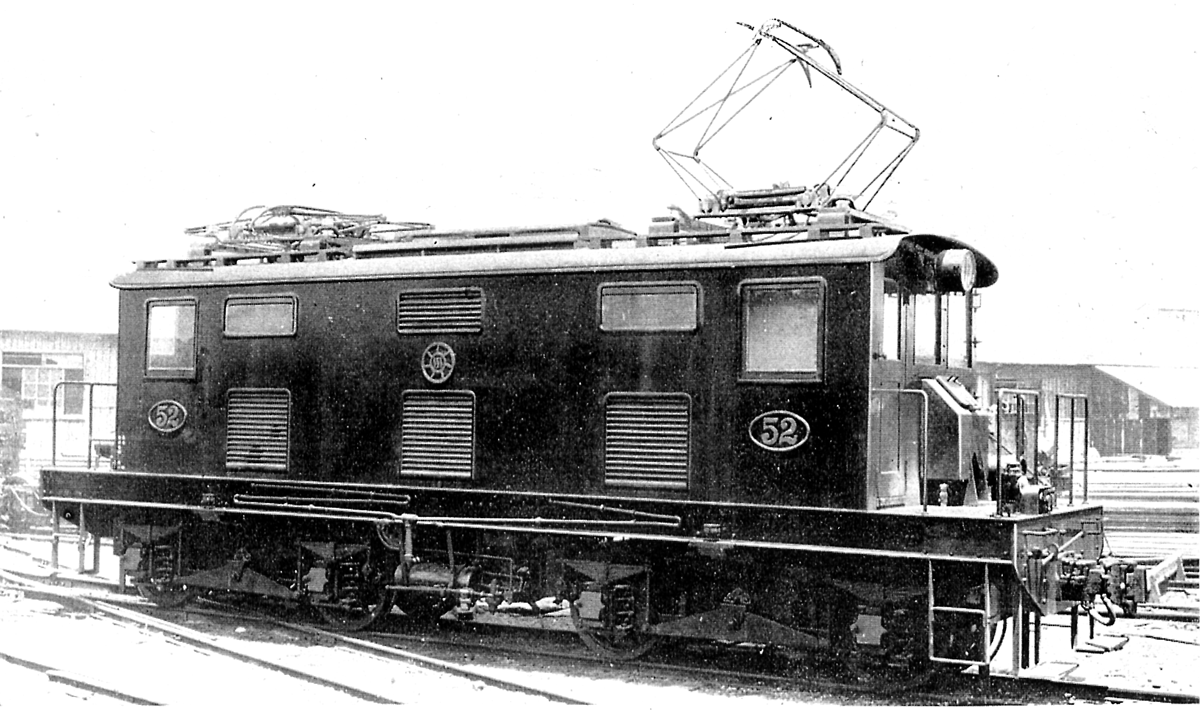
Toyokawa Tetsudō Type DEKI 52 um 1929

Die Tokyo Electric Light Company baute im Mai 1890 eine 400 Meter lange Strecke mit der Spurweite von 1372 Millimetern auf der Industrie-Ausstellung im Ueno-Park in Tokio. Dort fuhren zwei aus den USA von der J. G. Brill Company importierte elektrische Triebwagen als erste elektrisch betriebene Bahn in Japan. Einen regulären kommerziellen Betrieb nahm 1895 die Städtische Straßenbahn Kyōto mit Triebwagen auf, die aus einer Oberleitung mit 500 Volt Gleichspannung gespeist wurden. Die erste von Dampf- auf elektrischen Betrieb umgestellte Strecke war 1904 der elf Kilometer lange Abschnitt der Kōbu Tetsudō von Iidamachi nach Nakano. Diese Strecke ging 1906 in staatlichen Besitz über und war somit die erste elektrisch betriebene der Staatsbahn.
In den Anfangsjahren erfolgte die Stromübertragung noch über Stangenstromabnehmer, die an einer Doppelfahrleitung anlagen. 1911 ging man zu einer Stromzufuhr über die einfach gespannte Fahrleitung und Rückleitung über die Schienen über. Als nächste Strecke wurde 1912 die 66,7 ‰ steile Strecke über den Usui-Pass der Shin’etsu-Hauptlinie auf elektrischen Betrieb umgestellt. Dabei versorgte ein Kohlekraftwerk mit drei Generatoren eine 6,6-kV-Fernleitung, von der auf zwei Unterstationen der Strom mit rotierenden Umformern auf 650 Volt Gleichspannung umgewandelt wurde. Die Stromzufuhr auf dem 11,2 Kilometer langen Abschnitt erfolgte über Stromschienen, Ausrüstung und Lokomotiven waren allesamt Importprodukte aus Europa und den USA.
Als erste U-Bahn in Asien wurde am 30. Dezember 1927 die U-Bahn Tokio eröffnet. Ein Kabinettsbeschluss vom Juli 1919 sah vor, zur Verringerung des Kohlenverbrauchs 4100 Kilometer Eisenbahnstrecken zu elektrifizieren. Die Elektrifizierung begann zwar, so auf der Tōkaidō-Hauptlinie zwischen Tokio und Odawara (83 Kilometer), auf einem 26 Kilometer langen Abschnitt der Yokosuka-Linie und auf der Chūō-Hauptlinie zwischen Hachiōji und Kōfu (87 Kilometer), jedoch erfolgte die Umstellung bis zum Krieg in größerem Umfang nur auf Vorortstrecken und Steigungsabschnitten. Als das Eisenbahnministerium in den Jahren 1943/44 die Übernahme elektrischer Privatbahnen aus militärischen Gründen forcierte, wuchs das staatliche Streckennetz auf 19 620 Kilometer an, von denen 1315 Kilometer (6,6 % der Gesamtlänge) elektrisch betrieben wurden.

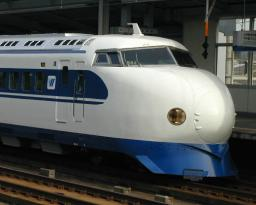
Shinkansen-Baureihe 0 am Bahnhof Fukuyama

Am 1. Oktober 1964 eröffnete die Japanische Staatsbahn zwischen der Hauptstadt Tokio und dem 515,4 Kilometern entfernten Osaka mit der Tōkaidō-Shinkansen eine in ihrer Art völlig neue elektrische Schnellfahrstrecke, auf der nicht nur abschnittsweise, sondern auf der ganzen Länge mit Höchstgeschwindigkeit gefahren werden konnte. Sie wurde zum Vorbild für alle danach gebauten Schnellfahrstrecken und die daraus gebildeten Netze auf der Welt. Immer noch weit überwiegend besteht das japanische Eisenbahnnetz aus 20 300 Kilometern Kapspur-Strecken, von denen 13 300 Kilometer (bzw. 66 %) mit 1500 Volt Gleichspannung elektrifiziert sind. Die zum Stand 2011 4250 Kilometer umfassenden Regelspurstrecken des Shinkansen-Schnellbahnnetzes sind durchgehend mit 25 Kilovolt Wechselspannung versorgt, deren Frequenz je nach Landesteil entweder 50 oder 60 Hertz beträgt. Systeme von 600 und 750 Volt Gleichspannung kommen in geringem Umfang bei privaten Bahnen vor. (Siehe auch Japan Railways#Technische Daten)

## Entwicklungen bis heute

### Größte Länder der Welt
In den räumlich ausgedehntesten Staaten der Erde fand überwiegend eine bemerkenswerte Elektrifizierung von Vollbahnstrecken erst nach den wesentlichen Entwicklungen in Europa statt, so etwa in China erst ab 1958. Trotzdem ergab sich durch die ausgedehnten Verkehrsverbindungen dann vor allem auf dem asiatischen Festland ein beträchtlicher Umfang an elektrifizierten Strecken. So hat allein die vollständig (jedoch mit mehrfach zwischen 3 und 25 Kilovolt wechselnder Spannung) elektrifizierte Transsibirische Eisenbahn mit etwa 9500 Kilometern einen Streckenumfang, der dem gesamten elektrifizierten Netz mancher mittelgroßer Länder entspricht oder diese sogar noch überbietet. Im Folgenden sind die interessantesten Daten dargestellt:
| Land        | Elektrifizierung | Gesamtstrecke [km] | davon elektrifiziert [km] | Stand |
| ----------- | ---------------- | ------------------ | ------------------------- | ----- |
| Deutschland | 48 %             | 41 981             | 20 152                    | 2009  |
| Russland    | 46 %             | 87 157             | 40 300                    | 2010  |
| Ukraine     | 45 %             | 21 684             | 09854                     | 2010  |
| China       | 42 %             | 86 000             | 36 000                    | 2009  |
| Südafrika   | 41 %             | 20 192             | 08271                     | 2010  |
| Indien      | 30 %             | 63 974             | 18 927                    | 2010  |
| Algerien    | 10 %             | 3810               | 00.386                    | 2011  |
| Australien  | 7 %              | 38 445             | 02717                     | 2010  |
| Brasilien   | 2 %              | 28 538             | 00.467                    | 2010  |
| USA         | 1 %              | 202 501            | 02025                     | 2010  |
| Argentinien | 0 %              | 36 966             | 00.136                    | 2010  |

Beim Vergleich der Zahlen fällt zudem auf, dass es in Nord- als auch Südamerika praktisch kein vorhandenes elektrifiziertes Schienennetz gibt. Auf dem afrikanischen Kontinent hat sich außer in Südafrika lediglich in Marokko und Algerien ein elektrisch betriebenes Streckennetz entwickelt.

### Einsatz der Industriewechselspannung im Bahnbetrieb

Heutige Bahnstromnetze des Eisenbahnfernverkehrs in Europa. Grün eingefärbte Gebiete werden mit der Landesnetzfrequenz von 50 Hertz betrieben, diese Netze sind mit Ausnahme Ungarns erst ab den 1950er Jahren entstanden.
750 V =
1,5 kV =
3 kV =
15 kV ~
25 kV ~
nicht elektrifiziert

In den ersten Jahrzehnten der elektrischen Zugförderung war die Verwendung von Strom mit einer Frequenz von 50 Hertz sehr schwierig, da die Umkehrung der Stromrichtung in den Fahrmotoren bei größeren Leistungen kaum zu handhaben war. Es setzte sich zumeist entweder niedrig gespannte Gleichspannung oder niederfrequente Wechselspannung (16⅔ Hertz) durch. Im ersten Fall muss die Dichte der Unterwerke und die Stromstärke erhöht werden, was große Oberleitungsquerschnitte und demzufolge auch hohe Materialkosten bei der Elektrifizierung zur Folge hat. Die zweitgenannte Lösung macht eine Stromversorgung über ein kostenintensives und, im Falle von Kraftwerksausfällen störungsanfälliges Bahnstromnetz notwendig. Beide Nachteile konnte der direkte Bezug des Fahrstroms aus dem Landesnetz kompensieren. Im Laufe der Zeit wurden bei der Lokomotivkonstruktion vier Wege bestritten, um diese 50-Hertz-Wechselspannung nutzbar zu machen:
1. Der Strom wird auf der Lokomotive mit rotierenden Umformern in Drehstrom umgewandelt, der die Drehstrom-Asynchronmaschinen antreibt.
2. Die Fahrmotoren und die Schalt- und Regelungsgeräte werden konstruktiv speziell für den direkten Betrieb mit 50 Hertz ausgelegt.
3. Der Strom wird mit Hilfe von Quecksilberdampfgleichrichtern in Gleichstrom umgewandelt, der Gleichstromfahrmotoren antreibt.
4. Der Strom treibt einen Motorumformer an, der seinerseits gleichgerichteten Strom für einen Gleichstromgenerator erzeugt.

Bei dem Betrieb mit dem 50-Hz-Industriestrom leistete insbesondere der bereits im Zusammenhang mit der 3000-Volt-Drehstromtechnik genannte ungarische Ingenieur Kálmán Kandó Pionierarbeit, indem er in den 1920er Jahren die dafür benötigten Phasenumformer-Lokomotiven entwickelte und auf einer 15 Kilometer langen Strecke beim Budapester Westbahnhof erproben ließ. Die Maschinen besaßen einen mechanischen Umformer, der den Einphasenwechselstrom in Drehstrom umwandelte, welcher wiederum die Fahrmotoren speiste. Die positiven Erfahrungen führten schließlich 1932/34 zur Elektrifizierung der Hauptbahn von Budapest nach Hegyeshalom mit 16 Kilovolt und 50 Hertz. Obwohl das System zukunftsweisend war, zeigten die Bahnen außerhalb Ungarns nur wenig Interesse. Einige Jahrzehnte später wurde der Betrieb dann auf die in Europa üblichen 25 Kilovolt umgestellt.
Nach dem Zweiten Weltkrieg nahm Frankreich eine Vorreiterrolle ein. Erste Erfahrungen wurden dabei auf der Höllentalbahn im Schwarzwald gesammelt, die in der französischen Besatzungszone lag und erst 1960 auf die in Deutschland übliche niedrigfrequente Wechselspannung von 16⅔ Hertz umgestellt wurde. Auf der seit 1935 mit 20 Kilovolt bei 50 Hertz elektrifizierten Gebirgsstrecke sammelte die französische Staatsbahn SNCF insbesondere Erfahrungen über die Wechselwirkungen zwischen Zugbetrieb und dem tageszeitabhängig schwankenden Bedarf aus Industrie und Bevölkerung. Von den eingesetzten Lokomotiven der Reihe E 244 wurden zwei mit Quecksilberdampfgleichrichtern ausgerüstet, eine mit einer speziellen Form von Einphasen-Asynchronmotoren und zwei weitere fuhren mit aufwendig konstruierten Kommutatormotoren, die direkt mit 50-Hertz-Wechselspannung versorgt wurden. Nach weiteren Versuchen im Nebenbahnbetrieb in den französischen Alpen, namentlich ab 1951 mit 20 Kilovolt und ab 1953 mit 25 Kilovolt zwischen Aix-les-Bains und La Roche-sur-Foron, wurde schließlich in den Jahren 1954 und 1955 die 303 Kilometer lange Hauptbahn von Thionville nach Valenciennes mit diesem System elektrifiziert. Die positiven Erfahrungen, die man dabei sammelte, führten fortan zu dem Entschluss, alle weiteren Strecken mit Ausnahme von einigen Ergänzungen des französischen Gleichspannungsnetzes mit Wechselspannung zu elektrifizieren. 1954 wurde die Groupement d’Étude d’Électrification Monophasé 50 Hz gegründet, eine 50-Hz-Arbeitsgemeinschaft, der verschiedene europäische Schienenfahrzeughersteller angehörten. Sie bestand bis in die 1980er Jahre und vermarktete das 50-Hertz-System weltweit. Die ersten in großer Stückzahl gebauten Lokomotiven waren die Reihen BB 12000 mit Ignitron-Quecksilberdampfgleichrichtern und Gleichstromfahrmotoren, die BB 13000 mit direkt zur Speisung mit 50 Hertz ausgelegten Fahrmotoren, die CC 14000 mit rotierenden Umformern und Drehstrommotoren und die CC 14100 mit Umformern für Gleichstrommotoren.
Ein wesentlicher Impuls für den Einsatz von Wechselspannung mit Landesnetzfrequenz kam jedoch erst nach Entwicklung dieser Lokomotiven gegen Mitte der 1950er Jahre, als es bei Siemens erstmals gelang, reinstes Silizium für den Bau von Trockengleichrichtern herzustellen. Auf dieser Grundlage entstanden 1960 mit den drei Exemplaren der Baureihe E 320 die ersten Mehrsystemfahrzeuge für den grenzüberschreitenden Verkehr nach Frankreich und Luxemburg. 1964 folgten die bis zu 180 km/h schnellen Schnellzuglokomotiven der Reihe CC 40100 für den grenzüberschreitenden Verkehr von Paris nach Belgien, Deutschland und in die Niederlande. Dabei wurden für alle vier Stromsysteme zwei Gleichspannungsfahrmotoren für 1500 Volt verwendet. Bei Einsatz unter der nordfranzösischen und deutschen Oberleitung wurde die Wechselspannung auf 1500 Volt heruntertransformiert und mit Siliziumdioden gleichgerichtet, bei 3000 Volt in Belgien beide Motoren in Reihe und bei 1500 Volt in den Niederlanden parallelgeschaltet.:338 Auch die letzten 15 gelieferten Exemplare der französischen Reihe BB 12000 erhielten bereits die kleineren, einfacheren und robusteren Siliziumgleichrichter, die anderen Fahrzeuge der Reihe wurden später bei Hauptuntersuchungen ebenfalls umgerüstet.:305
Mit Einführung des steuerbaren Siliziumgleichrichters, des Thyristors, wurde zu Beginn der 1960er Jahre ein weiterer Schritt vollzogen. Fortan war es möglich, den Gleichrichtereffekt mit einer stufen- und verlustlosen sowie weitgehend verschleißfreien Steuerung von Zugkraft und Geschwindigkeit zu verbinden. Jedoch verbleiben die Nachteile des Kommutators in den Misch- oder Wellenstrommotoren.
Das Wechselspannungs-Industriefrequenzsystem wurde vor allem in Frankreich und Osteuropa bei Neuelektrifizierungen verwendet, aber auch bei Erweiterungen bestehender Gleichspannungsnetze wie in der Sowjetunion oder der Tschechoslowakei. Auch in der DDR gab es in den späten 1950er Jahren Überlegungen, das 50-Hertz-System einzuführen, was jedoch aufgrund des von der Sowjetunion zurückgegebenen Bestandes an Vorkriegslokomotiven für 16 2⁄3 Hertz und anderer technischer und ökonomischer Erwägungen unterblieb. Es wurden lediglich 1962 die Versuchsstrecke Hennigsdorf–Wustermark und ab 1966 die isoliert gelegene Rübelandbahn im Harz mit 25 Kilovolt bei 50 Hertz elektrifiziert und entsprechende Lokomotiven mit Siliziumgleichrichtern gebaut. Die Fahrleitung des Versuchsabschnittes Hennigsdorf–Wustermark wurde Anfang der 1970er wieder abgebaut, er wurde in den 1980ern in die Elektrifizierung mit 15 kV einbezogen. Eines der größten Netze mit 50 Hertz hat sich bis heute in China entwickelt.

### Hochgeschwindigkeitssysteme
Im Herbst 1903 erreichten zwei Drehstrom-Schnellbahnwagen zwischen Marienfelde und Zossen mehrfach Geschwindigkeiten von über 200 Kilometer pro Stunde. Der Drehstromtriebwagen der AEG erzielte am 28. Oktober 1903 die Rekordgeschwindigkeit von 210,2 km/h, die 28 Jahre Bestand haben sollte. Bereits 1899 hatten sich Siemens & Halske, die AEG, zwei Großbanken, die preußische Administration und weitere Unternehmen in der Studiengesellschaft für Elektrische Schnellbahnen (St. E. S.) zusammengeschlossen, um den elektrischen Bahnbetrieb bei hoher Geschwindigkeit zu erforschen. Für die praktischen Versuche wurde der 23 km lange Abschnitt Marienfelde–Zossen auf der Militäreisenbahn bei Berlin mit einer seitlichen, dreipoligen Drehstromoberleitung versehen. Zu einer weiteren praktischen Nutzanwendung der Drehstromtechnik für geplante Schnellverkehrsstrecken kam es jedoch auf Grund politischer, technischer und wirtschaftlicher Probleme weder in Deutschland noch im Ausland, sodass die St. E. S. aufgelöst wurde und die elektrischen Anlagen demontiert wurden. Die Militärbahn wurde nach dem Ersten Weltkrieg stillgelegt und bald danach abgebaut.

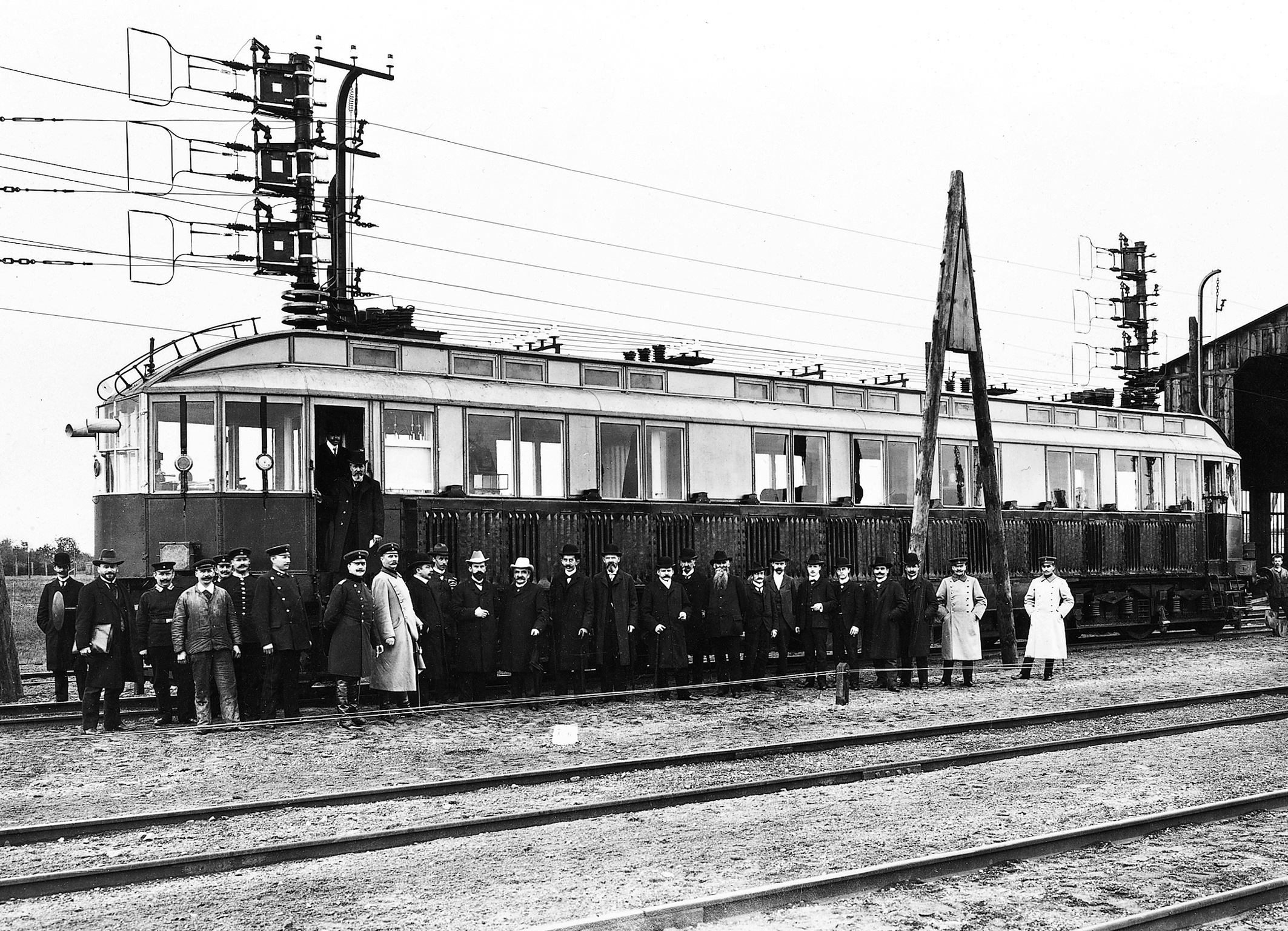
Siemens Drehstrom-Schnellbahnwagen (1903)

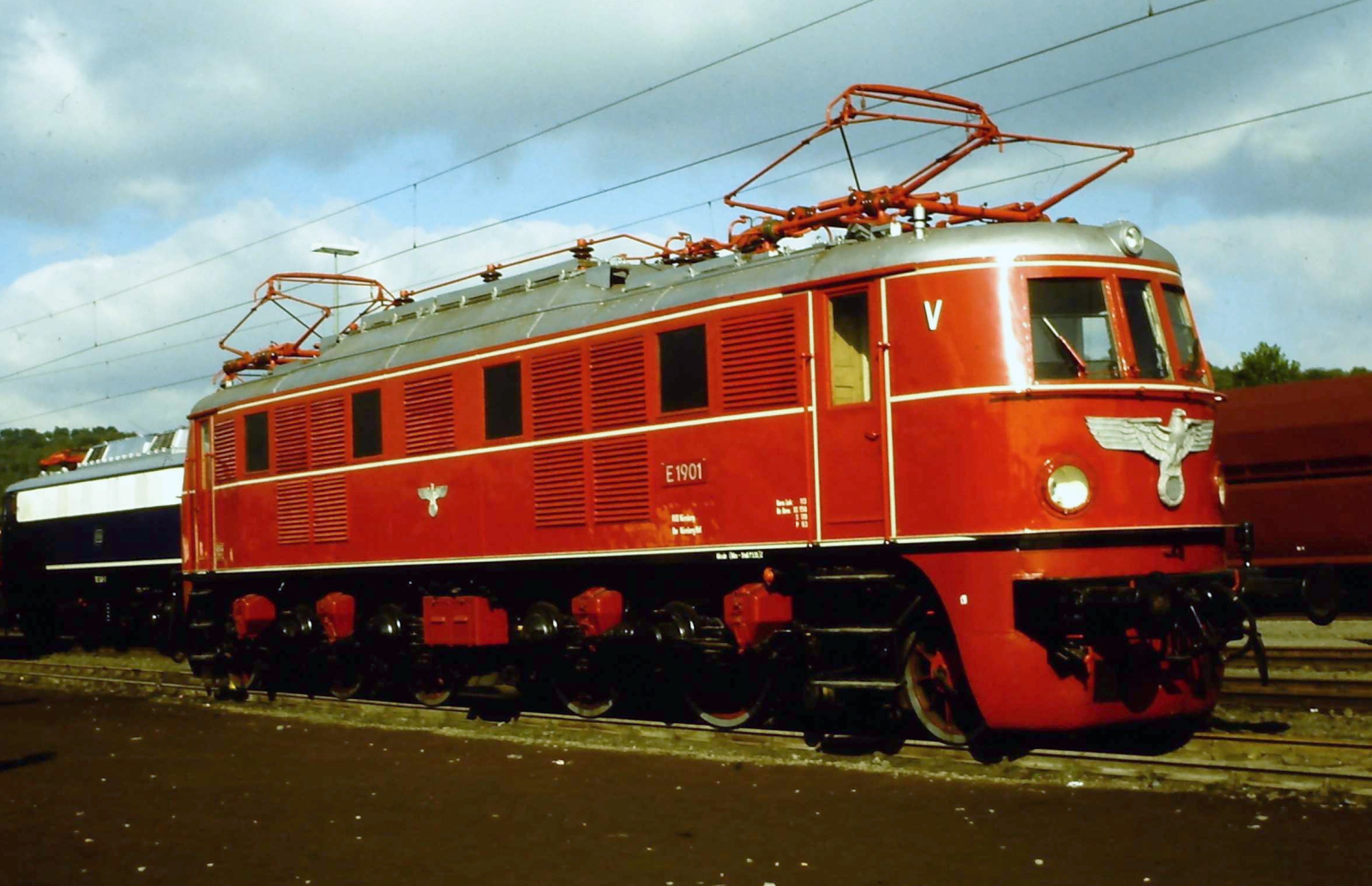
DR-Schnellzuglokomotive E 19 für den Hochgeschwindigkeitsverkehr von Süddeutschland nach Berlin

Für elektrische Triebwagenzüge stellte der italienische ETR 200 am 6. Dezember 1937 mit 201 km/h einen Weltrekord auf, während Dampf- und Dieselfahrzeuge ähnliche Werte bereits wenige Jahre zuvor erreichten. Die Gründe für diese Verzögerung gegenüber Wärmekraftmaschinen waren außer denen, die auch bei Verkehren mit Normalgeschwindigkeiten zutage traten, dass die in vielen Ländern verwendeten Gleichstromsysteme mit niedrigen Spannungen nicht die benötigten Leistungen für Hochgeschwindigkeitsverkehre bereitstellen konnten und die konventionellen, fest abgespannten Fahrleitungen bei hohen Geschwindigkeiten zu unzulässigen Schwingungen neigten.

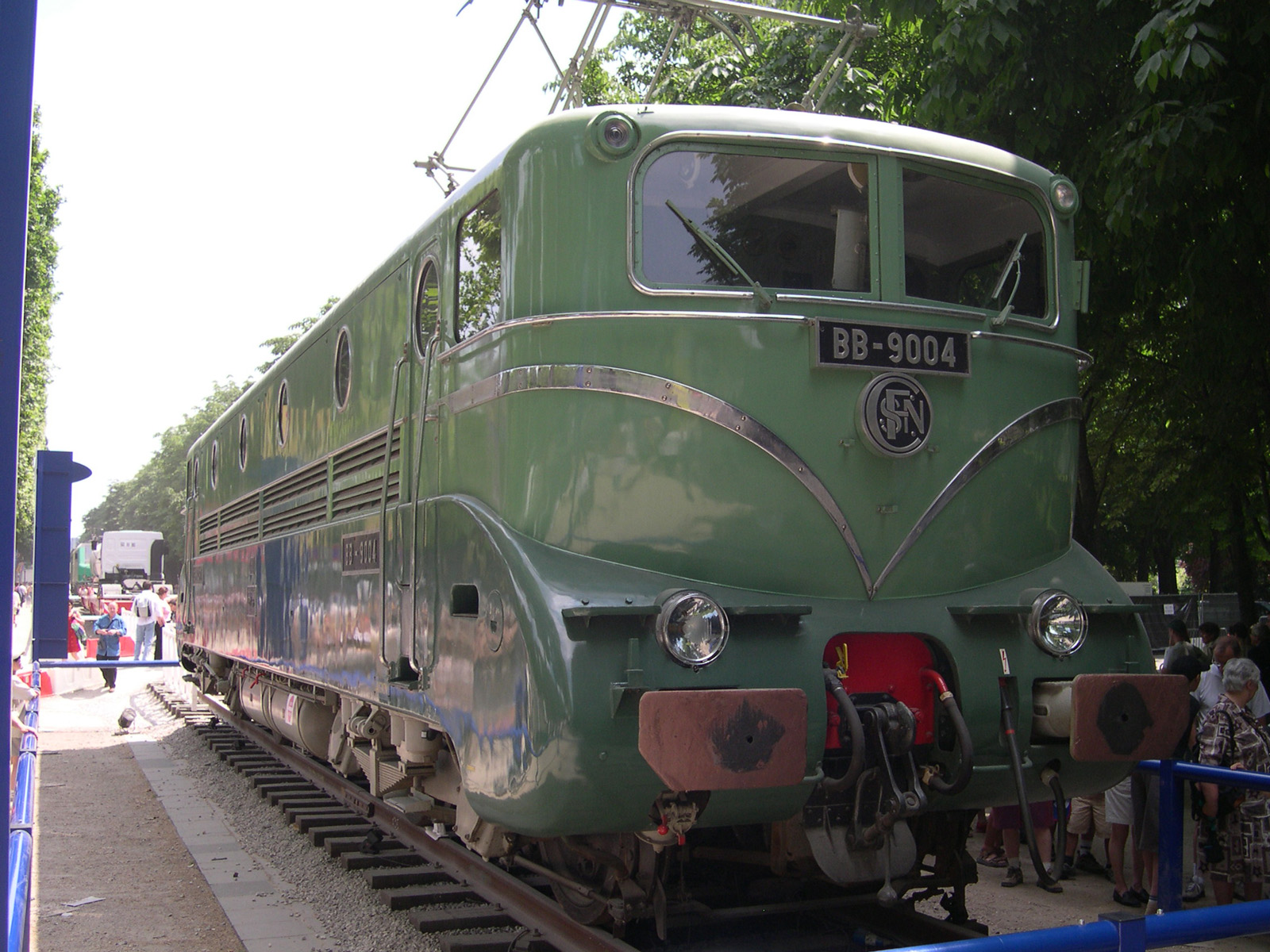
Die BB 9004 der SNCF erreichte schon 1955 331 km/h

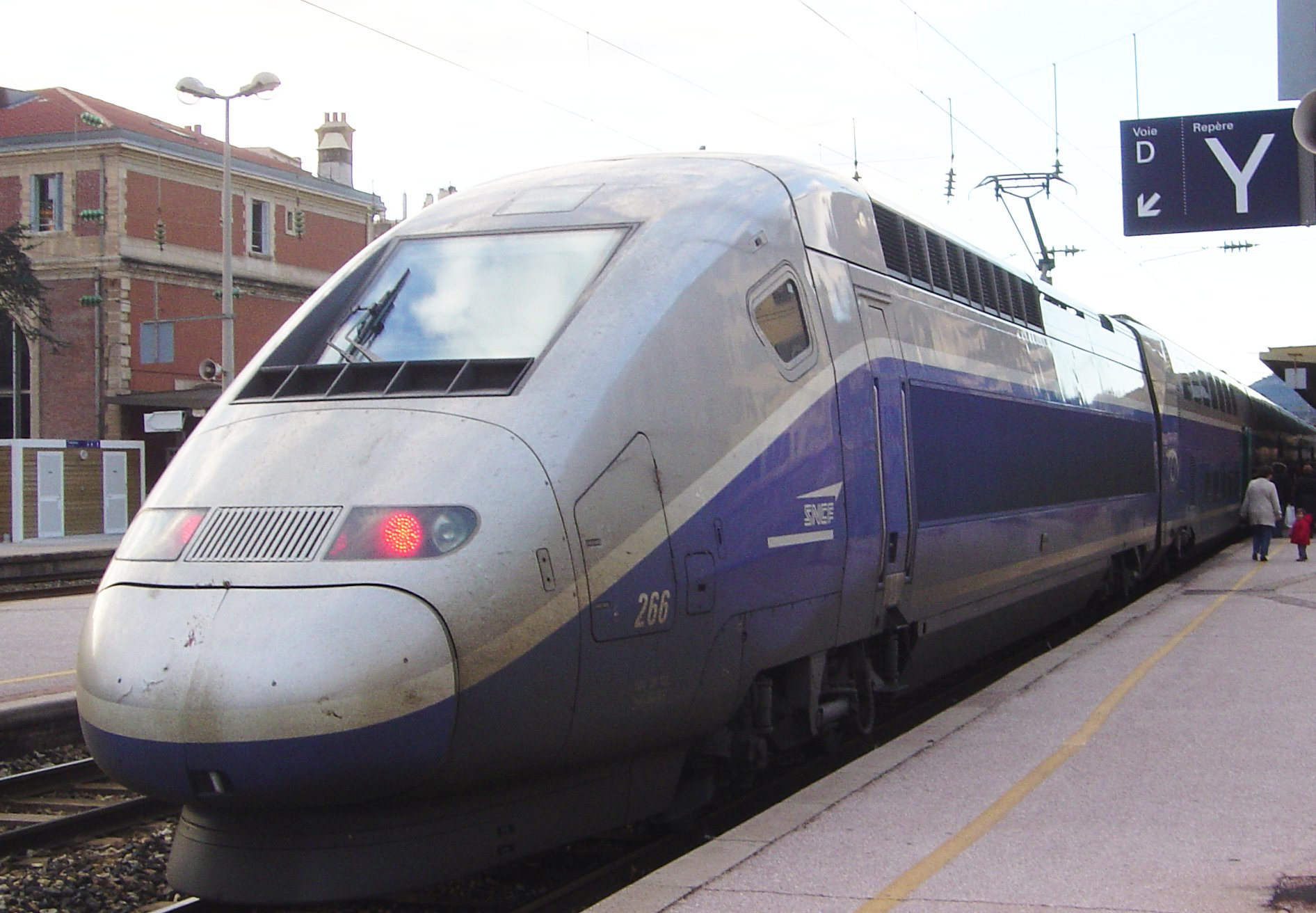
Doppelstockzug TGV Duplex, 575 km/h

In der zweiten Hälfte des 20. Jahrhunderts zeigte sich außer Japan Frankreich als Vorreiter für hohe Geschwindigkeiten mit elektrischen Zügen. 1954 erreichte die sechsachsige CC 7121 zwischen Dijon und Beaune einen ersten Weltrekord von 243 km/h. Die vierachsige BB 9004 und die sechsachsige CC 7107 erreichten 1955 bei Versuchsfahrten unabhängig voneinander Höchstgeschwindigkeiten von 331 und 326 km/h. Bei den Schnellfahrversuchen nahmen außer dem Oberbau wegen der hohen Ströme beim Gleichspannungsbetrieb mit nur 1,5 kV vor allem die Schleifleisten der Stromabnehmer Schaden. Ab Mai 1967 fuhren umgerüstete Elektrolokomotiven der Reihe BB 9200 mit dem TEE Le Capitole von Paris nach Toulouse auf Abschnitten planmäßig mit 200 km/h. Nach Planungen und Versuchen mit Gasturbinenantrieben entschied der französische Ministerrat angesichts der Ölkrise 1974, die geplante Hochgeschwindigkeitsstrecke von Paris nach Lyon zu elektrifizieren. Anders als noch bei der seit 1970 in Bau befindlichen Schnellfahrstrecke Florenz–Rom wurde nicht das regional vorhandene Gleichstromsystem gewählt, sondern wie bei den neu gebauten japanischen Strecken 25 Kilovolt bei 50 Hertz Wechselspannung. Um auch die mit 1500 Volt Gleichspannung gespeisten konventionellen Strecken befahren zu können, wurden von Beginn an Mehrsystemfahrzeuge gebaut. 1981 erreichte ein TGV-Triebzug 380 km/h, wiederum 1990 der allerdings modifizierte TGV-Atlantique 325 515,3 km/h und 2007 ein stark veränderter TGV-Duplex-Doppelstockzug die Rekordmarke von 575 km/h.

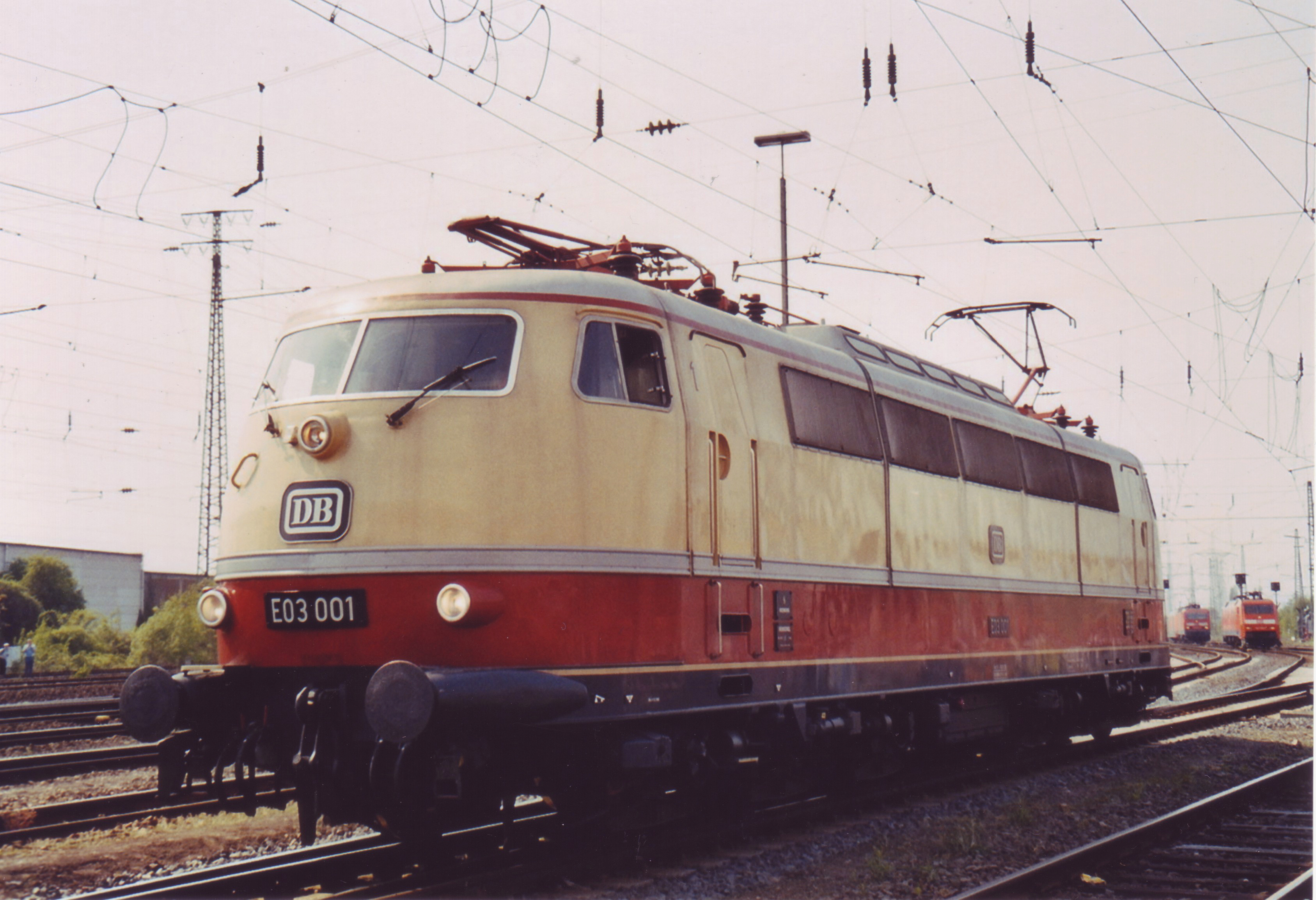
DB-Schnellzuglokomotive E 03 001 von 1968, spätere 103 001

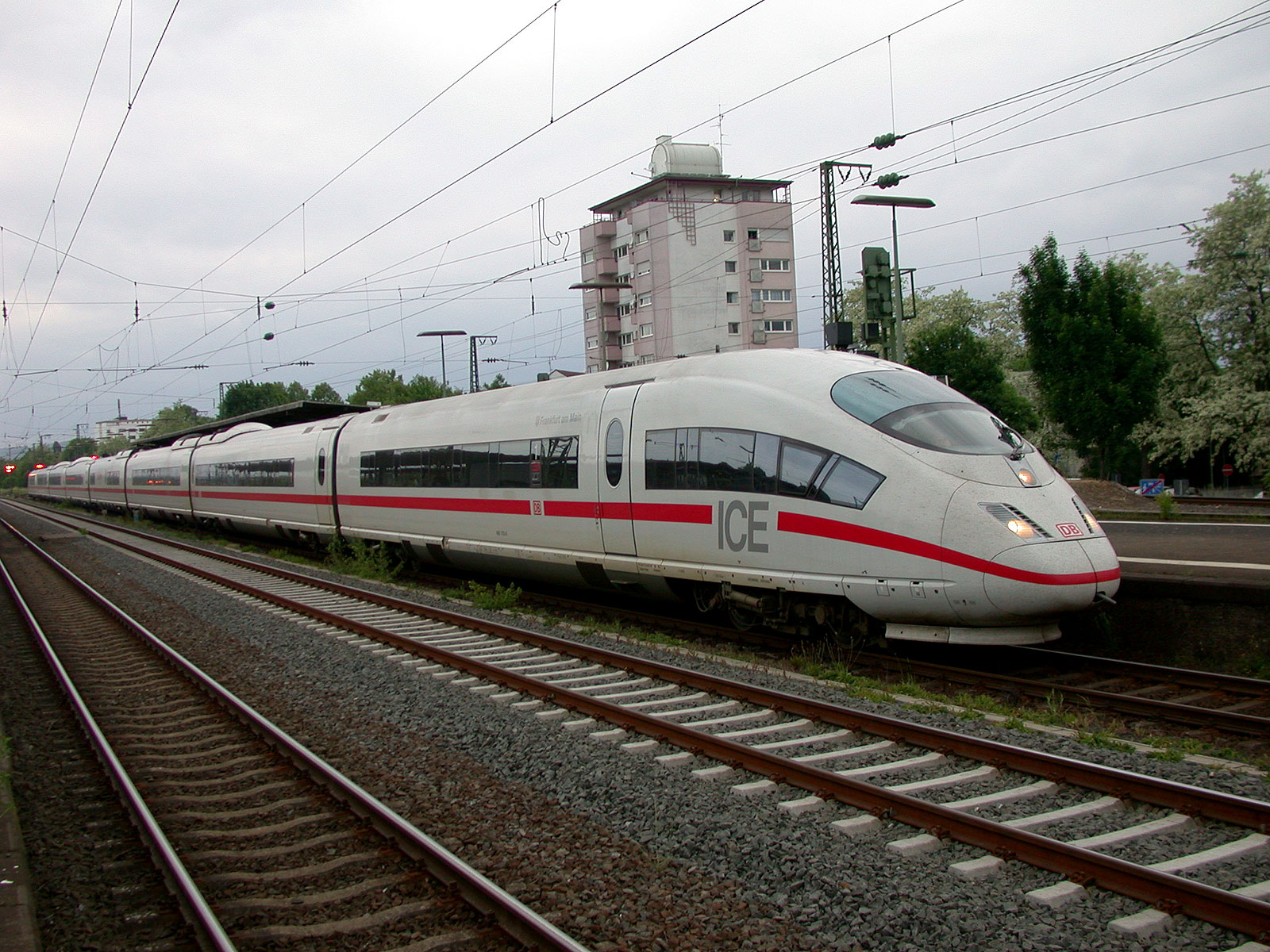
ICE-3-Triebzug der Deutschen Bahn

Ab 1986 begann auch die Deutsche Bundesbahn Experimente mit dem elektrischen Hochgeschwindigkeitszug InterCityExperimental, die zum heutigen ICE-System führten, das am 2. Juni 1991 seinen Betrieb aufnahm. Vorausgegangen waren dem jahrzehntelange Planungen und Versuche mit elektrischen Antrieben: bereits die Deutsche Reichsbahn plante Schnellfahrten mit den rechnerisch für 225 km/h ausgelegten Schnellzuglokomotiven der Baureihe E 19, zu denen es kriegsbedingt nicht mehr kam. Am 28. Oktober und 22. November 1963 absolvierten die E 10 299 und 300 als erste deutsche Elektrolokomotiven seit 1903 Schnellfahrten mit 200 km/h zwischen Bamberg und Forchheim. Sie dienten als Versuchsträger für die Lokomotiven der Baureihe E 03, die ab 1965 für die Beförderung planmäßiger Züge mit 200 km/h ausgeliefert wurden. Schon im selben Jahr absolvierten die vier Vorserienlokomotiven während der Internationalen Verkehrsausstellung zwischen München und Augsburg erstmals in Deutschland Schnellfahrten mit 200 km/h mit planmäßigen Reisezügen. Eine Serienlokomotive, die 103 118, stellte am 12. September 1973 zwischen Rheda und Oelde mit 252,9 km/h einen neuen deutschen Rekord für Schienenfahrzeuge auf. Am 14. Juni 1985 erreichte die Vorserienlokomotive 103 003 auf derselben Strecke 283,0 km/h und damit letztmals eine elektrische Lokomotive einen neuen deutschen Rekord für Schienenfahrzeuge, bevor der Triebwagenzug InterCityExperimental zeitweise auch noch die französische Konkurrenz auf Weltrekordniveau überbieten konnte.

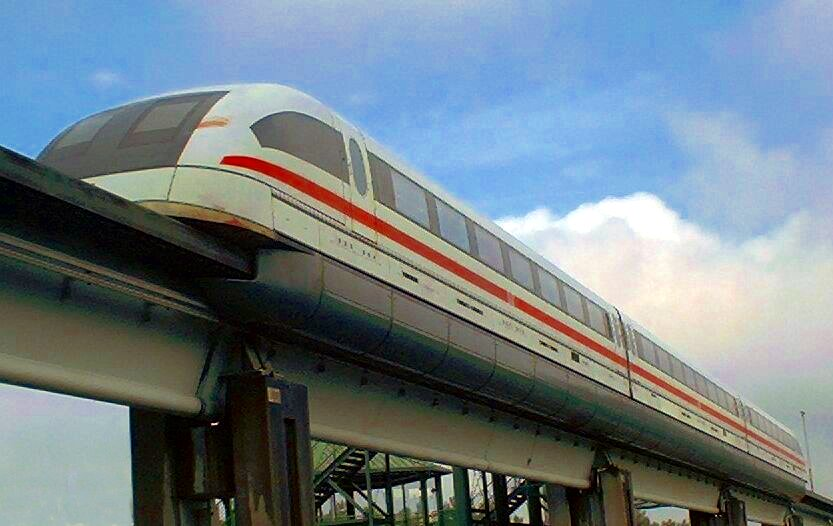
Transrapid auf der Versuchsstrecke

Hermann Kemper begann 1922 mit Untersuchungen zu elektromagnetisch schwebenden Bahnen und erhielt dafür am 14. August 1934 das deutsche Reichspatent 643316 zugesprochen. Die Weiterentwicklung wurde jedoch durch den Zweiten Weltkrieg abgebrochen und erst in den späten 1960er Jahren wieder aufgenommen.
1971 führte Messerschmitt-Bölkow-Blohm in München-Allach das Versuchsfahrzeug Transrapid 2 vor, 1979 wurde auf der Internationalen Verkehrsausstellung in Hamburg die weltweit erste für Personenverkehr zugelassene „Magnetbahn“ präsentiert, 1983 in Berlin eine 1,6 Kilometer lange sogenannte M-Bahn für den Nahverkehr gebaut, die Trasse jedoch 1992 wieder abgebrochen. Da der Einsatz und Betrieb in Deutschland wegen der hohen Kosten und der mangelnden Verknüpfbarkeit der Trasse mit den anderen Verkehrsträgern umstritten ist, wurde bislang lediglich einmal eine größere Anlage (32 Kilometer) für die chinesische Stadt Shanghai erstellt (Transrapid Shanghai). In Japan wurde ab 1962 zeitlich parallel zum Transrapid mit dem JR-Maglev ebenfalls ein Magnetschwebebahnsystem entwickelt, das jedoch anders als der Transrapid auf Grundsätzen der Elektrodynamik basiert.
Geschwindigkeitsentwicklung bei elektrischer Traktion:
- 1889 USA, Baltimore, elektrischer Triebwagen erreicht 185 km/h
- 1903 Deutschland, Siemens- und AEG-Triebwagen mit Drehstromantrieb, 210 km/h
- 1955 Frankreich, SNCF, elektrische Lokomotiven BB 9004 und CC 7107, jeweils 331 km/h
- 1981 Frankreich, SNCF, elektrischer Triebzug TGV, 380 km/h
- 1988 Deutsche Bundesbahn, elektrischer Triebzug InterCityExperimental, 406,9 km/h
- 1990 Frankreich, SNCF, elektrischer Triebzug TGV-Atlantique Nr. 325, 515,3 km/h
- 2003 Japan, Magnetschwebebahn JR-Maglev MLX01, 581 km/h
- 2006 Österreich, elektrische Lokomotive ÖBB 1216 050, 357 km/h, Geschwindigkeitsrekord für eine Lokomotive
- 2007 Frankreich, TGV Duplex Hochgeschwindigkeitszug mit Doppelstockwagen, 574,8 km/h Geschwindigkeitsweltrekord für das Rad- und Schiene-System

### Rückkehr des Drehstroms

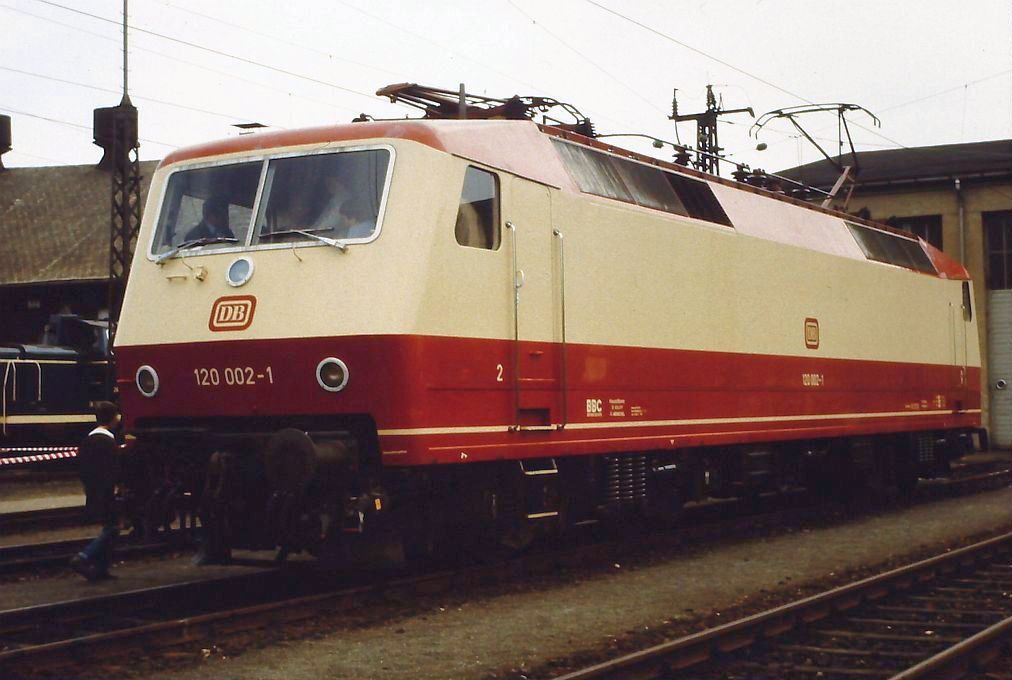
Schnellzuglokomotive 120 der Deutschen Bundesbahn von 1979, erste weltweit in größerer Stückzahl gebaute Elektrolokomotive mit Drehstrom-Asynchronmotoren

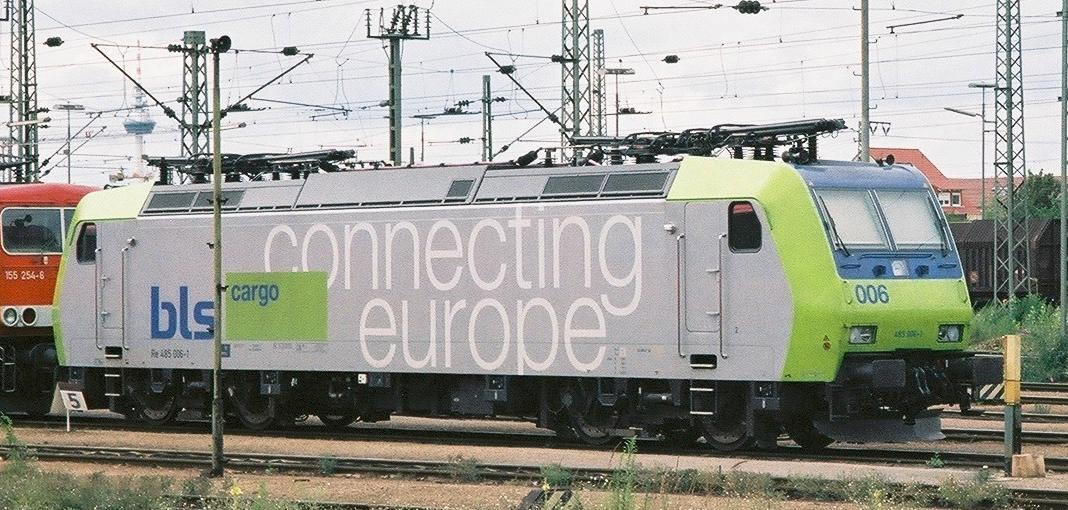
TRAXX-Baureihe als BLS 485 006

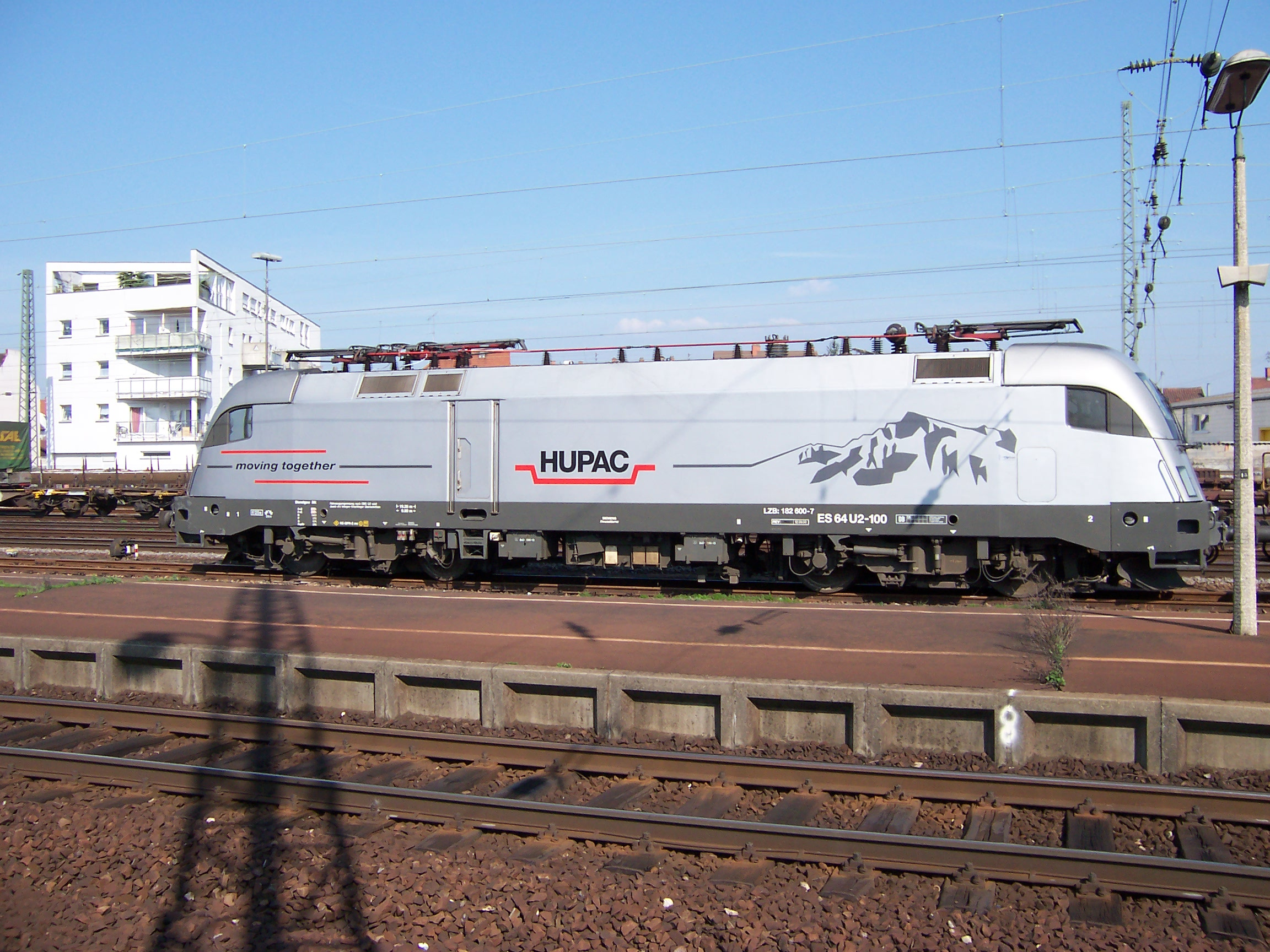
Eurosprinter-„Taurus“- Baureihe als HUPAC-Lok

Anfang der 1970er Jahre gelang es mittels Leistungselektronik, aus der Oberleitung zugeführten Einphasenwechselstrom oder Gleichstrom in praxistauglicher Weise in Dreiphasen-Wechselstrom umzuformen und damit die immensen Vorteile des Drehstrom-Asynchronmotors zu nutzen. Die Motoren werden direkt über die Stromrichter gesteuert, zeichnen sich durch hohe Leistungen bei geringerem Gewicht aus und sind praktisch wartungsfrei. Unter der Leitung von Oberingenieur und Abteilungsleiter Werner Teich wurde bei Brown, Boveri & Cie. (BBC) in Mannheim in den 1970er Jahren eine dieselelektrische Versuchslokomotive DE 2500 mit einem mit Transformator und Stromabnehmer versehenen Steuerwagen zu einer De-facto-Elektrolokomotive umgebaut, anschließend selber mit einem Stromabnehmer für 1500 Volt Gleichspannung ausgerüstet und bei den Niederländischen Eisenbahnen getestet.
1976 wurde mit der Baureihe E 1200 für die Zechenbahnen der Ruhrkohle AG erstmals eine Kleinserie mit Drehstrom-Asynchronmotoren ausgeliefert, bevor die Deutsche Bundesbahn 1979 die Baureihe 120 für den Fernbahnbetrieb einsetzte. Die Stromversorgung bleibt wie bisher der hochgespannte Einphasenwechselstrom, der jedoch mit Stromrichtern in der Lokomotive zu Dreiphasenwechselstrom umgeformt wird, so auch in den Lokomotiven der norwegischen Reihe El 17 und den ICE-Triebköpfen, die basierend auf der Baureihe 120 Anfang und Mitte der 1980er Jahre entwickelt wurden. Bei gleicher oder sogar kleinerer Baugröße der Triebfahrzeuge wurden damit die Leistungen erheblich gesteigert.
Seit Anfang der 1990er Jahre werden in Deutschland auch die Einheitslokomotiven zunehmend durch modernere elektrische Triebfahrzeuge ersetzt. Dazu gehören die Lokomotivbauarten Bombardier Traxx und die von Siemens ausgerüsteten Eurosprinter, die darüber hinaus für Bahnen verschiedener Länder mit unterschiedlichen Stromsystemen angeboten werden. Unterschiedliche Signalsysteme und Sicherheitseinrichtungen werden dabei durch Ausrüstung mit jeweils länderspezifischen Baugruppenpaketen berücksichtigt.

## Ausblick

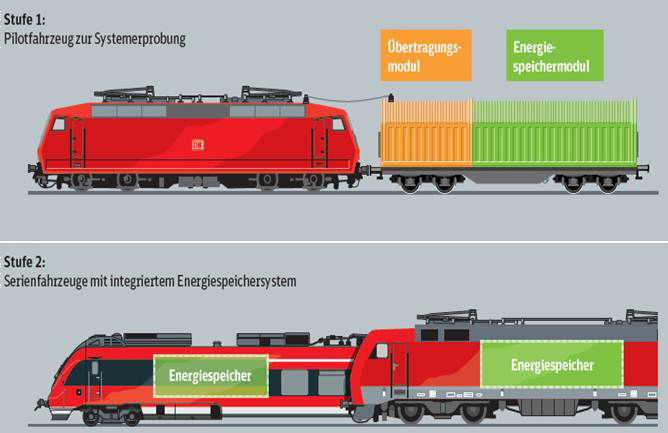
Studie „Energie-Tenderlokomotive“

Das Deutsche Zentrum für Luft- und Raumfahrt (DLR) und die Deutsche Bahn arbeiteten 2012 an der Entwicklung eines „Energie-Tenders“, mit dem Züge mit elektrischem Antrieb ohne Umspannen auch nicht-elektrifizierte Streckenabschnitte nutzen könnten.
Wissenschaftler aus neun DLR-Instituten arbeiten im Projekt „Next Generation Train“ (NGT) interdisziplinär an den zentralen Fragestellungen, wie schnell, sicher, komfortabel und umweltverträglich die Hochgeschwindigkeits-Züge einer nächsten Generation sein müssen.

## Elektrische Bahnen als Hochschul-Lehrfach
Das große Interesse an der Einführung von elektrisch betriebenen Schienenbahnen und die
andererseits zu Beginn des 20. Jahrhunderts vielfach noch unbekannten Aspekte dieser Betriebsart führten dazu, dass 1904 an der Technischen Hochschule Berlin ein erster Lehrstuhl für den Bereich Elektrische Bahnen eingerichtet wurde. Erster Lehrstuhlinhaber wurde Walter Reichel. Der Fachbereich wurde bis heute fortgeführt, jetzt unter dem Namen „Betriebssysteme elektrischer Bahnen“ unter Peter Mnich in Kooperation und Zusammenarbeit u. a. mit der Technischen Universität Dresden, Fakultät Verkehrswissenschaften, Institut für Bahnfahrzeuge und Bahntechnik, Elektrische Bahnen, derzeit unter Arnd Stephan.

## Exkurs: dieselelektrische Antriebe
Abweichend von der bisherigen Thematik ist der dieselelektrische Antrieb die Versorgung eines Elektromotors durch einen direkt auf der Maschine befindlichen Dieselgenerator. Diese Technik fand erstmals in den 1920er Jahren im Rangierdienst Verbreitung. Bereits 1892 hatte der Amerikaner Patton eine gasolinelektrische Lokomotive gebaut und drei Jahre später folgte bei der Gasmotorenfabrik Deutz eine erste deutsche Motorlokomotive mit elektrischer Kraftübertragung. Da die Kraftübertragungsanlage zu schwer geraten war, blieb es trotz leichter Bedienbarkeit und eines guten Wirkungsgrades bei diesem Prototyp. Die Vereinigten Arad-Csanáder Eisenbahnen in Ungarn waren 1903 unter den ersten, die „benzinelektrische“ Triebwagen in größerem Maßstab und systematisch für den Personenverkehr einführten.

Bauzeichnung Preußischer VT 2, zweite Serie, späterer VT 159

Zwischen 1907 und 1915 wurden von den Preußischen Staatsbahnen insgesamt 22 Triebwagen unterschiedlicher Bauarten mit jeweils elektrischen Fahrmotoren in Dienst gestellt, diese hatten eine Primärenergieerzeugung durch fahrzeuginterne Generatoren, die wiederum durch mit Benzol gespeiste Ottomotoren angetrieben wurden. Sie hatten die Baureihenbezeichnung VT 1 (1 Fahrzeug), VT 2 (2 Serien mit je zehn Fahrzeugen), VT 21 (ein Fahrzeug).
Bei ASEA in Schweden wurden im Sommer 1912 zwei dieselelektrische Triebwagen gebaut, bei denen ein 75-PS (55 kW)-Dieselmotor über einen 50-kW-Gleichstromgenerator zwei parallelgeschaltete Gleichstromfahrmotoren versorgte, die ihrerseits über Tatzlagerantriebe die Achsen antrieben. Auf dieser Grundlage entstanden drei Triebwagen für die preußisch-hessischen Staatsbahnen (VT 101 bis 103) und zwei für die sächsischen Staatseisenbahnen (DET 1–2), deren Grundkonzeption sich auch mit den zuvor gebauten preußischen VT 2 deckte.
Die Anfang 1924 bei der Maschinenfabrik Esslingen unter der Leitung und nach den Plänen des russischen Ingenieurs Juri Wladimirowitsch Lomonossow, für die Sowjetunion fertiggestellte erste betriebstüchtige Streckendiesellokomotive der Welt überhaupt, war ebenfalls ein Fahrzeug mit elektrischer Kraftübertragung. Dabei versorgte ein 1200 PS (882 kW) leistender Dieselmotor einen zwölfpoligen, fremderregten Gleichstromgenerator von 800 kW Leistung, der seinerseits die fünf dauernd parallel geschalteten Fahrmotoren versorgte. Auf das Jahr 1925 datiert eine in zehn Exemplaren gebaute benzolelektrische Zweikraftlokomotive, die von Hanomag und Siemens für die südafrikanische „Consolidated Diamond Mines“ gebaut wurde. Sie konnten sowohl mit gewöhnlichem Stromabnehmer unter der mit 500 V Gleichspannung gespeisten Fahrleitung verkehren, als auch auf den fahrleitungslosen Werkbahnsstrecken mit einem Benzinmotor-Generator-Aggregat mit 200 PS (147 kW) Leistung zu versorgt werden. Eine der ersten Unternehmen, die dieselelektrische Lokomotiven im großen Stil auf den Markt brachten, war die American Locomotive Company (ALCO). 1931 wurde mit der Serienproduktion der HH-Serie begonnen, von der 177 Exemplare gebaut wurden. In den 1930er Jahren wurde die Technik auf Stromlinienfahrzeuge angewendet, welche zu ihrer Zeit auf dem amerikanischen Kontinent die schnellsten Schienenfahrzeuge überhaupt waren. Die nach dem Vorbild des „Fliegenden Hamburgers“ entwickelten deutschen Schnelltriebwagen wurden ebenfalls vorwiegend mit dieselelektrischem Antrieb ausgerüstet. Nach dem Zweiten Weltkrieg bevorzugte man in beiden deutschen Staaten den dieselhydraulischen Antrieb, während sich weltweit der dieselelektrische Antrieb durchsetzte.